# Ford Focus
Der Ford Focus ist eine Pkw-Modellreihe des Automobilherstellers Ford in der Kompaktklasse. Seine Markteinführung fand in Europa im Herbst 1998 statt, in Nord- und Südamerika im Frühjahr 2000 und in Australien im September 2002.
In den meisten Ländern war er der Nachfolger des Ford Escort, in Asien und Australien ersetzte er den Ford Laser. Im April 2011 erfolgte sowohl in Europa, den USA als auch in Asien die Einführung der dritten Generation des Kompaktwagens. Im Jahr 2014 wurde eine Modellpflege vorgenommen.
In den Jahren 2012 bis 2014 erreichte der Ford Focus mit jeweils mehr als einer Million verkauften Exemplaren erneut den ersten Rang in den weltweiten Verkaufsstatistiken.
Ford kündigte an, die Produktion des Focus im deutschen Werk Saarlouis im Jahr 2025 einzustellen. Die Einstellung des Kompakten ist eine direkte Folge des Produktionsstopps vom 29. August 2021 in Saarlouis. Sinkende Nachfrage nach Kompaktwagen und Lieferengpässe sind hier die Gründe dafür. Eines der Hauptprobleme ist das SYNC4-Infotainmentsystem, das in der kriegsgebeutelten Ukraine hergestellt wird und daher zu massiven Verzögerungen führt. Pläne eines Nachfolgermodells gibt es keine. Generell ist die Strategie von Ford, zumindest in Europa immer mehr auf Elektro zu setzen.

## Focus ’99 (1998–2004)
Der Ford Focus wurde von Ford of Europe entwickelt und kam im Oktober 1998 in Europa auf den Markt. Ab Frühjahr 2000 wurde er auch in Nordamerika angeboten; auch dort verkaufte er sich gut.

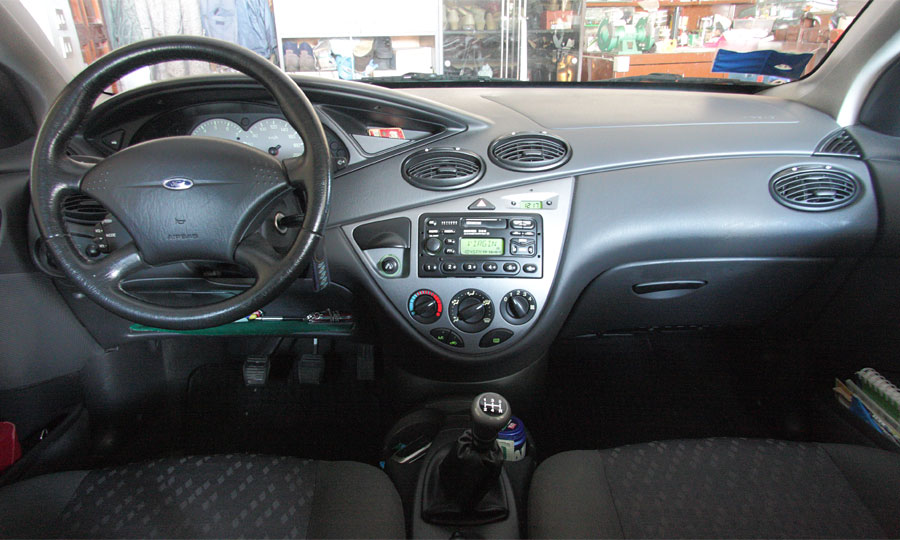
Innenraum

Das Fahrzeug war als drei- und fünftüriges Schrägheckmodell (Typ DBW bzw. DAW) konzipiert und zur Markteinführung mit drei verschiedenen Ottomotoren erhältlich. Im Februar 1999 kamen die viertürige Stufenheckvariante (Typ DFW), die für Europa in Almussafes bei Valencia (Spanien) gefertigt wurde, sowie die Kombivariante Turnier (Typ DNW) auf den deutschen Markt.
Der Focus unterschied sich von den Konkurrenzmodellen unter anderem durch das New-Edge-Design, das Ford zuerst im Herbst 1996 mit dem Ka eingeführt hatte. Zudem besaß der Focus eine aufwendige Einzelradaufhängung der Hinterräder.
Die Serienausstattung der Fahrzeuge in Deutschland umfasste vier Airbags, ABS sowie elektrische Fensterheber (vorne) und bei den stärkeren Motoren eine Antriebsschlupfregelung. Die Aufpreisliste umfasste noch weitere Details wie Klimaanlage, Bordcomputer, Tempomat, Sitzheizung und später ESP.
Ab Februar 1999 gab es den Focus auch mit einem TDDi-Dieselmotor mit 1,8 Liter Hubraum, der 66 kW leistete. Ab August 1999 gab es auch einen weiteren 1,8-Liter-Diesel mit 55 kW.

### Modellpflege
| Sterne im Euro-NCAP-Crashtest |

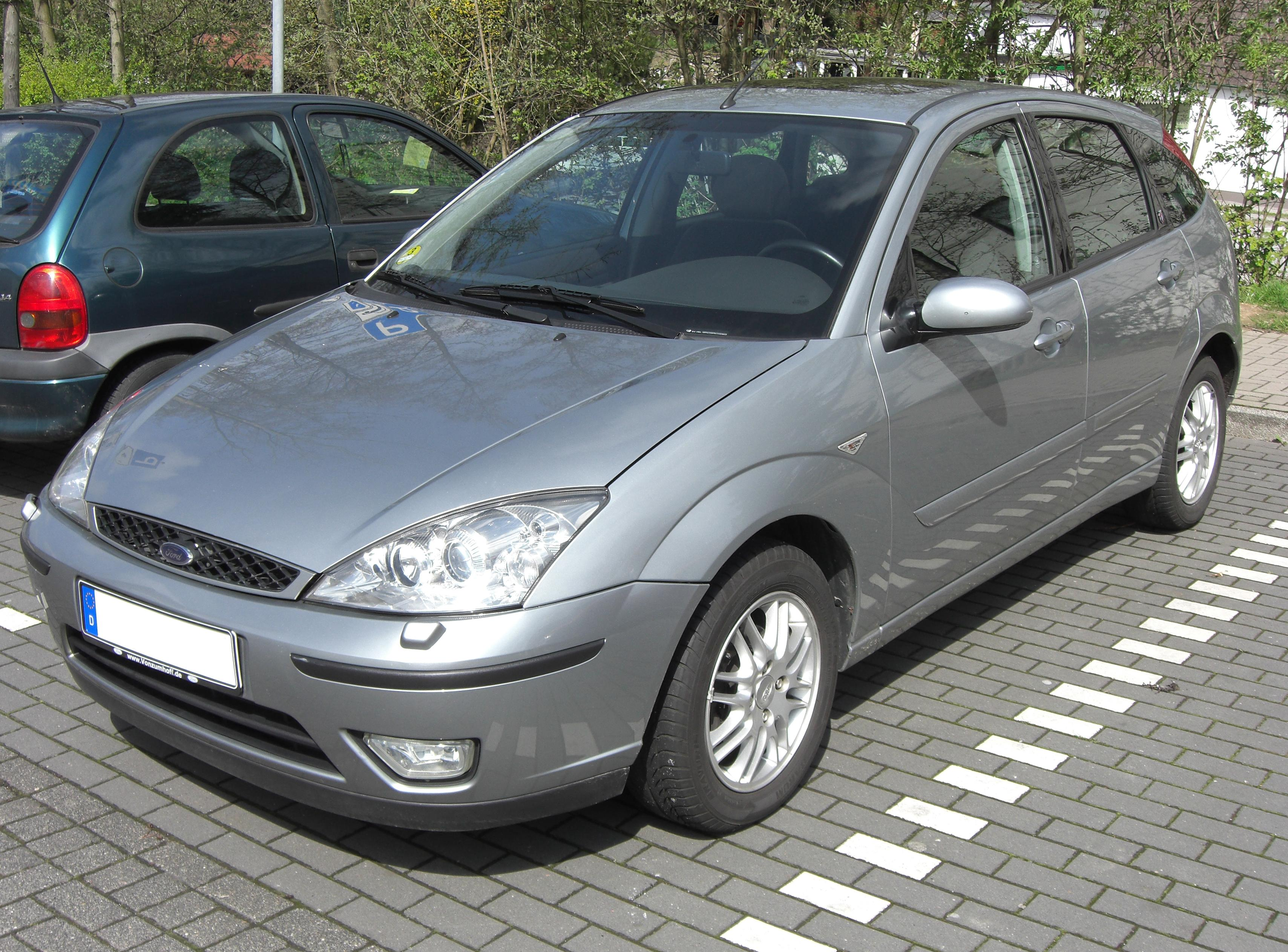
Ford Focus Fünftürer (2001–2004)

In den Jahren 2000 und 2001 war der Ford Focus das weltweit meistverkaufte Auto. Im Oktober 2001 erhielt der Ford Focus im Rahmen einer Modellpflege neue Scheinwerfer mit integrierten Blinkleuchten und separatem Fern- und Abblendlicht, geänderte Stoßfänger sowie einige modifizierte Details im Innenraum (wie etwa der Mitteltunnel) und bei der Elektrik (wie insbesondere der Einbau eines Central-Control-Moduls ähnlich anderer Ford-Modelle). Das Kombimodell Turnier war nur noch mit einer Dachreling erhältlich.
Zwei neue Motoren wurden eingeführt, zum Beispiel ein ab Januar 2002 eingebauter und 127 kW (173 PS) starker 2,0-Liter-Ottomotor im Topmodell ST 170 (ST für Sports Technology). Dieses Modell hatte ein Sechsgang-Getriebe, dunkel abgesetzte Scheinwerfer, eine größere Bremsanlage und ein Sportfahrwerk. Weiterhin hatte es spezielle Sportsitze, auf Wunsch auch von Recaro. Mit dem Facelift war Bi-Xenonlicht verfügbar, ebenso eine Klimaautomatik. Ab November 2002 wurde der Focus auch als Erdgasfahrzeug mit unterflur montierten Tanks angeboten.
Im Oktober 2002 wurde der Focus RS vorgestellt, dessen Zweiliter-Turbomotor 158 kW (215 PS) leistete. Er war mit zahlreichen Rennsportkomponenten ausgestattet, unter anderem 18-Zoll-OZ-Felgen, Brembo-Bremsen, Quaife-Sperrdifferenzial, Sparco-Halbschalensitzen, einem Getrag-Sportgetriebe und einer AP-Racing-Kupplung sowie mit der Optik des Focus WRC Rallyecars. Die Produktion des Focus RS war weltweit auf 4501 Exemplare beschränkt und nur in der Farbe Imperial Blau (auch Ford Racing Blue genannt) erhältlich. Außerdem war die jeweilige Seriennummer in der Mittelkonsole eingeprägt. Im November 2003 wurde die Fertigung des Focus RS beendet.
Angeboten wurde der Focus in vier Ausstattungsvarianten: in einer Sparversion ohne Bezeichnung (umgangssprachlich Basis-Focus, unter anderem ohne Zentralverriegelung und ohne elektrische Fensterheber), in der Grundausstattung Ambiente, in der Sportversion Trend und in der Luxus-Ausführung Ghia. Darüber hinaus gab es verschiedene Sondermodelle wie Viva, Viva X, Futura, Finesse, Sport TDCi und die Luxusversionen Ghia X und Ghia Exclusiv.
In der saarländischen Pilot-plant in Saarlouis wurde im Juni 2005 der 10-millionste Wagen der Kompaktklasse produziert (Focus und Vorgängermodell Escort).

### Technische Daten
|                                             | 1.4                    | 1.6                          | 1.8                                            | 2.0                        | 2.0 ST 170            | 2.0 RS                     | 1.8 TDDi                   | 1.8 TDDi                   | 1.8 TDCi                   | 1.8 TDCi                   |
| ------------------------------------------- | ---------------------- | ---------------------------- | ---------------------------------------------- | -------------------------- | --------------------- | -------------------------- | -------------------------- | -------------------------- | -------------------------- | -------------------------- |
| Bauzeitraum                                 | 08/1998–08/2004        | 08/1998–08/2004              | 08/1998–08/2004                                | 08/1998–08/2004            | 01/2002–08/2004       | 10/2002–11/2003            | 08/1999–08/2004            | 02/1999–08/2004            | 08/2002–08/2004            | 01/2001–08/2004            |
| Motorkenndaten                              |                        |                              |                                                |                            |                       |                            |                            |                            |                            |                            |
| Motorkennung                                | FXDA, FXDC, FXDB, FXDD | FYDA, FYDC, FYDB, FYDD, FYDH | EYDC, EYDB, EYDD, EYDE, EYDG, EYDI, EYDJ, EYDL | EDDC, EDDB, EDDD, EDDF     | ALDA                  | HMDA                       | BHDA, BHDB                 | C9DC, C9DA, C9DB           | FFDA                       | F9DA, F9DB                 |
| Motortyp                                    | Zetec-S                | Zetec-S                      | Zetec-E                                        | Zetec-E                    | Zetec-E               | Zetec-E                    | R4-Dieselmotor             | R4-Dieselmotor             | R4-Dieselmotor             | R4-Dieselmotor             |
| Anzahl Ventile pro Zylinder                 | 4                      | 4                            | 4                                              | 4                          | 4                     | 4                          | 2                          | 2                          | 2                          | 2                          |
| Ventilsteuerung                             | DOHC, Zahnriemen       | DOHC, Zahnriemen             | DOHC, Zahnriemen                               | DOHC, Zahnriemen           | DOHC, Zahnriemen      | DOHC, Zahnriemen           | OHC, Zahnriemen            | OHC, Zahnriemen            | OHC, Zahnriemen            | OHC, Zahnriemen            |
| Gemischaufbereitung                         | Saugrohreinspritzung   | Saugrohreinspritzung         | Saugrohreinspritzung                           | Saugrohreinspritzung       | Saugrohreinspritzung  | Saugrohreinspritzung       | Direkteinspritzung         | Direkteinspritzung         | Common-Rail-Einspritzung   | Common-Rail-Einspritzung   |
| Motoraufladung                              | –                      | –                            | –                                              | –                          | –                     | Turbolader, Ladeluftkühler | Turbolader, Ladeluftkühler | Turbolader, Ladeluftkühler | Turbolader, Ladeluftkühler | Turbolader, Ladeluftkühler |
| Kühlung                                     | Wasserkühlung          | Wasserkühlung                | Wasserkühlung                                  | Wasserkühlung              | Wasserkühlung         | Wasserkühlung              | Wasserkühlung              | Wasserkühlung              | Wasserkühlung              | Wasserkühlung              |
| Bohrung × Hub                               | 76,0 mm × 76,5 mm      | 79,0 mm × 81,4 mm            | 80,6 mm × 88,0 mm                              | 84,8 mm × 88,0 mm          | 84,8 mm × 88,0 mm     | 84,8 mm × 88,0 mm          | 82,5 mm × 82,0 mm          | 82,5 mm × 82,0 mm          | 82,5 mm × 82,0 mm          | 82,5 mm × 82,0 mm          |
| Hubraum                                     | 1388 cm³               | 1596 cm³                     | 1796 cm³                                       | 1988 cm³                   | 1988 cm³              | 1988 cm³                   | 1753 cm³                   | 1753 cm³                   | 1753 cm³                   | 1753 cm³                   |
| Verdichtungsverhältnis                      | 11,0:1                 | 11,0:1                       | 10,0:1                                         | 10,0:1                     | 10,2:1                | 8,0:1                      | 19,4:1                     | 19,4:1                     | 18,5:1                     | 18,5:1                     |
| max. Leistung bei min−1                     | 55 kW (75 PS)/ 5000    | 74 kW (100 PS)/ 6000         | 85 kW (115 PS)/ 5500                           | 96 kW (130 PS)/ 5500       | 127 kW (173 PS)/ 7000 | 158 kW (215 PS)/ 5500      | 55 kW (75 PS)/ 4000        | 66 kW (90 PS)/ 4000        | 74 kW (100 PS)/ 3850       | 85 kW (115 PS)/ 3800       |
| max. Drehmoment bei min−1                   | 123 Nm/ 3500           | 145 Nm/ 4000                 | 160 Nm/ 4400                                   | 178 Nm/ 4500               | 196 Nm/ 5500          | 310 Nm/ 3500               | 175 Nm/ 1800               | 200 Nm/ 2000               | 240 Nm/ 1750               | 250 Nm/ 1850               |
| Kraftübertragung                            |                        |                              |                                                |                            |                       |                            |                            |                            |                            |                            |
| Antrieb                                     | Vorderradantrieb       | Vorderradantrieb             | Vorderradantrieb                               | Vorderradantrieb           | Vorderradantrieb      | Vorderradantrieb           | Vorderradantrieb           | Vorderradantrieb           | Vorderradantrieb           | Vorderradantrieb           |
| Getriebe, serienmäßig                       | 5-Gang-Schaltgetriebe  | 5-Gang-Schaltgetriebe        | 5-Gang-Schaltgetriebe                          | 5-Gang-Schaltgetriebe      | 6-Gang-Schaltgetriebe | 5-Gang-Schaltgetriebe      | 5-Gang-Schaltgetriebe      | 5-Gang-Schaltgetriebe      | 5-Gang-Schaltgetriebe      | 5-Gang-Schaltgetriebe      |
| Getriebe, optional                          | –                      | 4-Stufen-Automatikgetriebe   | –                                              | 4-Stufen-Automatikgetriebe | –                     | –                          | –                          | –                          | –                          | –                          |
| Messwerte                                   |                        |                              |                                                |                            |                       |                            |                            |                            |                            |                            |
| Höchstgeschwindigkeit                       | 171 km/h               | 173–185 km/h                 | 198 km/h                                       | 197–201 km/h               | 216 km/h              | 232 km/h                   | 167 km/h                   | 180 km/h                   | 186 km/h                   | 196 km/h                   |
| Beschleunigung, 0–100 km/h                  | 15,1–15,5 s            | 10,3–12,1 s                  | 10,2–10,6 s                                    | 9,2–9,6 s                  | 8,2 s                 | 6,7 s                      | 14,7 s                     | 12,4–12,9 s                | 11,6–11,7 s                | 10,6–10,7 s                |
| Kraftstoffverbrauch auf 100 km (kombiniert) | 6,6 l S                | 6,8–7,8 l S                  | 7,5–7,6 l S                                    | 8,5–9,4 l S                | 9,1 l SP              | 10,1 l SP                  | 5,1 l D                    | 5,4 l D                    | 5,4 l D                    | 5,4 l D                    |
| Leergewicht                                 | 1149 kg                | 1152 kg (1186 kg)            | 1200 kg                                        | 1221 kg                    | 1221 kg               | 1280 kg                    | 1283 kg                    | 1258 kg                    | 1279 kg                    | 1279 kg                    |

- Das Leergewicht bezieht sich auf den Dreitürer.
- Die Verfügbarkeit der Motoren war von Modell, Ausstattung und Markt abhängig.

### Modellübersicht

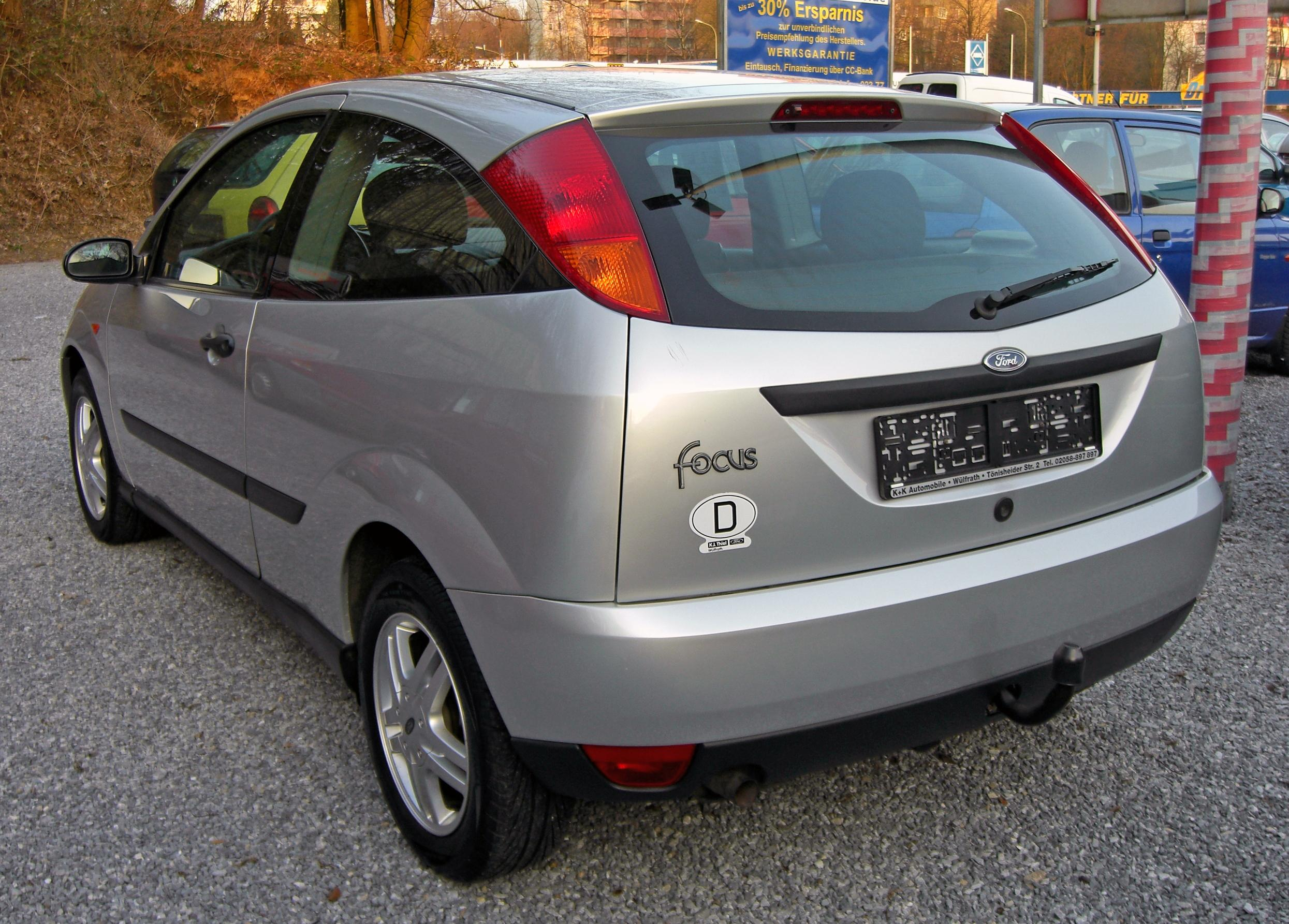
Ford Focus Dreitürer (1998–2001)
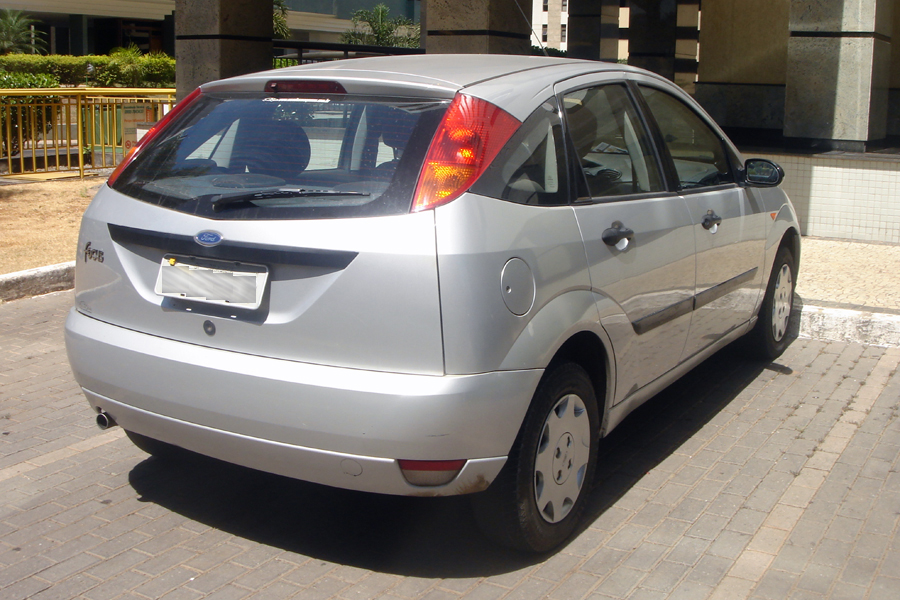
Ford Focus Fünftürer (1998–2001)
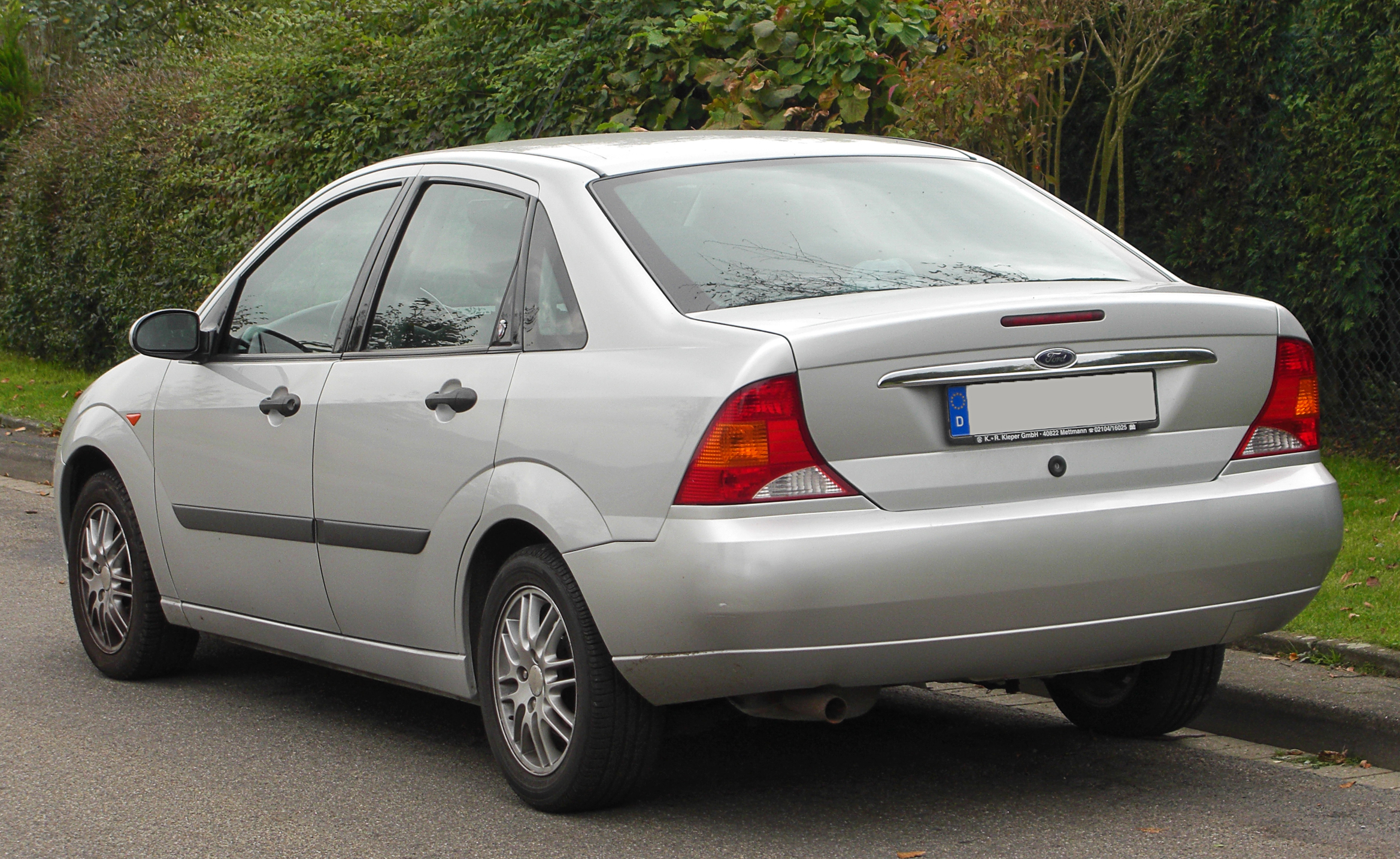
Ford Focus Stufenheck (1999–2001)
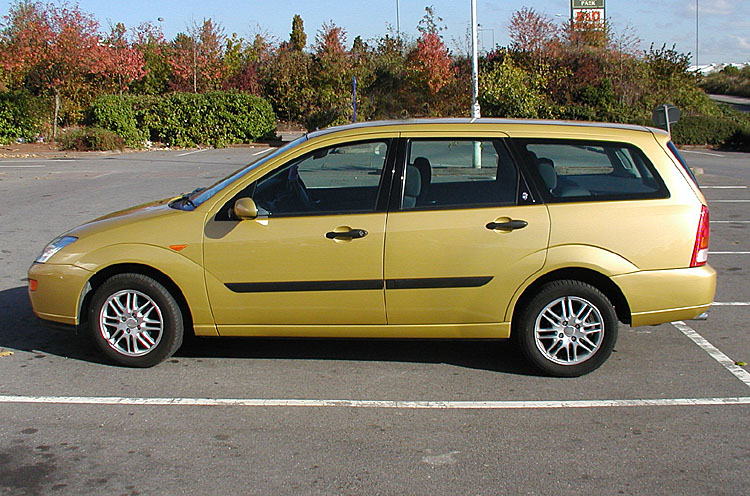
Ford Focus Turnier (1999–2001)
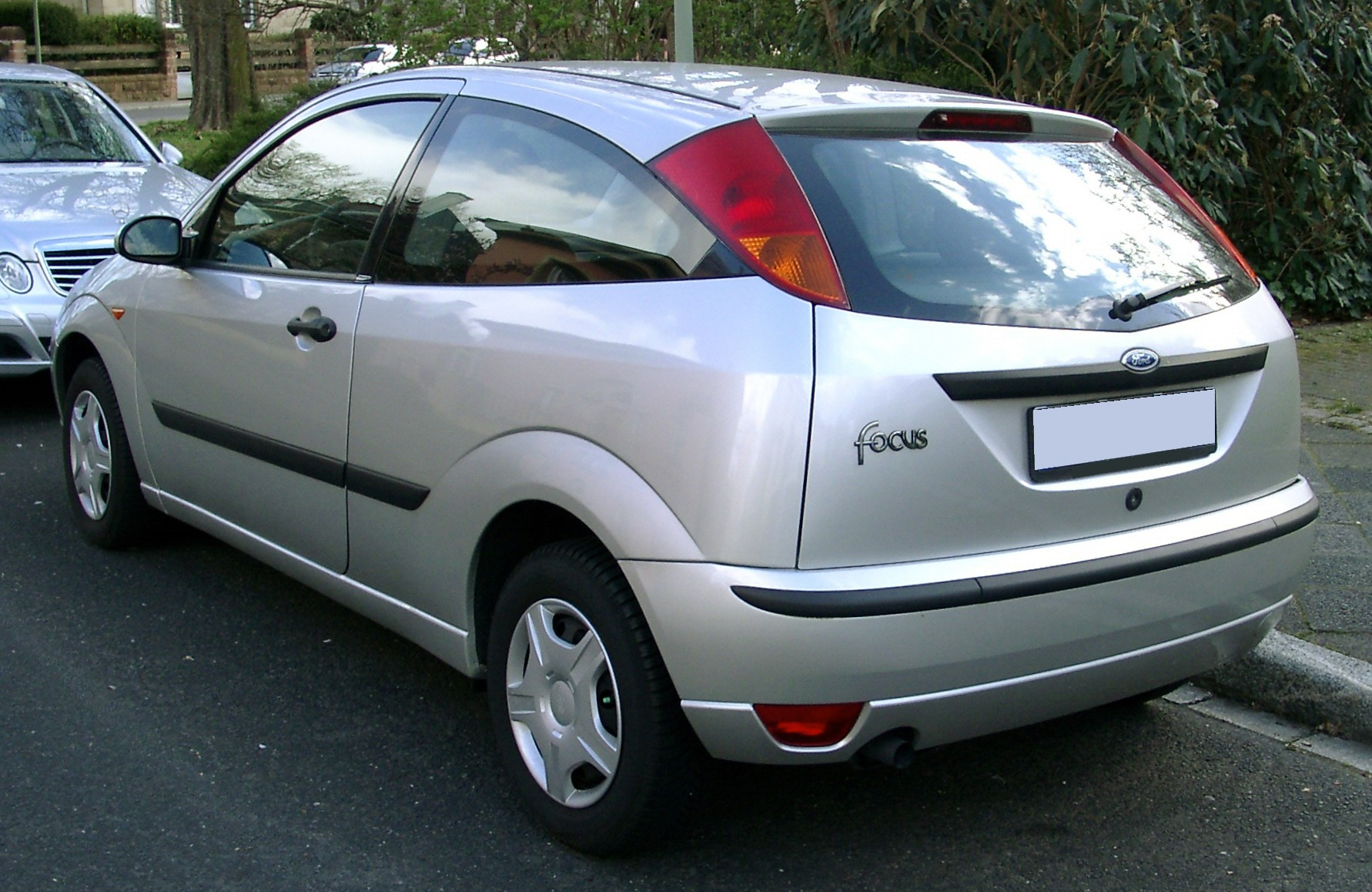
Ford Focus Dreitürer (2001–2004)
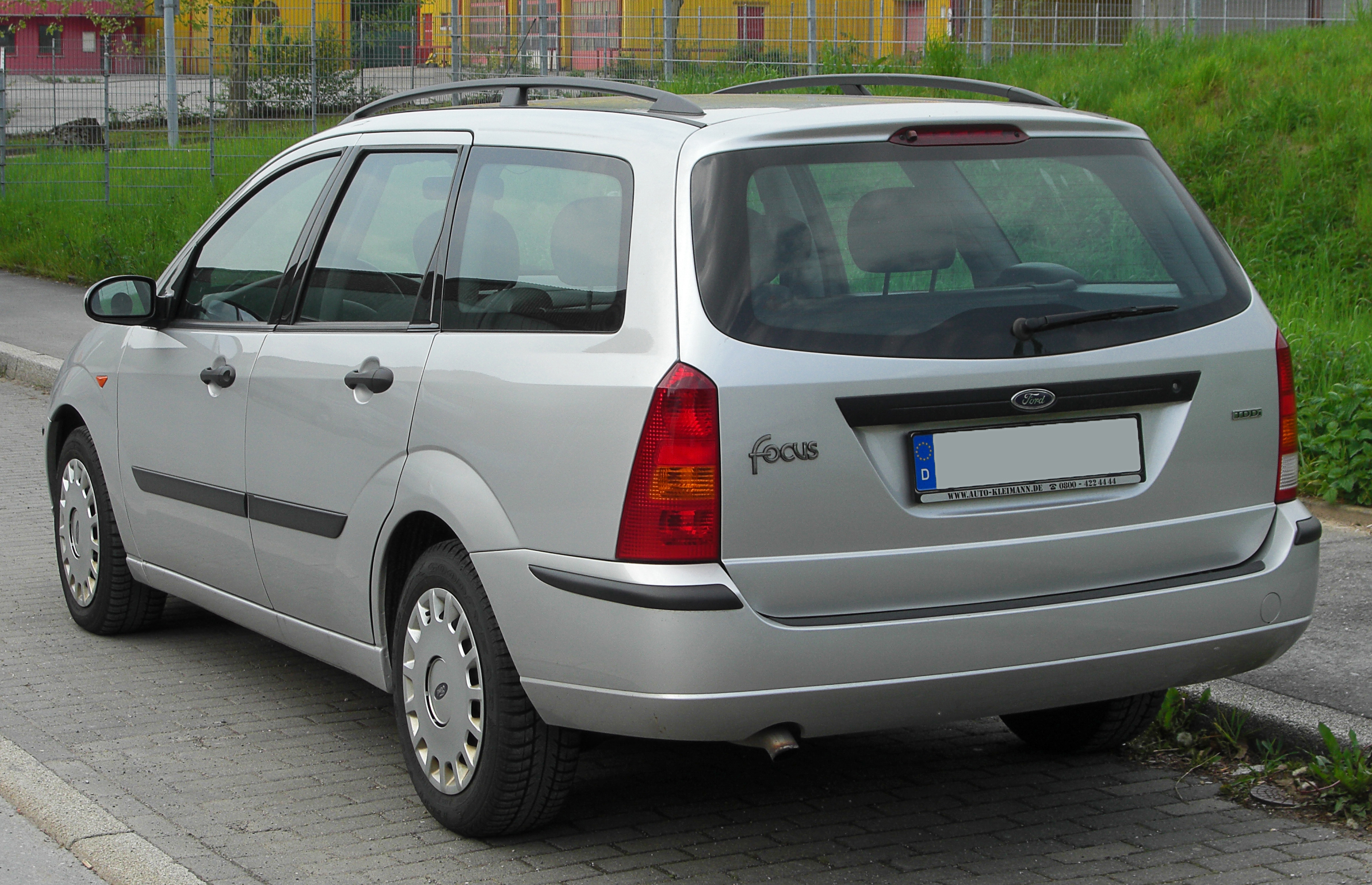
Ford Focus Turnier (2001–2004)
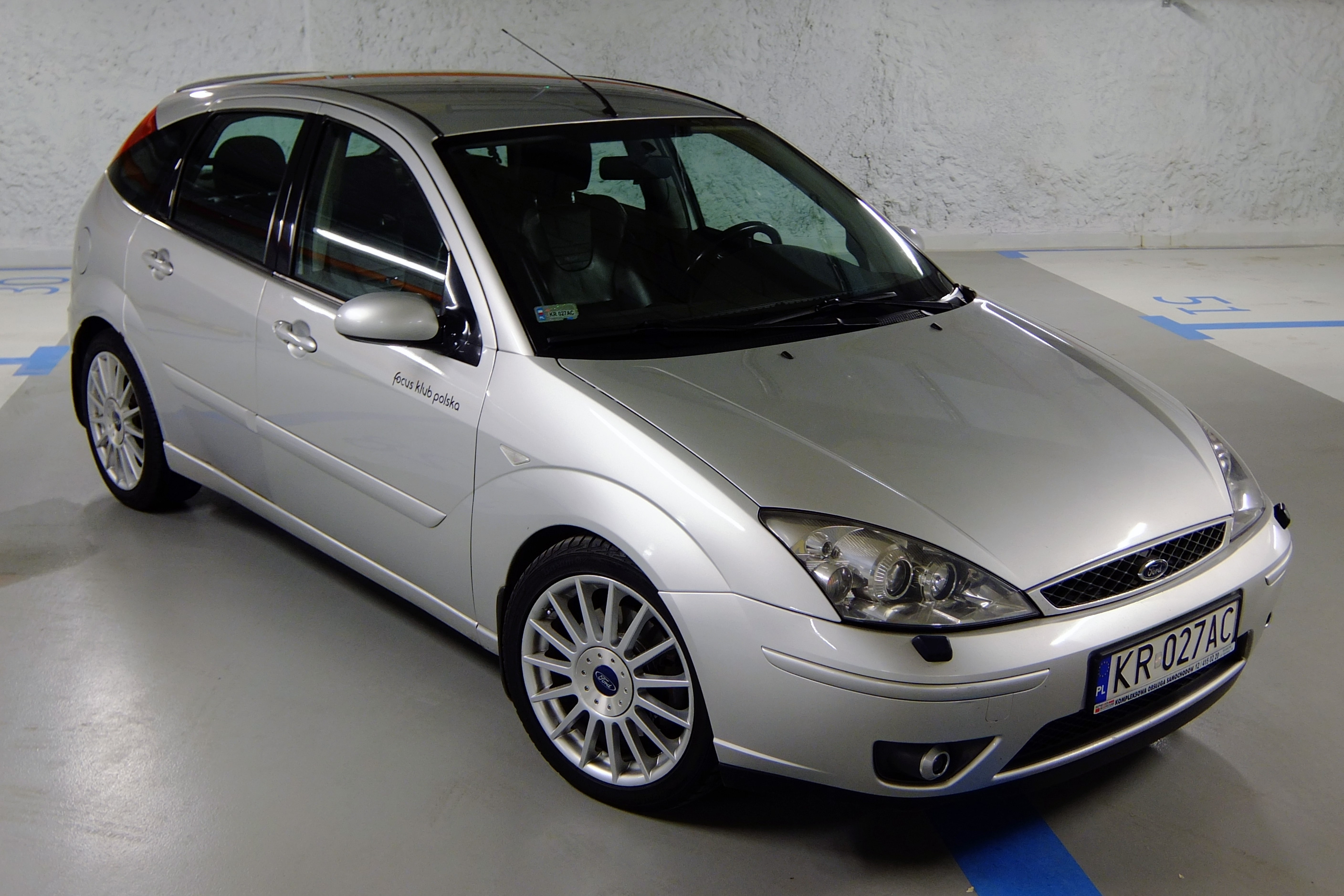
Ford Focus ST170 (2002–2004)
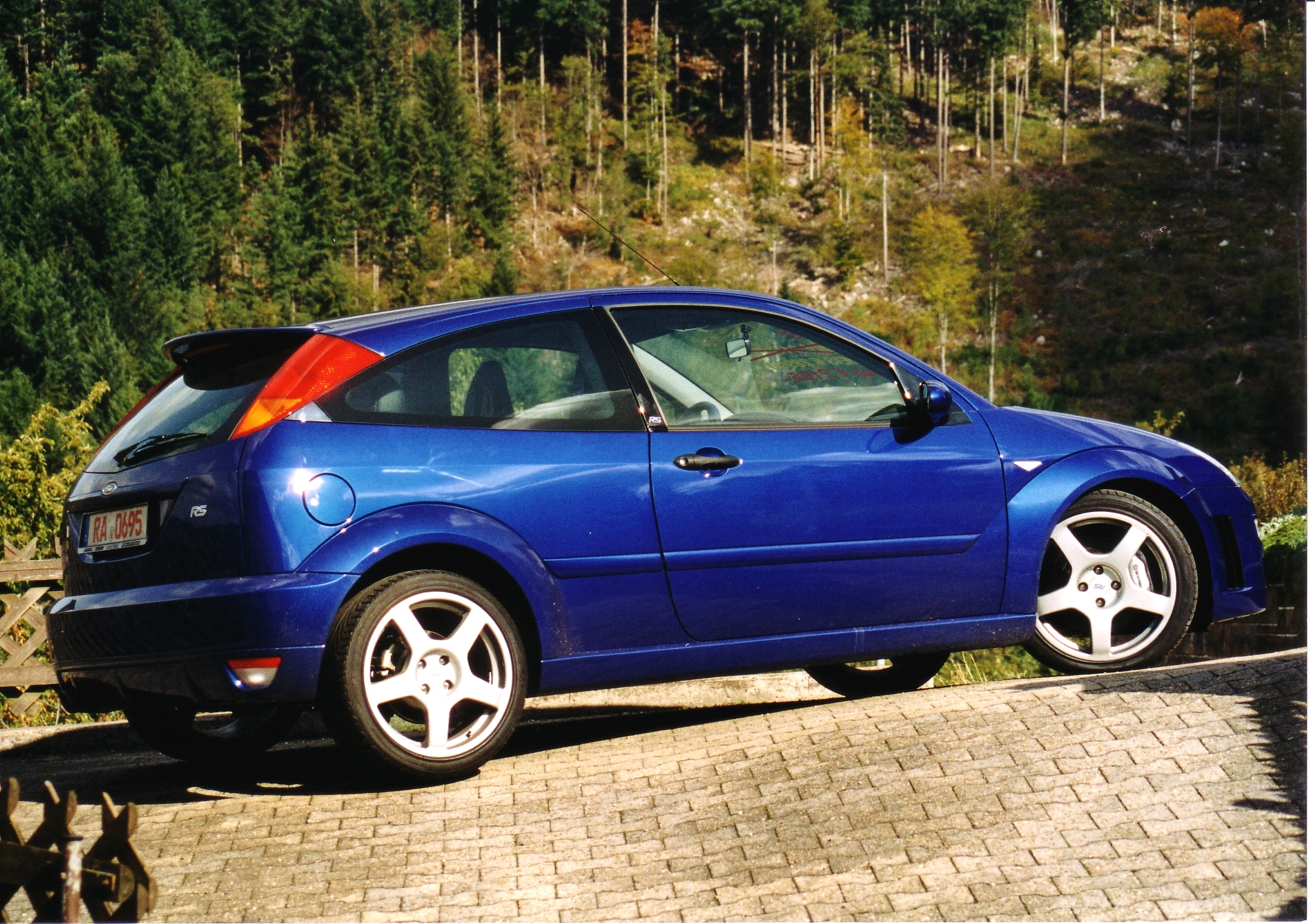
Ford Focus RS (2002–2003)
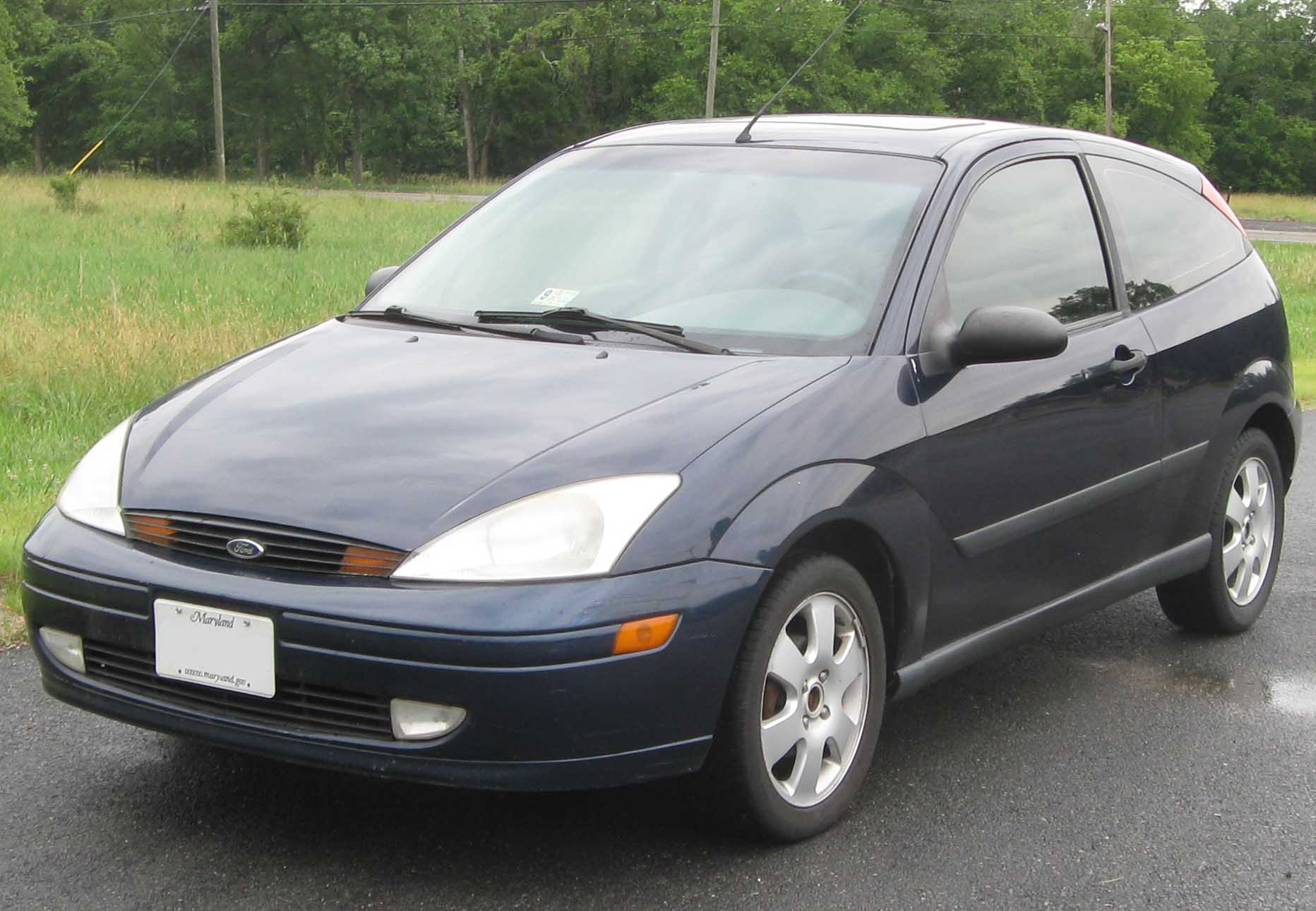
Ford Focus ZX3 (USA)
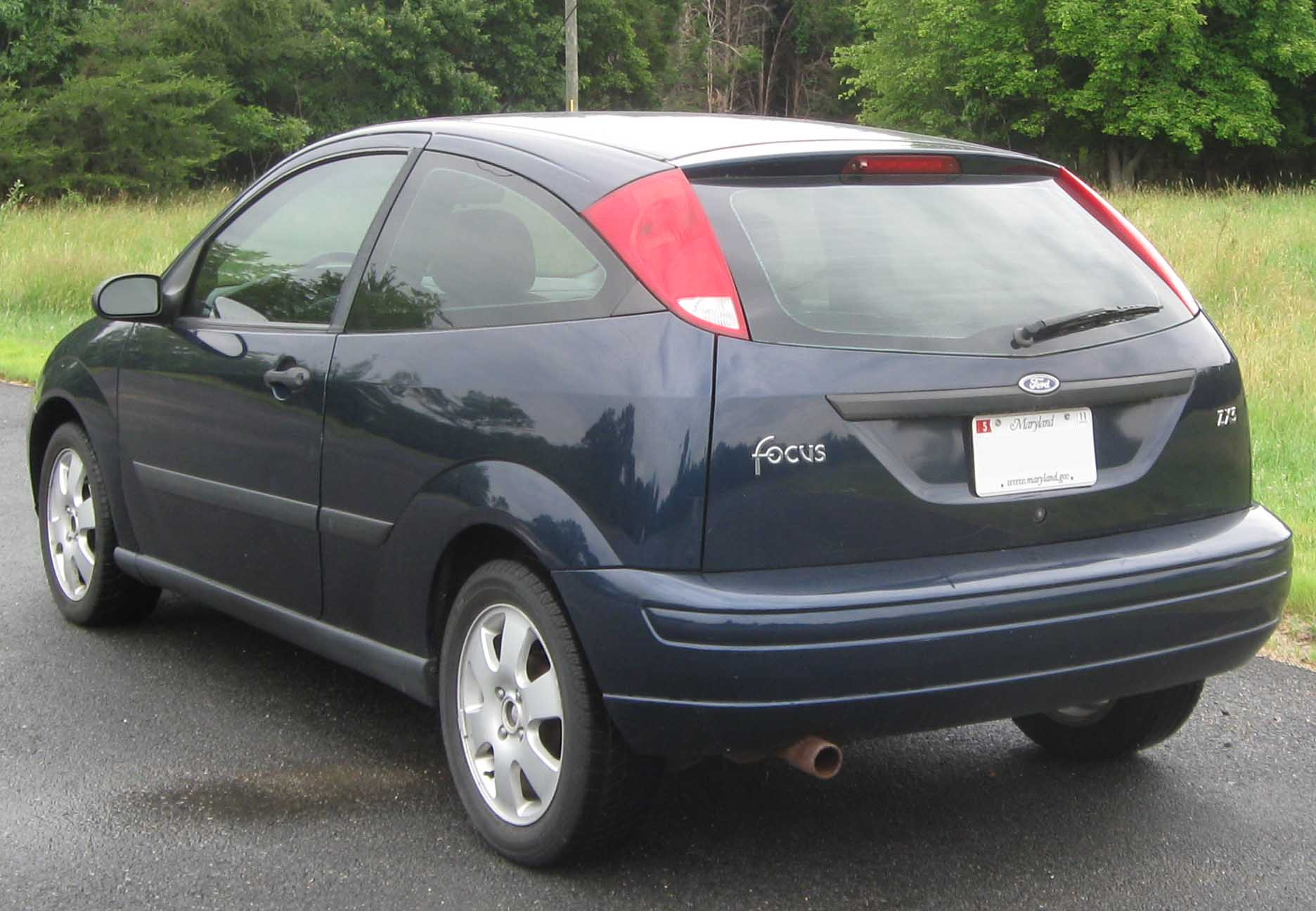
Heckansicht
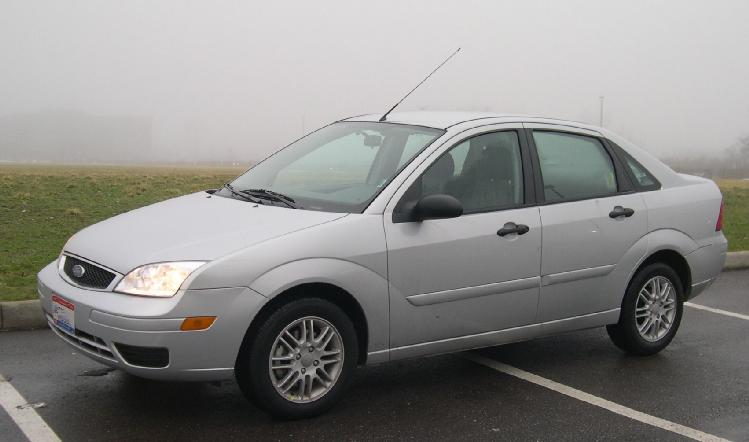
Ford Focus (USA, Facelift)
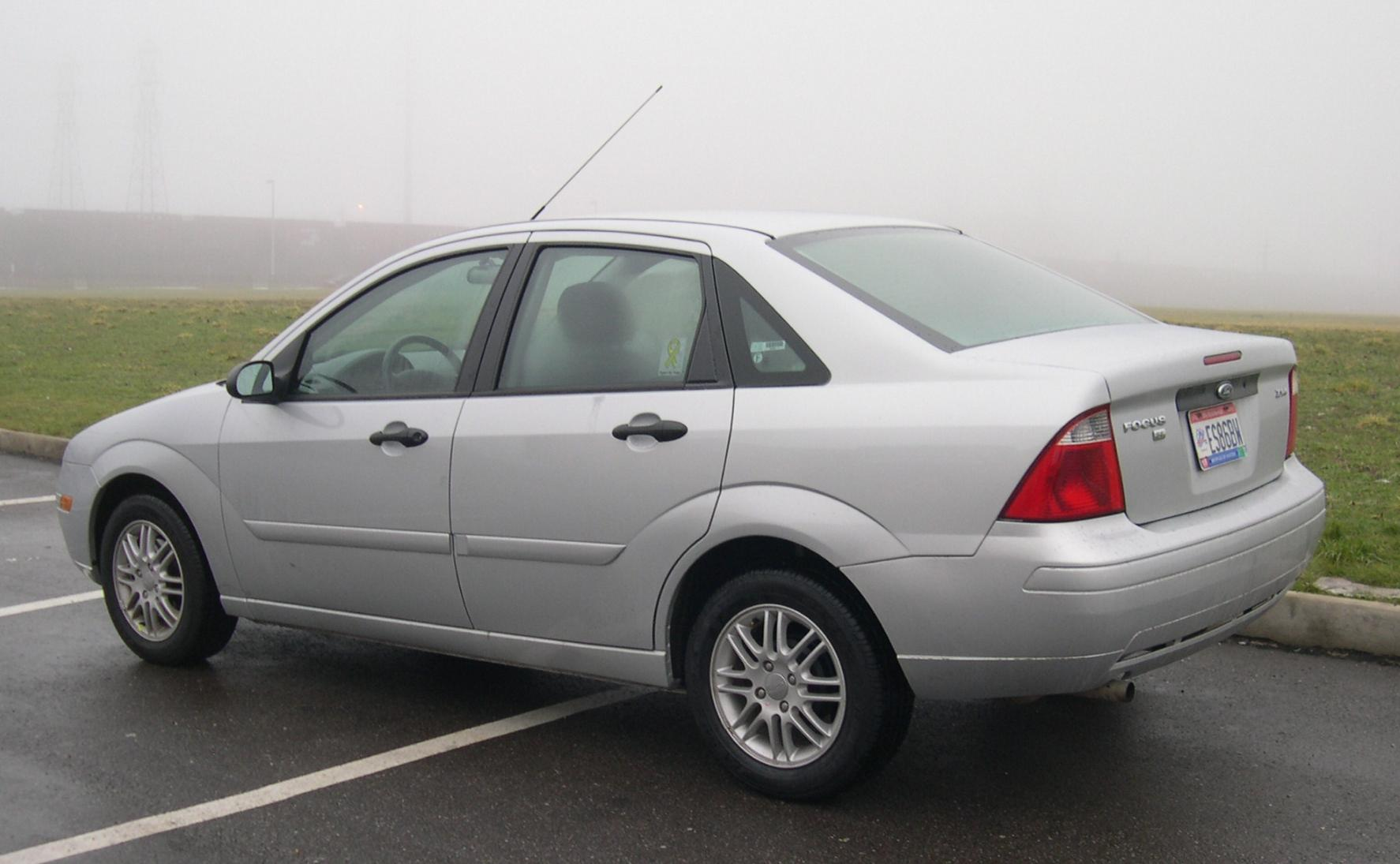
Heckansicht
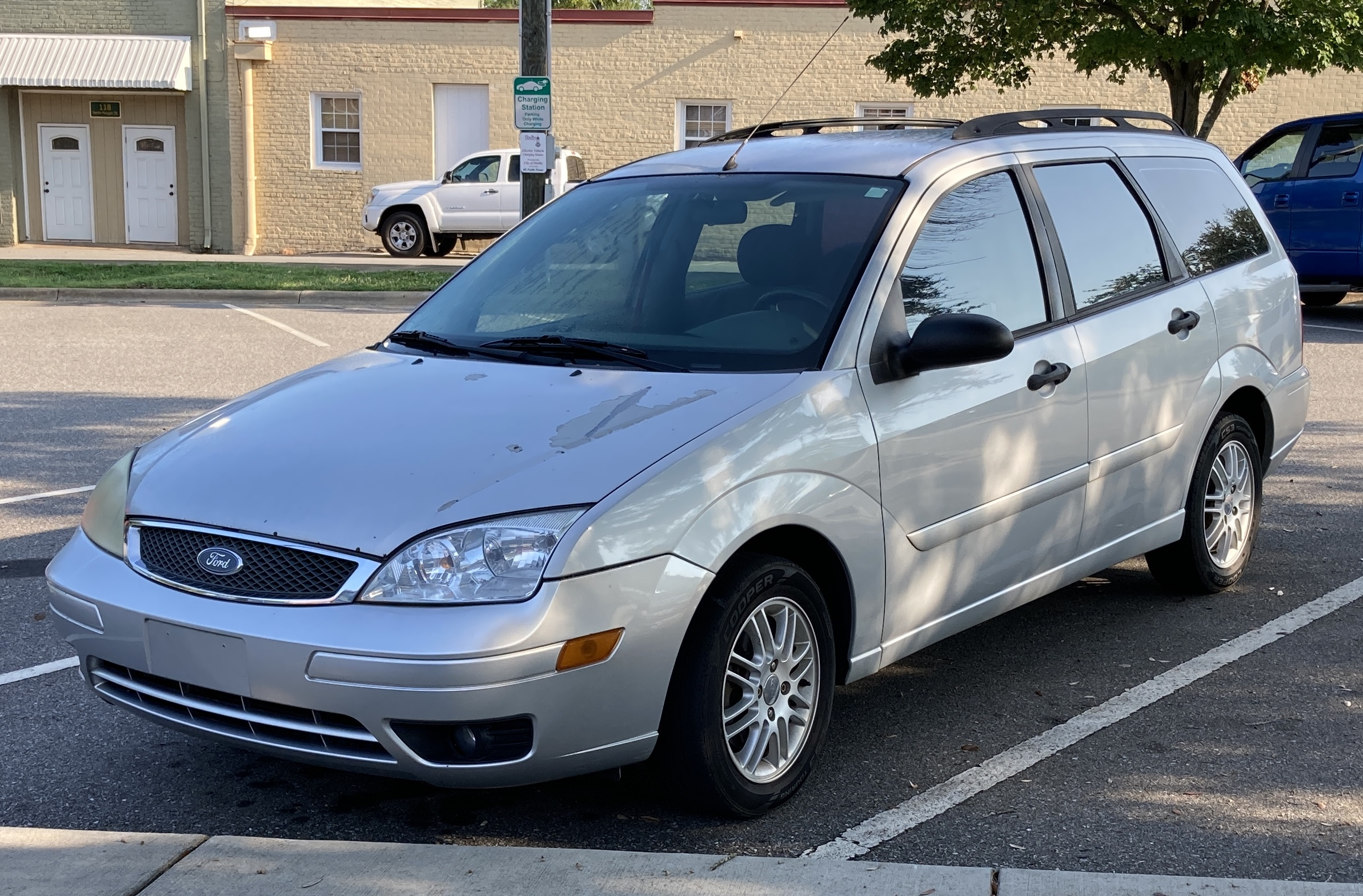
Ford Focus Turnier (USA, Facelift)

## Focus ’04 (2004–2010)
Im November 2004 wurde die zweite Modellgeneration des Focus eingeführt. Sie basierte auf der Bodengruppe des schon seit Mitte Mai 2003 produzierten Kompaktvans Focus C-MAX. Das Stufenheck und die Kombiversion Turnier folgten im Februar 2005.

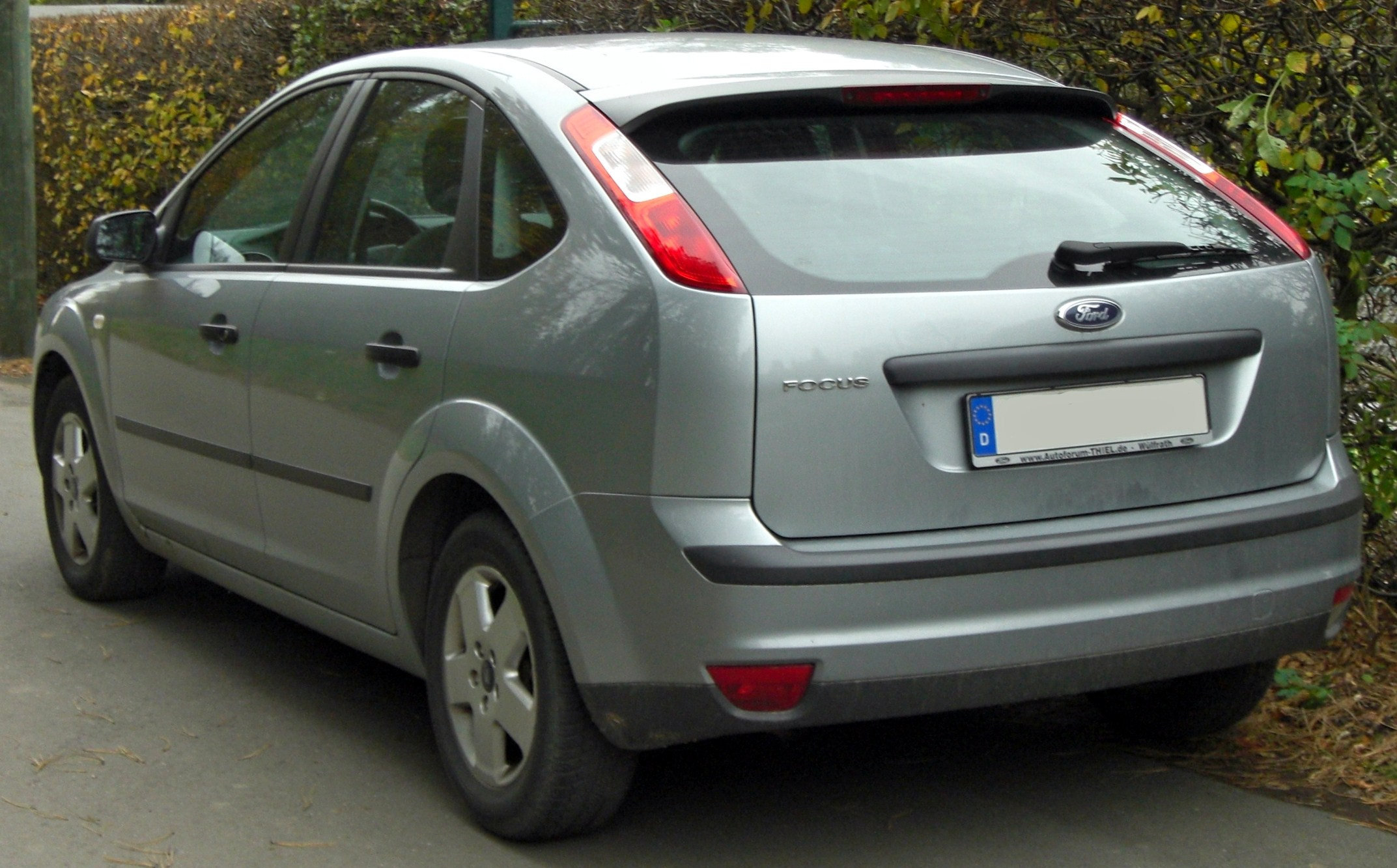
Ford Focus Fünftürer (2001–2004)

Optisch unterschied sich die zweite Modellgeneration vom Vorgänger insbesondere durch den sichtbaren Größenunterschied sowie die deutlich flacher stehende Heckscheibe.
Der Focus FFV (FFV = Flexible Fuel Vehicle) nutzte Ethanol als Kraftstoff. Dazu wurde das Kraftstoffsystem leicht modifiziert. Benzin und Ethanol konnten in beliebigem Mischverhältnis in denselben Tank gefüllt werden.

### Ausstattungsvarianten
Anfangs waren folgende Ausstattungen erhältlich: Ambiente (Grundmodell), Trend, Sport, Ghia und Titanium. Zusätzlich gab es die Editionsmodelle Fun, Style und Connection.
Ab Juli 2006 wurden zwei neue Editionsmodelle angeboten: Den Focus Fun X und den Focus Sport TDCi. Im Gegenzug wurde die Ausstattungsvariante Sport eingestellt. Im Frühjahr 2007 ersetzte das Editionsmodell Style den Fun X. Ab 2008 gab es die Editionsmodelle Black/Silver Magic, Sport und Rallye, ab 2009 waren die Modelle Sport und Black/Silver/White Magic auch mit Dieselmotorisierung (1.6 TDCi) erhältlich.

### Sicherheitsausstattung
Der Focus hatte neben dem üblichen ABS und Gurtstraffern serienmäßig einen Elektronischen Bremsassistenten (EBA), ein ESP mit ASR und zusammen 6 Airbags (Fahrer-/Beifahrer, zwei Seitenairbags und Kopf-Schulterairbags vorn und hinten). Er erhielt beim Euro-NCAP-Crashtest fünf von fünf möglichen Sternen.
| Sterne im Euro-NCAP-Crashtest |

### Modellpflege
Im November 2007 wurde die Focus-Baureihe im Rahmen einer Modellpflege optisch überarbeitet. Die Markteinführung mit dem Ford Kinetic Design vom Designchef Martin Smith, fand am 23. Februar 2008 statt.
Ab 2008 gab es ab dem neuen Facelift die Editionsmodelle Black/Silver Magic, Sport und Rallye, ab 2009 waren die Modelle Sport und Black/Silver/White Magic auch mit Dieselmotorisierung (1.6 TDCi) erhältlich.
Ab diesem Zeitpunkt war ein Powershift genanntes Doppelkupplungsgetriebe erhältlich (nur für die Dieselmotoren mit 2,0 Liter Hubraum) und in Verbindung mit Xenonlicht auch LED-Rückleuchten lieferbar. Beide Rückleuchten-Varianten sind in heller Farbe gehalten. Im Innenraum gab es ein neues Kombiinstrument mit dem aus dem Ford S-MAX bekannten, moderneren Bordcomputer.

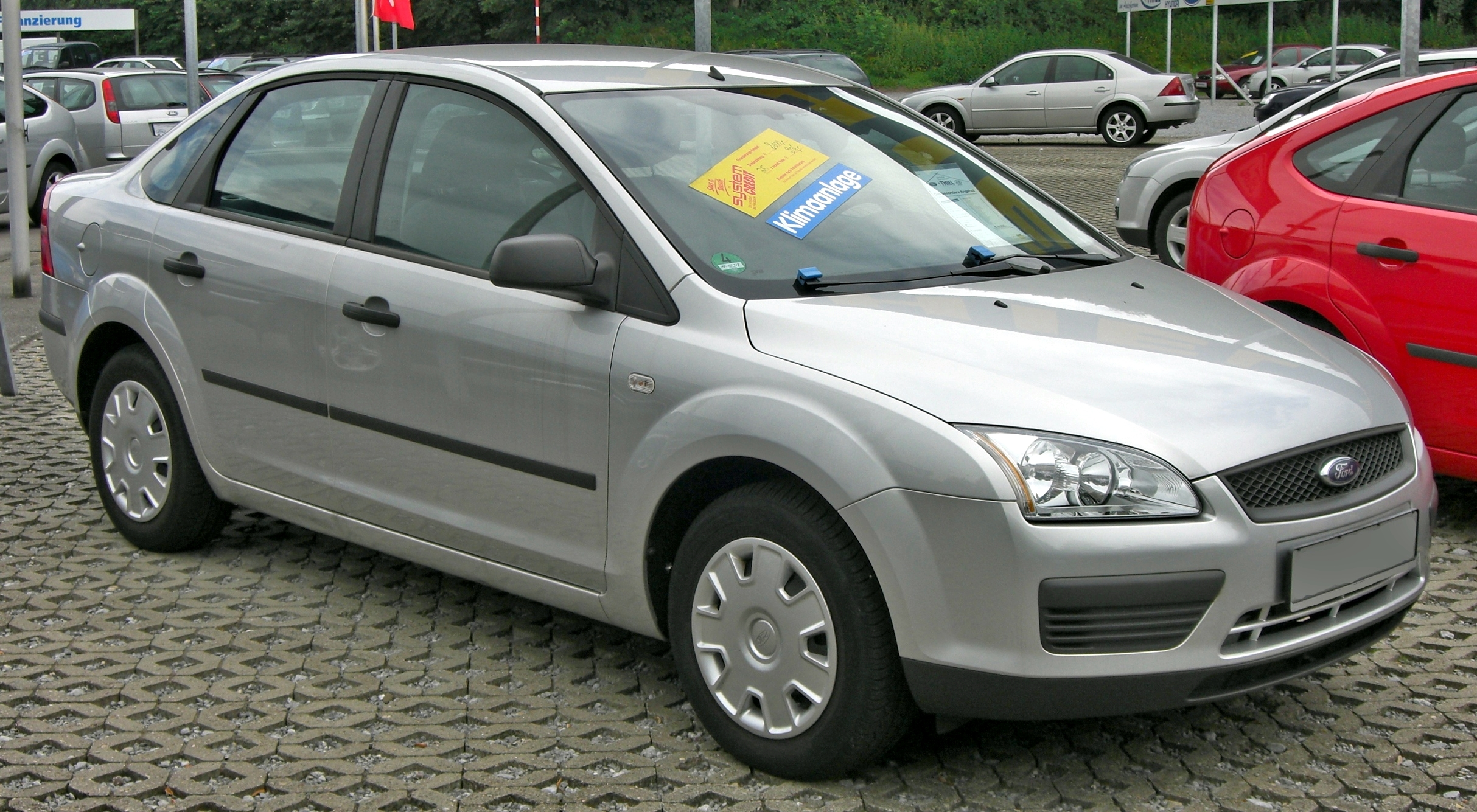
Ford Focus, vFL Stufenheck (2004–2008), vorne
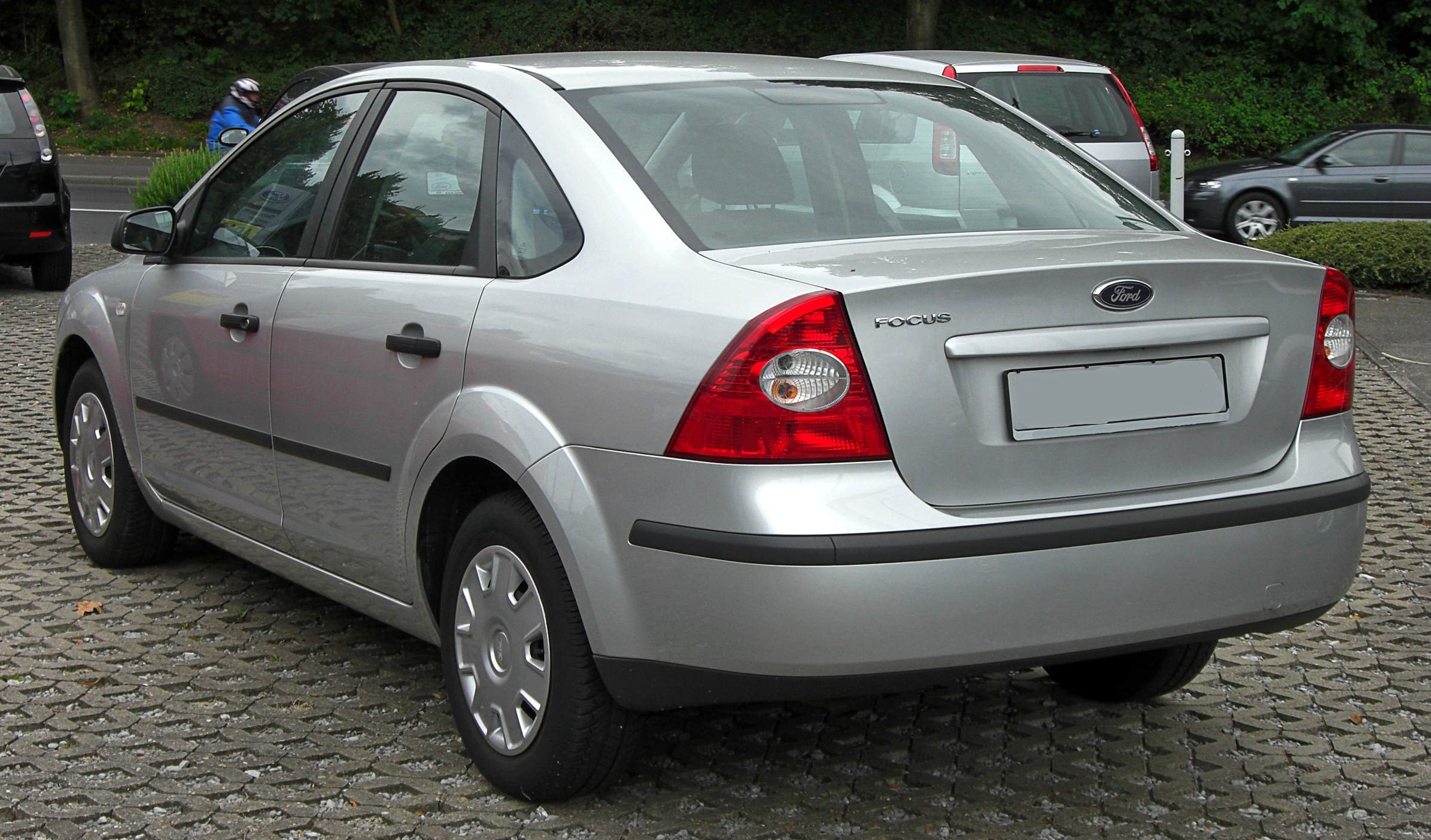
Ford Focus, vFL Stufenheck (2004–2008), hinten
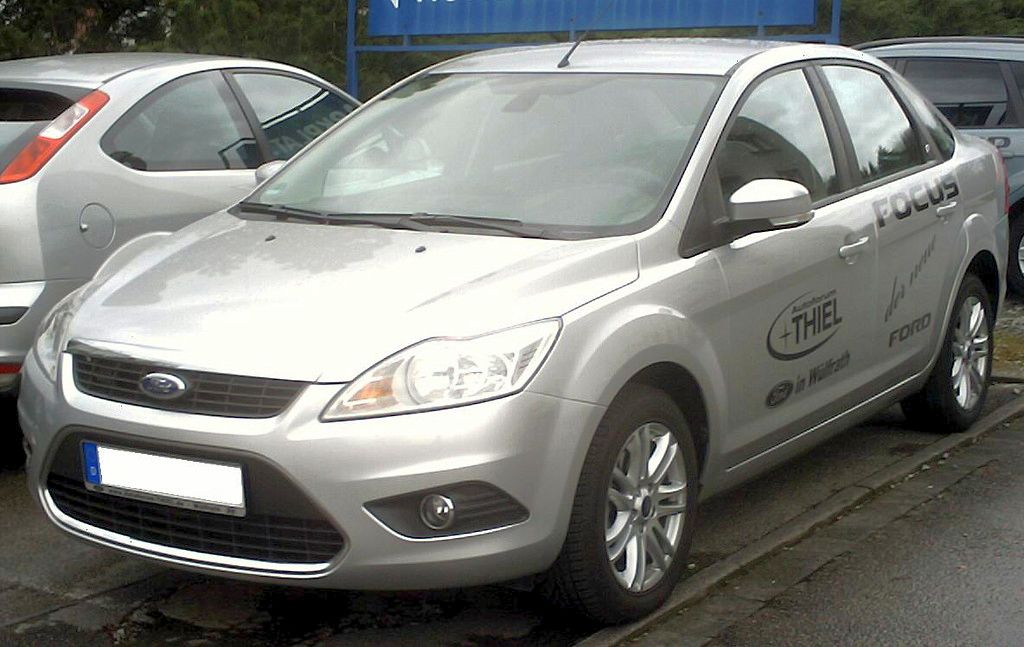
Ford Focus, FL Stufenheck (2008–2010), vorne
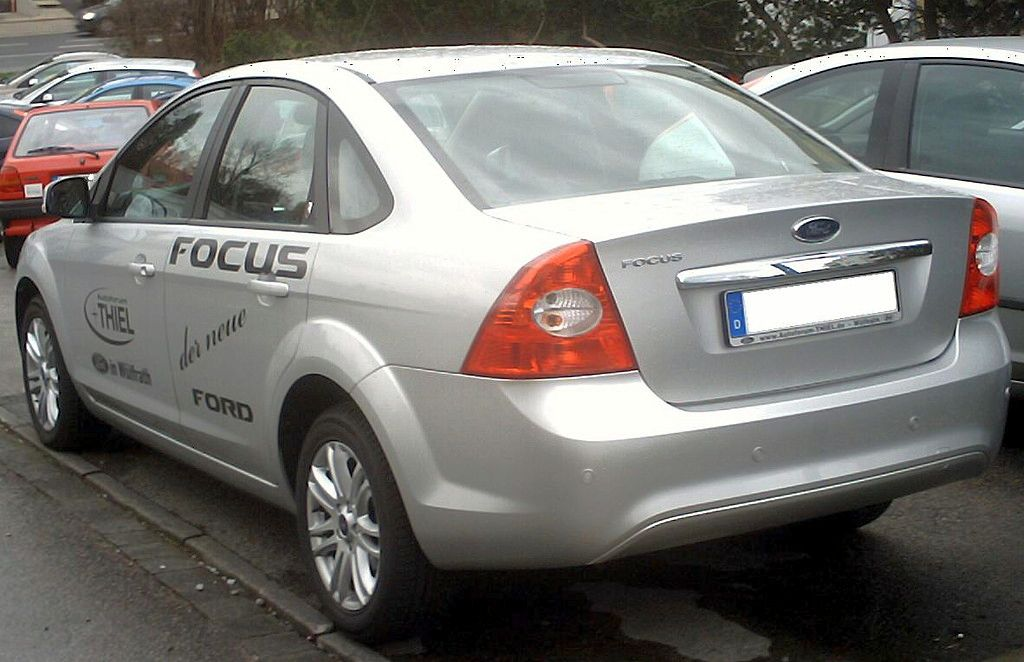
Ford Focus, FL Stufenheck (2008–2010), hinten

Im März 2010 wurde die Stufenheckversion wegen zuletzt geringer Nachfrage aus dem Programm genommen. Im November 2010 endete schließlich die Produktion der gesamten zweiten Focus-Reihe.

### Sondereditionsmodelle

#### FocusS(Focus Sport)
Als begrenztes Sondereditionsmodell brachte Ford im Zuge der Modellpflege mit dem Kinetic Design den Wagen als Focus Sport Modell (Focus S) im Juli 2008 erneut auf den Markt.
Den Focus Sport gab es als 3- und 5-Türer mit quer eingebautem 5-Gang-Schaltgetriebe nur als 1.6l Duratec mit 74 kW (100 PS) oder 85 kW (115 PS).
Die Ausstattung des Sportpaketes enthielt ab Werk ein Kayaba-Sportfahrwerk (Aufhängungspaket Handling), eine Fahrzeug-Tieferlegung von 20 mm, Allrad-Scheibenbremsen, Sportsitze mit Lendenwirbelstütze, beheizbare Außenspiegel, 17"-Leichtmetallräder im 8-Speichen-Y-Design, einen elektronischen Bremsassistent, ein schlüsselloses Start-System, einen eintragungsfreien Dach-Heckspoiler, Lederlenkrad und einen Tempomat.

#### Focus Zetec-S
In Verbindung mit der Ausstattungsvariante und dem Fahrwerk vom Focus Sport wurde dieser als Vollausstattung mit zusätzlich angebotenen Stylepaket als Focus Zetec-S vertrieben.
Das Style-Paket beinhaltete einen zusätzlichen Spoiler-Bausatz auf dem vorderen Stoßfänger, einen hinteren Heckschürzen-Bausatz, einen Seitenschweller-Bausatz und ein überarbeitetes Design des unteren Kühlergrills.
Das darauf aufbauende Sport-Paket beinhaltete 18"-Leichtmetallräder und Sichtschutzglas. Das WRC-Paket enthielt Abziehbilder der Rallye-Weltmeisterschaft und WRC-Abnutzungsplatten.
Das zuerst in Großbritannien eingeführte Modell gab es diesmal unabhängig von der gewünschten Auswahl der Motorisierungen mit Hubräumen von 1.4 bis 2.0 Liter und auch als Dieselmotorisierung (1.6 TDCi) mit Dieselpartikelfilter (DPF), die alle auch mit Fords 6-Gang-PowerShift-Automatikgetriebe (Doppelkupplungsgetriebe) ausgestattet werden konnten.

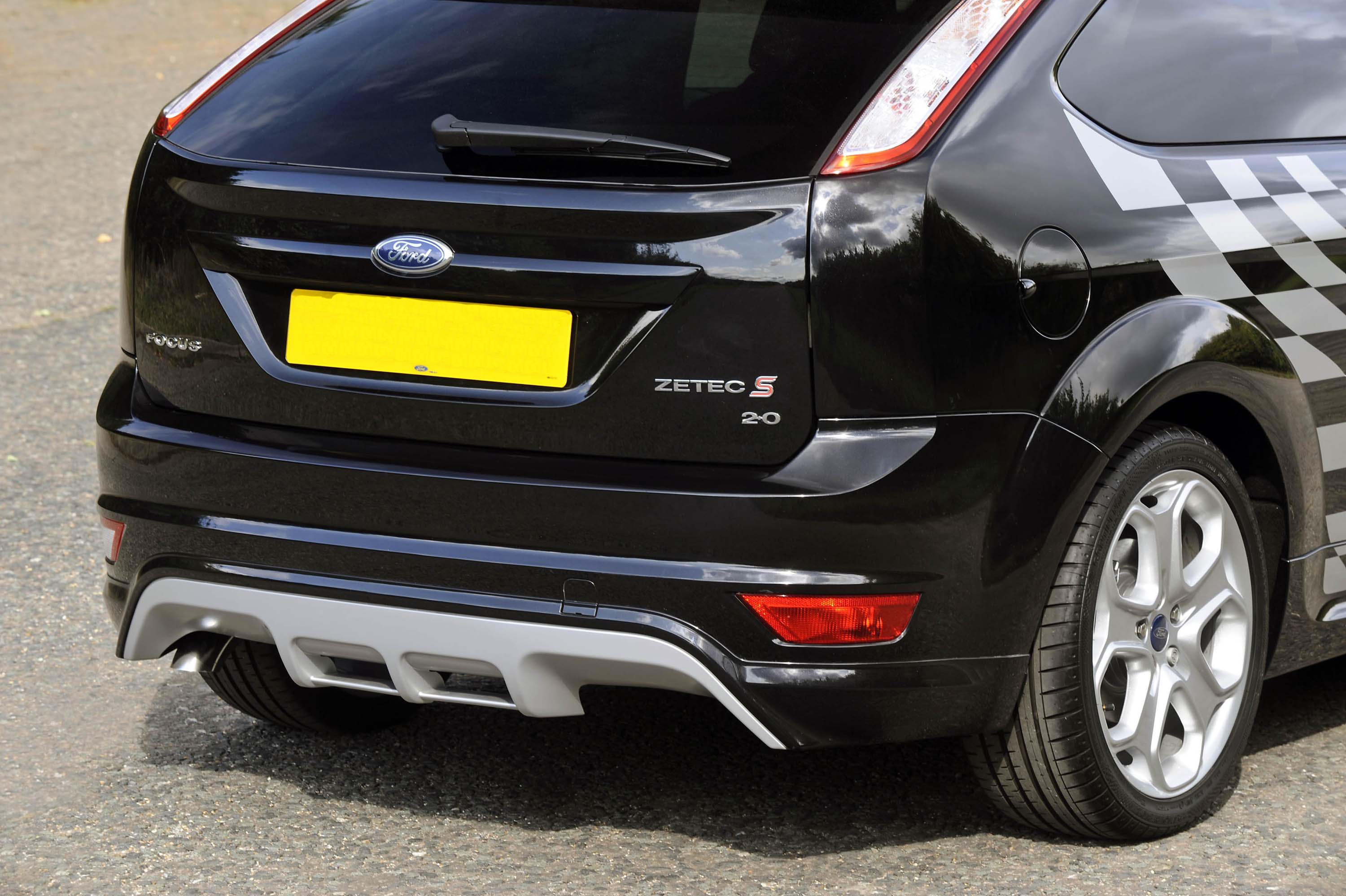
Heckansicht

#### ECOnetic
Ab Januar 2010 wurde neu die Modellvariante ECOnetic als Fünftürer und als Turnier angeboten. Zusätzlich gab es die neu eingeführte Start-Stopp-Automatik, die mit Eco-Mode-Schaltanzeige und Rückgewinnung der Bremsenergie gegen Aufpreis lieferbar war. Durch eine verbesserte Feinkalibrierung der Motorsteuerung, optimierte Getriebeübersetzung, elektrohydraulische Servolenkung, 15"-Leichtlaufreifen, spezielles Getriebeöl, Sportfahrwerk mit gekürzten Sportfedern und veränderten Schürzen konnte der Verbrauch des 80 kW (109 PS) starken TDCi-Motors (Common-Rail-Diesel) auf bis zu 4,1 l/100 km Verbrauch und 115 g CO2-Ausstoß/km gesenkt werden. In Kombination mit Start-Stopp-Automatik wurden 3,8 l/100 km und 99 g CO2/km erreicht.

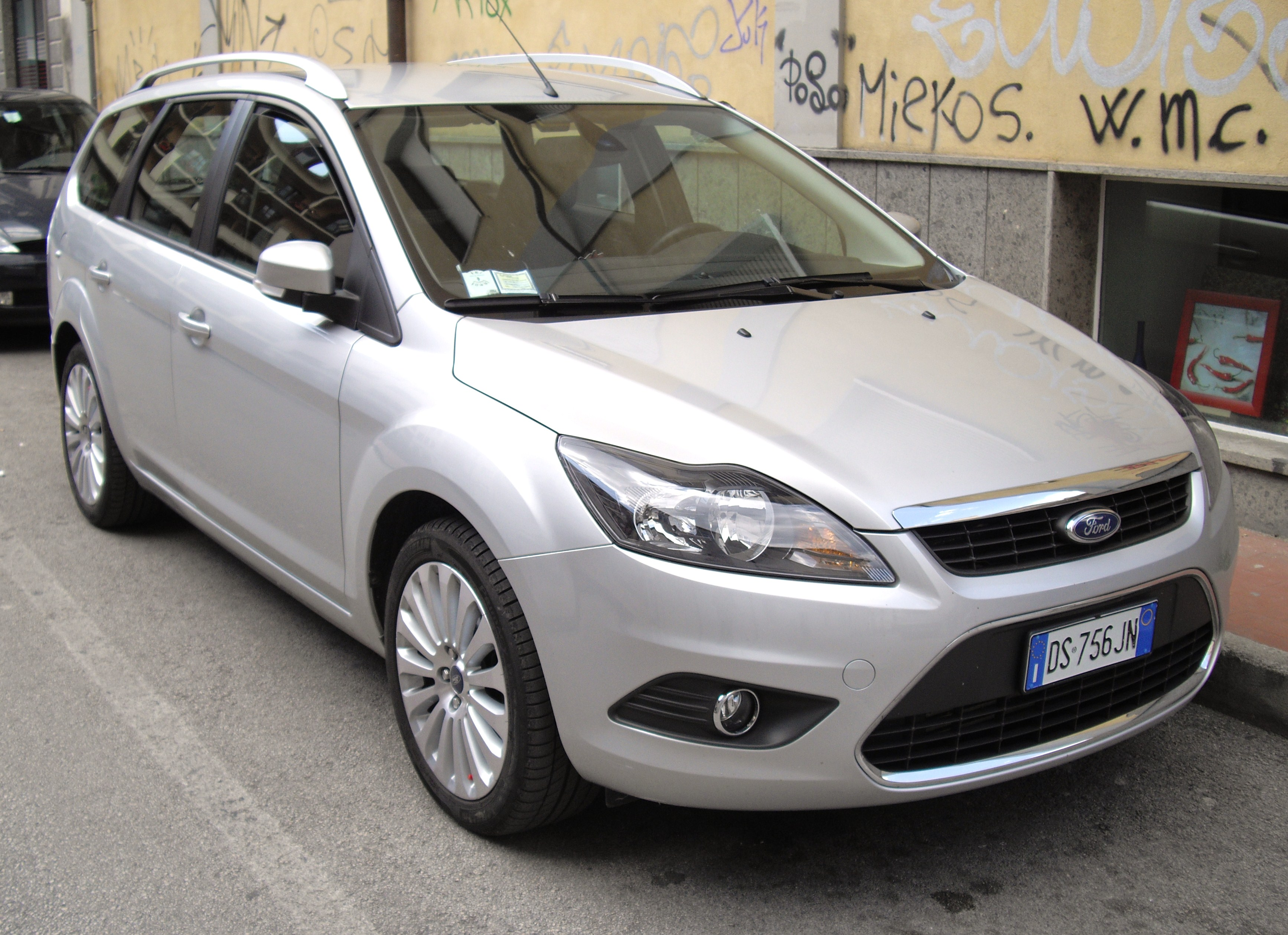
Ford Focus Turnier (2007–2010)
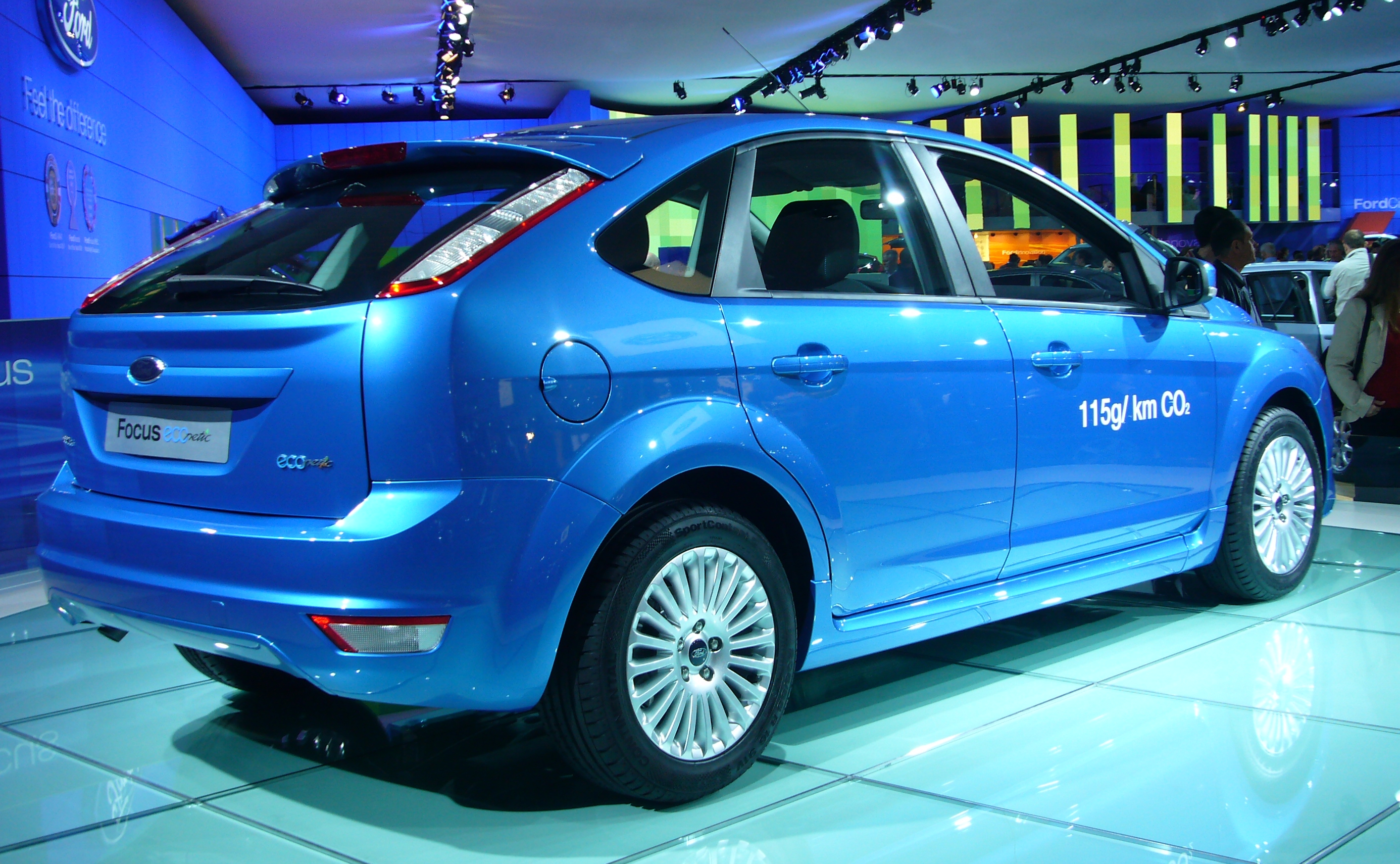
Ford Focus ECOnetic

#### FocusST
Im September 2005 kam als sportliches Top-Modell in limitierter Stückzahl der Focus ST mit einem aufgeladenen 2,5-Liter-Fünfzylinder-Reihenmotor mit 166 kW (225 PS) auf den Markt.
Beim Focus ST wurden zahlreiche Teile von der damaligen Konzernschwester Volvo beigesteuert, beispielsweise die Bremsanlage und der Motor, der dort in den Modellen C30, S40/V50, V70 sowie C70 zum Einsatz kam. Als einziger Ford war der Focus ST gegen Aufpreis in der Sondermetalliclackierung Electric Orange erhältlich; rund 30 Prozent aller in Europa bestellten Fahrzeuge wurden in dieser Lackierung gewünscht. Im Gegensatz zum Vorgänger war dieser Focus ST nicht als Turnier erhältlich.
Der Focus ST erhielt, wie die anderen Focus-Varianten im November 2007, ein Facelift. Im Spätsommer 2010 wurde die Produktion eingestellt.
In Australien und Neuseeland ist der ST auch als XR5-Turbo bekannt. Die Übernahme der Marke ST war damals Teil des ausgelaufenen „One Ford“-Mantras, sich an die europäische Namenskonvention global anpassen zu wollen. Als einzig weiterer Nachfolger in der XR-Serie entstand als Falcon der XR6-Turbo.

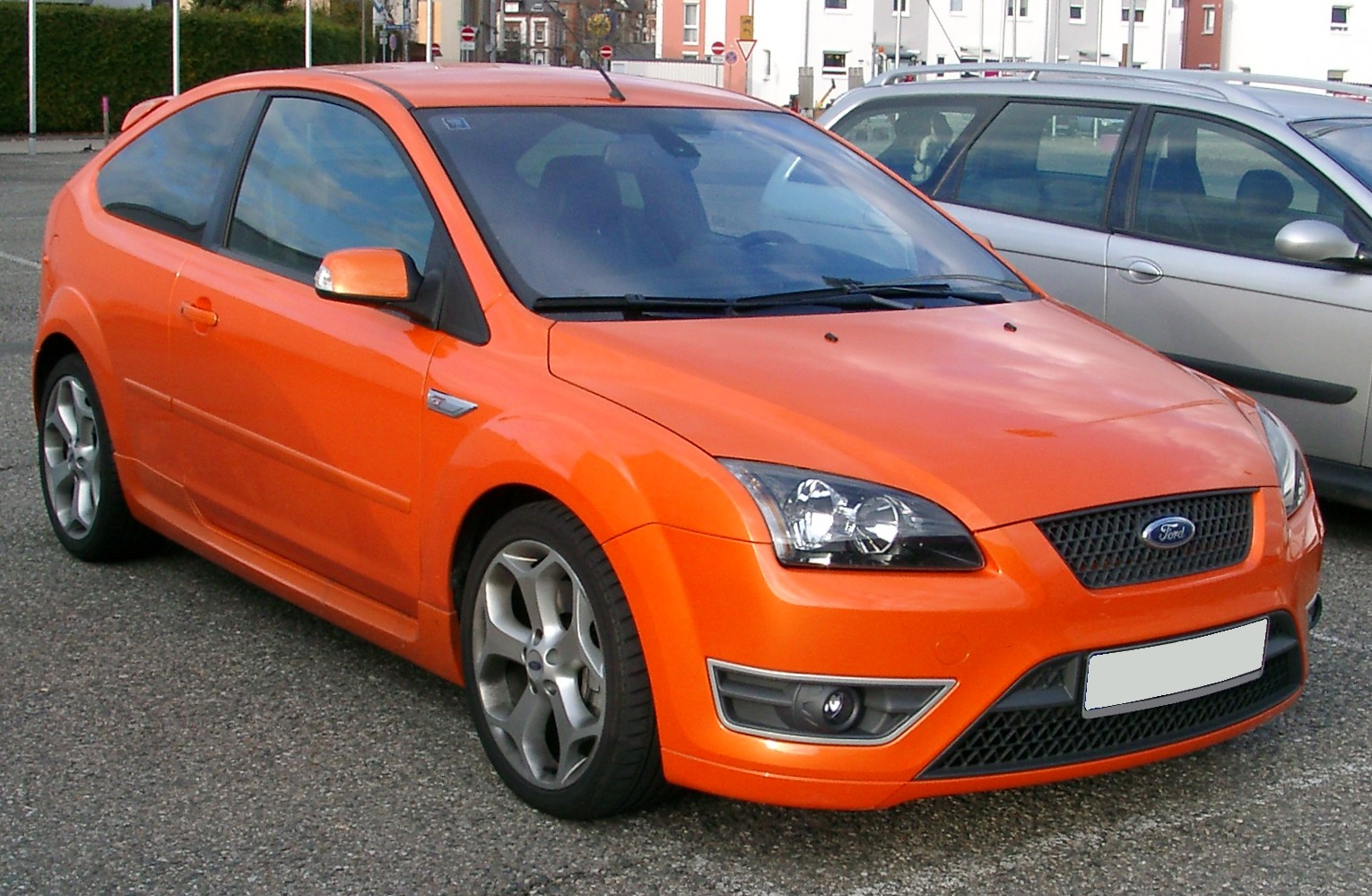
Ford Focus ST (2005–2007)
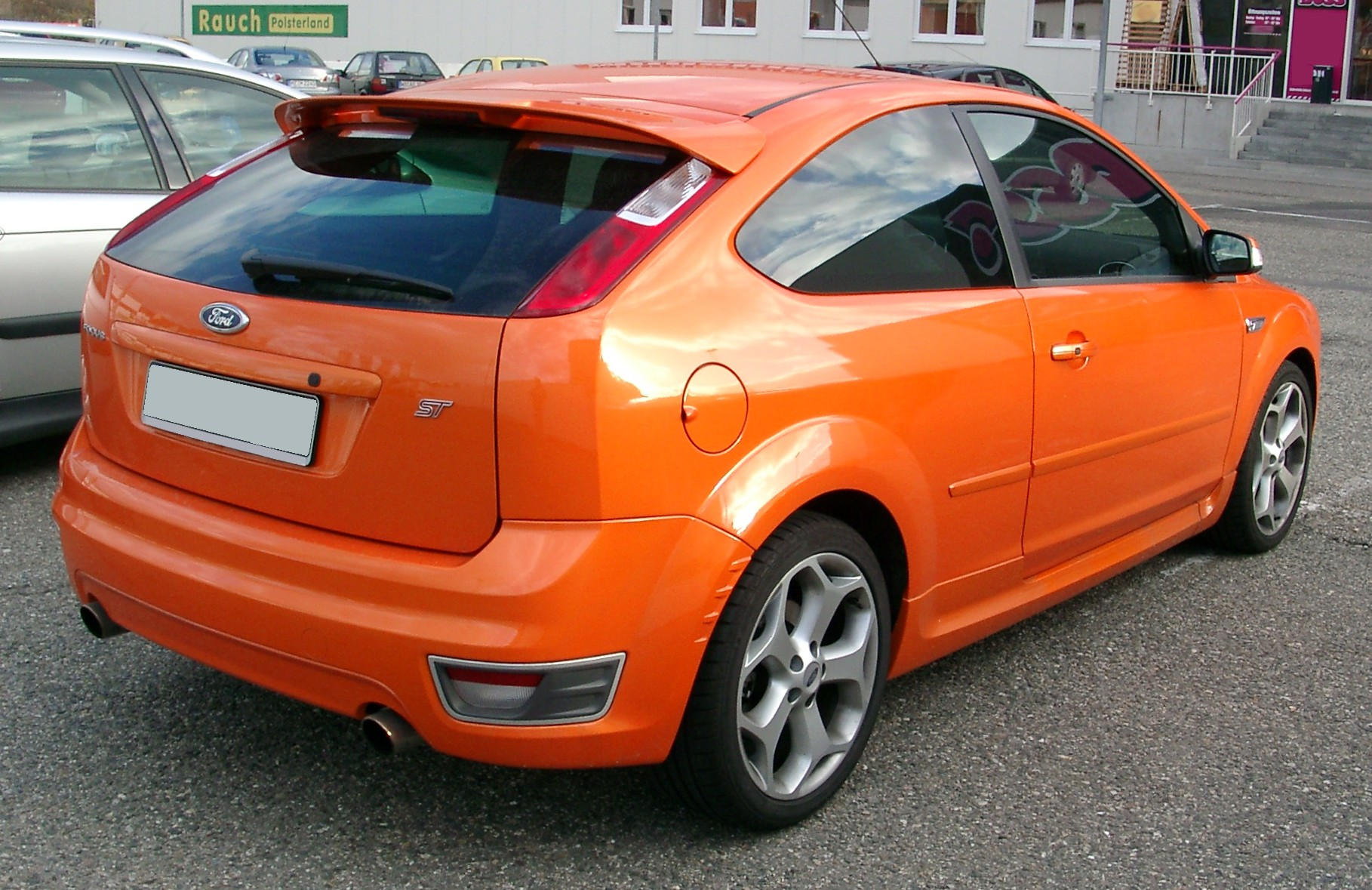
Heckansicht
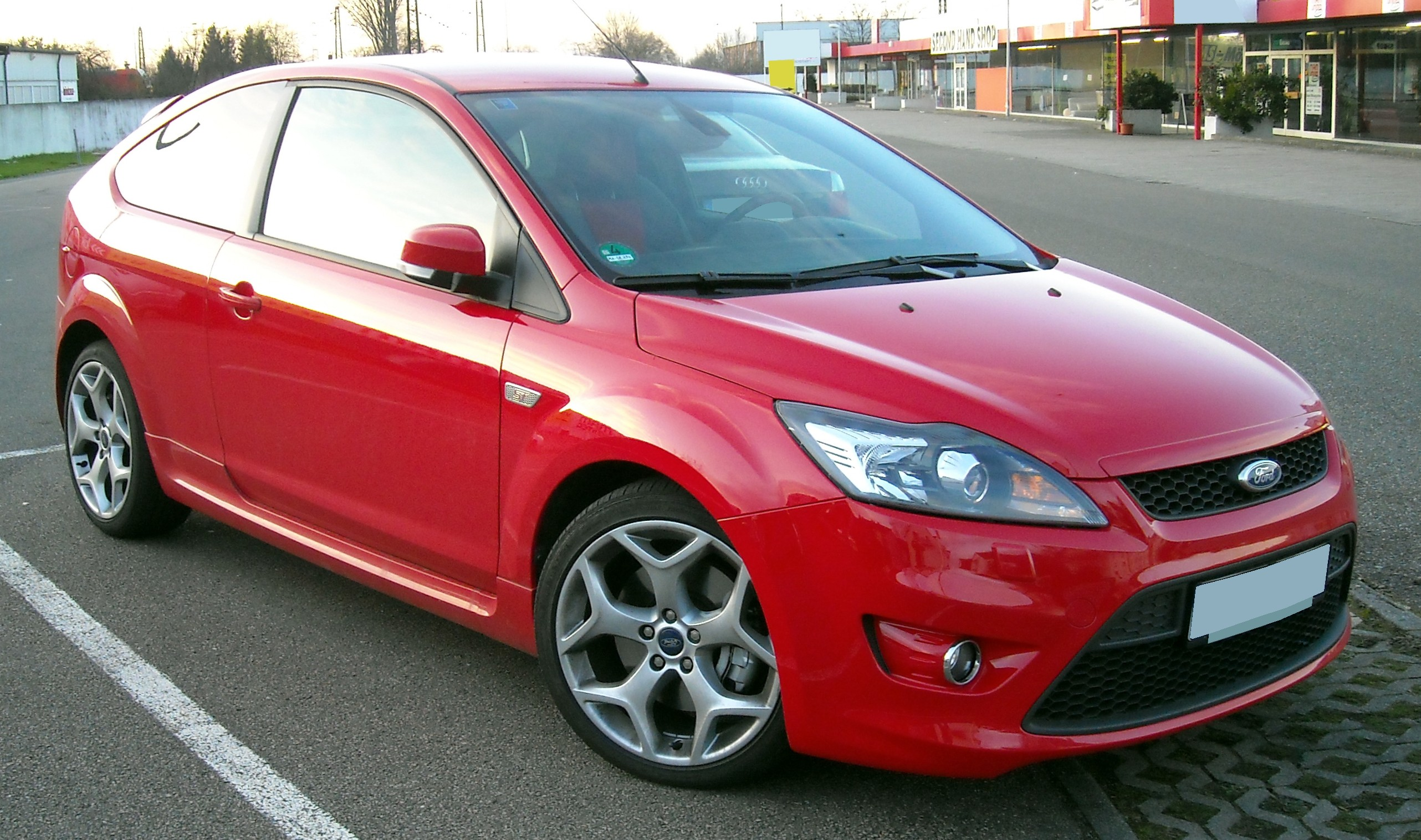
Ford Focus ST (2007–2010)

#### FocusRS
Am 22. Juli 2008 stellte Ford auf der London International Motor Show erstmals die Serienversion des Focus RS vor, dessen Fertigung im Januar 2009 begann.
Der ausschließlich als Dreitürer lieferbare Focus RS unterschied sich äußerlich deutlich von den anderen Focus-Modellen: Die Kotflügel waren verbreitert, um die großen 19-Zoll-Räder mit 235er-Reifen nebst der breiteren Spur unterzubringen. Front- und Heckschürze waren komplett neu gestaltet. Der Diffusor und ein großer Heckflügel erhöhten den Abtrieb auf der Hinterachse.
Der Focus RS basierte auf der sportlichen Modellvariante ST und war mit einem Grundpreis von 33.900 Euro bei seiner Markteinführung deutlich unter den Preisen der Konkurrenzmodelle Audi S3, BMW 130i und VW Golf R32.
Die speziell für den Wagen entwickelten Schalensitze boten viel Seitenhalt und gute Rückenunterstützung. Der Focus RS hatte außerdem Zusatzinstrumente und einen Tacho, der bis 280 km/h reichte.
Der bereits im Focus ST verwendete 2,5-Liter-Turbo-Fünfzylinder wurde überarbeitet und mit einem bearbeiteten Zylinderkopf mit optimierten Nockenwellen, größerem BorgWarner-„K16“-Turbolader mit höherem Ladedruck, größerem Ladeluftkühler und neuem Motormanagement ausgestattet. Die Leistung stieg dabei auf 224 kW (305 PS) bei 6500/min, das maximale Drehmoment lag bei 440 Nm bei 2300 bis 5500/min.
Der Focus RS war serienmäßig mit einer neuartigen Vorderachskonstruktion („Revo-Knuckles“) ausgerüstet. Diese verringerte die Kräfte am MacPherson-Federbein. Außerdem war ein mechanisches Sperrdifferential „Automatic-Torque-Biasing“ von Quaife mit sechs Stirnplanetenrädern eingebaut.
Die Beschleunigung von 0 bis 100 km/h wurde vom Hersteller mit 5,9 Sekunden und die Höchstgeschwindigkeit mit 263 km/h angegeben. Das Automagazin sport auto maß ein Exemplar im Sommer 2010 mit 6,1 Sekunden, in einem anderen Test 2009 schaffte ein Wagen dies erst in 6,4 Sekunden.
Als schnellster Fronttriebler schloß der Focus RS den Rennstreckentest der Zeitschrift „sport auto“ ab. Der Wagen erreichte auf der Nordschleife des Nürburgrings eine Rundenzeit von 8:26 Minuten. Bei einem Test auf dem kleinen Kurs des Hockenheimrings erreichte der Wagen eine Rundenzeit von 1:17,8 Minuten, die mit normaler Alltagsbereifung erzielt wurde.
Obwohl ursprünglich auf 8000 Exemplare limitiert, erhöhte Ford die Produktion des Focus RS aufgrund der unerwartet großen Nachfrage auf insgesamt 11.000 Fahrzeuge.

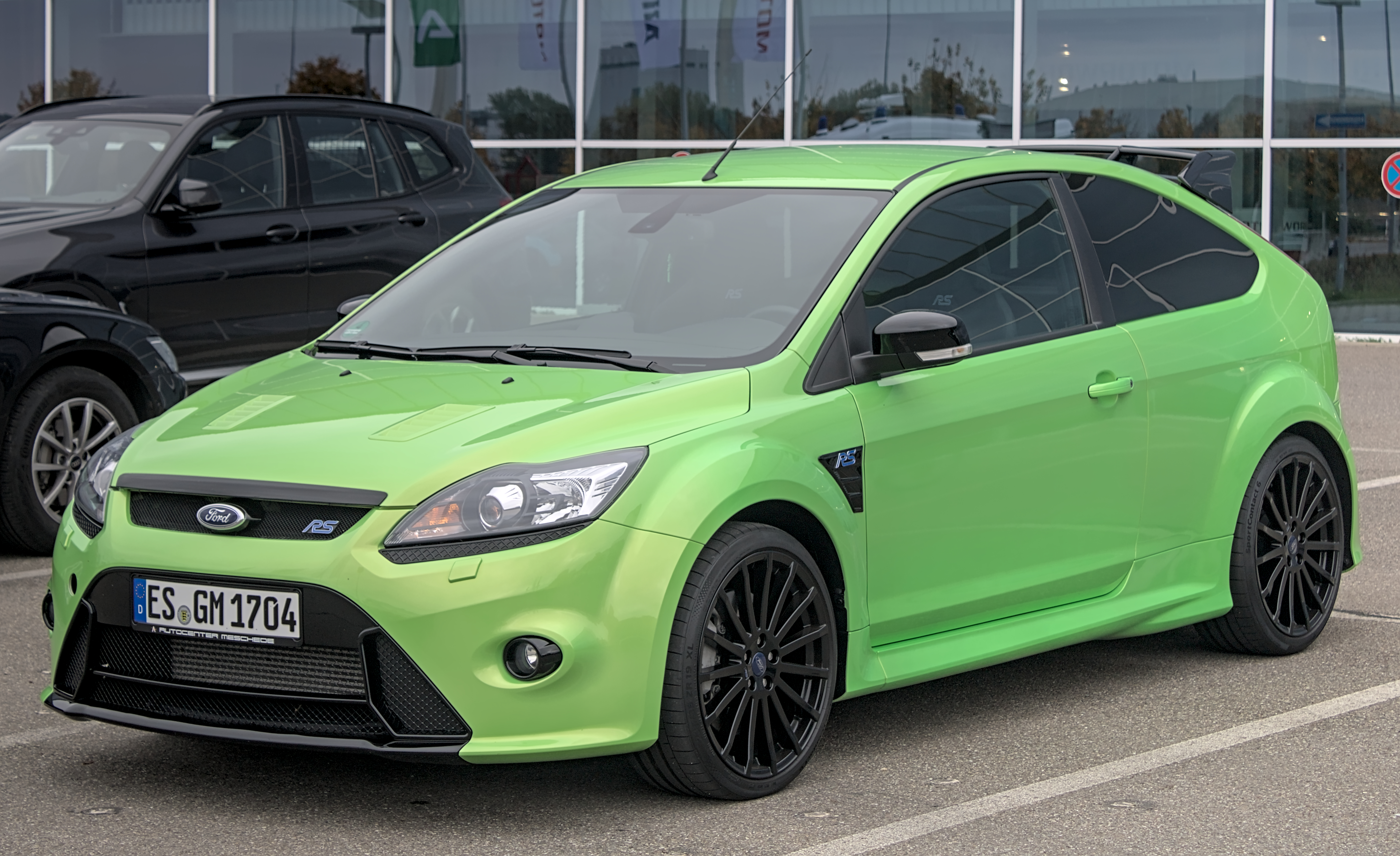
Ford Focus RS (2009–2010)
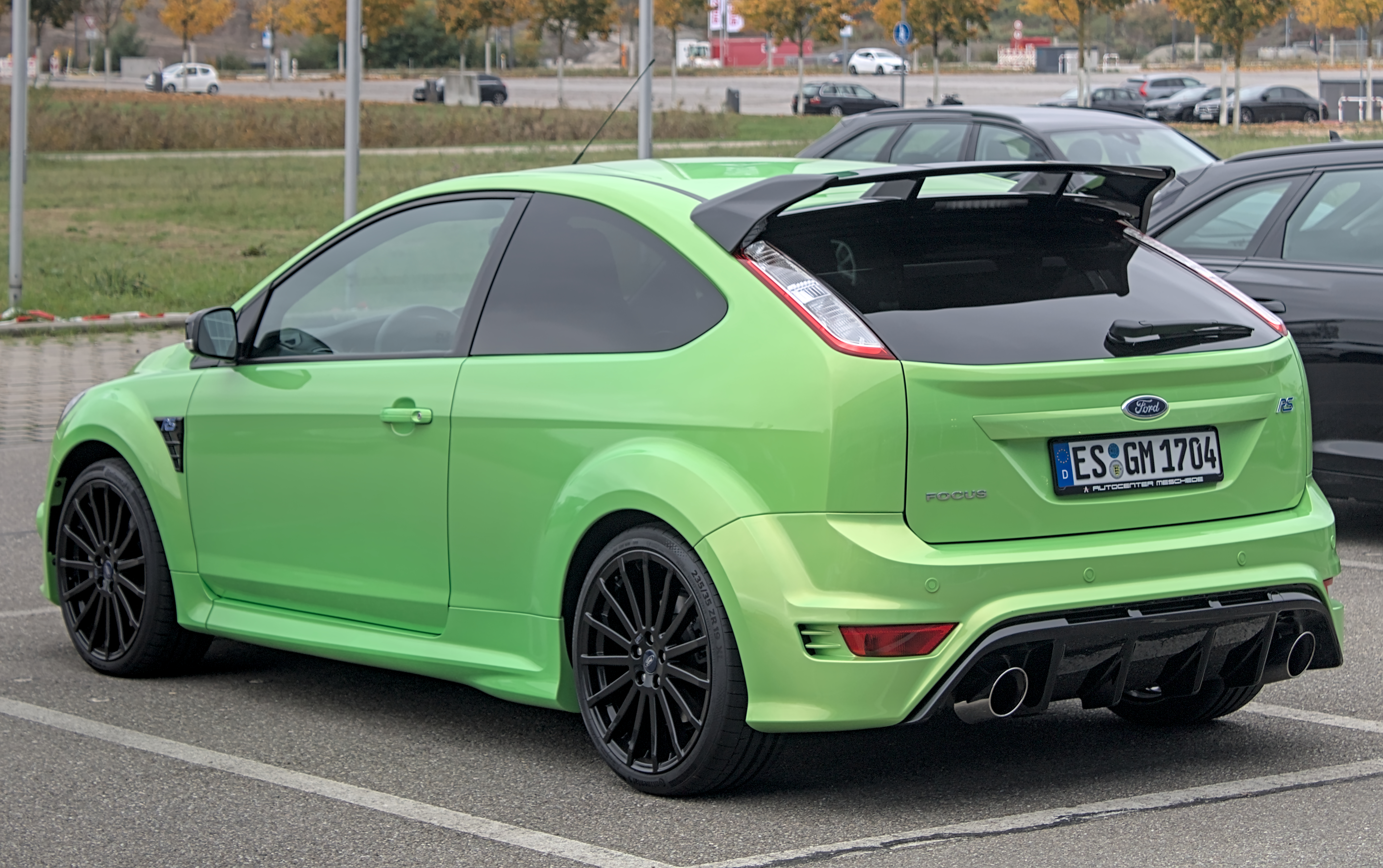
Heckansicht
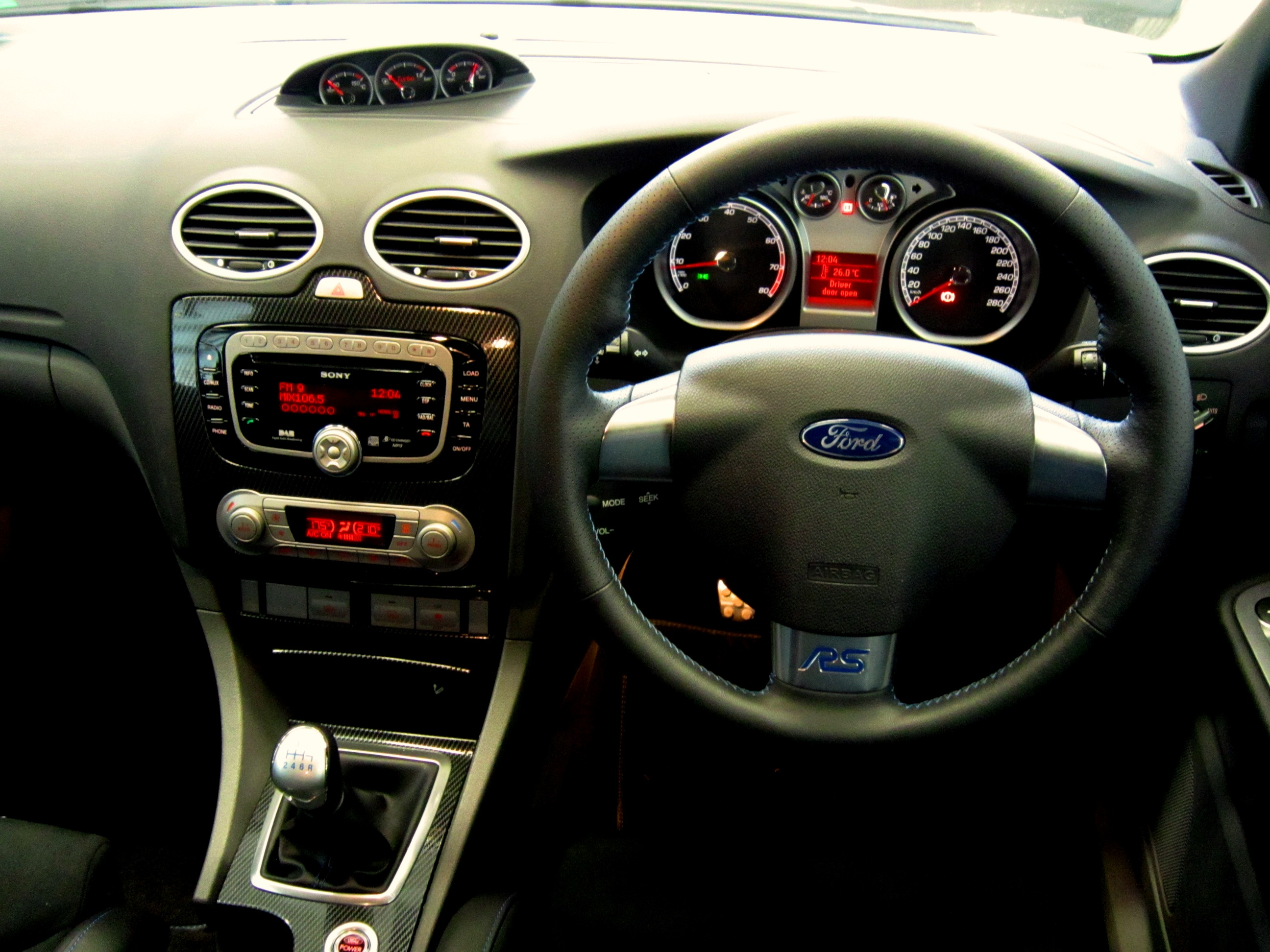
Interieur

#### FocusRS500
Im März 2010 gab Ford bekannt, auf der Auto Mobil International in Leipzig ein weltweit auf 500 Exemplare limitiertes Sondermodell Focus RS500 vorzustellen.
Wie der Focus RS, wurde der RS500 ausschließlich als Dreitürer produziert. Äußerlich unterschied er sich nur durch die Außenfarbe, er wurde ausschließlich in mattschwarz ausgeliefert. Diese Farbe war jedoch kein Lack – es handelte sich um eine Folie, die von 3M entwickelt wurde. Unterhalb dieser Folie war die Karosserie in „Pantherschwarz Metallic“ lackiert.
Im Innenraum hatte der RS500 Recaro-Schalensitze, die mit einem schwarzen Alcantara-Glattleder-Mix bezogen waren. Die Aufpreisliste umfasste lediglich ein Touchscreen-Navigationsgerät und rote Vollleder-Sportsitze, ebenfalls von Recaro.
Als Basis diente der Motor des Focus RS, er wurde nochmals überarbeitet. Im Focus RS500 erhielt er unter anderem einen größeren Ladeluftkühler, der einen höheren Ladedruck ermöglicht, einen modifizierten Luftfilter, ein im Durchmesser vergrößertes Fallrohr der Abgasanlage und eine andere Benzinpumpe, wodurch er nun 257 kW (350 PS) leistet. Darüber hinaus stieg das Drehmoment auf 460 Newtonmeter.
Das Fahrwerk des Focus RS500 war nochmals sportlicher abgestimmt und wurde um 40 mm verbreitert, außerdem war der Wagen, wie der Focus RS, serienmäßig mit Sportreifen ausgerüstet. Die Sättel der Hochleistungsbremsanlage waren rot lackiert.
Der RS500 war deutlich schneller in der Beschleunigung als das Ausgangsmodell Focus RS. So erreichte er die 100 km/h-Marke bereits nach 5,6 Sekunden. Die Höchstgeschwindigkeit war mit 265 km/h hingegen nur um 2 km/h höher.
Die bei Tests erzielte Rundenzeit auf dem kleinen Kurs des Hockenheimrings war mit 1:15,8 Minuten um zwei Sekunden schneller als beim Ausgangsmodell.

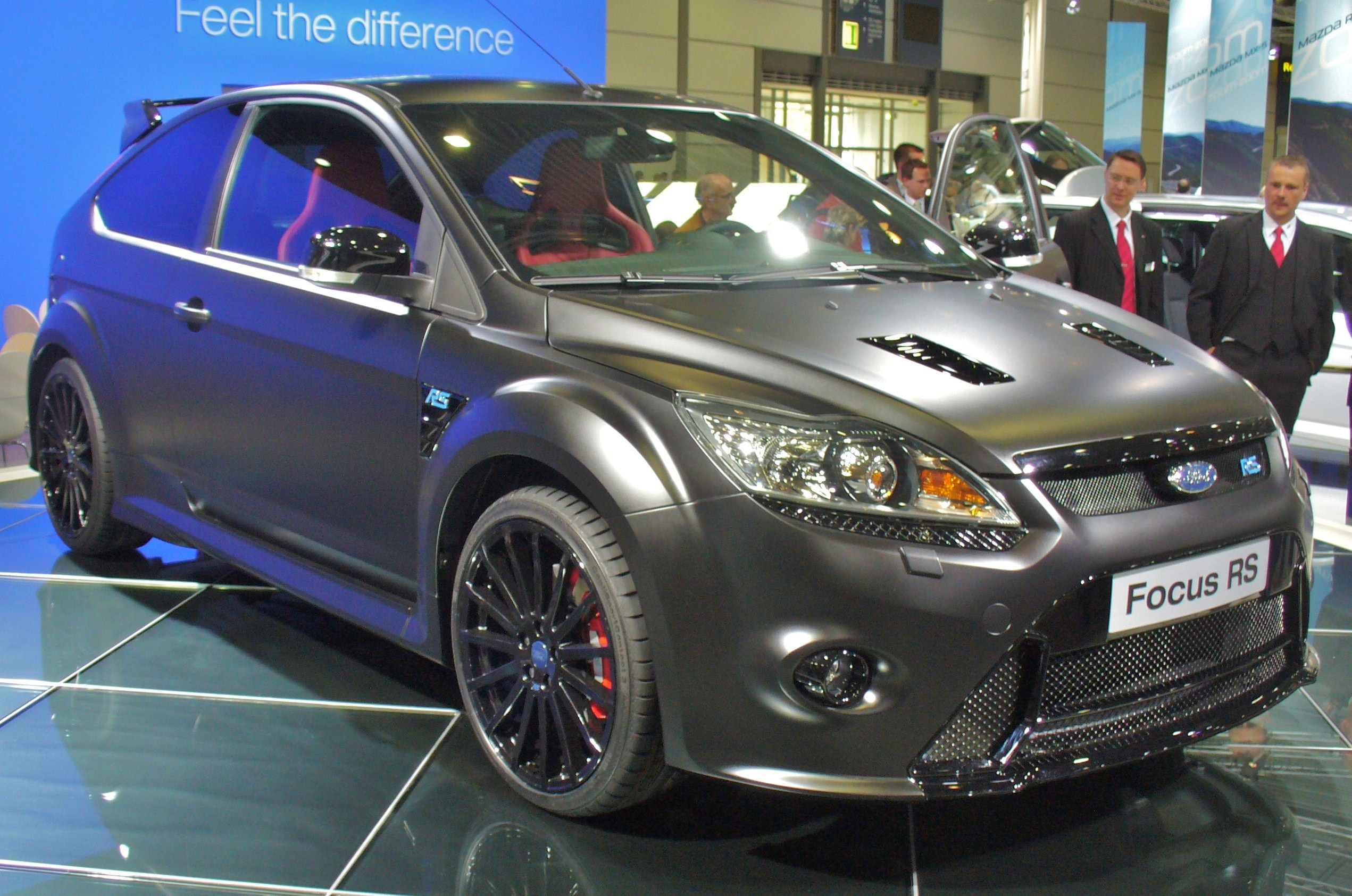
Ford Focus RS500 (2010)
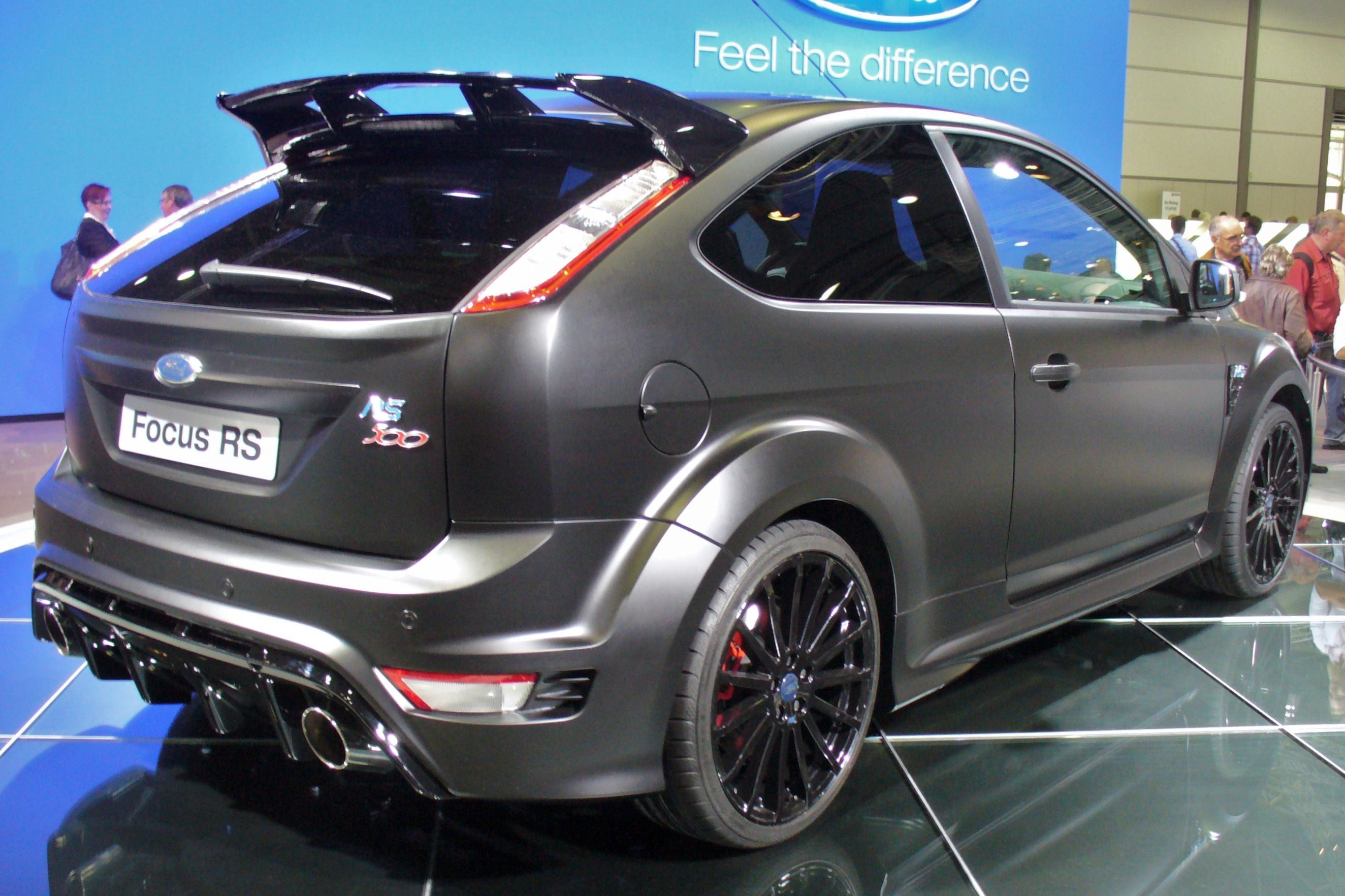
Heckansicht

#### FocusX-Road
Im April 2009 stellte Ford ein auf dem Focus Turnier „Titanium“ basierendes und mit Geländeoptik sowie leicht erhöhter Bodenfreiheit ausgerüstetes Fahrzeug mit der Bezeichnung Focus X-Road auf der AutoRAI in Amsterdam vor.
Diese Variante war offiziell allerdings nur in den Niederlanden und nur mit dem 1,8 Liter großen Aggregat als Flexifuel (Benzin mit Ethanol mischbar) erhältlich. Kennzeichen des X-Road sind breite Kotflügel, Schweller- und Schürzenverkleidungen, silber lackierte 17"-Leichtmetallfelgen und eine Front mit breitem Lufteinlass und Zusatzscheinwerfern.
Vom Focus X-Road wurden von Juli 2009 bis November 2010 nur rund 300 Fahrzeuge produziert, was ihn zu einem recht seltenen Vertreter auf den Straßen macht.

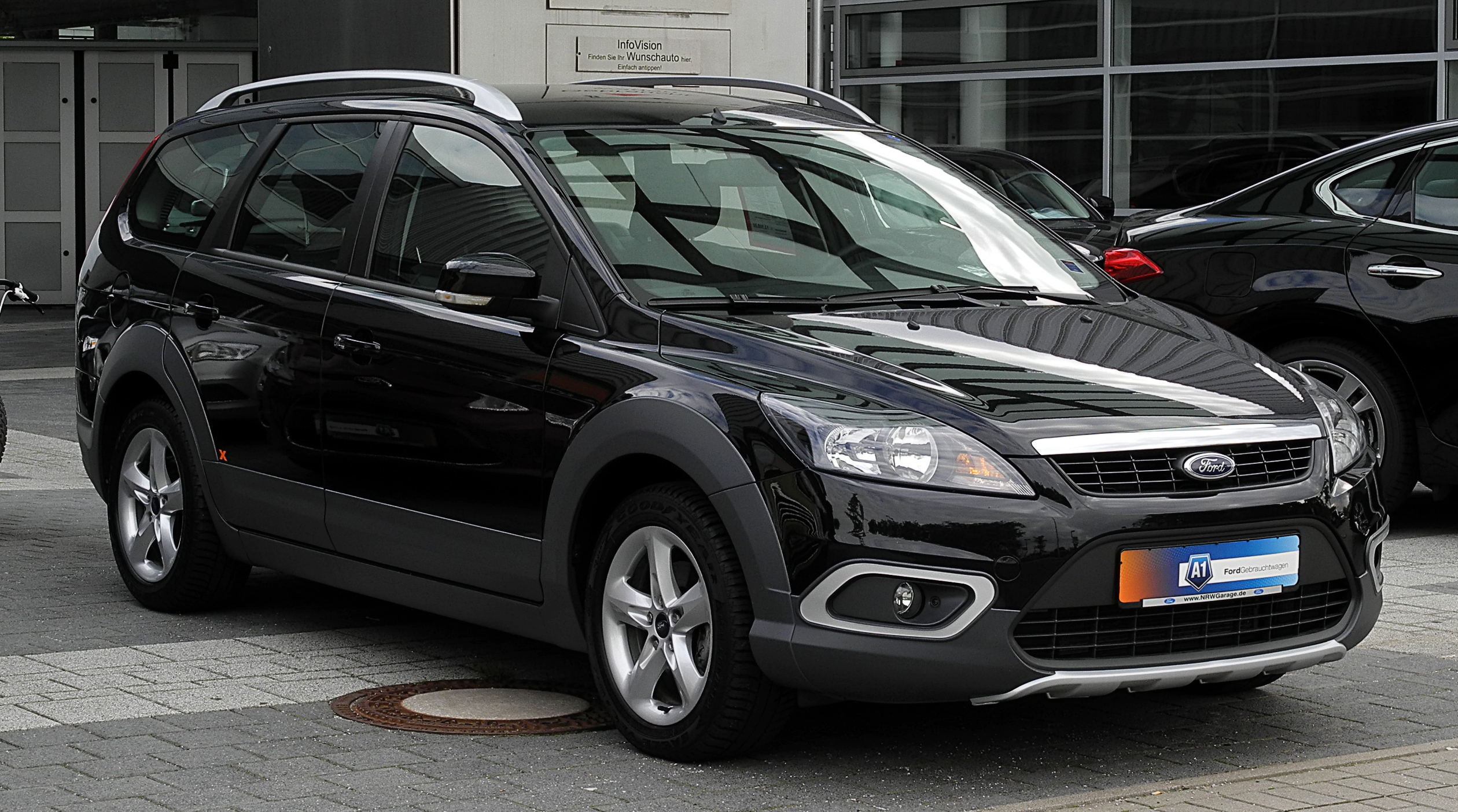
Ford Focus X-Road (2009–2010)
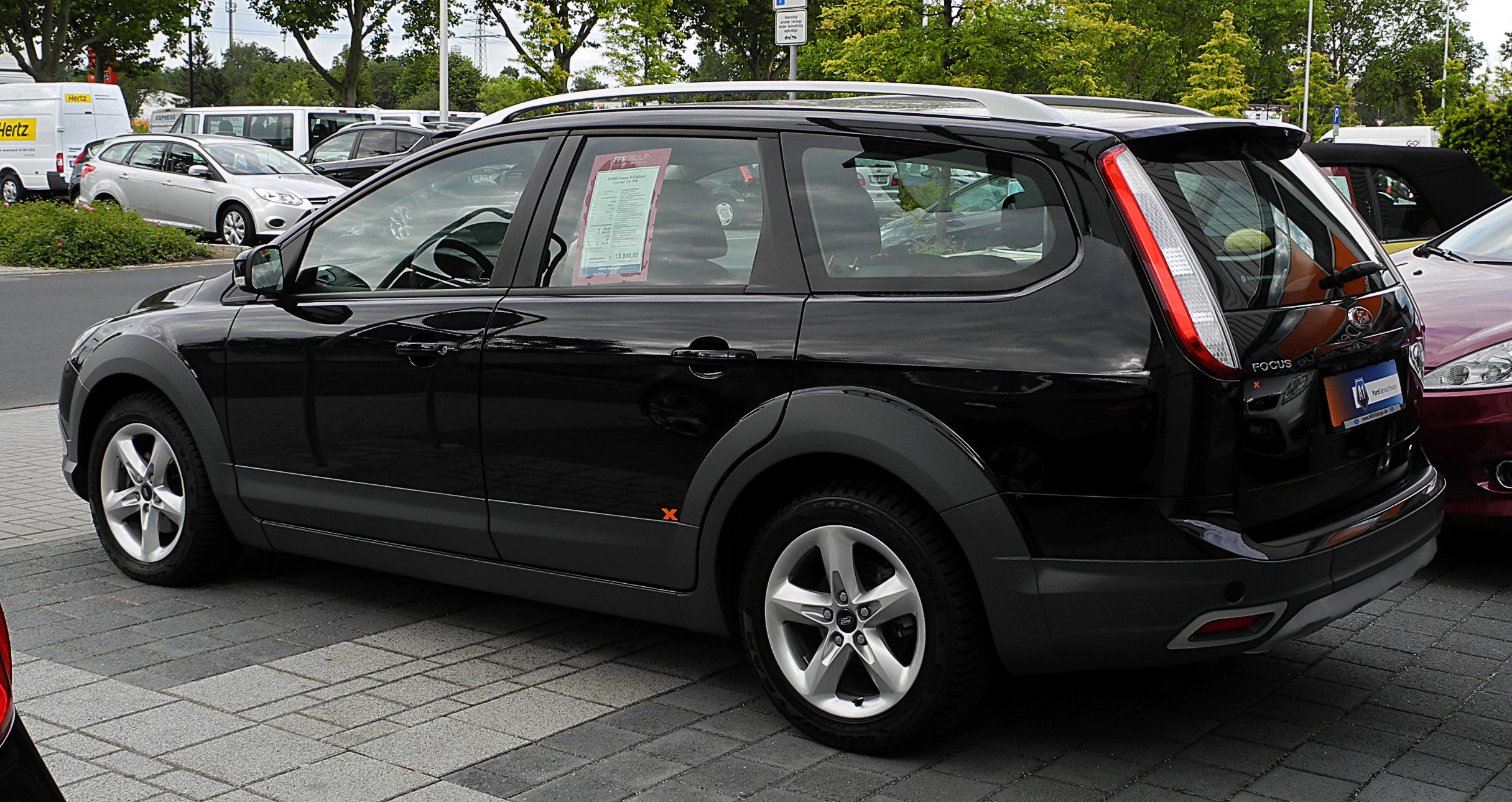
Heckansicht

#### Focus CC
Im März 2007 führte Ford eine Cabrio-Version des Focus unter dem Namen Focus CC (Coupé-Cabriolet) ein, die von Pininfarina in Turin montiert wurde.
Es war das erste Cabrio von Ford in Europa mit einem klappbaren Hardtop. Das Stahldach ließ sich innerhalb von 29 Sekunden öffnen oder schließen. Der Wagen wurde mit dem 1,6-Liter-Ottomotor mit 74 kW (101 PS), dem 2,0-Liter-Ottomotor mit 107 kW (145 PS) sowie dem 2,0-Liter-Dieselmotor mit 100 kW (136 PS) angeboten.
Das Coupé-Cabrio wurde kurz nach den anderen Focus-Modellen im April 2008 optisch und technisch überarbeitet.
Im Juli 2010 wurde die Produktion des Focus CC eingestellt.

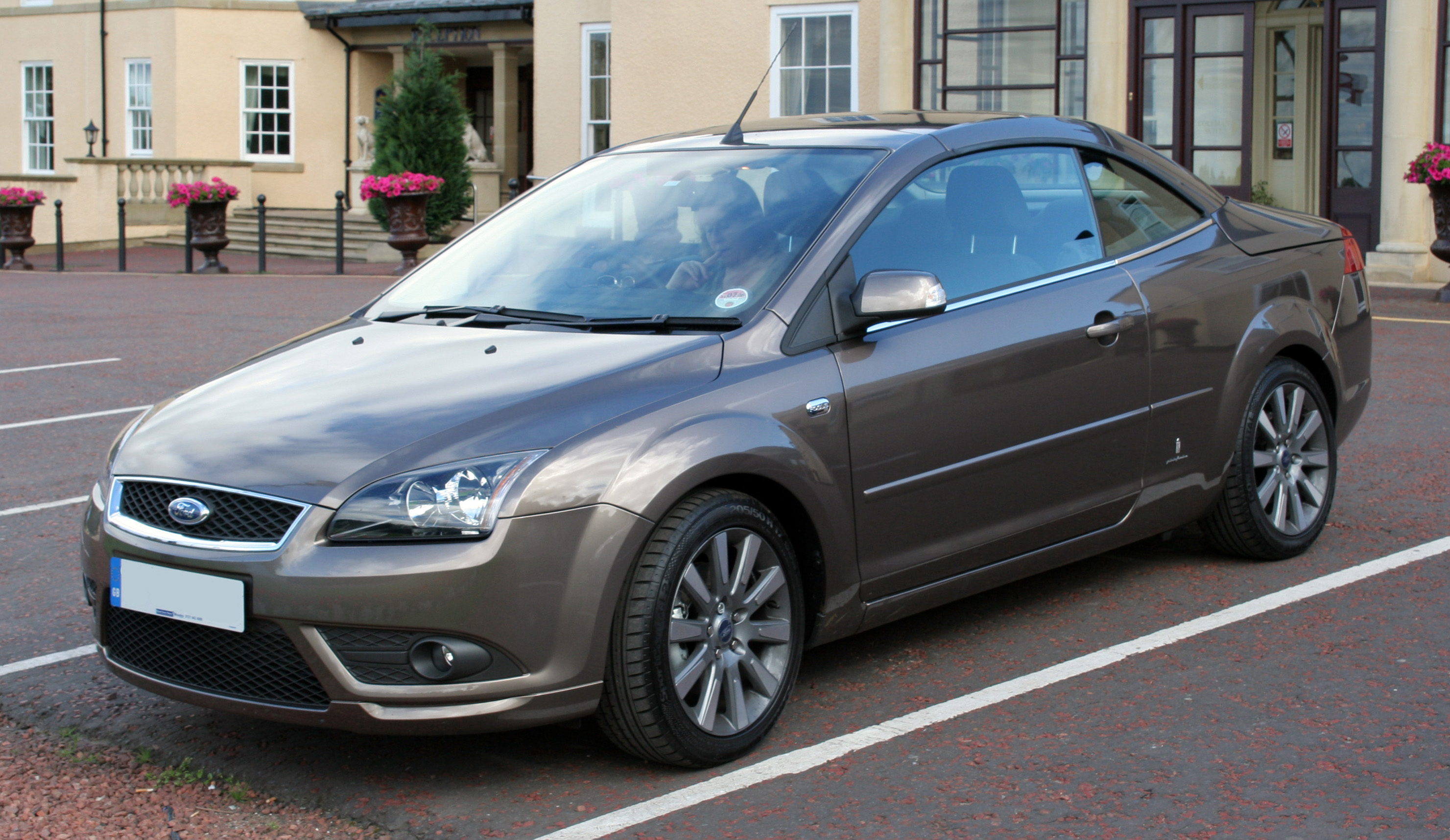
Ford Focus Coupé-Cabriolet (2007–2008)
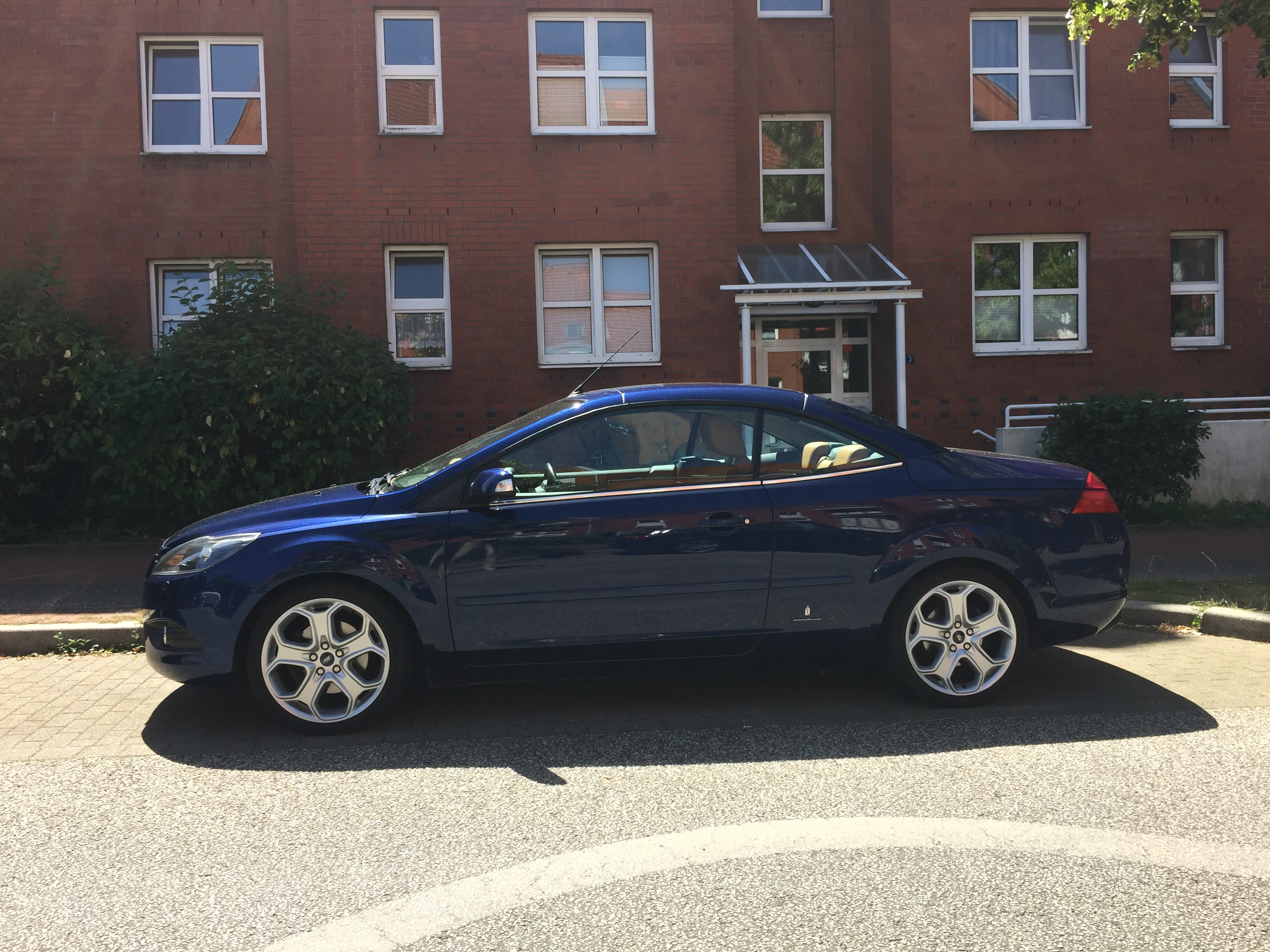
Seitenansicht
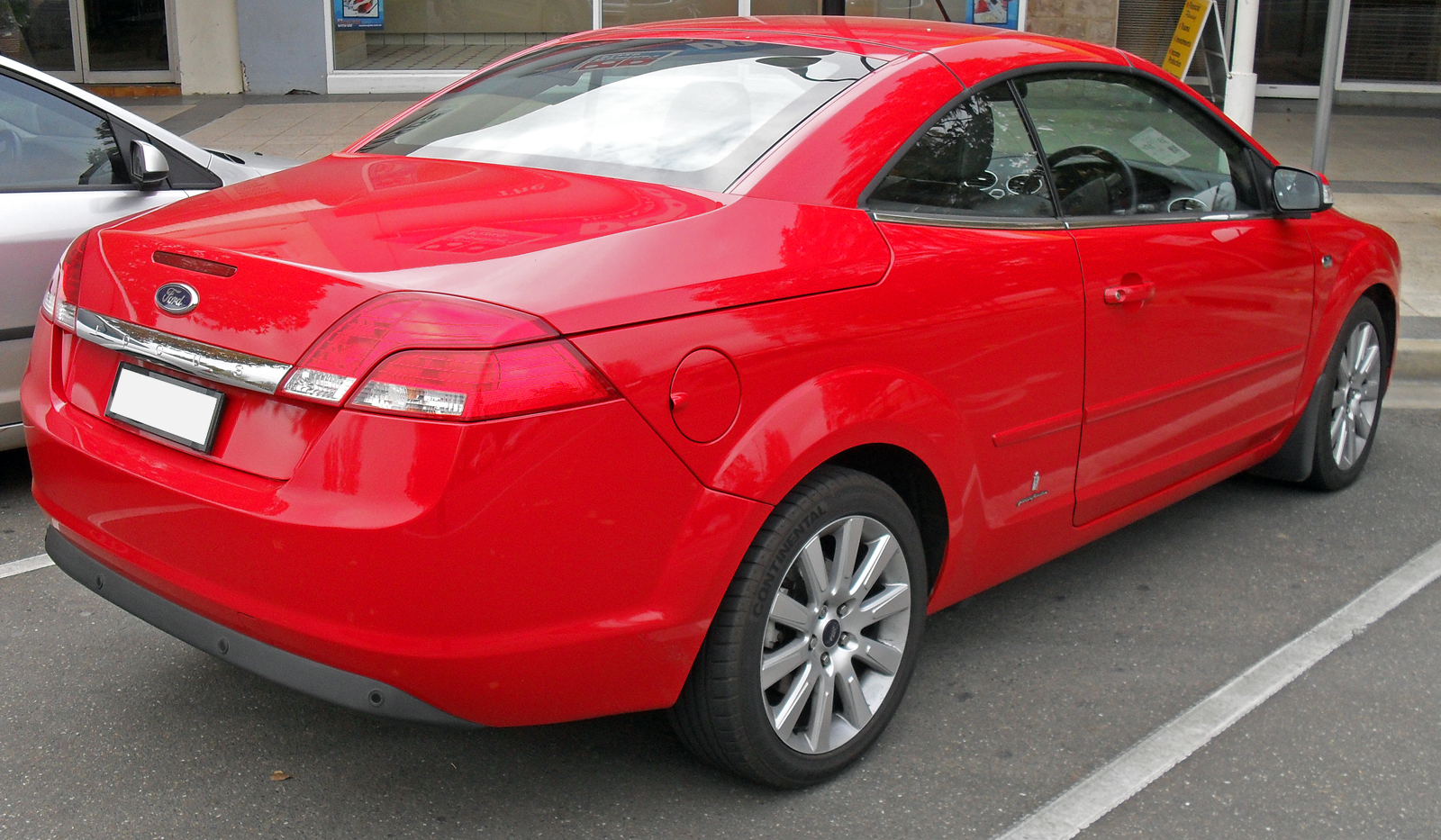
Heckansicht
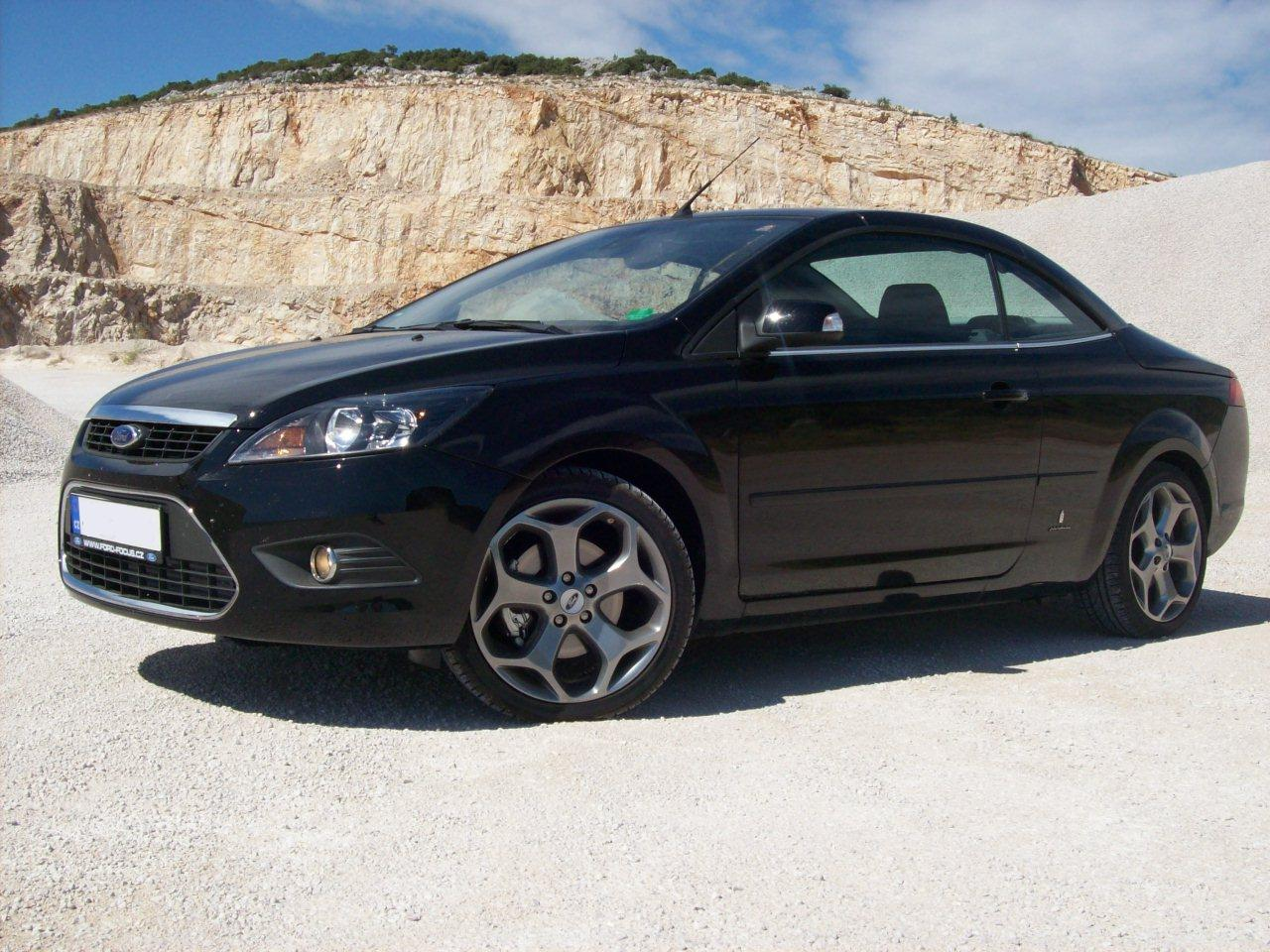
Ford Focus Coupé-Cabriolet (2008–2010)

### Focus C-MAX
Die schon ab Mitte Mai 2003 produzierte, erste Modellgeneration des Kompaktvans (intern C214), der im Ford-Werk Saarlouis hergestellt wurde, bildete die Basis für die zweite Generation des Ford Focus. Nach einer Überarbeitung im Frühjahr 2007 hieß das Fahrzeug nur noch Ford C-MAX.

### Focus SUV
Ein weiteres Nischenmodell ist der kompakte SUV Ford Kuga auf der Basis des Focus, der in der ersten Generation von Februar 2008 bis Oktober 2012 hergestellt wurde.

### Technische Daten

#### Ottomotoren
|                                             | 1.4                   | 1.6                          | 1.6 Ti-VCT            | 1.8                   | 1.8 Flexifuel         | 2.0                        | 2.5T (ST)                  | 2.5T (RS)                  | 2.5T (RS500)               |
| ------------------------------------------- | --------------------- | ---------------------------- | --------------------- | --------------------- | --------------------- | -------------------------- | -------------------------- | -------------------------- | -------------------------- |
| Bauzeitraum                                 | 08/2004–11/2010       | 08/2004–11/2010              | 08/2004–11/2010       | 03/2006–11/2010       | 03/2006–11/2010       | 08/2004–11/2010            | 08/2005–11/2010            | 01/2009–11/2010            | 05/2010–11/2010            |
| Motorkenndaten                              |                       |                              |                       |                       |                       |                            |                            |                            |                            |
| Motorkennung                                | ASDA, ASDB            | HWDA, HWDB, SHDA, SHDB, SHDC | HXDA, HXDB            | QQDB                  | Q7DA                  | AODA, AODB                 | HYDA                       | JZDA                       | JZDA                       |
| Motortyp                                    | Zetec-S               | Zetec-S                      | Zetec-S               | Duratec-HE            | Duratec-HE            | Duratec-HE                 | Duratec 20V                | Duratec 20V                | Duratec 20V                |
| Zylinder                                    | 4                     | 4                            | 4                     | 4                     | 4                     | 4                          | 5                          | 5                          | 5                          |
| Ventilsteuerung                             | DOHC, Zahnriemen      | DOHC, Zahnriemen             | DOHC, Zahnriemen      | DOHC, Kette           | DOHC, Kette           | DOHC, Kette                | DOHC, Zahnriemen           | DOHC, Zahnriemen           | DOHC, Zahnriemen           |
| Gemischaufbereitung                         | Saugrohreinspritzung  | Saugrohreinspritzung         | Saugrohreinspritzung  | Saugrohreinspritzung  | Saugrohreinspritzung  | Saugrohreinspritzung       | Saugrohreinspritzung       | Saugrohreinspritzung       | Saugrohreinspritzung       |
| Motoraufladung                              | –                     | –                            | –                     | –                     | –                     | –                          | Turbolader, Ladeluftkühler | Turbolader, Ladeluftkühler | Turbolader, Ladeluftkühler |
| Kühlung                                     | Wasserkühlung         | Wasserkühlung                | Wasserkühlung         | Wasserkühlung         | Wasserkühlung         | Wasserkühlung              | Wasserkühlung              | Wasserkühlung              | Wasserkühlung              |
| Bohrung × Hub                               | 76,0 mm × 76,5 mm     | 79,0 mm × 81,4 mm            | 79,0 mm × 81,4 mm     | 83,0 mm × 83,1 mm     | 83,0 mm × 83,1 mm     | 87,5 mm × 83,1 mm          | 83,0 mm × 93,2 mm          | 83,0 mm × 93,2 mm          | 83,0 mm × 93,2 mm          |
| Hubraum                                     | 1388 cm³              | 1596 cm³                     | 1596 cm³              | 1798 cm³              | 1798 cm³              | 1999 cm³                   | 2521 cm³                   | 2521 cm³                   | 2521 cm³                   |
| Verdichtungsverhältnis                      | 11,0:1                | 11,0:1                       | 11,0:1                | 10,8:1                | 10,8:1                | 10,8:1                     | 9,0:1                      | 8,5:1                      | 8,5:1                      |
| max. Leistung bei min−1                     | 59 kW (80 PS)/ 5700   | 74 kW (100 PS)/ 6000         | 85 kW (115 PS)/ 6000  | 92 kW (125 PS) /6000  | 92 kW (125 PS) /6000  | 107 kW (145 PS)/ 6000      | 166 kW (226 PS)/ 6000      | 224 kW (305 PS)/ 6500      | 257 kW (350 PS)/ 6000      |
| max. Drehmoment bei min−1                   | 124 Nm/ 3500          | 150 Nm/ 4000                 | 155 Nm/ 4150          | 165 Nm/ 4000          | 165 Nm/ 4000          | 185 Nm/ 4500               | 320 Nm/ 1600–4000          | 440 Nm/ 2300–4500          | 460 Nm/ 2500–4500          |
| Kraftübertragung                            |                       |                              |                       |                       |                       |                            |                            |                            |                            |
| Antrieb                                     | Vorderradantrieb      | Vorderradantrieb             | Vorderradantrieb      | Vorderradantrieb      | Vorderradantrieb      | Vorderradantrieb           | Vorderradantrieb           | Vorderradantrieb           | Vorderradantrieb           |
| Getriebe, serienmäßig                       | 5-Gang-Schaltgetriebe | 5-Gang-Schaltgetriebe        | 5-Gang-Schaltgetriebe | 5-Gang-Schaltgetriebe | 5-Gang-Schaltgetriebe | 5-Gang-Schaltgetriebe      | 6-Gang-Schaltgetriebe      | 6-Gang-Schaltgetriebe      | 6-Gang-Schaltgetriebe      |
| Getriebe, optional                          | –                     | 4-Stufen-Automatikgetriebe   | –                     | –                     | –                     | 4-Stufen-Automatikgetriebe | –                          | –                          | –                          |
| Messwerte (Schrägheck)                      |                       |                              |                       |                       |                       |                            |                            |                            |                            |
| Höchstgeschwindigkeit                       | 164 km/h              | 180 km/h (172 km/h)          | 190 km/h              | 198 km/h              | 198 km/h              | 206 km/h (193 km/h)        | 241 km/h                   | 263 km/h                   | 265 km/h                   |
| Beschleunigung, 0–100 km/h                  | 14,1 s                | 11,9 s (13,6 s)              | 10,8 s                | 10,3 s                | 10,3 s                | 9,2 s (10,7 s)             | 6,8 s                      | 5,9 s                      | 5,6 s                      |
| Kraftstoffverbrauch auf 100 km (kombiniert) | 6,6 l S               | 6,7 l S (7,5 l S)            | 6,6 l S               | 7,0 l S               | 7,0 l S (9,1 l E85)   | 7,1 l S (8,0 l S)          | 9,3 l S                    | 9,4 l S                    | 9,9 l S                    |
| CO2-Emission (kombiniert)                   | 157 g/km              | 159 g/km (179 g/km)          | 157 g/km              | 167 g/km              | 167 g/km              | 169 g/km (189 g/km)        | 224 g/km                   | 225 g/km                   | 235 g/km                   |
| Messwerte (Stufenheck)                      |                       |                              |                       |                       |                       |                            |                            |                            |                            |
| Höchstgeschwindigkeit                       | –                     | 182 km/h (174 km/h)          | 193 km/h              | –                     | –                     | 210 km/h (198 km/h)        | –                          | –                          | –                          |
| Beschleunigung, 0–100 km/h                  | –                     | 12,0 s (13,7 s)              | 10,9 s                | –                     | –                     | 9,3 s (10,8 s)             | –                          | –                          | –                          |
| Kraftstoffverbrauch auf 100 km (kombiniert) | –                     | 6,7 l S (7,7 l S)            | 6,6 l S               | –                     | –                     | 7,1 l S (8,0 l S)          | –                          | –                          | –                          |
| CO2-Emission (kombiniert)                   | –                     | 159 g/km (184 g/km)          | 157 g/km              | –                     | –                     | 169 g/km (189 g/km)        | –                          | –                          | –                          |
| Messwerte (Kombi)                           |                       |                              |                       |                       |                       |                            |                            |                            |                            |
| Höchstgeschwindigkeit                       | 164 km/h              | 180 km/h (172 km/h)          | 190 km/h              | 198 km/h              | 198 km/h              | 206 km/h (193 km/h)        | –                          | –                          | –                          |
| Beschleunigung, 0–100 km/h                  | 14,4 s                | 12,2 s (13,7 s)              | 11,0 s                | 10,5 s                | 10,5 s                | 9,4 s (10,9 s)             | –                          | –                          | –                          |
| Kraftstoffverbrauch auf 100 km (kombiniert) | 6,6 l S               | 6,7 l S (7,7 l S)            | 6,6 l S               | 7,0 l S               | 7,0 l S (9,1 l E85)   | 7,1 l S (8,0 l S)          | –                          | –                          | –                          |
| CO2-Emission (kombiniert)                   | 157 g/km              | 159 g/km (184 g/km)          | 157 g/km              | 167 g/km              | 167 g/km              | 169 g/km (189 g/km)        | –                          | –                          | –                          |
| Messwerte (CC)                              |                       |                              |                       |                       |                       |                            |                            |                            |                            |
| Höchstgeschwindigkeit                       | –                     | 182 km/h                     | –                     | –                     | –                     | 208 km/h (198 km/h)        | –                          | –                          | –                          |
| Beschleunigung, 0–100 km/h                  | –                     | 13,6 s                       | –                     | –                     | –                     | 10,3 s (11,9 s)            | –                          | –                          | –                          |
| Kraftstoffverbrauch auf 100 km (kombiniert) | –                     | 7,1 l S                      | –                     | –                     | –                     | 7,5 l S (8,3 l S)          | –                          | –                          | –                          |
| CO2-Emission (kombiniert)                   | –                     | 169 g/km                     | –                     | –                     | –                     | 179 g/km (199 g/km)        | –                          | –                          | –                          |

1. 1 2 3 4  Werte in runden Klammern „( )“ für Automatikgetriebe.

Die Verfügbarkeit der Motoren war von Modell, Ausstattung und Markt abhängig.

#### Dieselmotoren
|                                             | 1.6 TDCi                   | 1.6 TDCi                     | 1.8 TDCi                   | 2.0 TDCi                         | 2.0 TDCi                         |
| ------------------------------------------- | -------------------------- | ---------------------------- | -------------------------- | -------------------------------- | -------------------------------- |
| Bauzeitraum                                 | 01/2005–11/2010            | 08/2004–11/2010              | 01/2005–03/2006            | 11/2007–11/2010                  | 08/2004–11/2010                  |
| Motorkenndaten                              |                            |                              |                            |                                  |                                  |
| Motorkennung                                | HHDA, HHDB, GPDA, GPDC     | G8DA, G8DB, G8DD, G8DE, G8DF | KKDA, KKDB                 | IXDA                             | G6DA, G6DB, G6DD                 |
| Motortyp                                    | R4-Dieselmotor             | R4-Dieselmotor               | R4-Dieselmotor             | R4-Dieselmotor                   | R4-Dieselmotor                   |
| Anzahl Ventile pro Zylinder                 | 4                          | 4                            | 2                          | 4                                | 4                                |
| Ventilsteuerung                             | DOHC, Zahnriemen/Kette     | DOHC, Zahnriemen/Kette       | OHC, Zahnriemen            | DOHC, Zahnriemen/Kette           | DOHC, Zahnriemen/Kette           |
| Gemischaufbereitung                         | Common-Rail-Einspritzung   | Common-Rail-Einspritzung     | Common-Rail-Einspritzung   | Common-Rail-Einspritzung         | Common-Rail-Einspritzung         |
| Motoraufladung                              | Turbolader, Ladeluftkühler | Turbolader, Ladeluftkühler   | Turbolader, Ladeluftkühler | Turbolader, Ladeluftkühler       | Turbolader, Ladeluftkühler       |
| Kühlung                                     | Wasserkühlung              | Wasserkühlung                | Wasserkühlung              | Wasserkühlung                    | Wasserkühlung                    |
| Bohrung × Hub                               | 75,0 mm × 88,3 mm          | 75,0 mm × 88,3 mm            | 82,5 mm × 82,0 mm          | 85,0 mm × 88,0 mm                | 85,0 mm × 88,0 mm                |
| Hubraum                                     | 1560 cm³                   | 1560 cm³                     | 1753 cm³                   | 1997 cm³                         | 1997 cm³                         |
| Verdichtungsverhältnis                      | 18,3:1                     | 18,3:1                       | 19,0:1                     | 18,0:1                           | 18,0:1                           |
| max. Leistung bei min−1                     | 66 kW (90 PS)/ 4000        | 80 kW (109 PS)/ 4000         | 85 kW (115 PS)/ 3800       | 81 kW (110 PS)/ 4000             | 100 kW (136 PS)/ 4000            |
| max. Drehmoment bei min−1                   | 215 Nm/ 1750               | 240 Nm/ 1750                 | 280 Nm/ 1900               | 265 Nm (1)/ 2000                 | 320 Nm/ 2000                     |
| Kraftübertragung                            |                            |                              |                            |                                  |                                  |
| Antrieb                                     | Vorderradantrieb           | Vorderradantrieb             | Vorderradantrieb           | Vorderradantrieb                 | Vorderradantrieb                 |
| Getriebe, serienmäßig                       | 5-Gang-Schaltgetriebe      | 5-Gang-Schaltgetriebe        | 5-Gang-Schaltgetriebe      | 6-Stufen-Doppelkupplungsgetriebe | 6-Gang-Schaltgetriebe            |
| Getriebe, optional                          | –                          | Durashift-CVT-Automatik      | –                          | –                                | 6-Stufen-Doppelkupplungsgetriebe |
| Messwerte (Schrägheck)                      |                            |                              |                            |                                  |                                  |
| Höchstgeschwindigkeit                       | 177 km/h                   | 188 km/h (183 km/h)          | 190 km/h                   | (183 km/h)                       | 203 km/h (200 km/h)              |
| Beschleunigung, 0–100 km/h                  | 12,6 s                     | 10,9 s (11,5 s)              | 10,8 s                     | (11,5 s)                         | 9,3 s (9,6 s)                    |
| Kraftstoffverbrauch auf 100 km (kombiniert) | 4,5–4,7 l D                | 4,5–4,8 l D (5,6 l D)        | 5,2 l D                    | (5,8 l D)                        | 5,5–5,6 l D (5,8 l D)            |
| CO2-Emission (kombiniert)                   | 119–124 g/km               | 119–127 g/km (149 g/km)      | 137 g/km                   | (154 g/km)                       | 144–148 g/km (154 g/km)          |
| Messwerte (Stufenheck)                      |                            |                              |                            |                                  |                                  |
| Höchstgeschwindigkeit                       | 179 km/h                   | 190 km/h (185 km/h)          | 196 km/h                   | (188 km/h)                       | 205 km/h (202 km/h)              |
| Beschleunigung, 0–100 km/h                  | 12,7 s                     | 11,0 s (11,6 s)              | 10,7 s                     | (11,7 s)                         | 9,4 s (9,7 s)                    |
| Kraftstoffverbrauch auf 100 km (kombiniert) | 4,5–4,7 l D                | 4,5–4,8 l D (5,6 l D)        | 5,4 l D                    | (5,8 l D)                        | 5,6–5,7 l D (5,8 l D)            |
| CO2-Emission (kombiniert)                   | 119–124 g/km               | 119–127 g/km (149 g/km)      | 146 g/km                   | (154 g/km)                       | 147–149 g/km (154 g/km)          |
| Messwerte (Kombi)                           |                            |                              |                            |                                  |                                  |
| Höchstgeschwindigkeit                       | 177 km/h                   | 188 km/h (183 km/h)          | 190 km/h                   | (183 km/h)                       | 203 km/h (200 km/h)              |
| Beschleunigung, 0–100 km/h                  | 12,9 s                     | 11,1 s (11,7 s)              | 10,9 s                     | (11,9 s)                         | 9,5 s (9,9 s)                    |
| Kraftstoffverbrauch auf 100 km (kombiniert) | 4,5–4,7 l D                | 4,5–4,8 l D (5,7 l D)        | 5,3 l D                    | (5,8 l D)                        | 5,6–5,7 l D (5,8 l D)            |
| CO2-Emission (kombiniert)                   | 119–124 g/km               | 119–127 g/km (152 g/km)      | 143 g/km                   | (154 g/km)                       | 147–149 g/km (154 g/km)          |
| Messwerte (CC)                              |                            |                              |                            |                                  |                                  |
| Höchstgeschwindigkeit                       | –                          | –                            | –                          | –                                | 205 km/h                         |
| Beschleunigung, 0–100 km/h                  | –                          | –                            | –                          | –                                | 10,3 s                           |
| Kraftstoffverbrauch auf 100 km (kombiniert) | –                          | –                            | –                          | –                                | 5,9 l D                          |
| CO2-Emission (kombiniert)                   | –                          | –                            | –                          | –                                | 156 g/km                         |

1. ↑  nicht auf dem deutschen Markt erhältlich.
2. ↑  in einigen europäischen Ländern auch nach 2006 noch erhältlich
3. ↑  Für Österreich: 74 kW (100 PS)
4. 1 2 3 4  Werte in runden Klammern „( )“ für Automatikgetriebe.
5. 1 2 3 4 5  Econetic: Höchstgeschwindigkeit 191 km/h, Kraftstoffverbrauch auf 100 km (kombiniert) 3,8 l D, CO2-Emission (kombiniert) 99 g/km

Die Verfügbarkeit der Motoren war von Modell, Ausstattung und Markt abhängig.

### Modellübersicht

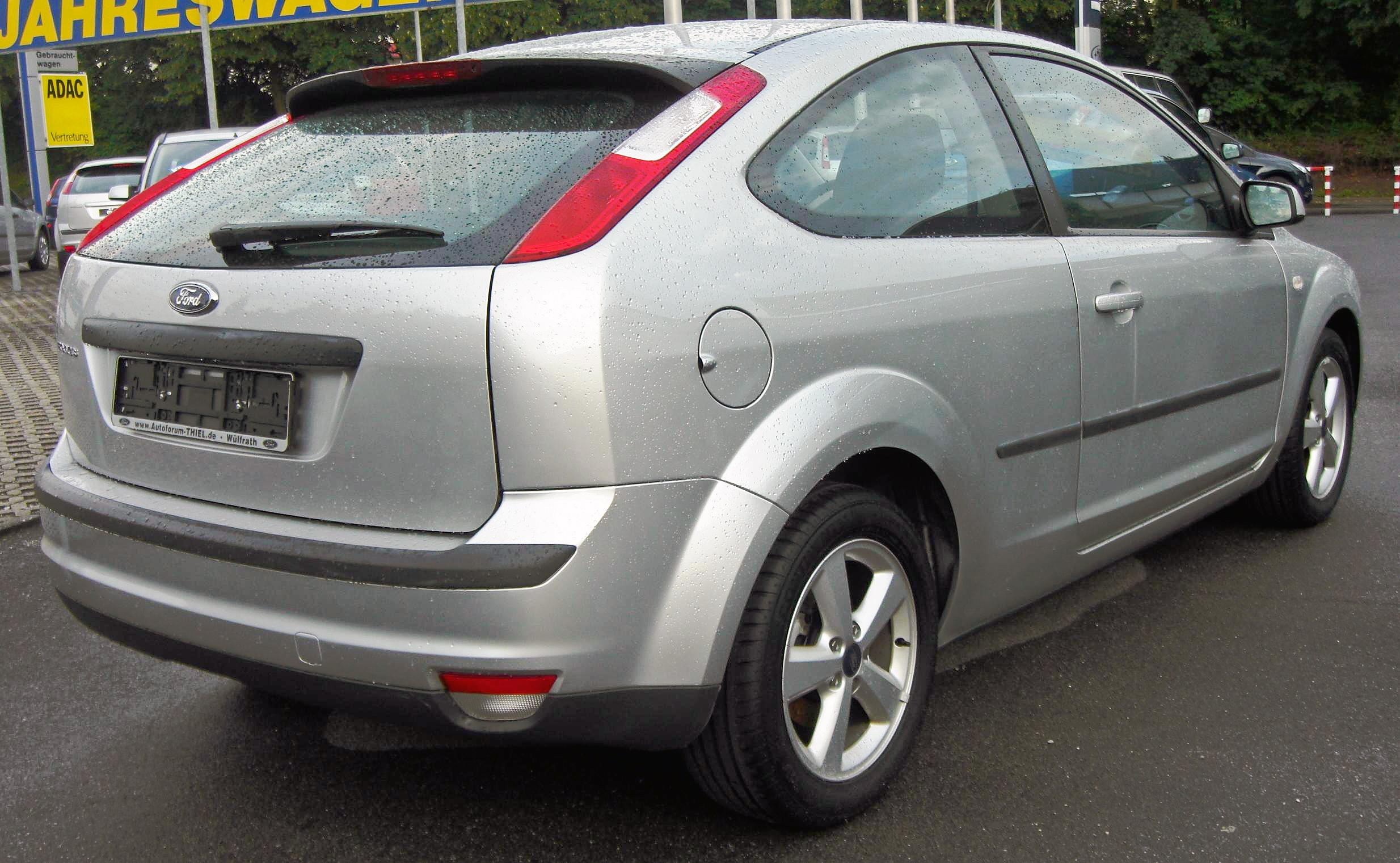
Ford Focus Dreitürer (2004–2007)
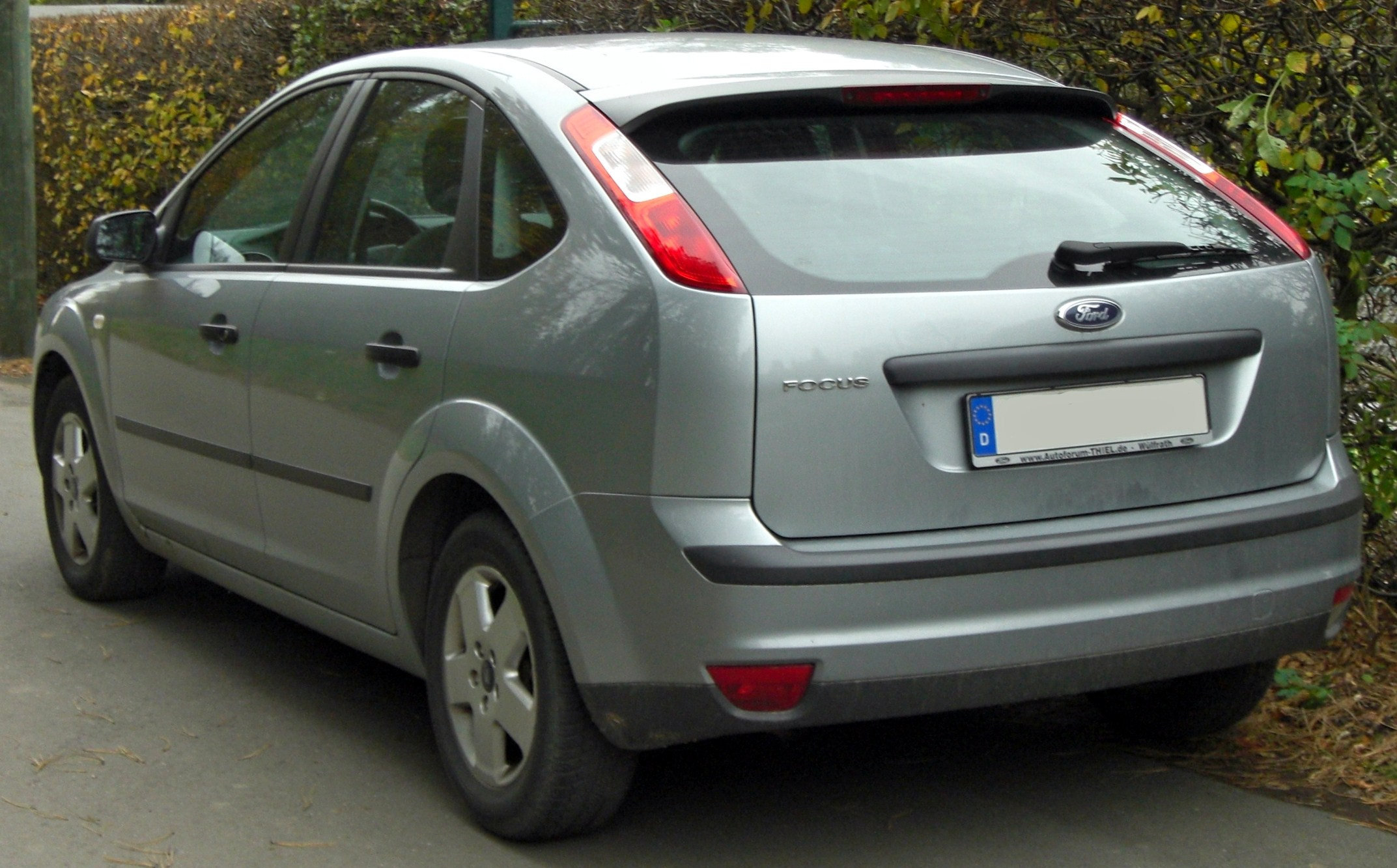
Ford Focus Fünftürer (2004–2007)
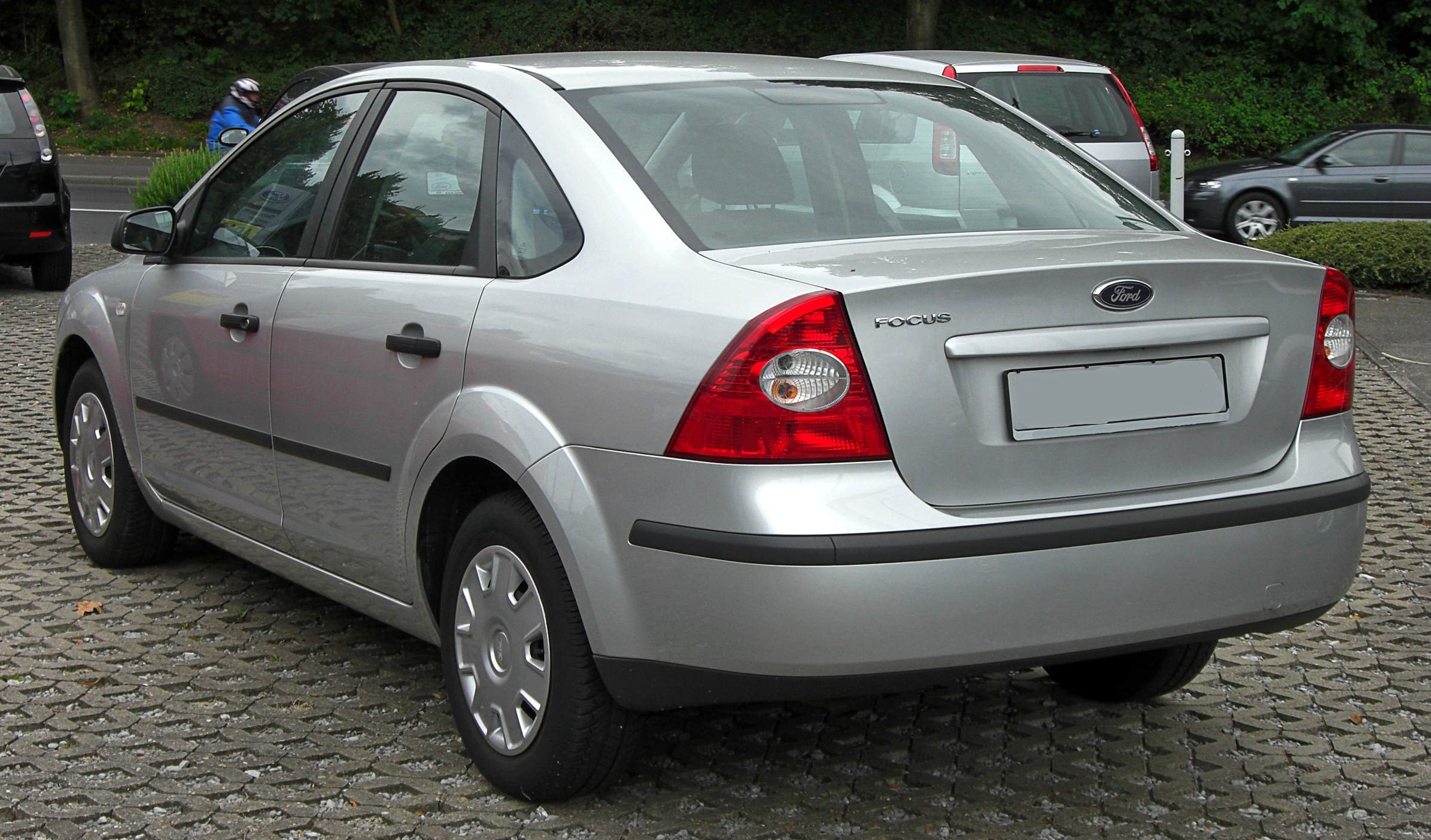
Ford Focus Stufenheck (2005–2007)
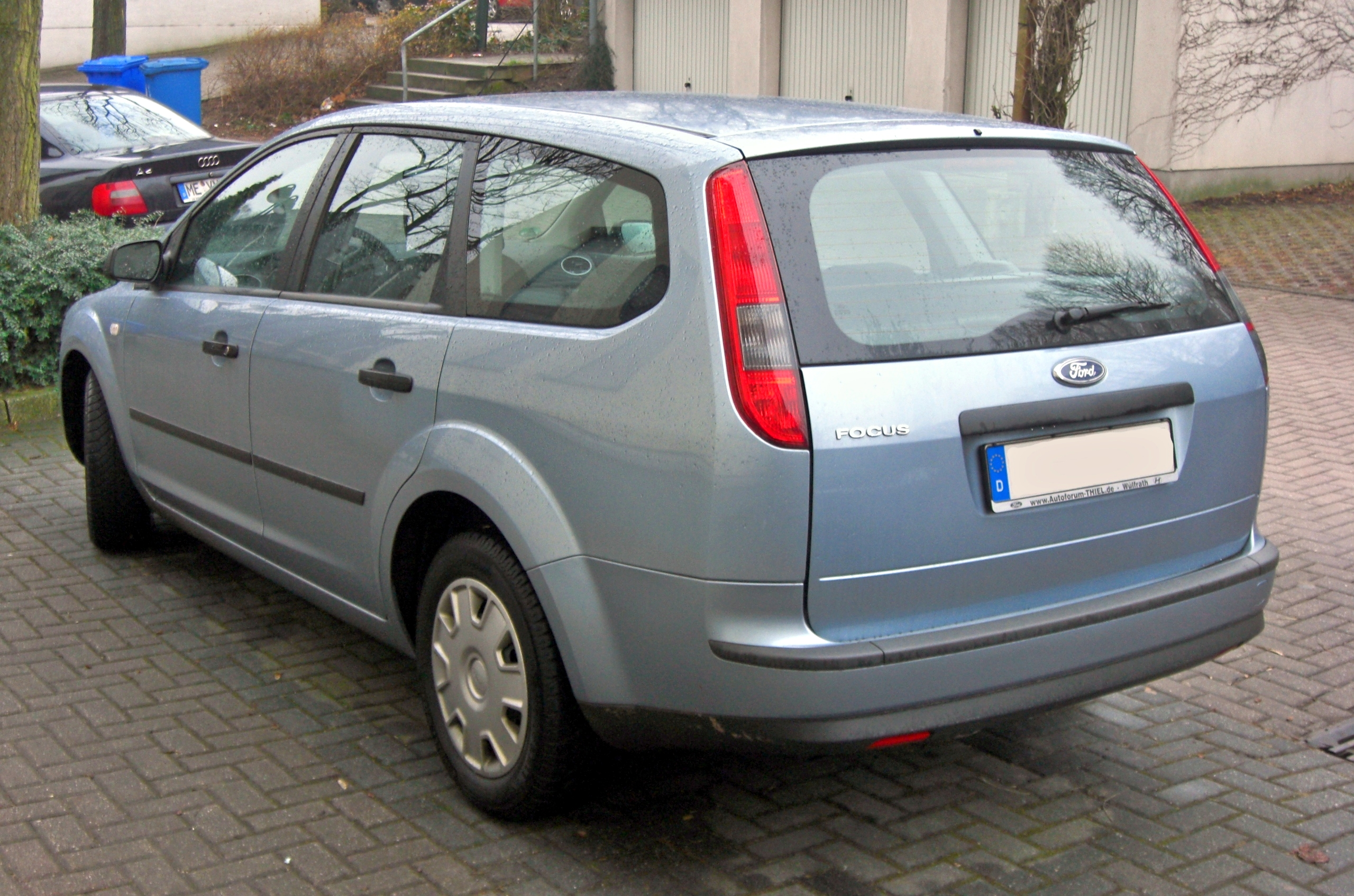
Ford Focus Turnier (2005–2007)
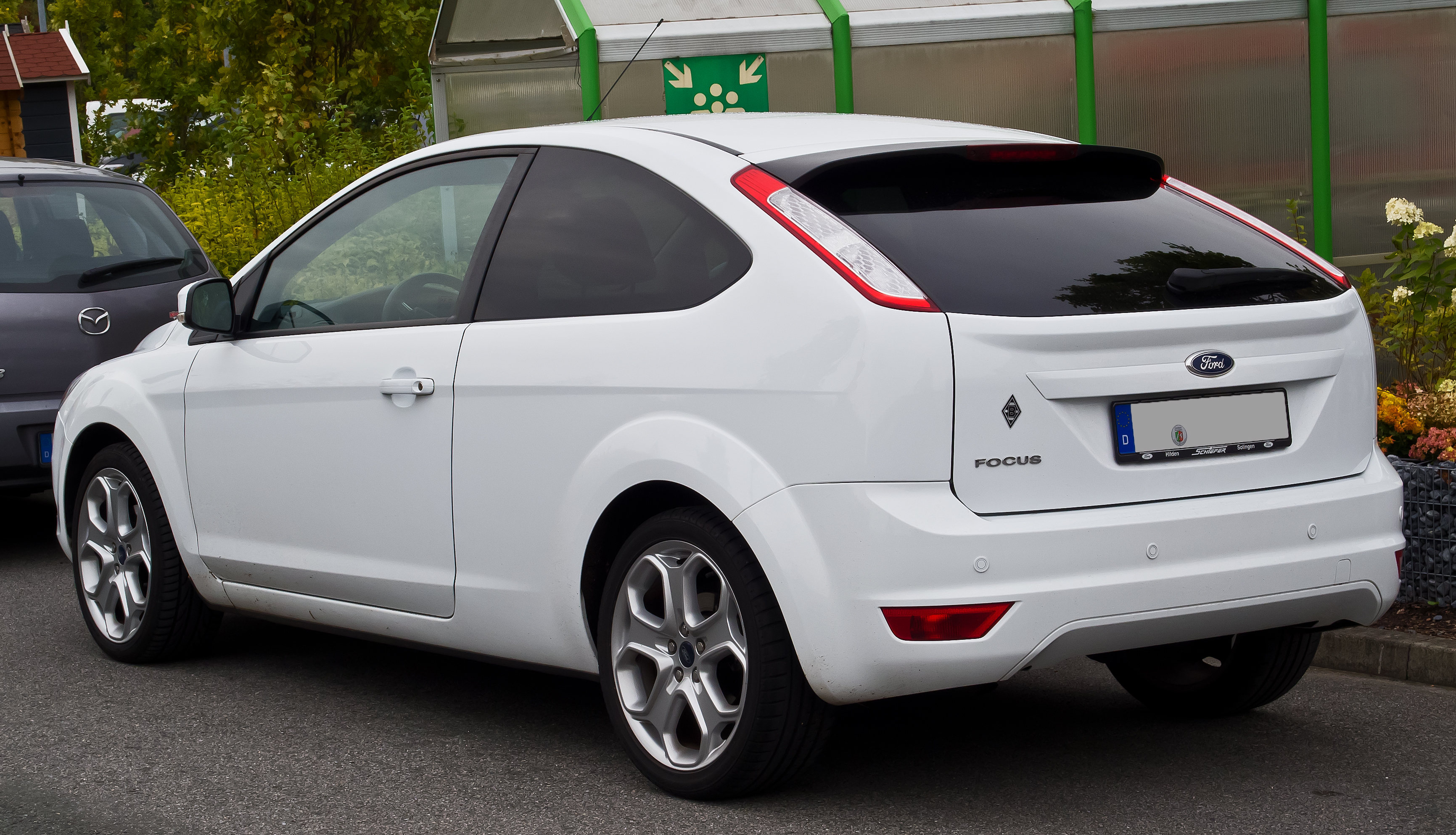
Ford Focus Dreitürer (2007–2010)
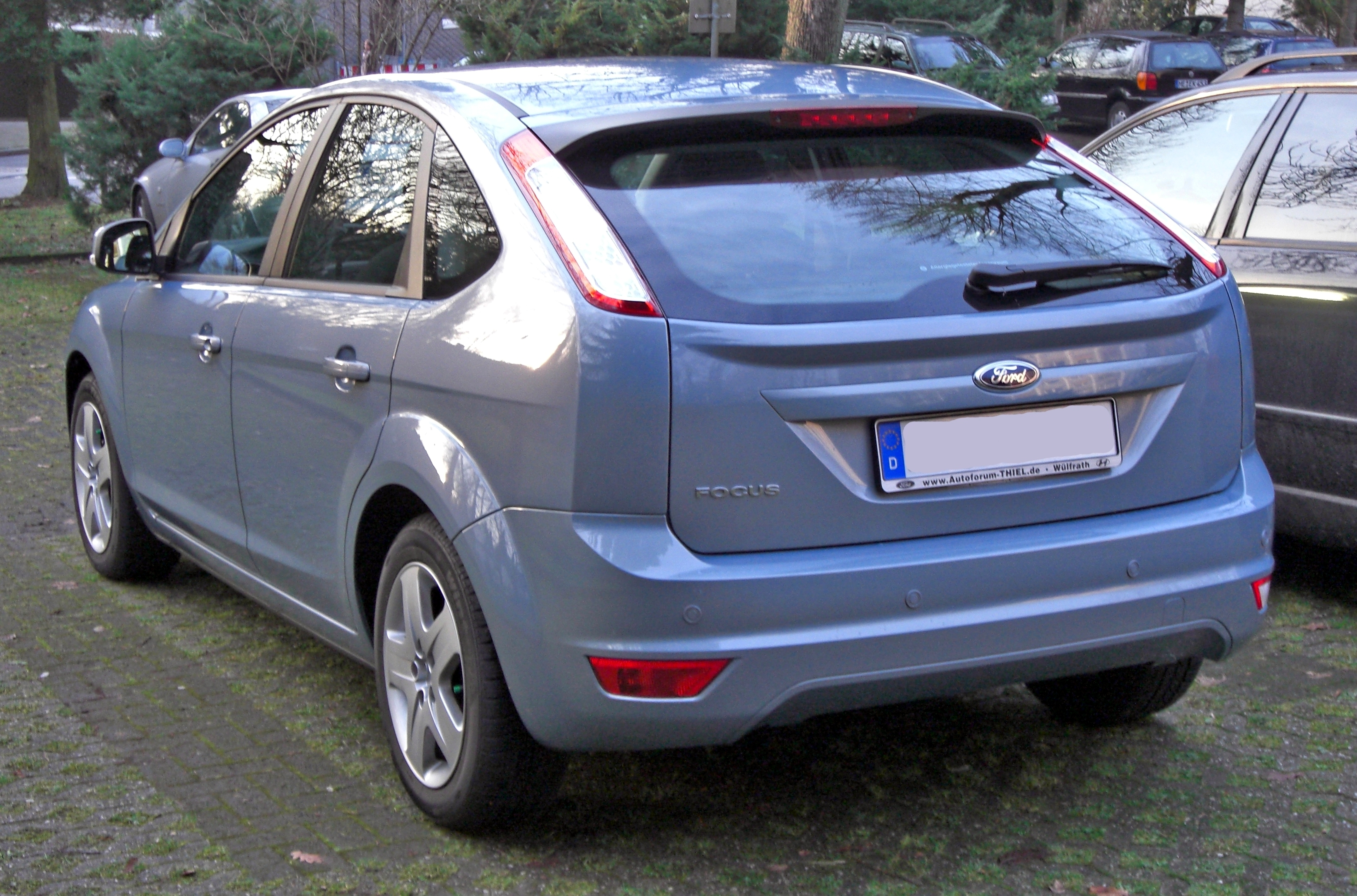
Ford Focus Fünftürer (2007–2010)
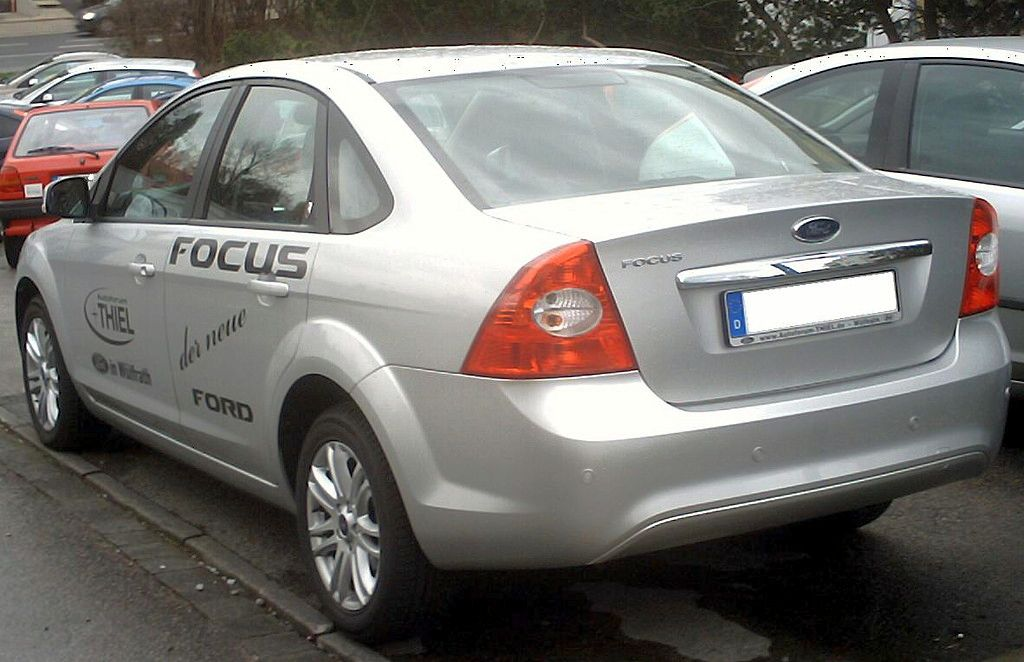
Ford Focus Stufenheck (2007–2010)
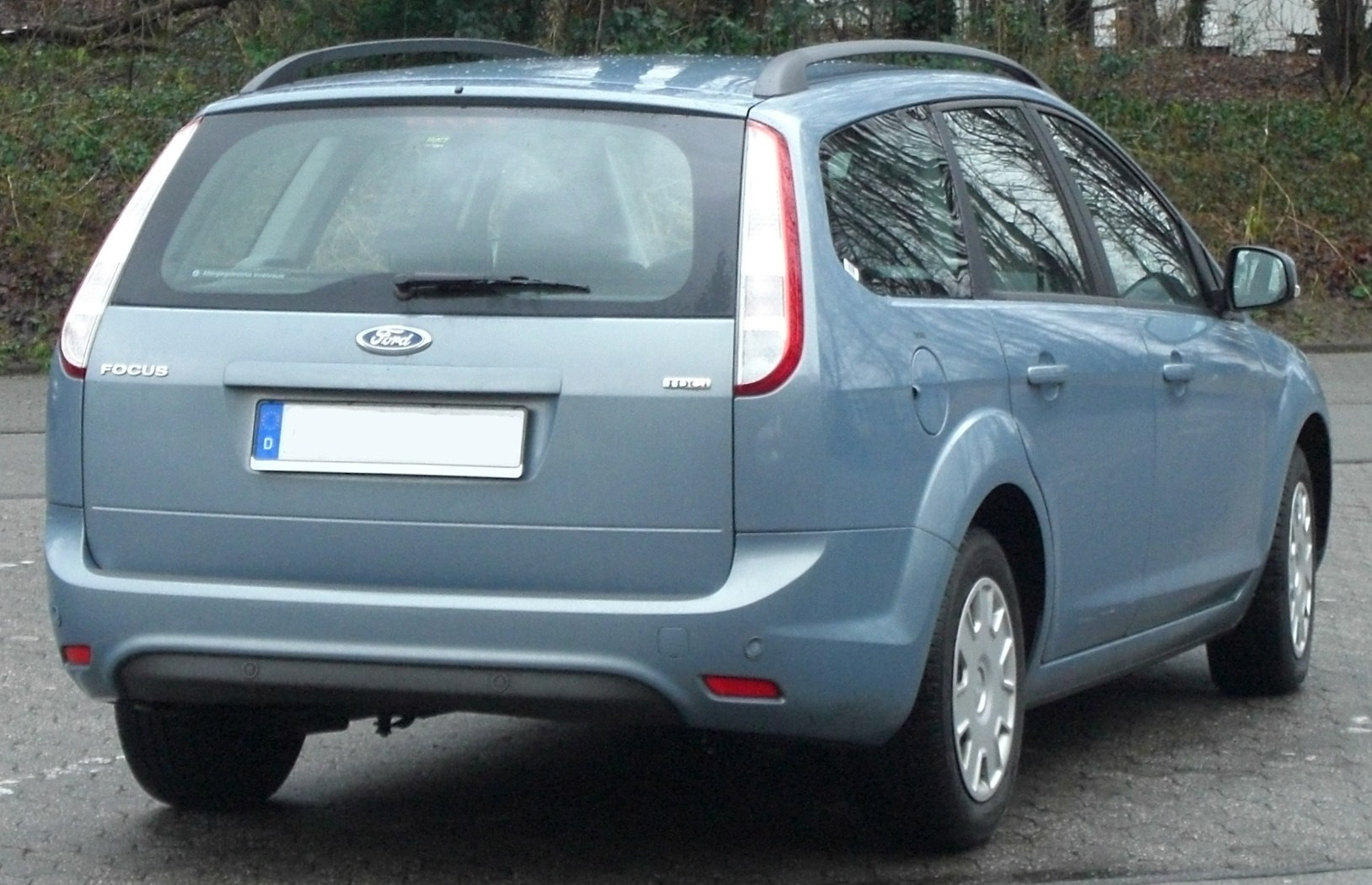
Ford Focus Turnier (2007–2010)

## Focus ’11 (2010–2018)
| Sterne im Euro-NCAP-Crashtest |

Auf der Detroit Motor Show präsentierte Ford im Januar 2010 die dritte Modellgeneration des Focus. Sie basiert auf der Bodengruppe der schon seit Ende 2010 erhältlichen zweiten Modellgeneration des Ford C-MAX und wird als Weltauto angeboten und sowohl in Europa als auch in den USA und Asien gebaut. Der Produktionsbeginn für den Focus ’11 in Europa war der 6. Dezember 2010.
Die Markteinführung in Europa fand in den einzelnen Ländern zu unterschiedlichen Terminen statt, in Deutschland war es der 9. April 2011. Erhältlich waren zunächst eine fünftürige Schrägheck- und eine viertürige Stufenheckvariante, der Turnier folgte im Mai. Ein dreitüriges Schrägheckmodell oder ein Klappdach-Cabrio wie beim Vorgänger wird es nicht mehr geben.
Produziert wird die Modellreihe weltweit in Saarlouis (Deutschland), Wsewoloschsk bei Sankt Petersburg (Russland), Hermosillo (Mexiko), General Pacheco (Argentinien), Wayne (Michigan), USA und bis 2011 auch in Almussafes bei Valencia (Spanien).
Beim Euro-NCAP-Crashtest erhielt der Wagen mit fünf Sternen die höchste Wertung. Außerdem erhielt er als erstes Fahrzeug weltweit vier Euro NCAP Advanced Awards. Ausgezeichnet wurden hier der Müdigkeitswarner, das Auffahrwarnsystem „Forward Alert“, der Fahrspur-Assistent und „Active City Stop“, bei dem bei Geschwindigkeiten von weniger als 30 km/h über einen Laser der Abstand zu vorausfahrenden Wagen gemessen und das Fahrzeug automatisch abgebremst wird, falls sich der Abstand so schnell verringert, dass eine Kollision droht.
Ford brachte im Frühjahr 2012 im Focus erstmals den neu entwickelten 1,0-Liter-Dreizylindermotor der EcoBoost-Motorenfamilie mit serienmäßigem Start-Stopp-System auf den Markt. Die Reichweite der mit einem 50-Liter-Tank ausgestatteten Fahrzeuge liegt laut Ford bei mehr als 1000 km, der CO2-Ausstoß bei weniger als 120 g/km.

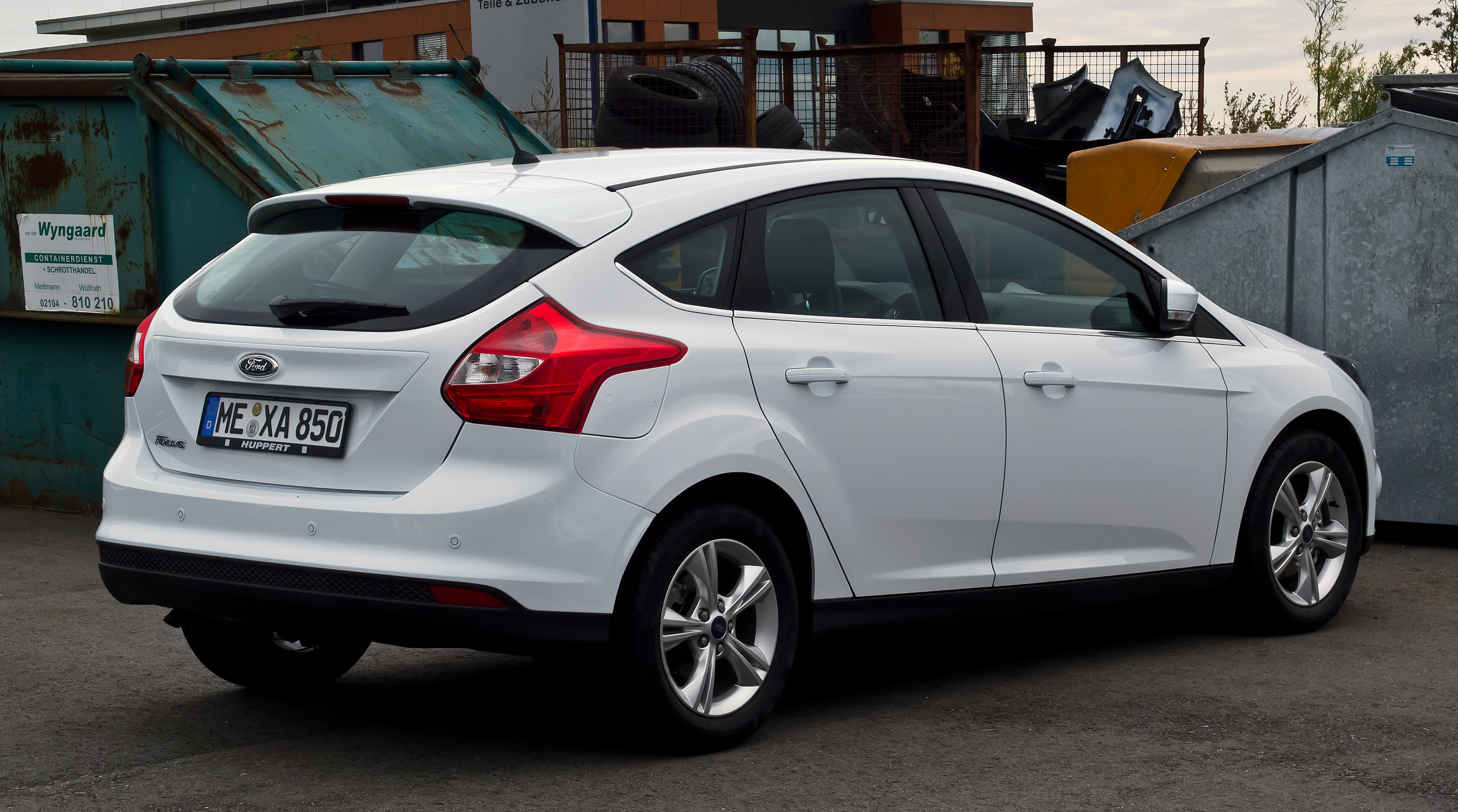
Heckansicht
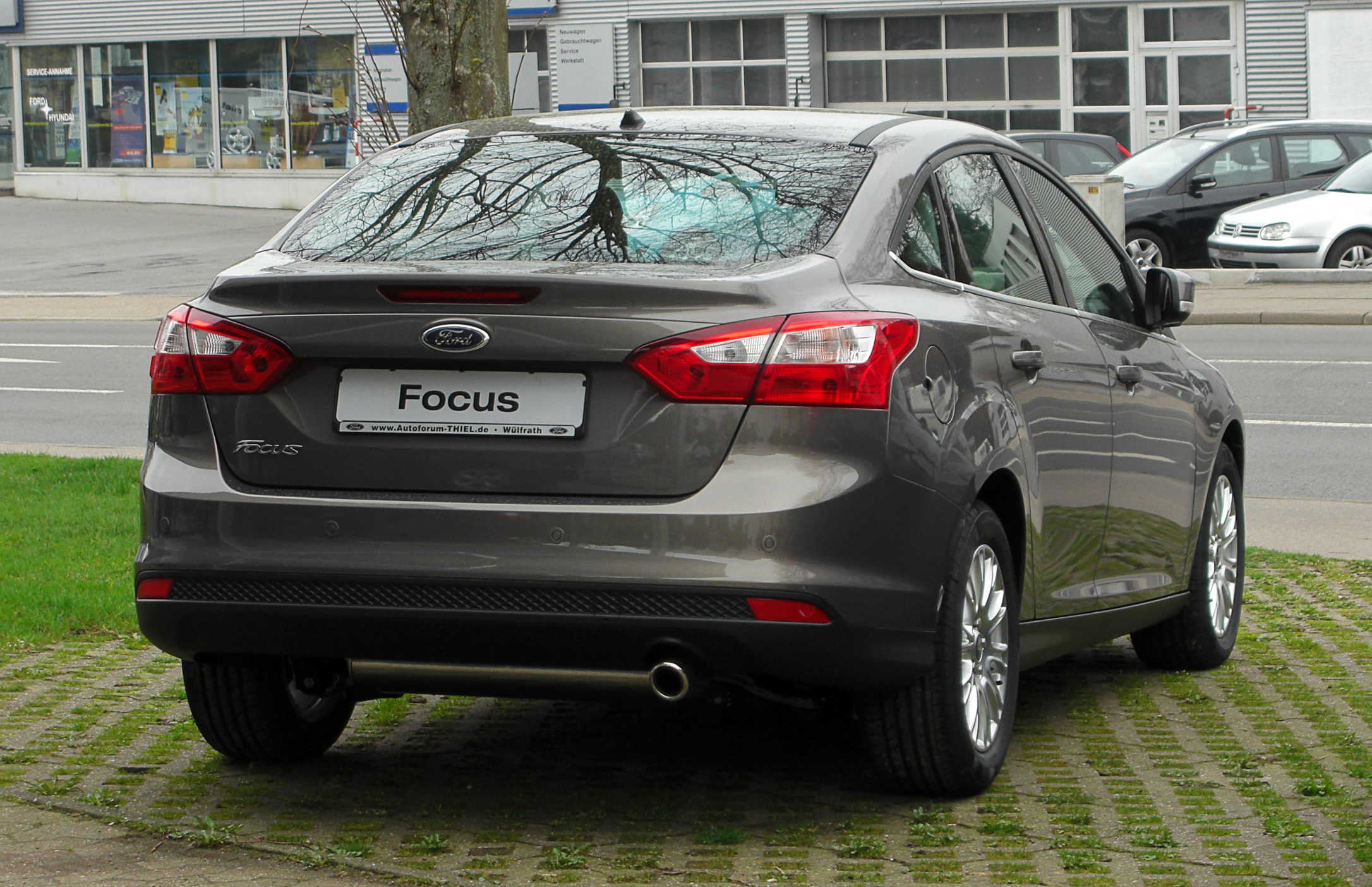
Ford Focus Stufenheck (2011–2014)
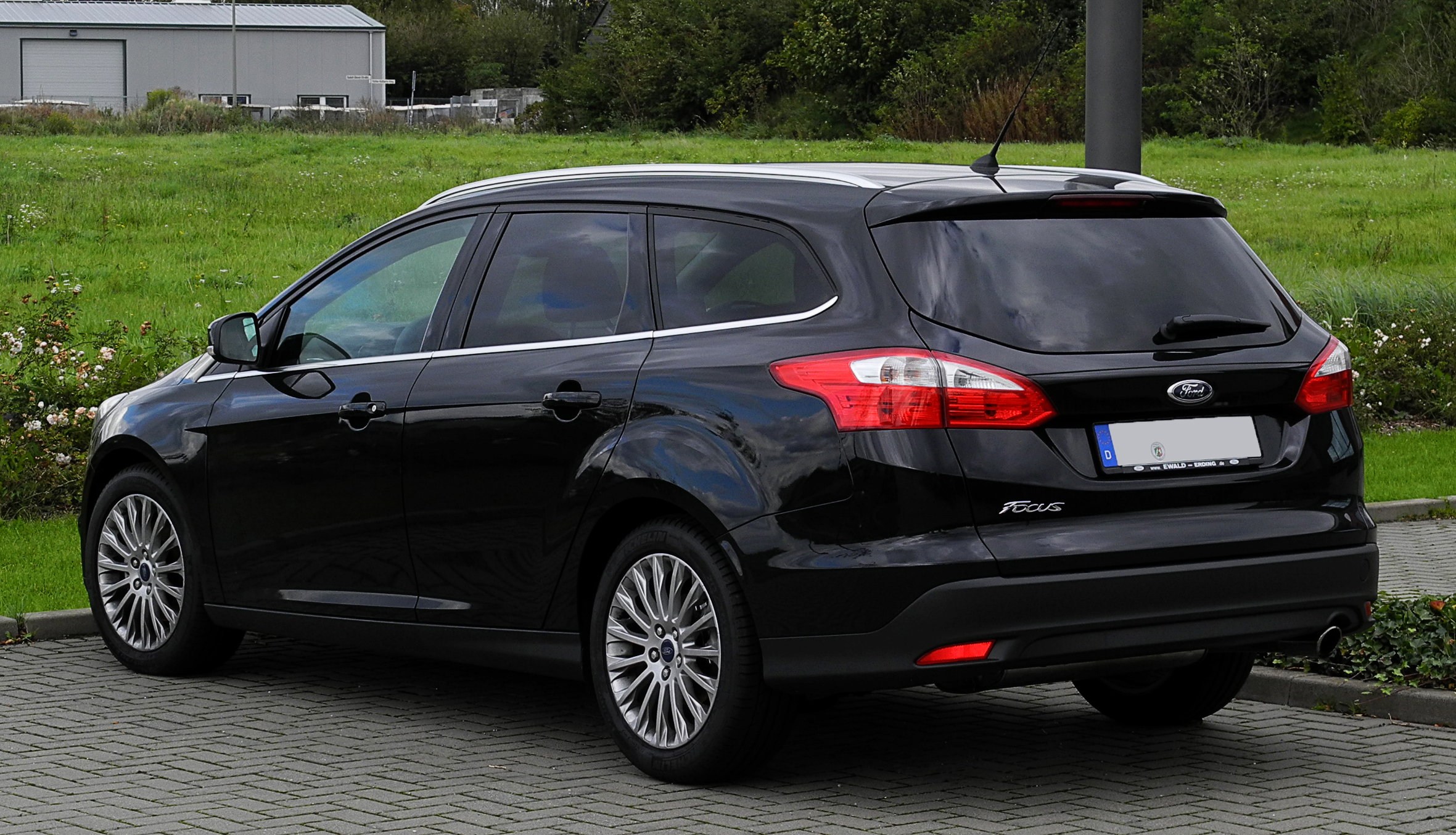
Ford Focus Turnier (2011–2014)
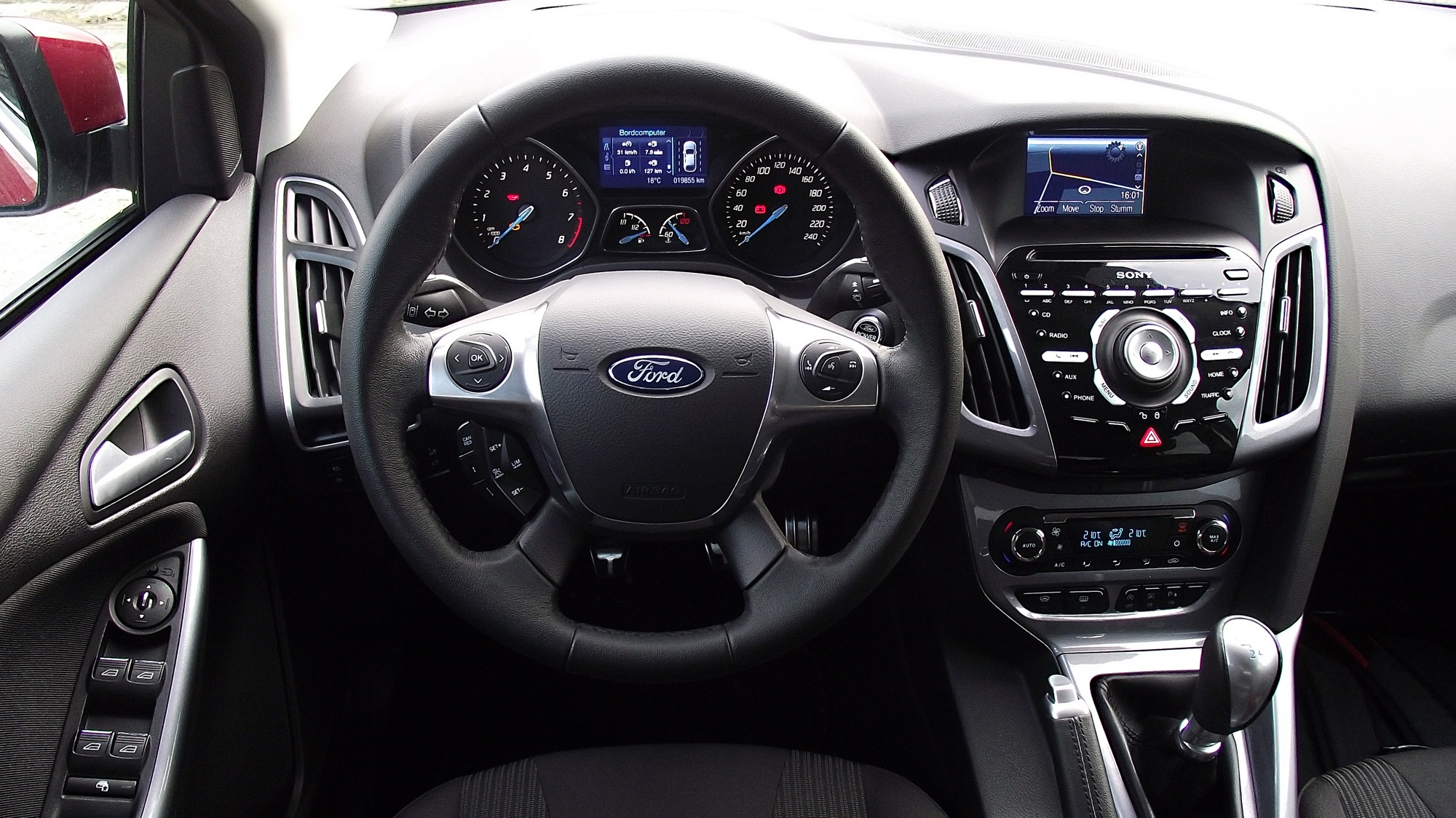
Interieur der Titanium-Ausstattung (2013)
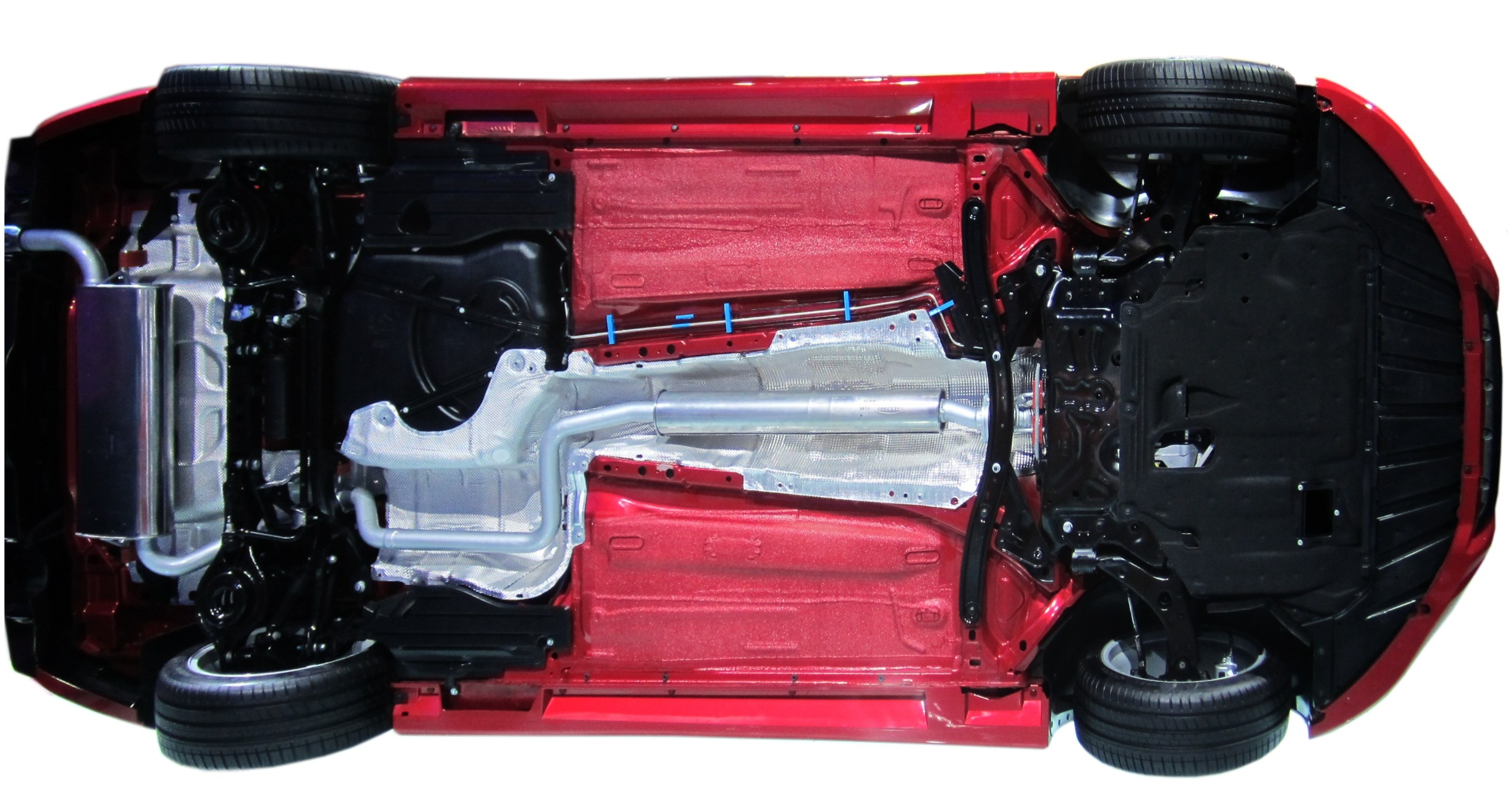
Unterbodenansicht

### Ausstattungsvarianten
Anfangs waren folgende Ausstattungen erhältlich: Ambiente (Grundmodell), Trend, Titanium und ST. Zusätzlich gab es die Sondermodelle Champions Edition und Sync Edition.
Ab März 2013 gab es das Sondermodell Ecoboost S. Verkauft wurde der Ford Focus EcoBoost S als fünftürige Limousine und Kombi mit wahlweise 1,6 Liter 110 kW oder 2.0 TDCI 103 kW. Optisch unterscheidet sich der EcoBoost S mit einem Styling-Paket, das neben Karosserieelementen auch abgedunkelte Heck- und Seitenscheiben enthält, sowie 17-Zoll große Leichtmetallräder. Der Innenraum wurde mit Sportsitzen und einem Sony-Soundsystem aufgewertet.
Ab 2014 wurden zwei neue Ausstattungsvarianten angeboten: Sport und Business. Den Focus Sport gab es wahlweise mit 1,5-Liter-Ottomotor (110 kW oder 134 kW) sowie mit 2.0 TDCI (110 kW).

### Modellpflege
Im Februar 2014 präsentierte Ford auf dem Mobile World Congress erstmals den überarbeiteten Focus, der in Deutschland am 29. November 2014 offiziell auf den Markt kam.
Er unterscheidet sich äußerlich vor allem durch eine neugestaltete Frontpartie mit schmaleren Scheinwerfern, einem höher positioniertem Kühlergrill und einer stärker konturierten Motorhaube vom Focus ’11.
Beim Fünftürer wurde die Heckpartie leicht umgestaltet, wobei die Rückleuchten und die Heckklappe geändert wurden. Weiterhin wurden fünf neue Motorvarianten angekündigt: Ein 1,5-Liter-EcoBoost-Motor, wahlweise mit 110 kW (150 PS) oder 132 kW (180 PS) sowie ein 1,5-Liter-Dieselmotor mit 70 kW (95 PS), 77 kW (105 PS) oder 88 kW (120 PS).
Auch der Innenraum wurde neu geordnet, das zuvor oftmals als unübersichtlich beschriebene Armaturenbrett wurde aufgeräumt und verfügt nun über weniger und sinnvoller angeordnete Tasten, ein acht Zoll großes Touchscreen-Display ersetzt dort den vorherigen kleinen Bildschirm. Mit Ford SYNC II lassen sich Navigations-, Radio-, Klimaanlagenfunktionen entweder über den Touchscreen in der Mittelkonsole oder per Sprachbefehl steuern.
Neu waren auch zahlreiche Assistenz- und Sicherheitssysteme. Die Parkautomatik konnte fortan auch in quer zur Fahrtrichtung liegende Parklücken einrangieren und wieder ausparken. „Active City Stop“ erkennt drohende Zusammenstöße bis zu 50 km/h (vorher 30 km/h).

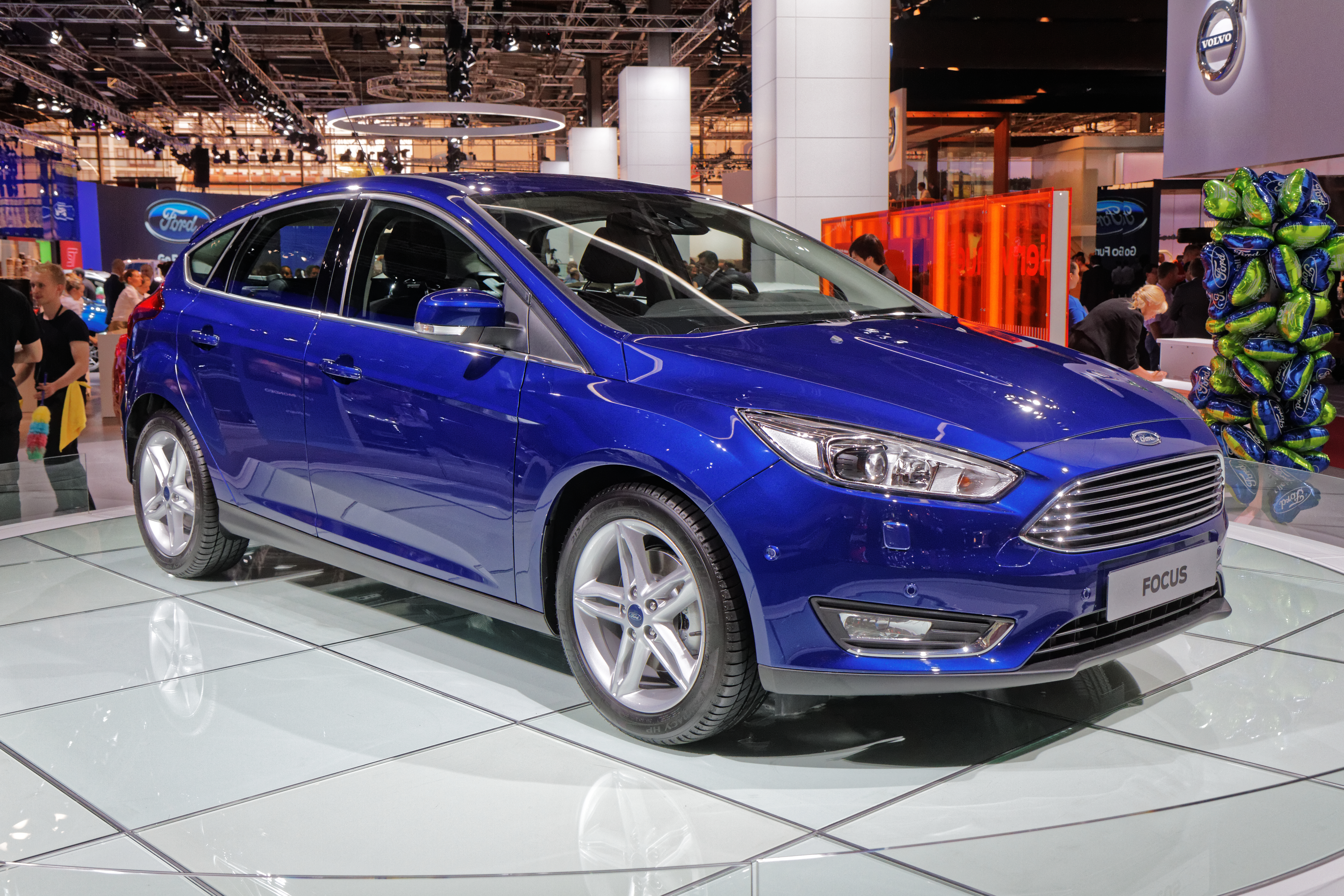
Ford Focus Fünftürer (2014–2018)
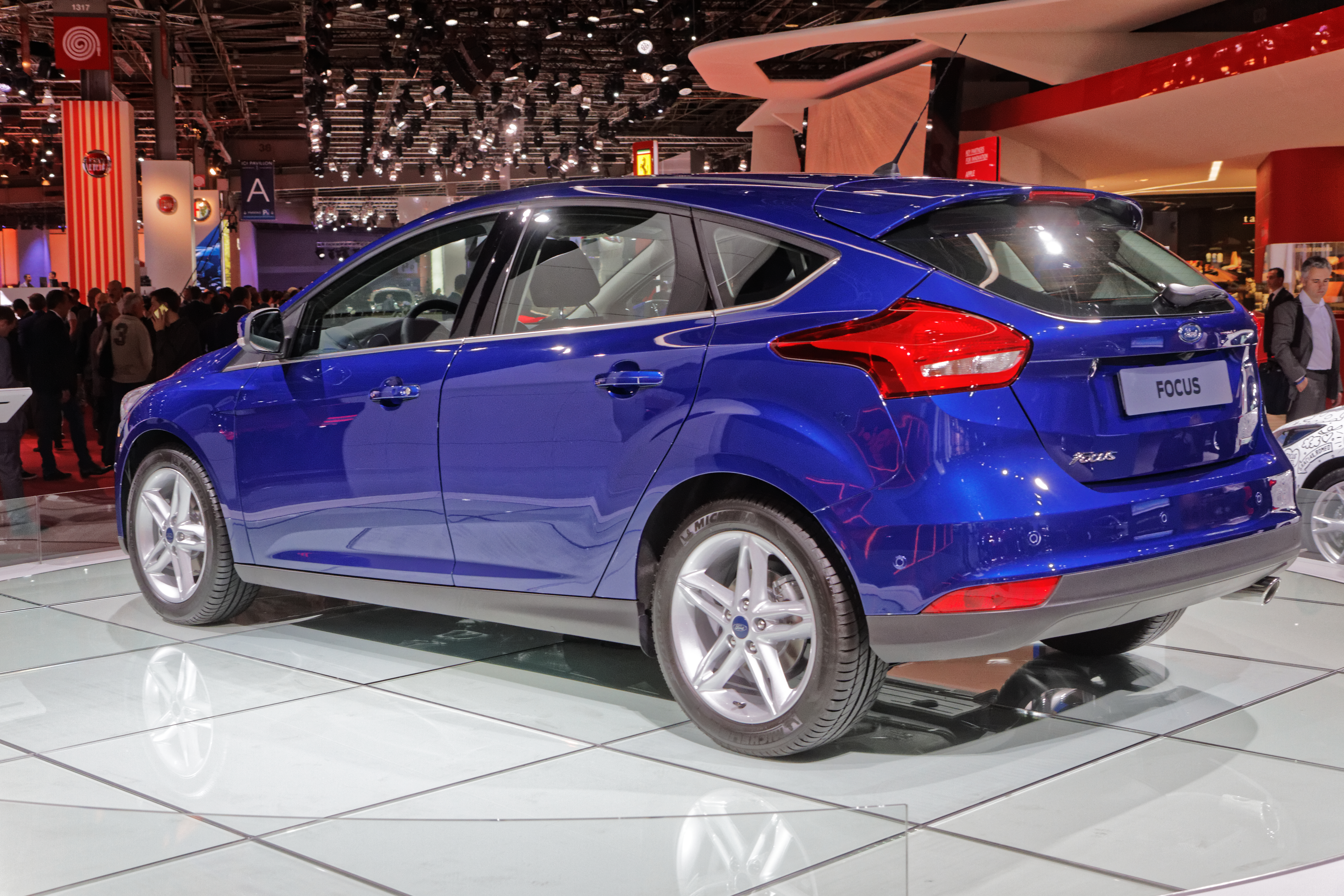
Heckansicht
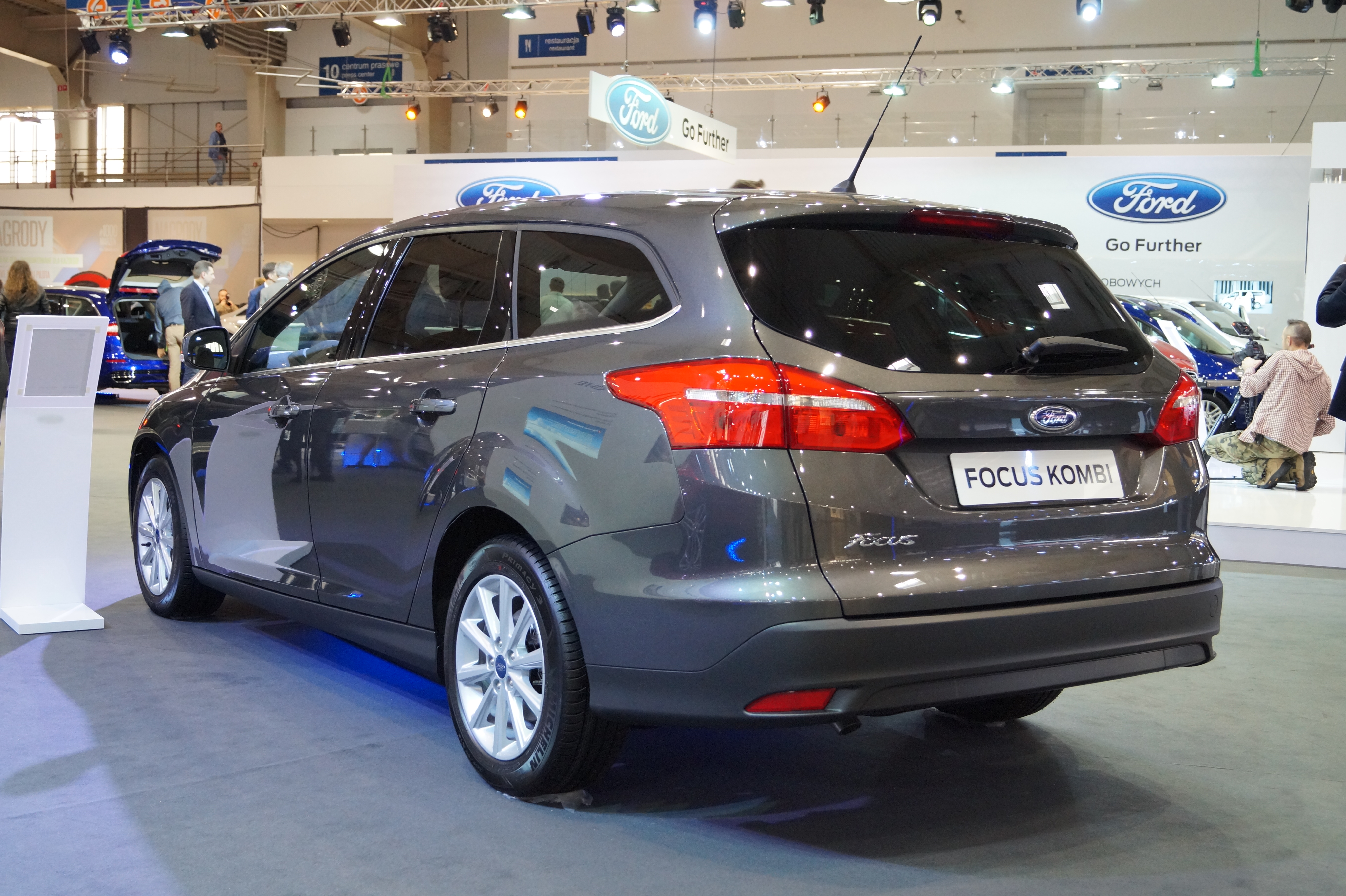
Ford Focus Turnier (2014–2018)
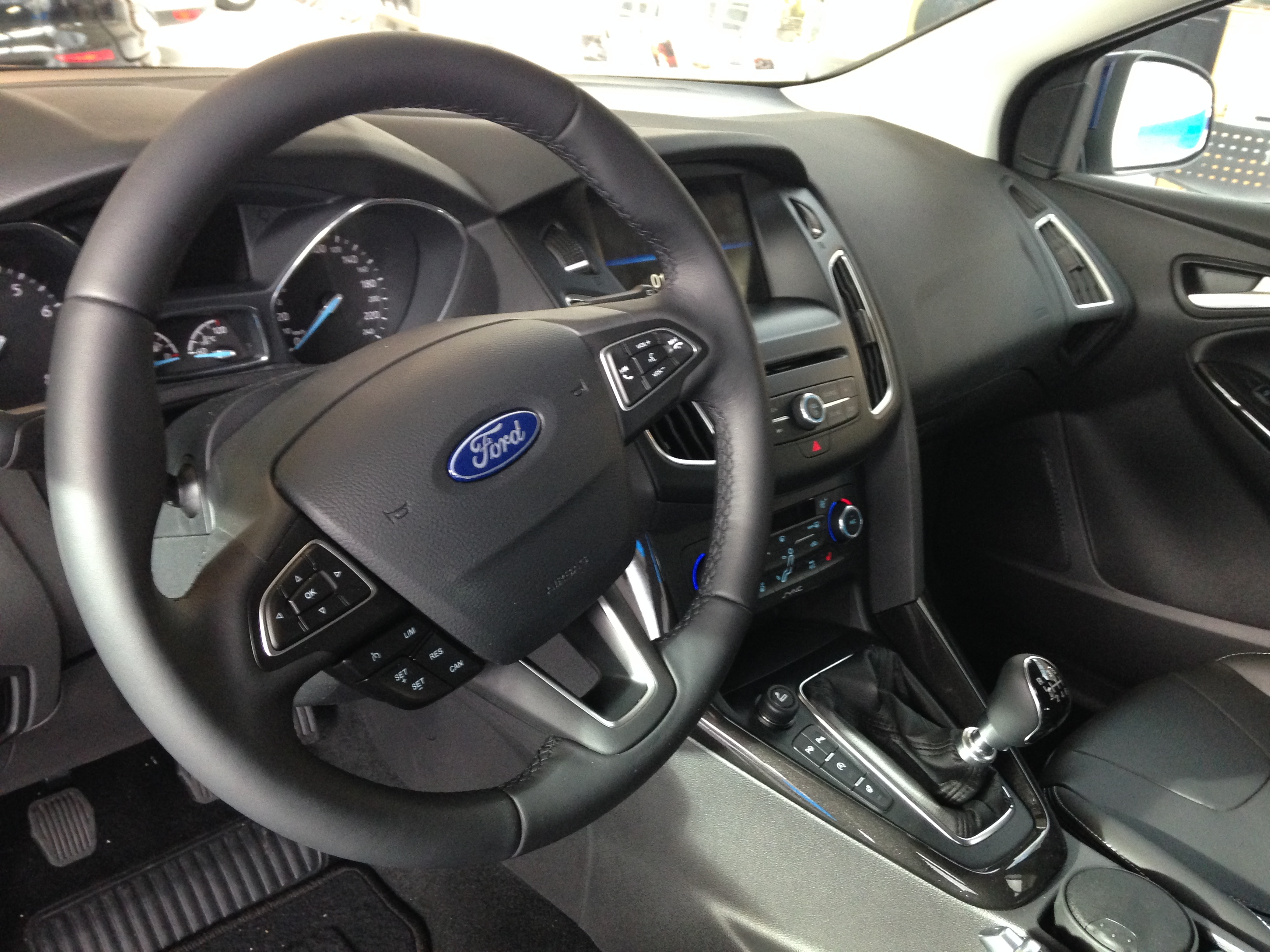
Innenraum

### FocusElectric

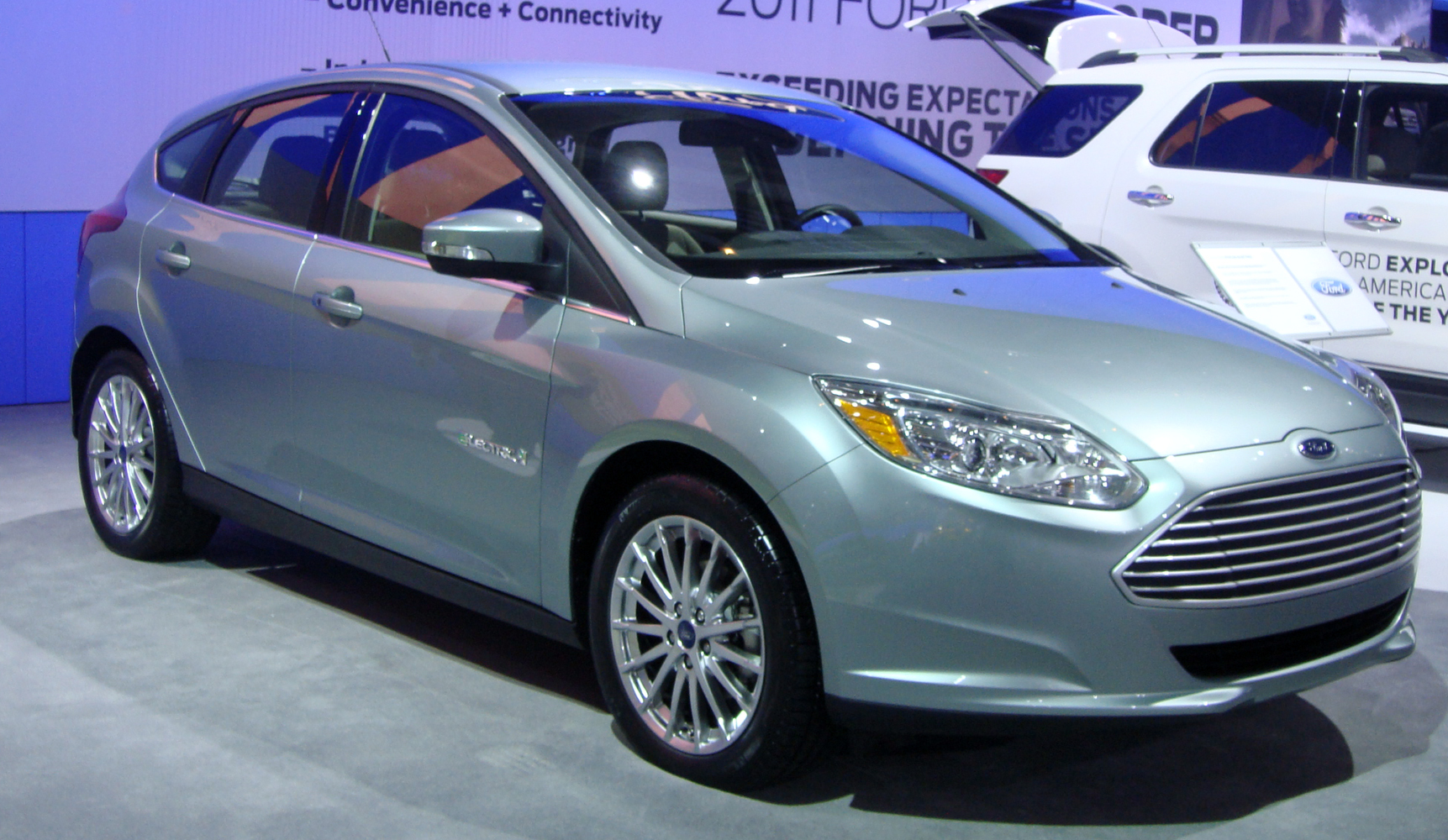
Ford Focus Electric (2013–2018)

Im Dezember 2011 begann im US-amerikanischen Ford-Werk in Wayne (Michigan) die Fertigung des Focus Electric für den nordamerikanischen Markt.
Hierbei handelt es sich um das erste serienmäßige Elektroauto von Ford. Es wird von einem 107 kW starken Elektromotor angetrieben, der als permanent erregter Synchronmotor ausgeführt ist. Dieser hat ein maximales Drehmoment von 250 Nm und beschleunigt den Wagen bis zu einer Höchstgeschwindigkeit von 137 km/h. Die in zwei Blöcke geteilte Lithium-Ionen-Akkumulator-Batterie des Fahrzeuges mit 23 kWh Speicherkapazität wiegt rund 300 kg und ermöglichen eine Reichweite von bis zu 162 km. Je nach Außentemperatur und Belastung wird sie entweder gekühlt oder beheizt, um stets eine möglichst große Reichweite des Fahrzeugs zu erzielen. Über das integrierte 6,6-kW-Ladegerät kann die Batterie an einer 16-Ampere-Ladestation in rund sieben Stunden aufgeladen werden, an einer haushaltsüblichen Steckdose dauert das Aufladen rund elf Stunden. Durch Rekuperation kann bis zu 95 Prozent der Bremsenergie zurückgewonnen werden. Der Fahrer wird hierbei vom sogenannten „Brake-Coach“ darauf hingewiesen, wie er am effizientesten bremst, um möglichst viel Energie zur Aufladung der Batterien zurückzugewinnen.
Das Leergewicht des Focus Electric beträgt rund 1700 kg, das zulässige Gesamtgewicht liegt bei 2085 kg. Serienmäßig ist er mit energiesparenden Bi-Xenon-Scheinwerfern mit integrierten LED-Tagfahrleuchten ausgestattet, außerdem unterscheidet er sich durch einen Kühlergrill und einen Armaturenträger in speziellem Design und 17-Zoll-Leichtmetallräder mit 15 Speichen von den Focus-Modellen mit konventionellen Antrieben.
Die Produktion des Focus Electric in Europa startete am 12. Juni 2013 in Saarlouis, wodurch sich die ursprünglich für Herbst 2012 vorgesehene Markteinführung auf Juli 2013 verspätete. Außerdem bietet Ford über die Naturstrom AG und die RheinEnergie AG deutschlandweit allen Kunden die Belieferung mit CO2-neutral erzeugtem Strom an. Ford gewährt auf das Fahrzeug und alle elektrischen Komponenten eine Garantie von 5 Jahren.
Im Frühjahr 2017 wurde bekanntgegeben, dass die Batteriekapazität bei unveränderten Daten des restlichen Antriebs auf 33,5 kWh gesteigert wird, die Reichweite erhöht sich damit auf bis zu 225 Kilometer.

### FocusECOnetic

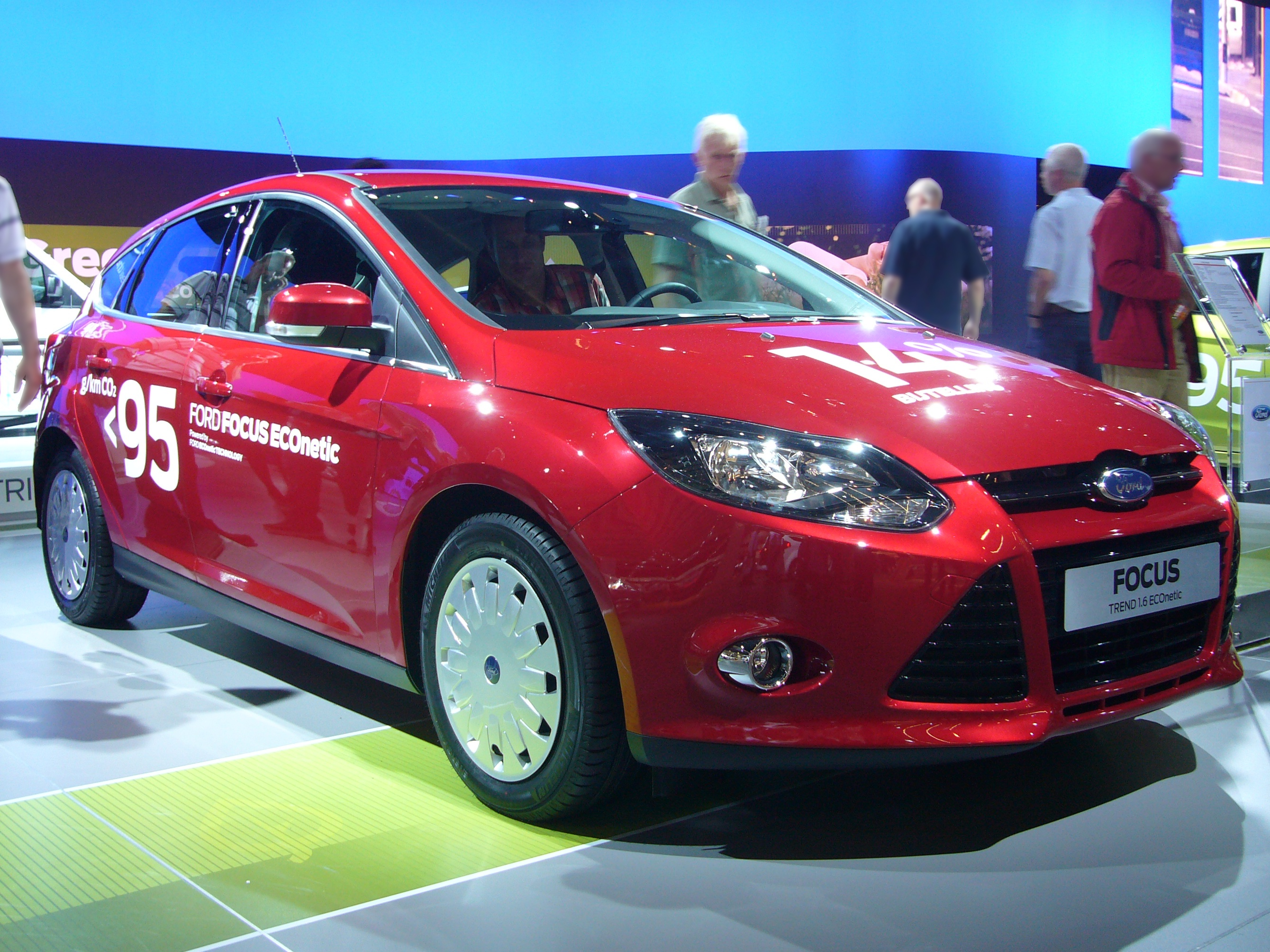
Ford Focus ECOnetic (2012)

Wie bei der vorigen Modellgeneration brachte Ford im Frühjahr 2012 eine besonders verbrauchsarme ECOnetic-Variante auf den Markt.
Das Modell war mit einem Verbrauch von 3,5 l/100 km und einer CO2-Emission von weniger als 95 g/km angekündigt. Der 1,6-Liter-Turbodiesel leistet 77 kW (105 PS).
Seit April 2012 ist der Focus ECOnetic in zwei verschiedenen Versionen erhältlich:
Der ECOnetic 99g verfügt neben einem neuen Einspritzsystem über ein verbessertes Kühlsystem und ein überarbeitetes Motormanagement. Der Verbrauch des Modells beträgt 3,7 Liter auf 100 km, die CO2-Emissionen liegen bei 99 g/km.
Das Modell ECOnetic 88g verfügt zusätzlich über einen verkleideten Unterboden und Windabweiser zur Verbesserung des Luftstroms unter dem Fahrzeug, dazu ist der Wagen mit strömungsoptimierten Radzierblenden und Leichtlaufreifen auf Stahlfelgen ausgerüstet. Hierdurch wird der Verbrauch auf 3,4 Liter auf 100 km gesenkt, die CO2-Emissionen liegen bei 88 g/km.

### FocusST
Seit Juni 2012 wird im Werk in Saarlouis der Focus ST produziert. Bei diesem arbeitet jedoch nicht mehr ein Fünfzylinder von Volvo unter der Haube, sondern ein 2-Liter-EcoBoost-Motor. Dieser Motor leistet 184 kW (250 PS) und liefert im Drehzahlbereich von 2.000 bis 4.500 min−1 ein Drehmoment von 360 Nm, die Kraftübertragung erfolgt über ein manuelles 6-Gang-Getriebe. In 6,5 Sekunden beschleunigt der Wagen aus dem Stand auf 100 km/h, die Höchstgeschwindigkeit wird mit 248 km/h angegeben. Als erste Sportvariante eines Ford-Fahrzeugs wird der Focus ST als Weltauto in mehr als 40 Ländern auf allen fünf Kontinenten angeboten.
Im Gegensatz zur zweiten Modellgeneration ist der Focus ST in Europa auch als Turnier erhältlich, wobei Verbrauch und Abgasemissionen im Vergleich zu diesem Modell sinken. Der Verbrauch beträgt 7,2 Liter auf 100 km, dies entspricht einem CO2-Ausstoß von 169 g/km. Die Präsentation der „ST“-Variante fand auf der IAA im September 2011 statt.
Der Focus ST verfügt über ein serienmäßiges Sportfahrwerk mit speziell abgestimmten Stoßdämpfern, in drei Stufen verstellbares ESP mit Traktionskontrolle und eine elektronische Differenzialsperre (Torque Vectoring Control). Die Serienausstattung ist recht umfangreich, neben einer Klimaanlage sind Recaro-Sportsitze vorn, ein CD-Audiosystem mit USB-Schnittstelle und Fernbedienung, eine Power-Startfunktion und 18 Zoll große Leichtmetallräder im „ST“-Design mit Niederquerschnittsreifen und Reifendruckkontrollsystem vorhanden. Der Kühlergrill ist schwarz glänzend gehalten, dazu verleihen ein in Wagenfarbe lackierter Dachspoiler, spezielle Seitenschweller, ein Heckdiffusor sowie eine Auspuffanlage mit einem mittig positionierten Doppel-Endrohr dem Wagen eine sportliche Optik. Das Turnier-Modell verfügt darüber hinaus über eine in Schwarz abgesetzte Dachreling. Mittels TSC (Torque Steer Compensation) reagiert die elektrische Servolenkung besonders feinfühlig auf Drehmomenteinflüsse aus dem Antriebsstrang. Als einziges Fahrzeug der Modellpalette ist der Focus ST in „Sunset Gelb-Metallic“ erhältlich.
Im Innenraum informieren drei Zusatzinstrumente den Fahrer über Öldruck, Öltemperatur und Ladedruck. Lederlenkrad und Lederschaltknauf sind ebenso serienmäßig wie die Pedalerie, alles im speziellen „ST“-Design. Der Focus ST verfügt serienmäßig über ein „Sound-Symposer“ genanntes System, bei dem durch ein elektronisch gesteuertes Ventil das Motorgeräusch bei starker Beschleunigung in den Armaturenträger und damit in den Innenraum übertragen wird. So soll die Sportlichkeit des Wagens im Cockpit trotz umfangreicher Geräuschdämmung auch akustisch wahrgenommen werden können.
Gegen Aufpreis sind unter anderem elektrisch einstell- und beheizbare Fahrer- und Beifahrer-Ledersitze in Windsor-Leder, 2-Zonen-Klimaautomatik sowie Bi-Xenon-Scheinwerfer mit LED-Tagfahrlicht und LED-Rückleuchten erhältlich.
Anfang 2015 erhielt der ST wie die anderen Varianten des Focus ein „Facelift“. Seitdem ist der Focus ST auch mit einem 2,0-Liter-Turbodieselmotor mit 136 kW (185 PS) erhältlich. Der Focus ST ist damit nun mit zwei verschiedenen Motorisierungen erhältlich.

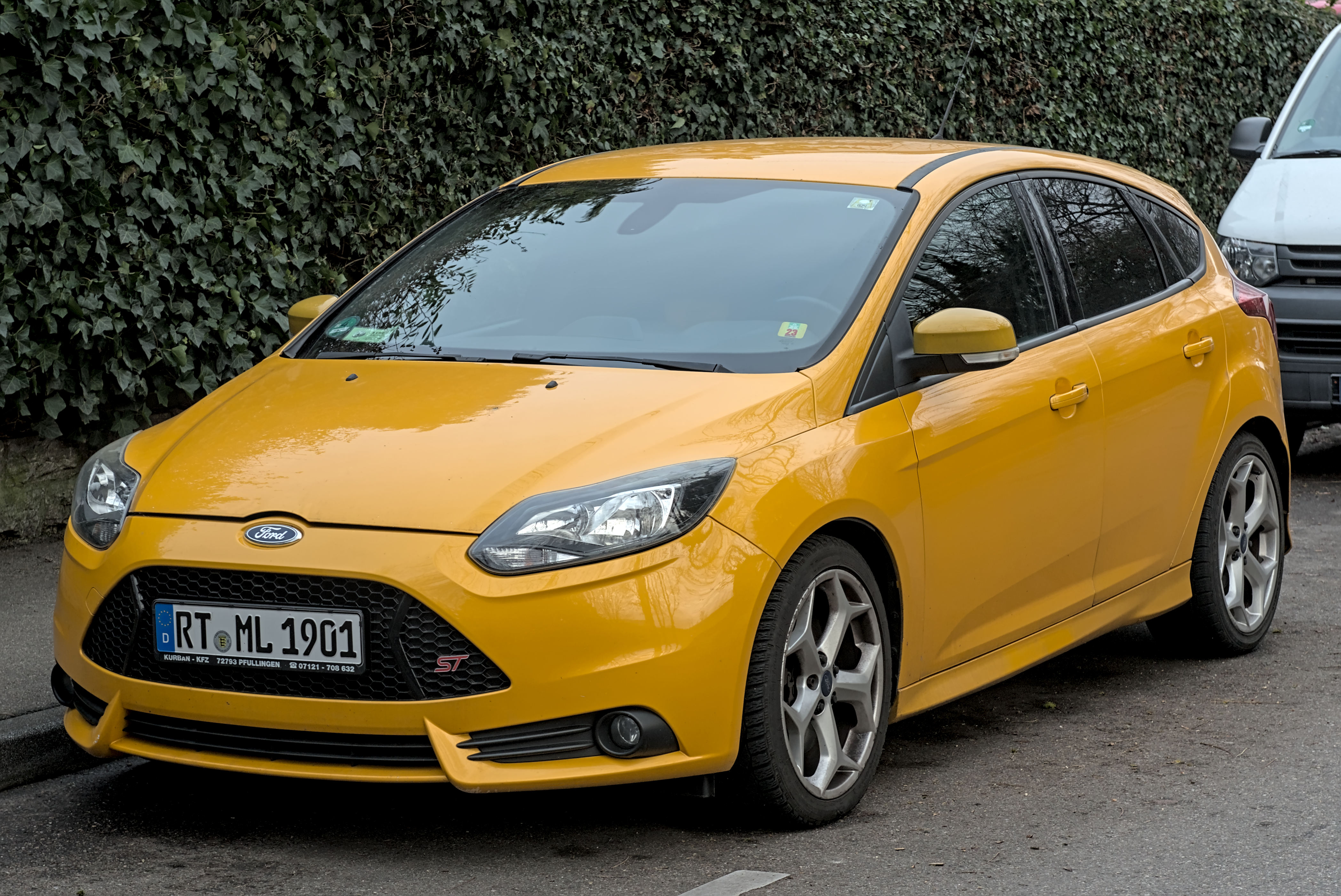
Ford Focus ST (2012–2015)
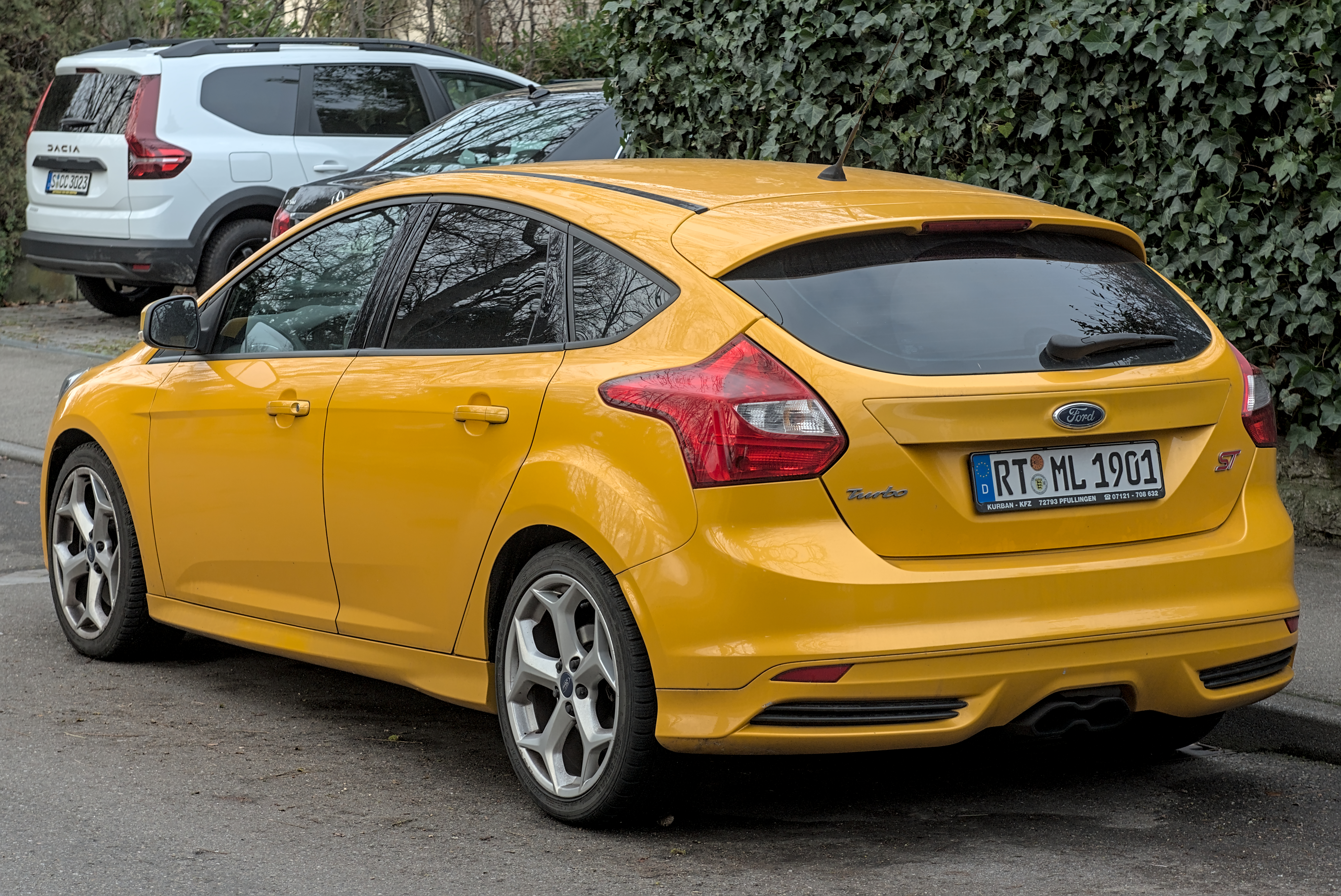
Heckansicht
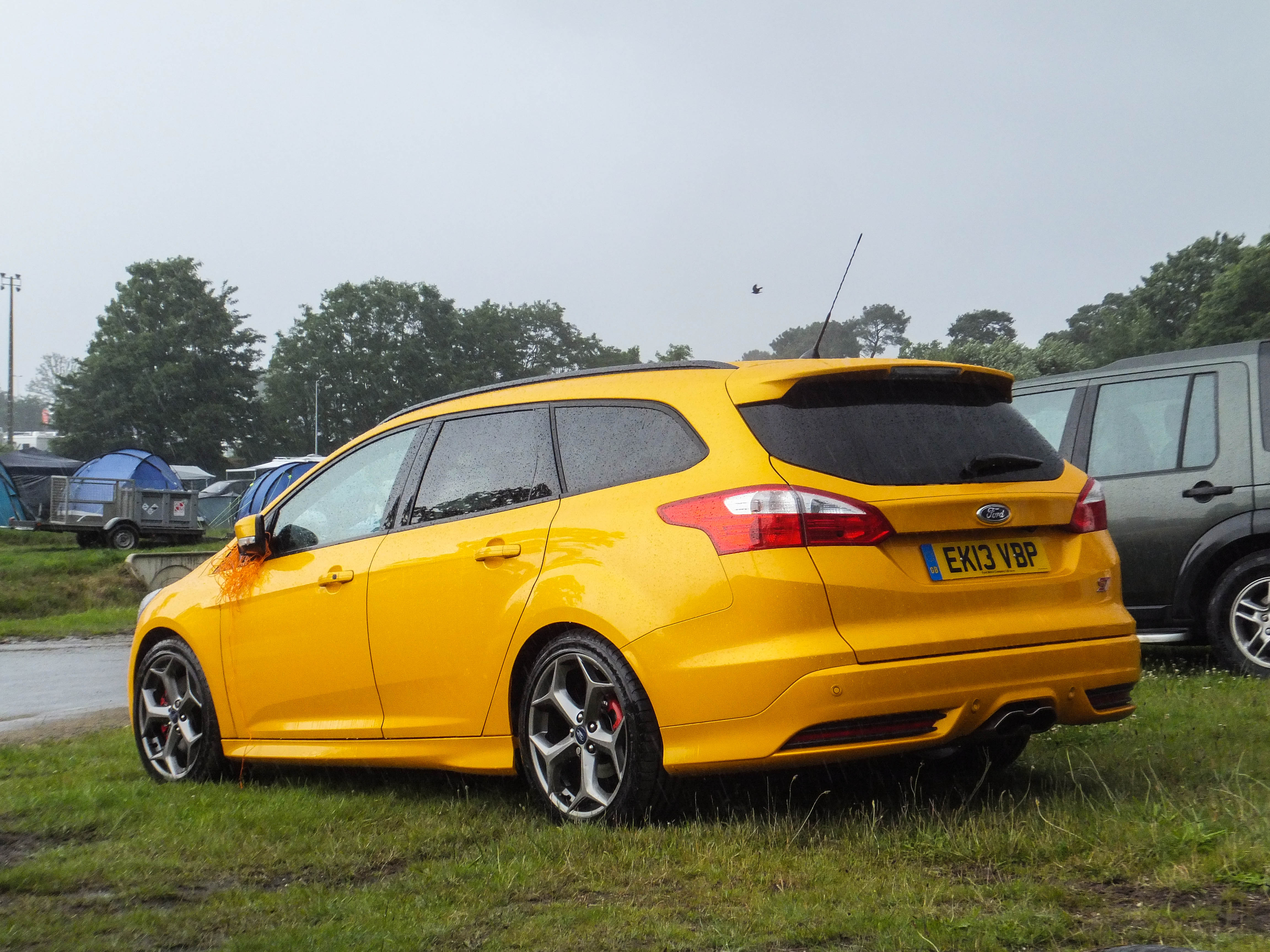
Ford Focus ST Turnier (2012–2015)
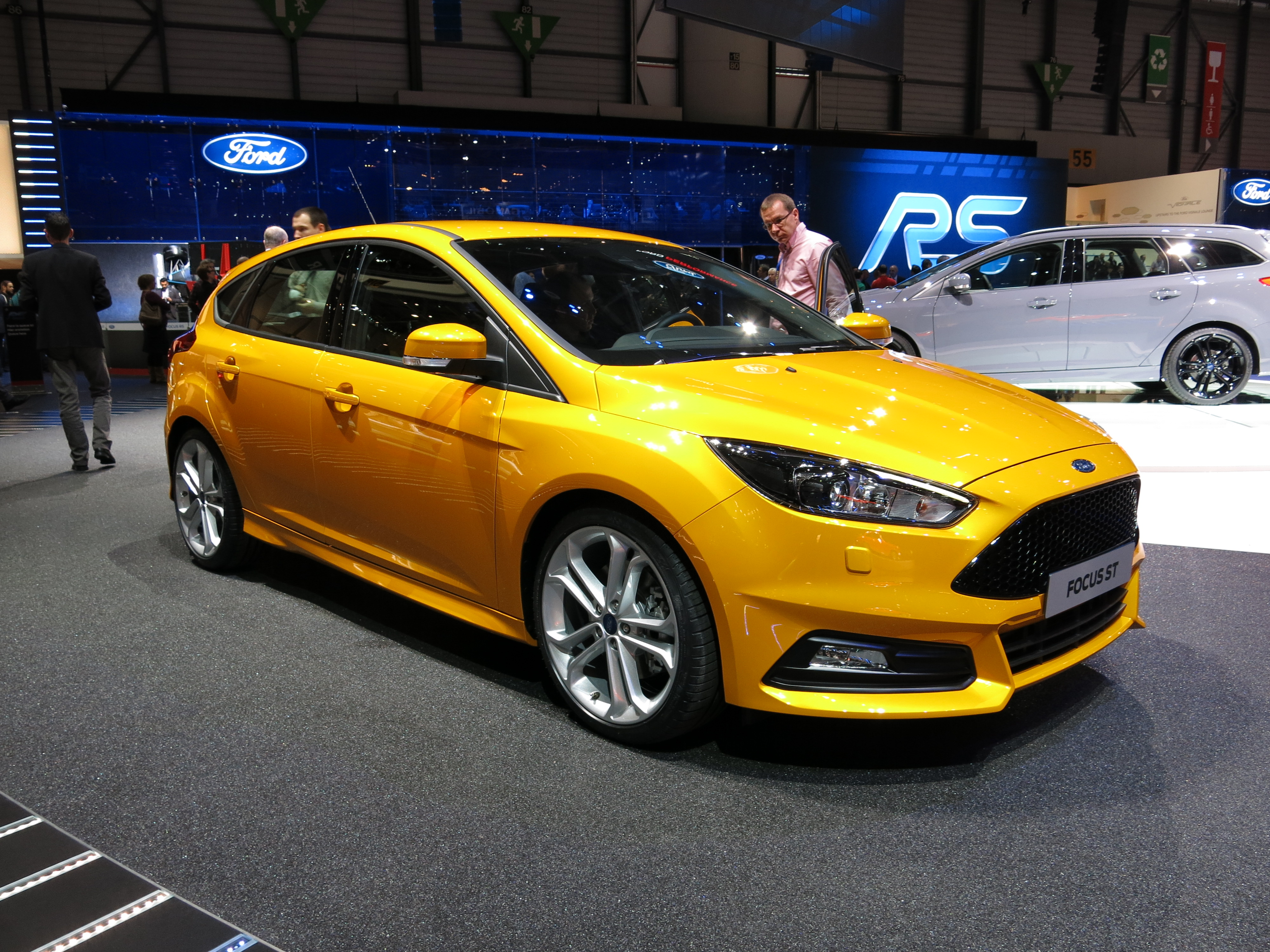
Ford Focus ST (2015–2018)

### FocusST-Line
Der Name „ST-Line“ steht bei Ford für eine Ausstattungslinie, die von den dynamischen „ST“-Modellen inspiriert ist, die die bisherige Ausstattungsversion „Sport“ aus der 3. Generation ersetzt. Zur serienmäßigen Ausstattung der ST-Line-Fahrzeuge zählen unter anderem in Wagenfarbe lackierte Karosserieteile wie die Front- und Heckschürze, ein sportlich abgestimmtes Fahrwerk und 17"-Leichtmetallräder im Rock-Metallic-Look, Dachhimmel aus dunklem Webstoff, Einstiegszierleisten mit ST-Line-Schriftzug, Pedalerie mit Aluminium-Auflagen, 3-Speichen-Lederlenkrad und Sportsitze mit Ziernähten, trapezförmigen Kühlergrill im Wabendesign sowie dunkel eingefassten Nebelscheinwerfern. Die Einstiegspreise lagen bei 17.150 Euro für den Fiesta ST-Line und bei 23.610 Euro für den Ford Focus ST-Line.
Die ST-Line-Modellreihe wurde für Kunden konzipiert, die Wert auf ein sportliches Image legen, ohne jedoch Bedarf an der vollen Leistungs- und Ausstattungsbandbreite der reinrassigen Ford ST-Modelle zu haben. „Mit der neuen ST-Line profitieren zusätzliche Kundengruppen von sportlichen Ford-Modellen, die vom Ford Focus RS, dem Fiesta ST200 und dem Ford GT-Supersportwagen inspiriert wurden“, so Roelant de Waard, Vice President, Marketing, Sales & Service, Ford of Europe.
Die Motorenpalette für den Ford Focus ST-Line (alle drei ST-Line-Varianten) startet bei den Benzinern mit dem 1,0-Liter-EcoBoost-Dreizylinder-Triebwerk (Leistungsstufe: 92 kW / 125 PS) und endet mit dem 1,5-Liter-EcoBoost-Vierzylinder-Motor mit 134 kW / 182 PS. Bei allen Benzinern konnten die Kunden zwischen dem 6-Gang-Schaltgetriebe und dem auf Wunsch lieferbaren Automatikgetriebe wählen.
Im Dieselbereich startete das Angebot mit dem 1,5-Liter-TDCi-Aggregat mit 88 kW (120 PS) und endete mit der 2,0-Liter-TDCi-Version mit 110 kW (150 PS). Beide Motorisierungen sind sowohl mit dem 6-Gang-Schaltgetriebe als auch mit der optionalen Ford PowerShift-Automatik bestellbar. Ein Start-Stopp-System ist für alle Ford Focus ST-Line-Motorisierungen serienmäßig an Bord.
Kombinierte Kraftstoffverbrauchs- und CO2-Werte (Ford Focus ST Line, 6-Gang-Schaltgetriebe, 5-Türer):
- 92 kW (125 PS): 4,7 l/100 km, CO2-Emissionen: 108 g/km
- 110 kW (150 PS): 5,5 l/100 km, CO2-Emissionen: 127 g/km
- 132 kW (182 PS): 5,5 l/100 km, CO2-Emissionen: 127 g/km

- 88 kW (120 PS)-Diesel: 3,8 l/100 km, CO2-Emissionen: 98 g/km
- 110 kW (150 PS)-Diesel: 4,0 l/100 km, CO2-Emissionen: 105 g/km[47]

### FocusRS
Der Ford Focus RS wurde Anfang März 2015 auf dem Genfer Auto-Salon vorgestellt. Angetrieben wird er von einem 2,3 Liter großen EcoBoost-Vierzylindermotor, der aus dem Ford Mustang stammt und dort 233 kW (317 PS) leistet.
Im Focus RS kommt ein neuer Twin-Scroll-Turbolader sowie ein größerer Ladeluftkühler zum Einsatz. Dadurch konnte die Motorleistung auf 257 kW (350 PS) gesteigert werden. Das maximale Drehmoment beträgt 440 Nm, mit Overboost für 15 Sekunden 470 Nm. Zusätzlich gab es bei diesem Modell einen sogenannten Driftmode, welcher bis zu 100 % der Kraft an der Hinterachse (70 %) an das kurvenäußere Rad verteilen kann, um so einfache Drifts zu ermöglichen. Im Gegensatz zum Vorgänger ist der Wagen mit Allradantrieb ausgestattet und ausschließlich als Fünftürer lieferbar.
Der Marktstart in Europa erfolgte im März 2016.
Die Produktion endete im April 2018.

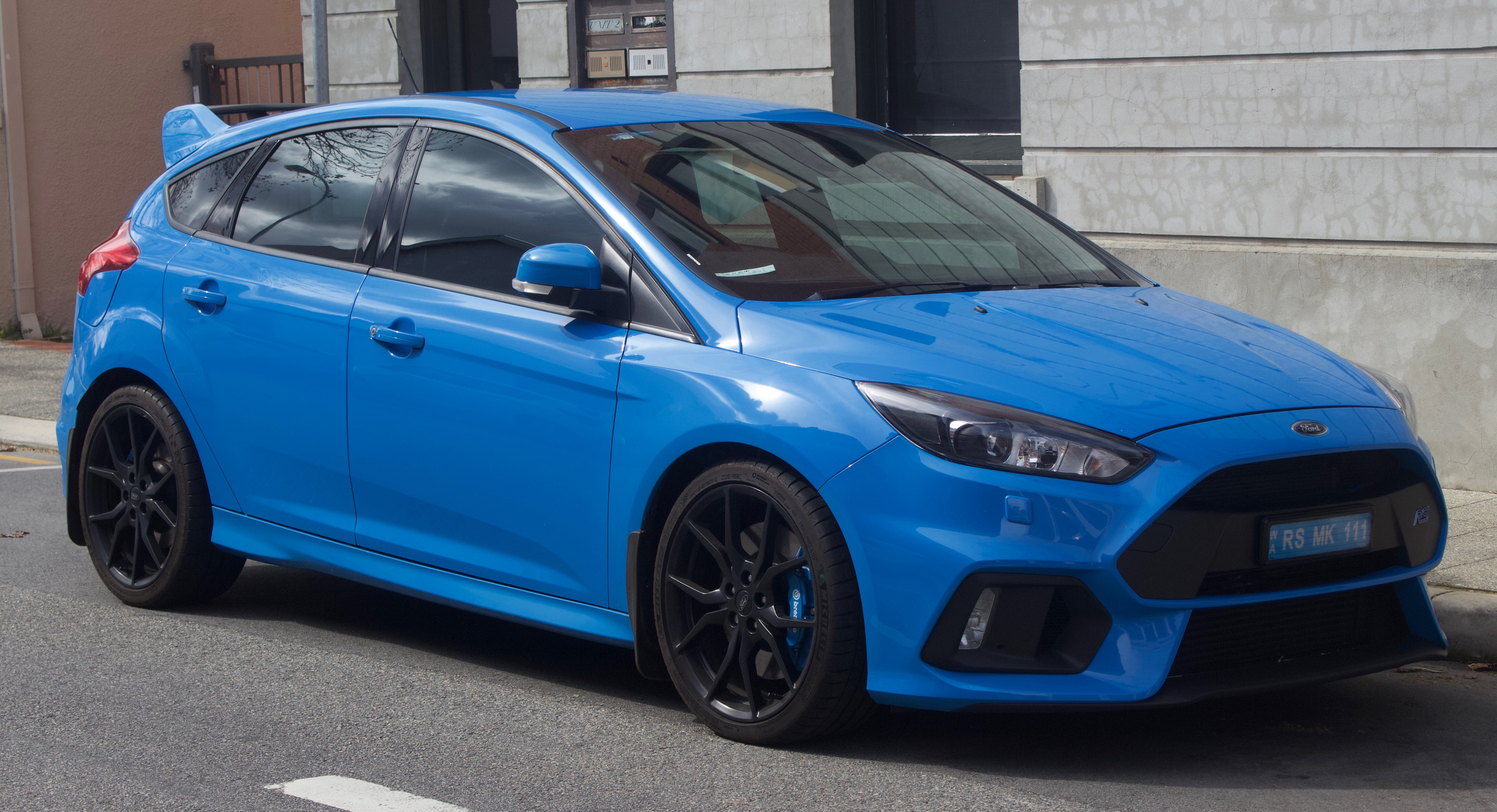
Ford Focus RS (2016–2018)
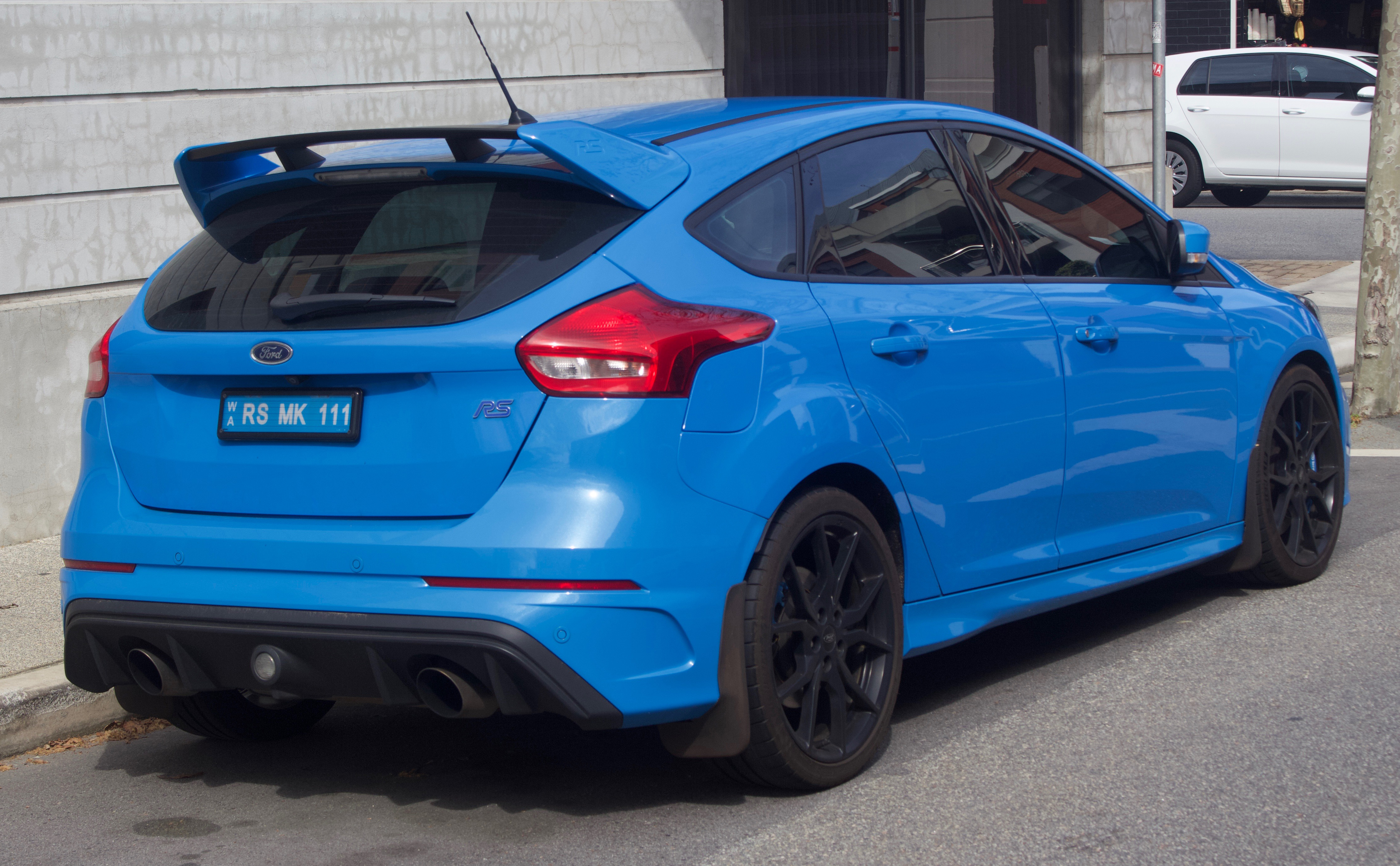
Heckansicht

### Technische Daten

#### Ottomotoren
|                                             | 1.0 EcoBoost               | 1.0 EcoBoost                         | 1.0 EcoBoost               | 1.5 EcoBoost               | 1.5 EcoBoost               | 1.6 Ti-VCT                | 1.6 Ti-VCT            | 1.6 Ti-VCT                       | 1.6 Ti-VCT LPG            | 1.6 Ti-VCT Flexifuel  | 1.6 EcoBoost               | 1.6 EcoBoost               | 2.0 EcoBoost ST            | 2.3 EcoBoost RS                      |
| ------------------------------------------- | -------------------------- | ------------------------------------ | -------------------------- | -------------------------- | -------------------------- | ------------------------- | --------------------- | -------------------------------- | ------------------------- | --------------------- | -------------------------- | -------------------------- | -------------------------- | ------------------------------------ |
| Bauzeitraum                                 | 03/2012–08/2018            | 03/2012–08/2018                      | 08/2017–08/2018            | 09/2014–08/2018            | 09/2014–08/2018            | 08/2011–08/2018           | 12/2010–09/2014       | 12/2010–09/2014                  | 02/2012–07/2017           | 01/2011–12/2012       | 12/2010–09/2014            | 12/2010–09/2014            | 06/2012–08/2018            | 01/2016–04/2018                      |
| Motorkenndaten                              |                            |                                      |                            |                            |                            |                           |                       |                                  |                           |                       |                            |                            |                            |                                      |
| Motortyp                                    | R3-Ottomotor               | R3-Ottomotor                         | R3-Ottomotor               | R4-Ottomotor               | R4-Ottomotor               | R4-Ottomotor              | R4-Ottomotor          | R4-Ottomotor                     | R4-Ottomotor              | R4-Ottomotor          | R4-Ottomotor               | R4-Ottomotor               | R4-Ottomotor               | R4-Ottomotor                         |
| Anzahl Ventile pro Zylinder                 | 4                          | 4                                    | 4                          | 4                          | 4                          | 4                         | 4                     | 4                                | 4                         | 4                     | 4                          | 4                          | 4                          | 4                                    |
| Ventilsteuerung                             | DOHC, Zahnriemen           | DOHC, Zahnriemen                     | DOHC, Zahnriemen           | DOHC, Zahnriemen           | DOHC, Zahnriemen           | DOHC, Zahnriemen          | DOHC, Zahnriemen      | DOHC, Zahnriemen                 | DOHC, Zahnriemen          | DOHC, Zahnriemen      | DOHC, Zahnriemen           | DOHC, Zahnriemen           | DOHC, Steuerkette          | DOHC, Steuerkette                    |
| Gemischaufbereitung                         | Direkteinspritzung         | Direkteinspritzung                   | Direkteinspritzung         | Direkteinspritzung         | Direkteinspritzung         | Saugrohreinspritzung      | Saugrohreinspritzung  | Saugrohreinspritzung             | Saugrohreinspritzung      | Saugrohreinspritzung  | Direkteinspritzung         | Direkteinspritzung         | Direkteinspritzung         | Direkteinspritzung                   |
| Motoraufladung                              | Turbolader, Ladeluftkühler | Turbolader, Ladeluftkühler           | Turbolader, Ladeluftkühler | Turbolader, Ladeluftkühler | Turbolader, Ladeluftkühler | –                         | –                     | –                                | –                         | –                     | Turbolader, Ladeluftkühler | Turbolader, Ladeluftkühler | Turbolader, Ladeluftkühler | Turbolader, Ladeluftkühler           |
| Kühlung                                     | Wasserkühlung              | Wasserkühlung                        | Wasserkühlung              | Wasserkühlung              | Wasserkühlung              | Wasserkühlung             | Wasserkühlung         | Wasserkühlung                    | Wasserkühlung             | Wasserkühlung         | Wasserkühlung              | Wasserkühlung              | Wasserkühlung              | Wasserkühlung                        |
| Bohrung × Hub                               | 71,9 mm × 82,0 mm          | 71,9 mm × 82,0 mm                    | 71,9 mm × 82,0 mm          | 79,0 mm × 76,5 mm          | 79,0 mm × 76,5 mm          | 79,0 mm × 81,4 mm         | 79,0 mm × 81,4 mm     | 79,0 mm × 81,4 mm                | 79,0 mm × 81,4 mm         | 79,0 mm × 81,4 mm     | 79,0 mm × 81,4 mm          | 79,0 mm × 81,4 mm          | 87,5 mm × 83,1 mm          | 87,55 mm × 94,0 mm                   |
| Hubraum                                     | 998 cm³                    | 998 cm³                              | 998 cm³                    | 1499 cm³                   | 1499 cm³                   | 1596 cm³                  | 1596 cm³              | 1596 cm³                         | 1596 cm³                  | 1596 cm³              | 1596 cm³                   | 1596 cm³                   | 1999 cm³                   | 2261 cm³                             |
| Verdichtungsverhältnis                      | 10,0:1                     | 10,0:1                               | 10,0:1                     | 10,0:1                     | 10,0:1                     | 11,0:1                    | 11,0:1                | 11,0:1                           | 11,0:1                    | 10,0:1                | 10,0:1                     | 10,0:1                     | 9,3:1                      | 9,4:1                                |
| max. Leistung bei min−1                     | 74 kW (100 PS)/ 6000       | 92 kW (125 PS)/ 6000                 | 103 kW (140 PS)/ 6000      | 110 kW (150 PS)/ 6000      | 134 kW (182 PS)/ 6000      | 63 kW (85 PS)/ 6000       | 77 kW (105 PS)/ 6000  | 92 kW (125 PS)/ 6300             | 86 kW (117 PS)/ 6400      | 88 kW (120 PS)/ 6300  | 110 kW (150 PS)/ 5700      | 134 kW (182 PS)/ 5700      | 184 kW (250 PS)/ 5500      | 257 kW (350 PS)/ 6000                |
| max. Drehmoment bei min−1                   | 170 Nm/ 1400–4000          | 170 Nm (200 Nm Overboost)/ 1400–4500 | 180 Nm/ 1500–5000          | 240 Nm/ 1600–4000          | 240 Nm/ 1600–5000          | 141 Nm/ 2500              | 150 Nm/ 4000–4500     | 159 Nm/ 4000                     | 140 Nm/ 4200              | 159 Nm/ 4000          | 240 Nm/ 1600–4000          | 240 Nm/ 1600–5000          | 360 Nm/ 2000–4500          | 440 Nm (470 Nm Overboost)/ 2000–4500 |
| Abgasnorm                                   | Euro 5 ab 09/2014: Euro 6  | Euro 5 ab 09/2014: Euro 6            | Euro 6                     | Euro 6                     | Euro 6                     | Euro 5 ab 09/2014: Euro 6 | Euro 5                | Euro 5                           | Euro 5 ab 09/2014: Euro 6 | Euro 5                | Euro 5                     | Euro 5                     | Euro 5 ab 09/2014: Euro 6  | Euro 6                               |
| Kraftübertragung                            |                            |                                      |                            |                            |                            |                           |                       |                                  |                           |                       |                            |                            |                            |                                      |
| Antrieb                                     | Vorderradantrieb           | Vorderradantrieb                     | Vorderradantrieb           | Vorderradantrieb           | Vorderradantrieb           | Vorderradantrieb          | Vorderradantrieb      | Vorderradantrieb                 | Vorderradantrieb          | Vorderradantrieb      | Vorderradantrieb           | Vorderradantrieb           | Vorderradantrieb           | Allradantrieb                        |
| Getriebe, serienmäßig                       | 5-Gang-Schaltgetriebe      | 6-Gang-Schaltgetriebe                | 6-Gang-Schaltgetriebe      | 6-Gang-Schaltgetriebe      | 6-Gang-Schaltgetriebe      | 5-Gang-Schaltgetriebe     | 5-Gang-Schaltgetriebe | 5-Gang-Schaltgetriebe            | 5-Gang-Schaltgetriebe     | 5-Gang-Schaltgetriebe | 6-Gang-Schaltgetriebe      | 6-Gang-Schaltgetriebe      | 6-Gang-Schaltgetriebe      | 6-Gang-Schaltgetriebe                |
| Getriebe, optional                          | –                          | 6-Stufen-Automatikgetriebe           | –                          | 6-Stufen-Automatikgetriebe | 6-Stufen-Automatikgetriebe | –                         | –                     | 6-Stufen-Doppelkupplungsgetriebe | –                         | –                     | –                          | –                          | –                          | –                                    |
| Messwerte (Schrägheck)                      |                            |                                      |                            |                            |                            |                           |                       |                                  |                           |                       |                            |                            |                            |                                      |
| Höchstgeschwindigkeit                       | 185 km/h                   | 193 km/h                             | 204 km/h                   | 210 km/h                   | 222 km/h                   | 170 km/h                  | 187 km/h              | 193 km/h                         | 193 km/h                  | 193 km/h              | 210 km/h                   | 222 km/h                   | 248 km/h                   | 268 km/h                             |
| Beschleunigung, 0–100 km/h                  | 12,5 s                     | 11,3 s                               | 10,4 s                     | 8,9 s                      | 8,6 s                      | 14,9 s                    | 12,3 s                | 12,0 s (11,7 s)                  | 12,1 s                    | 11,1 s                | 8,6 s                      | 7,9 s                      | 6,5 s                      | 4,7 s                                |
| Kraftstoffverbrauch auf 100 km (kombiniert) | 4,8 l S                    | 5,0 l S                              | 4,9 l S                    | 5,5 l S (5,8 l S)          | 5,5 l S (5,8 l S)          | 6,0 l S                   | 5,9 l S               | 6,4 l S (6,3 l S)                | 8,0 l LPG                 | 5,9 l S (8,1 l E85)   | 5,9 l S                    | 5,9 l S                    | 6,8–7,2 l SP               | 7,7 l SP                             |
| CO2-Emission (kombiniert)                   | 109 g/km                   | 114 g/km                             | 108 g/km                   | 127 g/km (134 g/km)        | 127 g/km (134 g/km)        | 139 g/km                  | 136 g/km              | 130 g/km (146 g/km)              | 122 g/km                  | 136 g/km (132 g/km)   | 137 g/km                   | 137 g/km                   | 159–169 g/km               | 175 g/km                             |
| Messwerte (Stufenheck)                      |                            |                                      |                            |                            |                            |                           |                       |                                  |                           |                       |                            |                            |                            |                                      |
| Höchstgeschwindigkeit                       | 187 km/h                   | 195 km/h                             | –                          | 212 km/h                   | 224 km/h                   | –                         | 189 km/h              | 195 km/h                         | –                         | 195 km/h              | 212 km/h                   | 224 km/h                   | –                          | –                                    |
| Beschleunigung, 0–100 km/h                  | 12,6 s                     | 11,4 s                               | –                          | 9,0 s                      | 8,7 s                      | –                         | 12,4 s                | 11,8 s                           | –                         | 11,2 s                | 8,7 s                      | 8,0 s                      | –                          | –                                    |
| Kraftstoffverbrauch auf 100 km (kombiniert) | 4,9 l S                    | 5,1 l S                              | –                          | 5,6 l S (5,8 l S)          | 5,6 l S (5,8 l S)          | –                         | 6,0 l S               | 6,3 l S                          | –                         | 6,0 l (8,3 L E85)     | 5,9 l S                    | 5,9 l S                    | –                          | –                                    |
| CO2-Emission (kombiniert)                   | 112 g/km                   | 117 g/km                             | –                          | 128 g/km (134 g/km)        | 128 g/km (134 g/km)        | –                         | 139 g/km              | 146 g/km                         | –                         | 139 g/km ( 135 g/km)  | 137 g/km                   | 137 g/km                   | –                          | –                                    |
| Messwerte (Kombi)                           |                            |                                      |                            |                            |                            |                           |                       |                                  |                           |                       |                            |                            |                            |                                      |
| Höchstgeschwindigkeit                       | 185 km/h                   | 193 km/h                             | 204 km/h                   | 210 km/h                   | 222 km/h                   | –                         | 187 km/h              | 193 km/h                         | 193 km/h                  | 193 km/h              | 210 km/h                   | 222 km/h                   | 248 km/h                   | –                                    |
| Beschleunigung, 0–100 km/h                  | 12,7 s                     | 11,5 s                               | 10,6 s                     | 9,1 s                      | 8,8 s                      | –                         | 12,5 s                | 12,1 s                           | k. A.                     | 11,3 s                | 8,8 s                      | 8,1 s                      | 6,7 s                      | –                                    |
| Kraftstoffverbrauch auf 100 km (kombiniert) | 4,9 l S                    | 5,1 l S                              | 5,0 l S                    | 5,6 l S (5,8 l S)          | 5,6 l S (5,8 l S)          | –                         | 6,0 l S               | 6,4 l S (6,3 l S)                | 8,0 l LPG                 | 6,0 l (8,3 L E85)     | 5,9 l S                    | 5,9 l S                    | 6,8–7,2 l SP               | –                                    |
| CO2-Emission (kombiniert)                   | 112 g/km                   | 117 g/km                             | 114 g/km                   | 128 g/km (134 g/km)        | 128 g/km (134 g/km)        | –                         | 139 g/km              | 130 g/km (146 g/km)              | 122 g/km                  | 139 g/km (135 g/km)   | 137 g/km                   | 137 g/km                   | 159–169 g/km               | –                                    |

1. 1 2 3  Werte in runden Klammern „( )“ für Automatikgetriebe.

Die Verfügbarkeit der Motoren ist von Modell, Ausstattung und Markt abhängig.

#### Dieselmotoren
|                                             | 1.5 TDCi                   | 1.5 TDCi ECOnetic 88g      | 1.5 TDCi                         | 1.6 TDCi                   | 1.6 TDCi ECOnetic 99g      | 1.6 TDCi ECOnetic 88g      | 1.6 TDCi                   | 2.0 TDCi                         | 2.0 TDCi                         | 2.0 TDCi                         | 2.0 TDCi                         | 2.0 TDCi ST                      |                       |
| ------------------------------------------- | -------------------------- | -------------------------- | -------------------------------- | -------------------------- | -------------------------- | -------------------------- | -------------------------- | -------------------------------- | -------------------------------- | -------------------------------- | -------------------------------- | -------------------------------- | --------------------- |
| Bauzeitraum                                 | 09/2014–08/2018            | 09/2014–08/2018            | 09/2014–08/2018                  | 12/2010–05/2015            | 04/2012–05/2015            | 04/2012–05/2015            | 12/2010–05/2015            | 12/2010–09/2014                  | 12/2010–09/2014                  | 12/2010–09/2014                  | 09/2014–08/2018                  | 11/2014–08/2018                  |                       |
| Motorkenndaten                              |                            |                            |                                  |                            |                            |                            |                            |                                  |                                  |                                  |                                  |                                  |                       |
| Motortyp                                    | R4-Dieselmotor             | R4-Dieselmotor             | R4-Dieselmotor                   | R4-Dieselmotor             | R4-Dieselmotor             | R4-Dieselmotor             | R4-Dieselmotor             | R4-Dieselmotor                   | R4-Dieselmotor                   | R4-Dieselmotor                   | R4-Dieselmotor                   | R4-Dieselmotor                   |                       |
| Anzahl Ventile pro Zylinder                 | 2                          | 2                          | 2                                | 2                          | 2                          | 2                          | 2                          | 4                                | 4                                | 4                                | 4                                | 4                                |                       |
| Ventilsteuerung                             | OHC, Zahnriemen            | OHC, Zahnriemen            | OHC, Zahnriemen                  | OHC, Zahnriemen            | OHC, Zahnriemen            | OHC, Zahnriemen            | OHC, Zahnriemen            | DOHC, Zahnriemen                 | DOHC, Zahnriemen                 | DOHC, Zahnriemen                 | DOHC, Zahnriemen                 | DOHC, Zahnriemen                 |                       |
| Gemischaufbereitung                         | Common-Rail-Einspritzung   | Common-Rail-Einspritzung   | Common-Rail-Einspritzung         | Common-Rail-Einspritzung   | Common-Rail-Einspritzung   | Common-Rail-Einspritzung   | Common-Rail-Einspritzung   | Common-Rail-Einspritzung         | Common-Rail-Einspritzung         | Common-Rail-Einspritzung         | Common-Rail-Einspritzung         | Common-Rail-Einspritzung         |                       |
| Motoraufladung                              | Turbolader, Ladeluftkühler | Turbolader, Ladeluftkühler | Turbolader, Ladeluftkühler       | Turbolader, Ladeluftkühler | Turbolader, Ladeluftkühler | Turbolader, Ladeluftkühler | Turbolader, Ladeluftkühler | Turbolader, Ladeluftkühler       | Turbolader, Ladeluftkühler       | Turbolader, Ladeluftkühler       | Turbolader, Ladeluftkühler       | Turbolader, Ladeluftkühler       |                       |
| Kühlung                                     | Wasserkühlung              | Wasserkühlung              | Wasserkühlung                    | Wasserkühlung              | Wasserkühlung              | Wasserkühlung              | Wasserkühlung              | Wasserkühlung                    | Wasserkühlung                    | Wasserkühlung                    | Wasserkühlung                    | Wasserkühlung                    |                       |
| Bohrung × Hub                               | 73,5 mm × 88,3 mm          | 73,5 mm × 88,3 mm          | 73,5 mm × 88,3 mm                | 75,0 mm × 88,3 mm          | 75,0 mm × 88,3 mm          | 75,0 mm × 88,3 mm          | 75,0 mm × 88,3 mm          | 85,0 mm × 88,0 mm                | 85,0 mm × 88,0 mm                | 85,0 mm × 88,0 mm                | 85,0 mm × 88,0 mm                | 85,0 mm × 88,0 mm                |                       |
| Hubraum                                     | 1499 cm³                   | 1499 cm³                   | 1499 cm³                         | 1560 cm³                   | 1560 cm³                   | 1560 cm³                   | 1560 cm³                   | 1997 cm³                         | 1997 cm³                         | 1997 cm³                         | 1997 cm³                         | 1997 cm³                         |                       |
| Verdichtungsverhältnis                      | 16,0:1                     | 16,0:1                     | 16,0:1                           | 16,0:1                     | 16,0:1                     | 16,0:1                     | 16,0:1                     | 16,0:1                           | 16,0:1                           | 16,0:1                           | 16,0:1                           | 16,0:1                           |                       |
| max. Leistung bei min−1                     | 70 kW (95 PS)/ 3600        | 77 kW (105 PS)/ 3600       | 88 kW (120 PS)/ 3600             | 70 kW (95 PS)/ 3600        | 77 kW (105 PS)/ 3600       | 77 kW (105 PS)/ 3600       | 85 kW (115 PS)/ 3600       | 85 kW (115 PS)/ 3750             | 103 kW (140 PS)/ 3750            | 120 kW (163 PS)/ 3750            | 110 kW (150 PS)/ 3500            | 136 kW (185 PS)/ 3500            |                       |
| max. Drehmoment bei min−1                   | 250 Nm/ 1750–2500          | 270 Nm/ 1750               | 270/300 Nm (1)/ 1750–2500        | 230 Nm/ 1500–2000          | 270 Nm/ 1750–2000          | 270 Nm/ 1750–2000          | 270 Nm/ 1750–2500          | 300 Nm/ 1500–2250                | 320 Nm/ 1750–2750                | 340 Nm/ 2000–3250                | 370 Nm/ 2000                     | 400 Nm/ 2000–2750                |                       |
| Abgasnorm                                   | Euro 6                     | Euro 6                     | Euro 6                           | Euro 5                     | Euro 5                     | Euro 5                     | Euro 5                     | Euro 5                           | Euro 5                           | Euro 5                           | Euro 6                           | Euro 6                           |                       |
| Kraftübertragung                            |                            |                            |                                  |                            |                            |                            |                            |                                  |                                  |                                  |                                  |                                  |                       |
| Antrieb                                     | Vorderradantrieb           | Vorderradantrieb           | Vorderradantrieb                 | Vorderradantrieb           | Vorderradantrieb           | Vorderradantrieb           | Vorderradantrieb           | Vorderradantrieb                 | Vorderradantrieb                 | Vorderradantrieb                 | Vorderradantrieb                 | Vorderradantrieb                 |                       |
| Getriebe, serienmäßig                       | 6-Gang-Schaltgetriebe      | 6-Gang-Schaltgetriebe      | 6-Gang-Schaltgetriebe            | 6-Gang-Schaltgetriebe      | 6-Gang-Schaltgetriebe      | 6-Gang-Schaltgetriebe      | 6-Gang-Schaltgetriebe      | 6-Stufen-Doppelkupplungsgetriebe | 6-Gang-Schaltgetriebe            | 6-Gang-Schaltgetriebe            | 6-Gang-Schaltgetriebe            | 6-Gang-Schaltgetriebe            | 6-Gang-Schaltgetriebe |
| Getriebe, optional                          | –                          | –                          | 6-Stufen-Doppelkupplungsgetriebe | –                          | –                          | –                          | –                          | –                                | 6-Stufen-Doppelkupplungsgetriebe | 6-Stufen-Doppelkupplungsgetriebe | 6-Stufen-Doppelkupplungsgetriebe | 6-Stufen-Doppelkupplungsgetriebe |                       |
| Messwerte (Schrägheck)                      |                            |                            |                                  |                            |                            |                            |                            |                                  |                                  |                                  |                                  |                                  |                       |
| Höchstgeschwindigkeit                       | 180 km/h                   | 187 km/h                   | 193 km/h (191 km/h)              | 180 km/h                   | 187 km/h                   | 187 km/h                   | 195 km/h                   | (198 km/h)                       | 207 km/h (205 km/h)              | 218 km/h (215 km/h)              | 210 km/h (208 km/h)              | 217 km/h                         |                       |
| Beschleunigung, 0–100 km/h                  | 12,2 s                     | 11,9 s                     | 10,5 s                           | 12,5 s                     | 11,8 s                     | 11,8 s                     | 10,9 s                     | (11,0 s)                         | 8,9 s (9,5 s)                    | 8,6 s (8,9 s)                    | 8,8 s (8,7 s)                    | 8,1 s (7,7 s)                    |                       |
| Kraftstoffverbrauch auf 100 km (kombiniert) | 3,8 l D                    | 3,4 l D                    | 3,8 l D (4,2 l D)                | 4,2 l D                    | 3,7 l D                    | 3,4 l D                    | 4,2 l D                    | (5,2 l D)                        | 4,9 l D (5,2 l D)                | 4,9 l D (5,2 l D)                | 4,1 l D (4,6 l D)                | 4,2 l D (4,6 l D)                |                       |
| CO2-Emission (kombiniert)                   | 98 g/km                    | 88 g/km                    | 98 g/km (109 g/km)               | 109 g/km                   | 99 g/km                    | 88 g/km                    | 109 g/km                   | (134 g/km)                       | 124 g/km (134 g/km)              | 124 g/km (134 g/km)              | 107 g/km (119 g/km)              | 110 g/km (119 g/km)              |                       |
| Messwerte (Stufenheck)                      |                            |                            |                                  |                            |                            |                            |                            |                                  |                                  |                                  |                                  |                                  |                       |
| Höchstgeschwindigkeit                       | 182 km/h                   | –                          | 195 km/h (193 km/h)              | 182 km/h                   | –                          | –                          | 195 km/h                   | (198 km/h)                       | 209 km/h (207 km/h)              | 220 km/h (217 km/h)              | 212 km/h (210 km/h)              | –                                |                       |
| Beschleunigung, 0–100 km/h                  | 12,1 s                     | –                          | 10,6 s                           | 12,6 s                     | –                          | –                          | 11,0 s                     | (11,0 s)                         | 9,0 s (9,6 s)                    | 8,7 s (9,0 s)                    | 8,9 s (8,8 s)                    | –                                |                       |
| Kraftstoffverbrauch auf 100 km (kombiniert) | 3,8 l D                    | –                          | 3,8 l D (4,2 l D)                | 4,2 l D                    | –                          | –                          | 4,2 l D                    | (5,2 l D)                        | 4,9 l D (5,2 l D)                | 4,9 l D (5,2 l D)                | 4,1 l D (4,6 l D)                | –                                |                       |
| CO2-Emission (kombiniert)                   | 98 g/km                    | –                          | 98 g/km (109 g/km)               | 109 g/km                   | –                          | –                          | 109 g/km                   | (134 g/km)                       | 124 g/km (134 g/km)              | 124 g/km (134 g/km)              | 107 g/km (119 g/km)              | –                                |                       |
| Messwerte (Kombi)                           |                            |                            |                                  |                            |                            |                            |                            |                                  |                                  |                                  |                                  |                                  |                       |
| Höchstgeschwindigkeit                       | 180 km/h                   | 187 km/h                   | 193 km/h (191 km/h)              | 180 km/h                   | 187 km/h                   | 187 km/h                   | 193 km/h                   | (196 km/h)                       | 207 km/h (205 km/h)              | 218 km/h (215 km/h)              | 208 km/h (206 km/h)              | 217 km/h                         |                       |
| Beschleunigung, 0–100 km/h                  | 12,2 s                     | 12,1 s                     | 10,7 s                           | 12,7 s                     | 11,8 s                     | 11,8 s                     | 11,1 s                     | (11,1 s)                         | 9,1 s (9,7 s)                    | 8,8 s (9,1 s)                    | 9,0 s (8,9 s)                    | 8,3 s (7,8 s)                    |                       |
| Kraftstoffverbrauch auf 100 km (kombiniert) | 3,8 l D                    | 3,4 l D                    | 3,8 l D (4,2 l D)                | 4,2 l D                    | 3,7 l D                    | 3,4 l D                    | 4,5 l D                    | (5,3 l D)                        | 4,9 l D (5,2 l D)                | 4,9 l D (5,2 l D)                | 4,1 l D (4,6 l D)                | 4,2 l D (4,6 l D)                |                       |
| CO2-Emission (kombiniert)                   | 98 g/km                    | 88 g/km                    | 98 g/km (109 g/km)               | 109 g/km                   | 99 g/km                    | 88 g/km                    | 109 g/km                   | (139 g/km)                       | 124 g/km (134 g/km)              | 124 g/km (134 g/km)              | 107 g/km (119 g/km)              | 110 g/km (119 g/km)              |                       |

Die Verfügbarkeit der Motoren ist von Modell, Ausstattung und Markt abhängig.
1. 1 2 3  Werte in runden Klammern „( )“ für Automatikgetriebe.

## Focus ’18 (seit 2018)
| Sterne im Euro-NCAP-Crashtest (2018) | 5 Sterne im Euro-NCAP-Crashtest |

Die vierte Generation des Focus wurde am 10. April 2018 offiziell vorgestellt. Sie ist wie das Vorgängermodell wieder als Schrägheck, Kombi und Stufenheck verfügbar. Letztere Karosserievariante bleibt dem deutschen Markt allerdings vorenthalten. Neu im Angebot ist der Focus Active, eine Crossover-Variante auf Basis des Schrägheck-Modells. Die ersten Fahrzeuge wurden im September 2018 zu Preisen ab 18.700 Euro ausgeliefert.

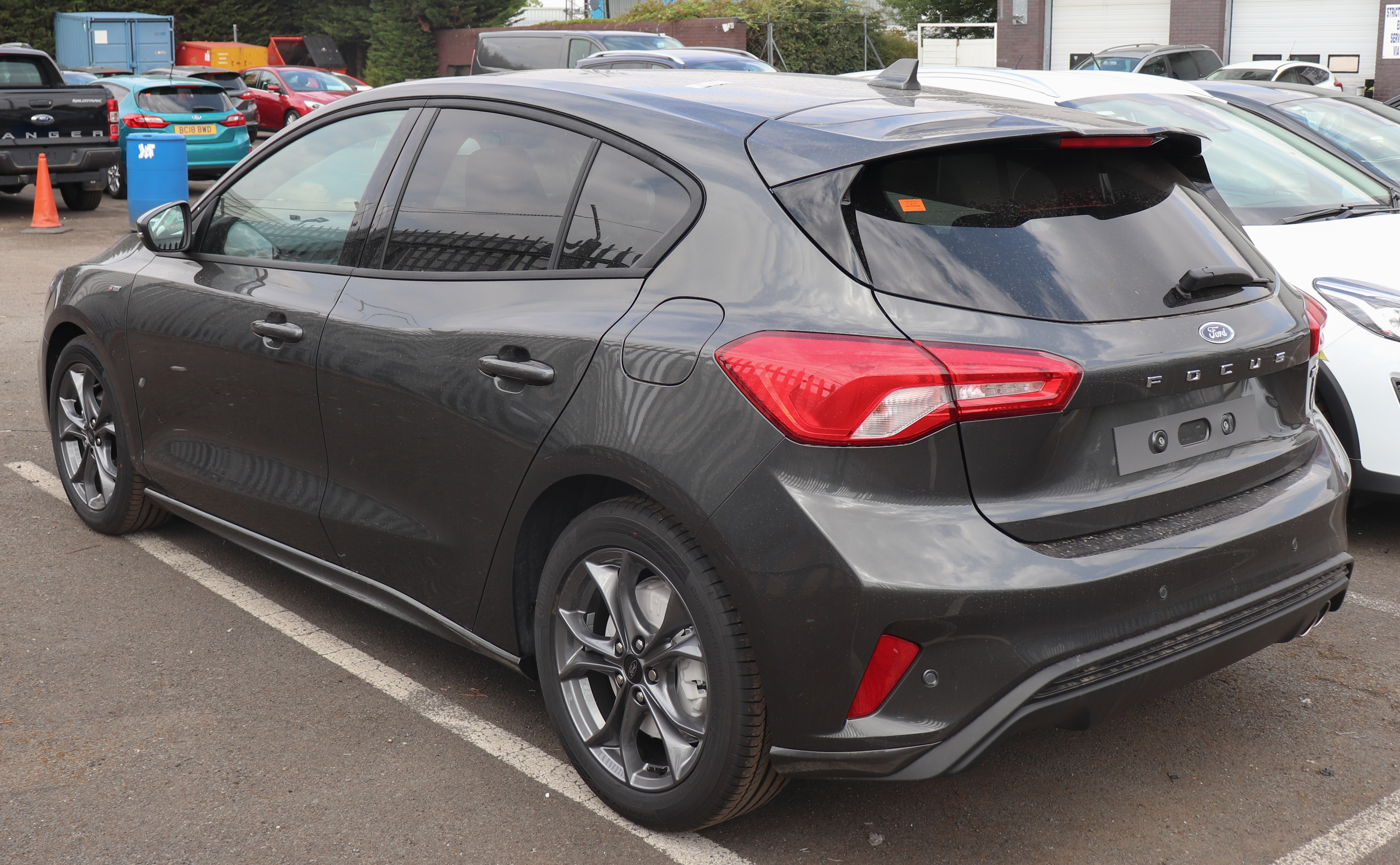
Heckansicht
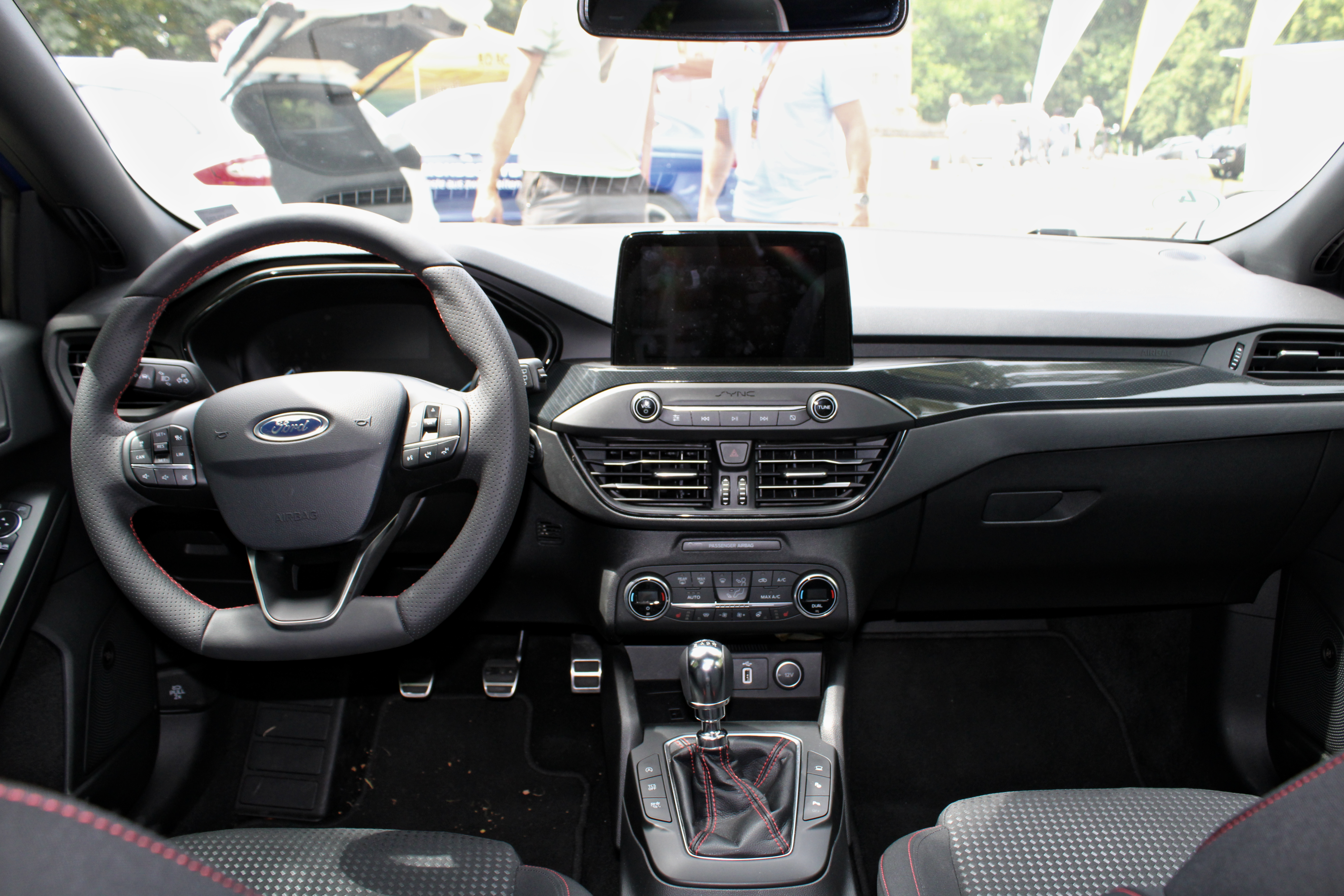
Innenraum
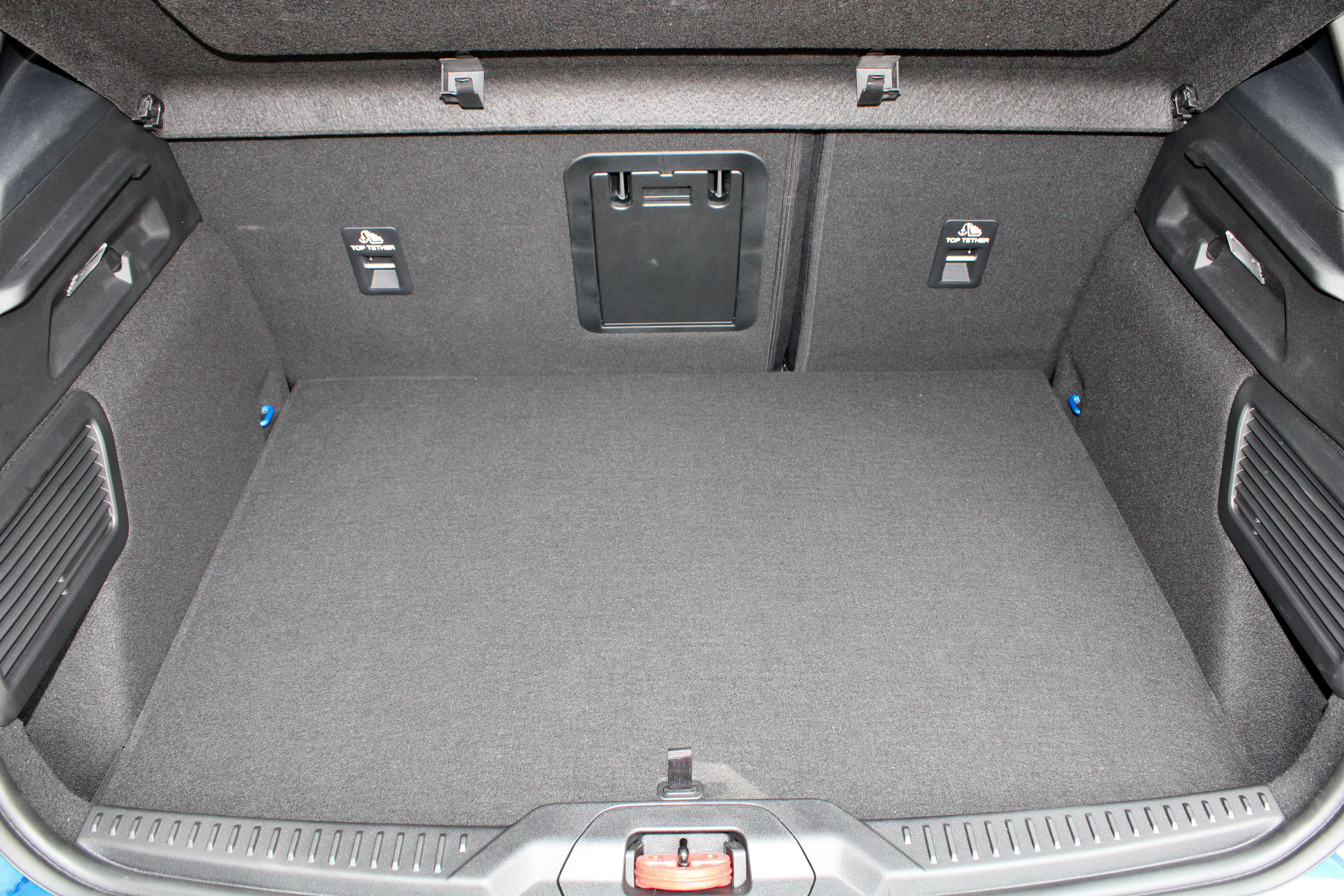
Kofferraum
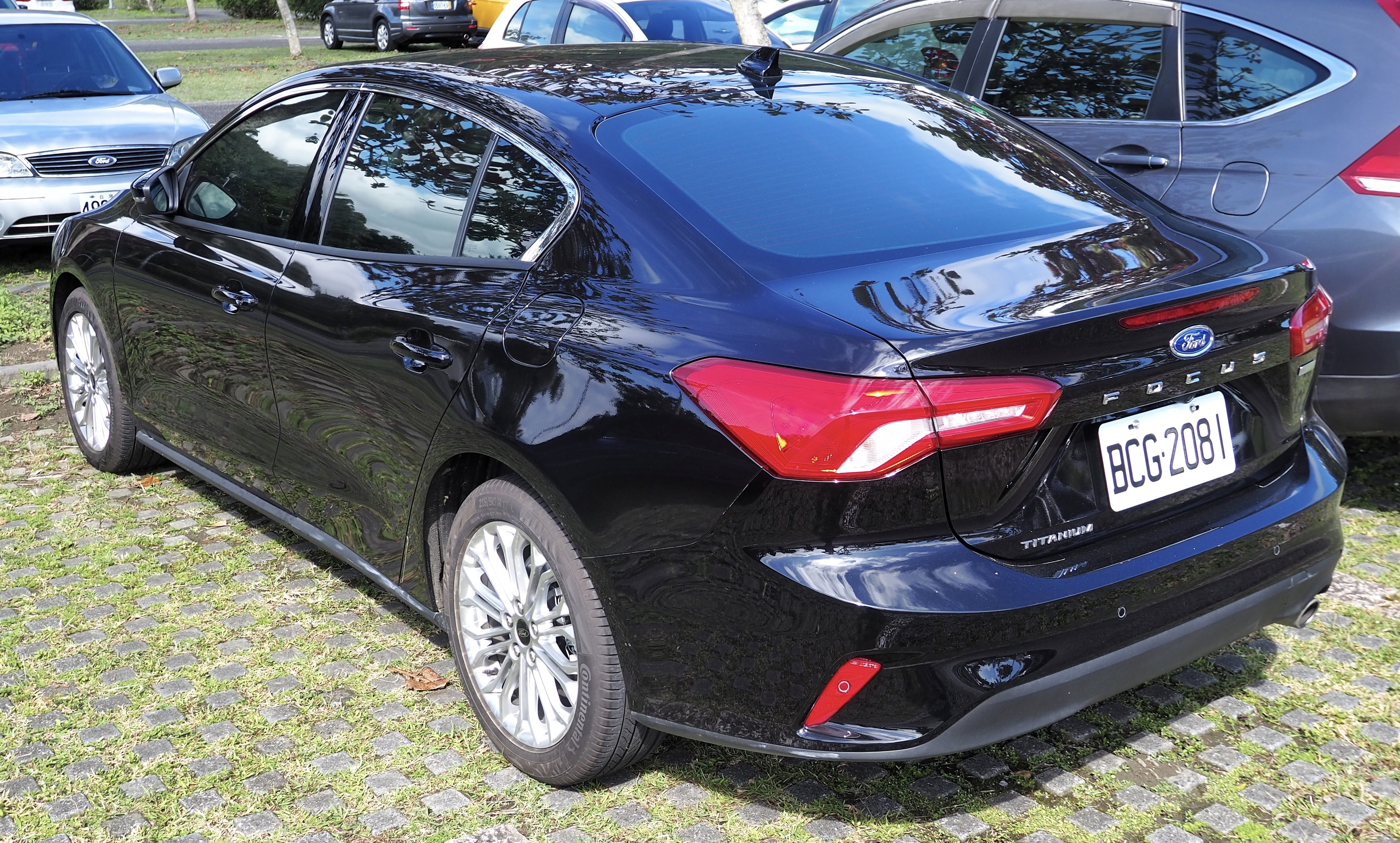
Ford Focus Stufenheck (2018–2022)
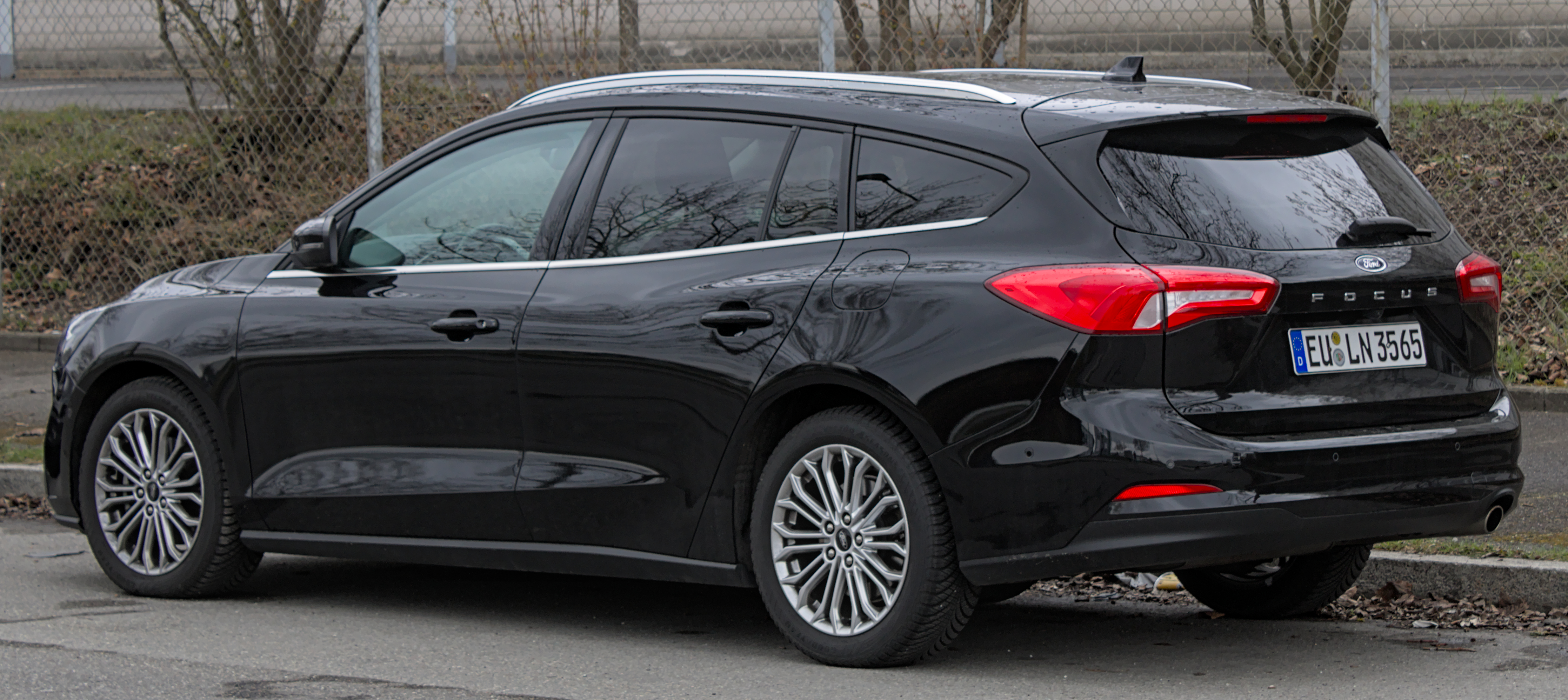
Ford Focus Turnier (2018–2022)

### Ausstattungsvarianten
Zum Marktstart waren folgende Ausstattungen erhältlich: Trend, Cool&Connect, ST-Line und Titanium.
Die Ausstattungsreihe Vignale hebt den Focus an und macht den Wagen zu einem Premium-Fahrzeug. Lederausstattung, Applikationen in Holz-Optik und auch der markante Grill mit Chrom gehören unter anderem zu Vignale.
In der Ausstattungslinie Active wird das Fahrzeug zu einem Crossover-Modell. Das wird unter anderem durch robuste Kunststoffverkleidungen und eine angehobene Bodenhöhe erreicht.

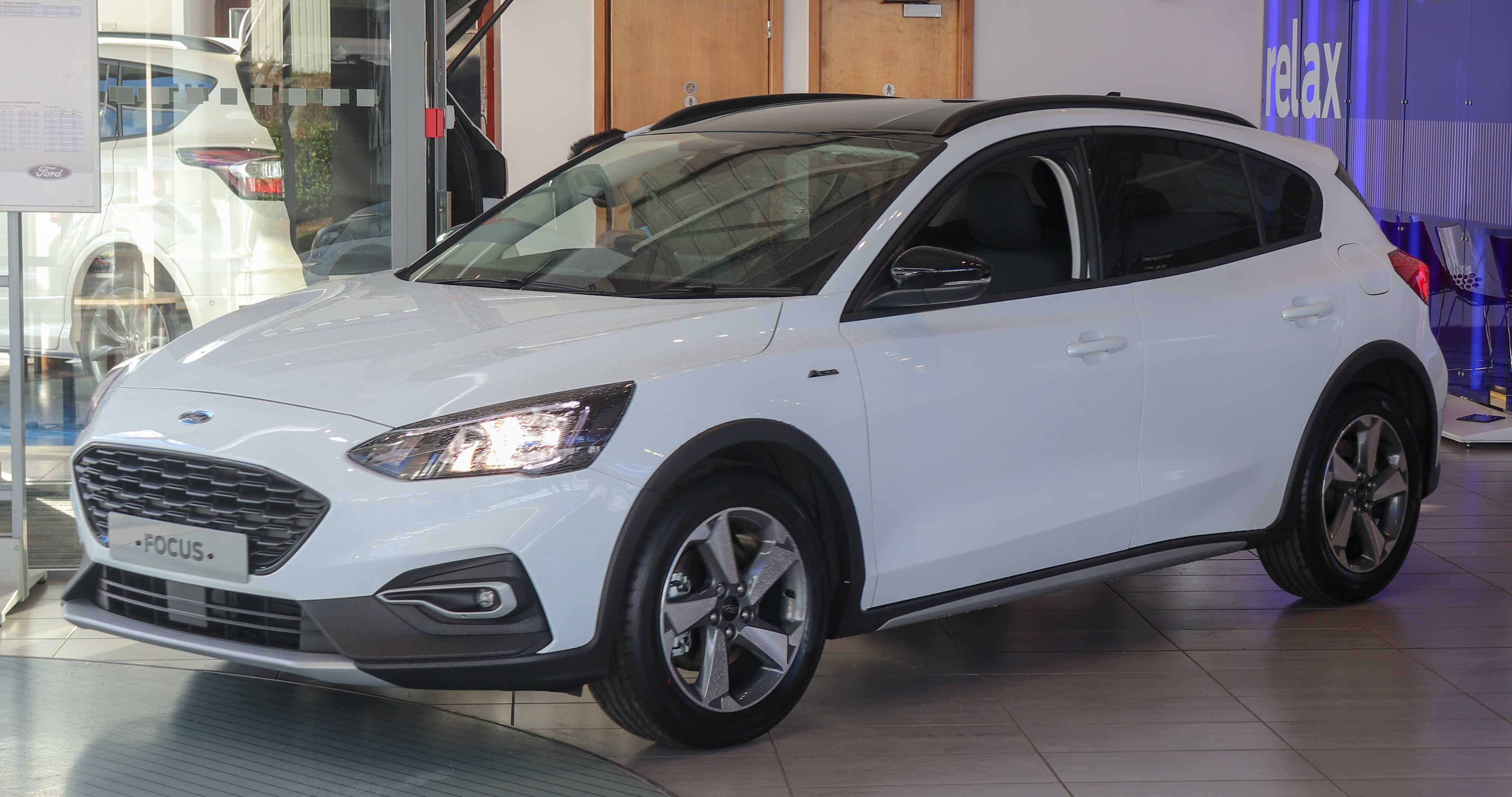
Ford Focus Active
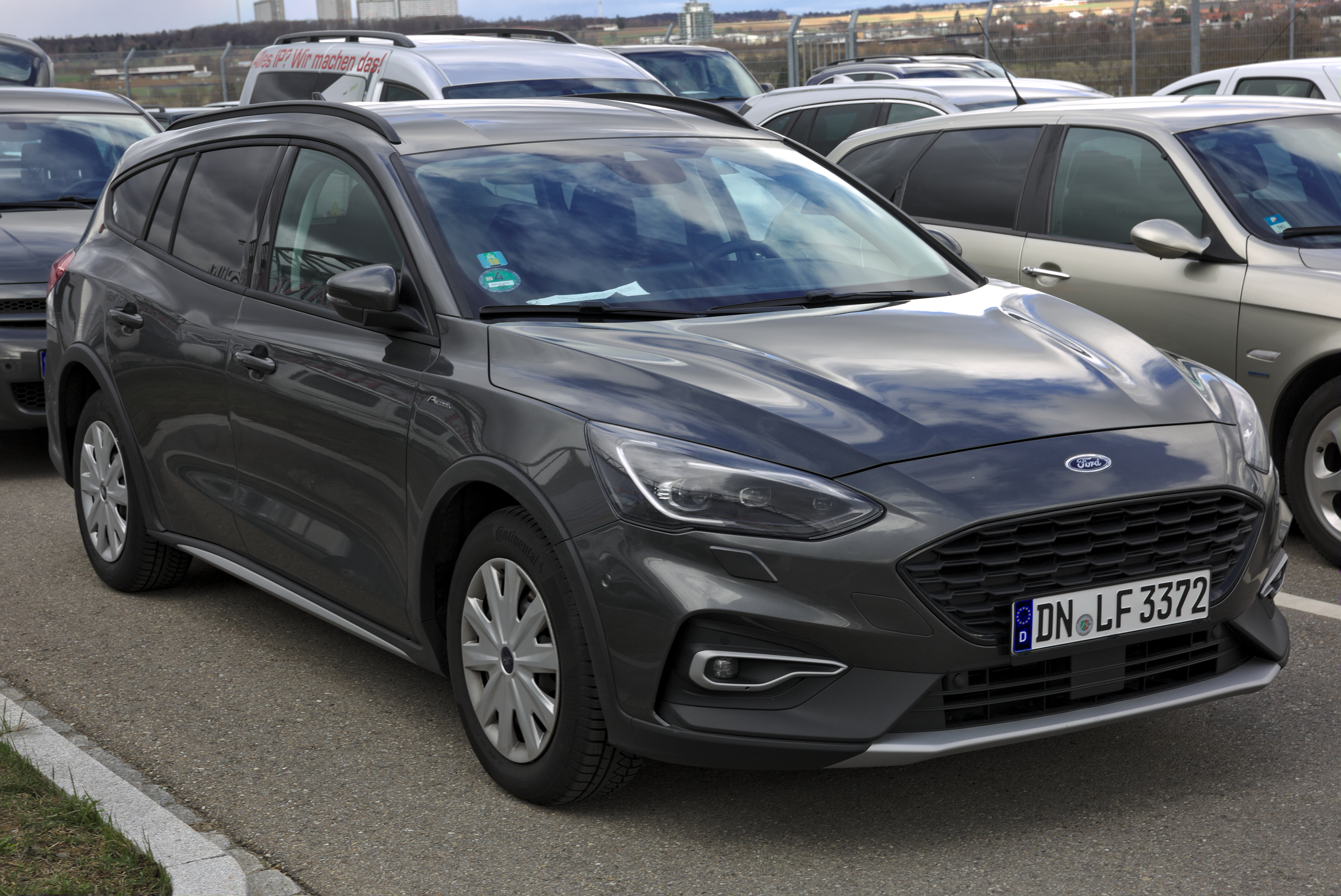
Ford Focus Turnier Active
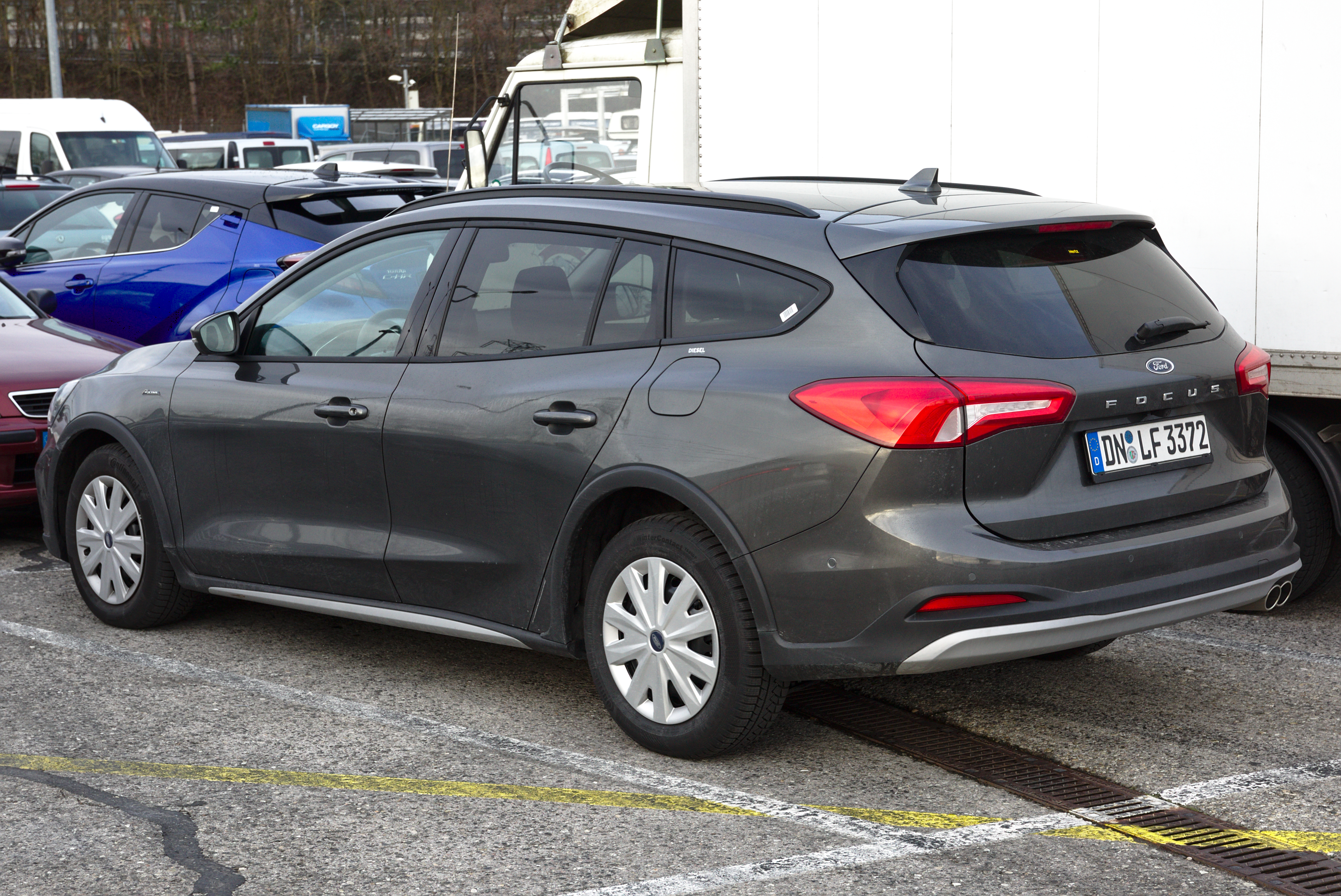
Heckansicht
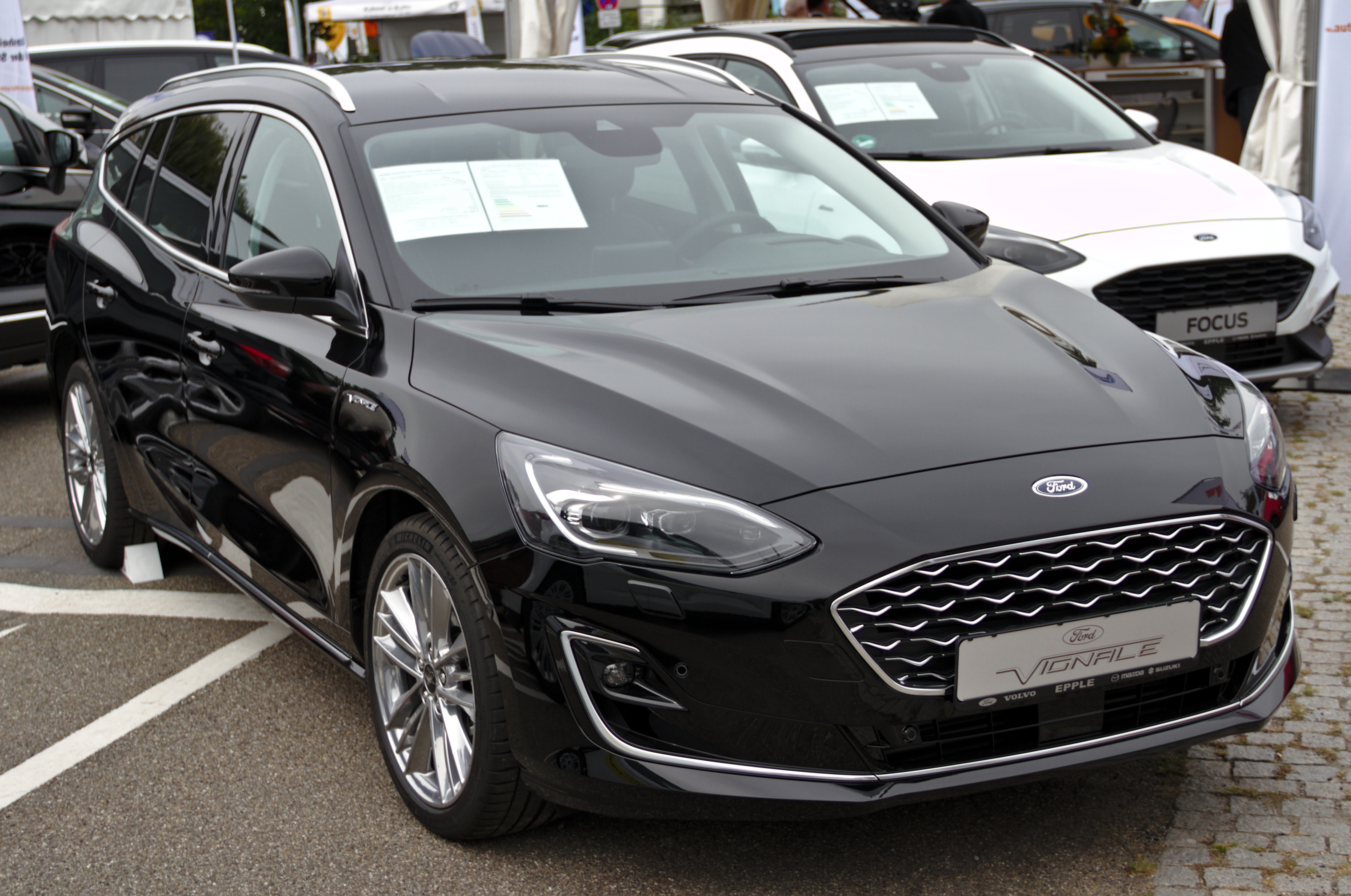
Ford Focus Turnier Vignale

### Modellpflege
Im Oktober 2021 wurde das Facelift vorgestellt, das seit Anfang 2022 verfügbar ist. Überarbeitet wurden der Kühlergrill sowie die Scheinwerfer, die nun serienmäßig mit LEDs ausgestattet sind. Halogenscheinwerfer entfallen ebenso wie die separat angebrachten Nebelscheinwerfer. Optional sind auch Matrix-LED-Scheinwerfer erhältlich. Das Display der Multimediaeinheit wächst auf 13,2 Zoll und wird mit dem neuesten Sync4-Bediensystem kombiniert. Die Steuerung der Klimaanlage erfolgt künftig ausschließlich über dieses Display. Die Ausstattung „Cool und Connect“ ist seit 2023 nicht mehr erhältlich. Für die Ottomotoren bietet Ford Mild-Hybrid-Systeme in zwei Leistungsstufen an; die Dieselmotorisierung hat 1,5-Liter Hubraum (120 PS).

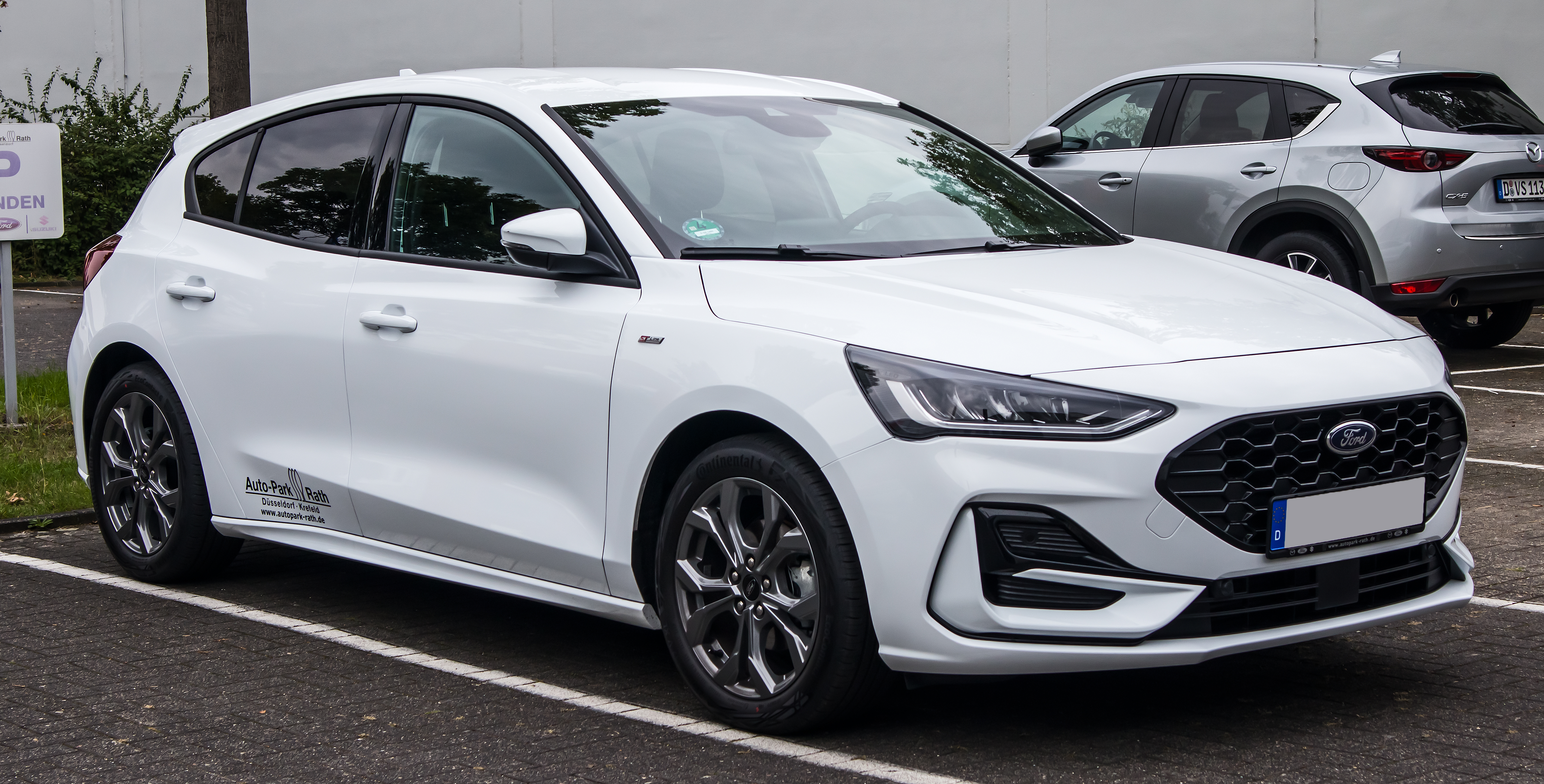
Ford Focus (seit 2022)
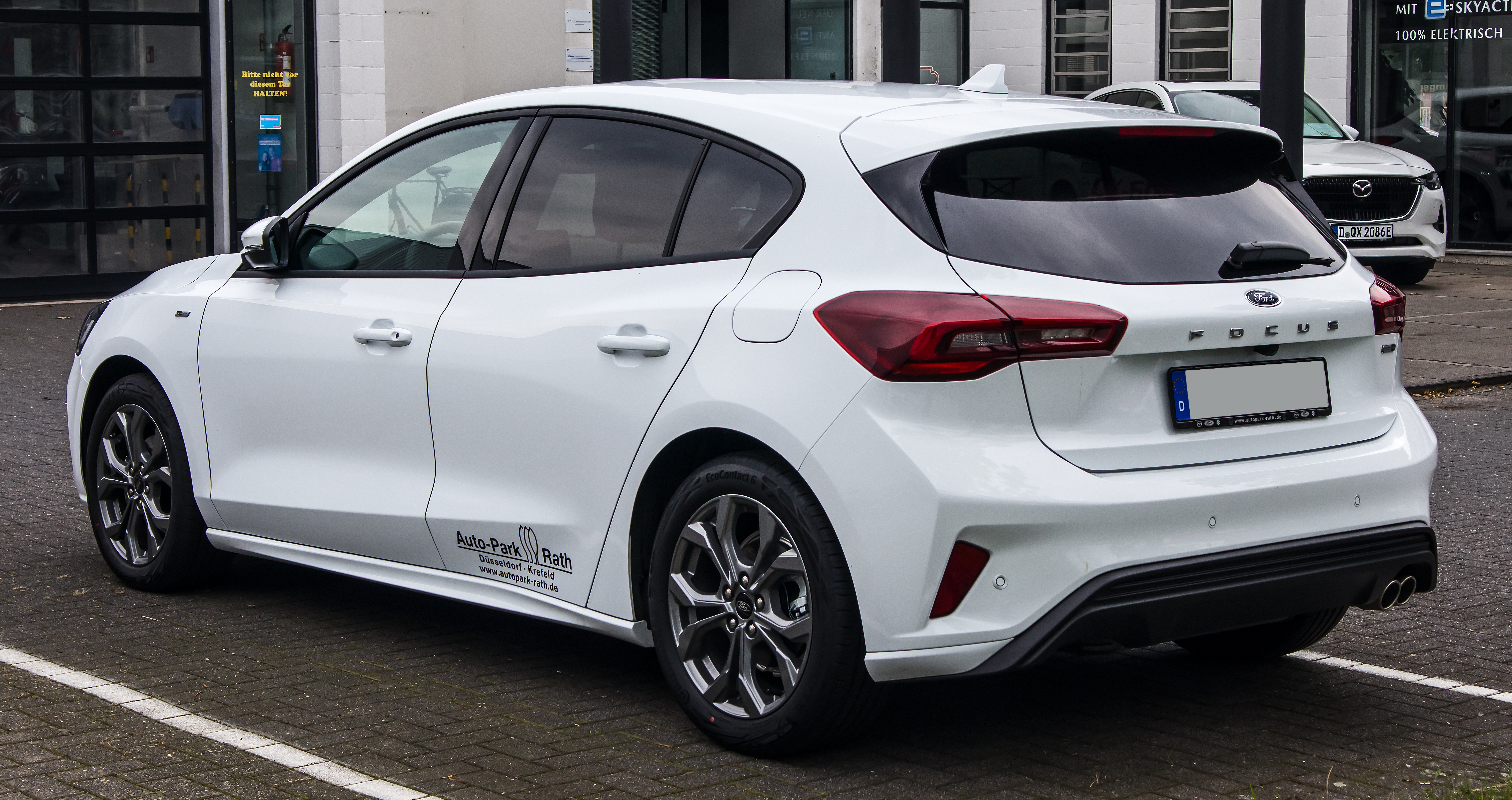
Heckansicht
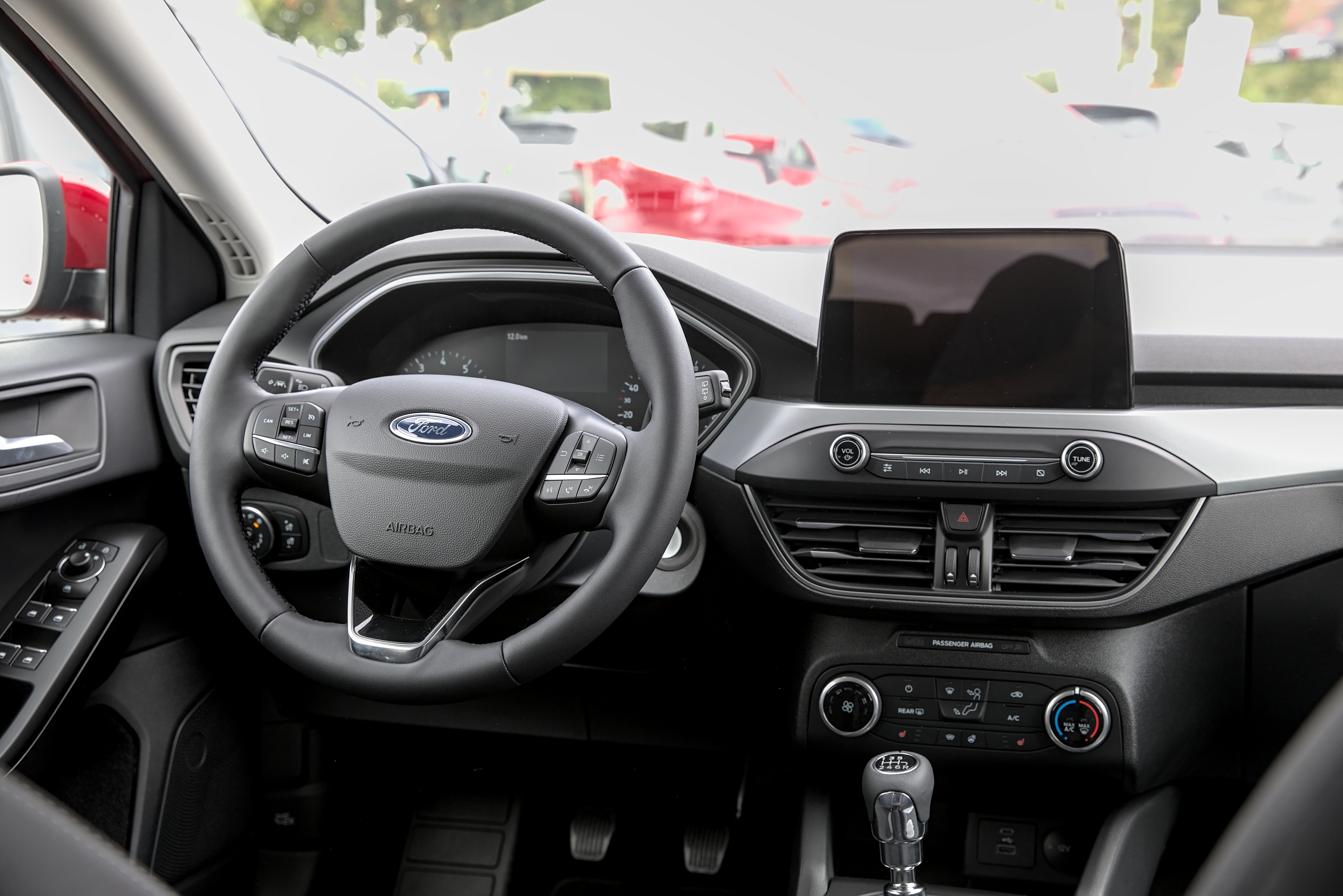
Innenraum
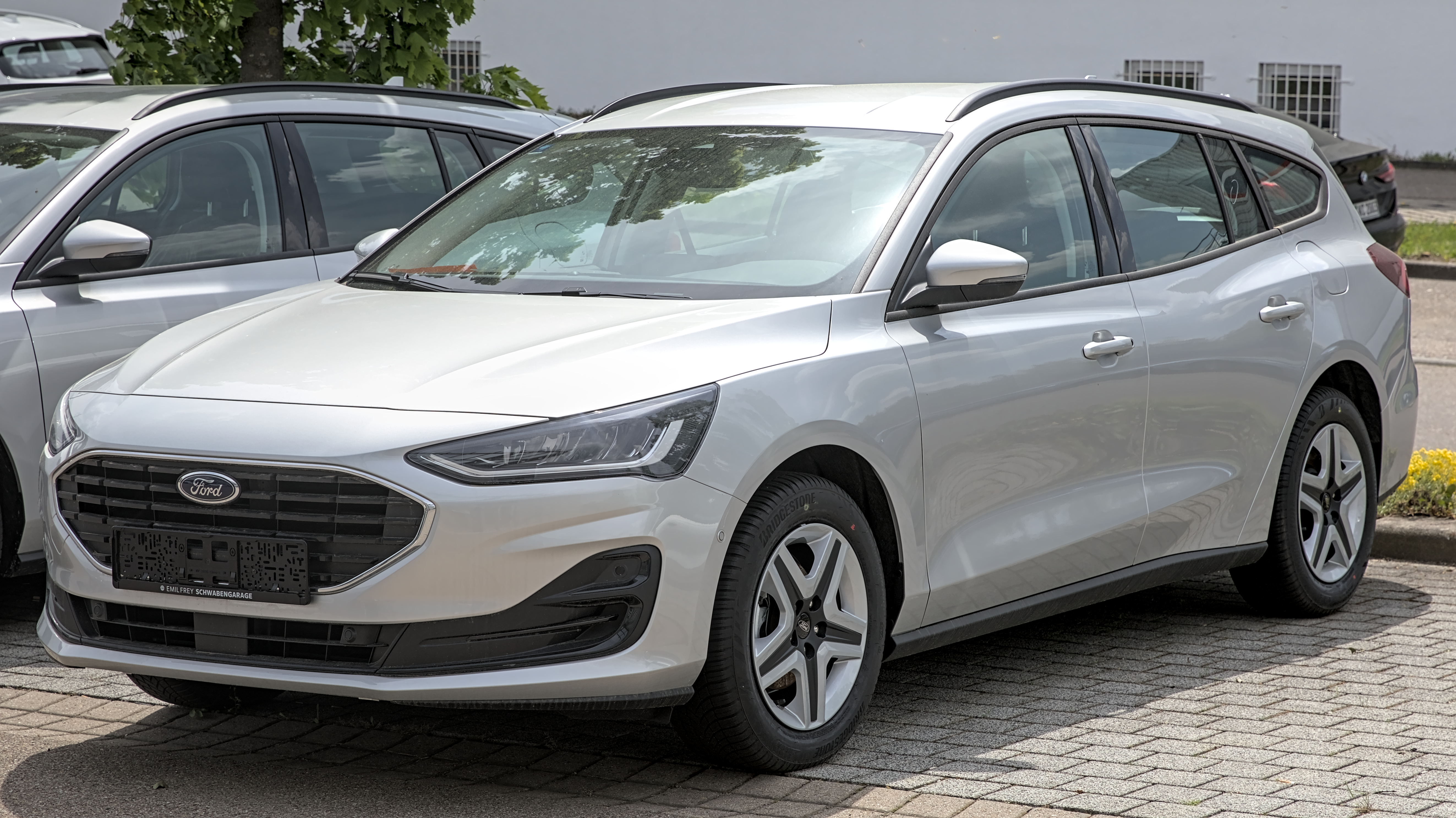
Ford Focus Turnier (seit 2022)
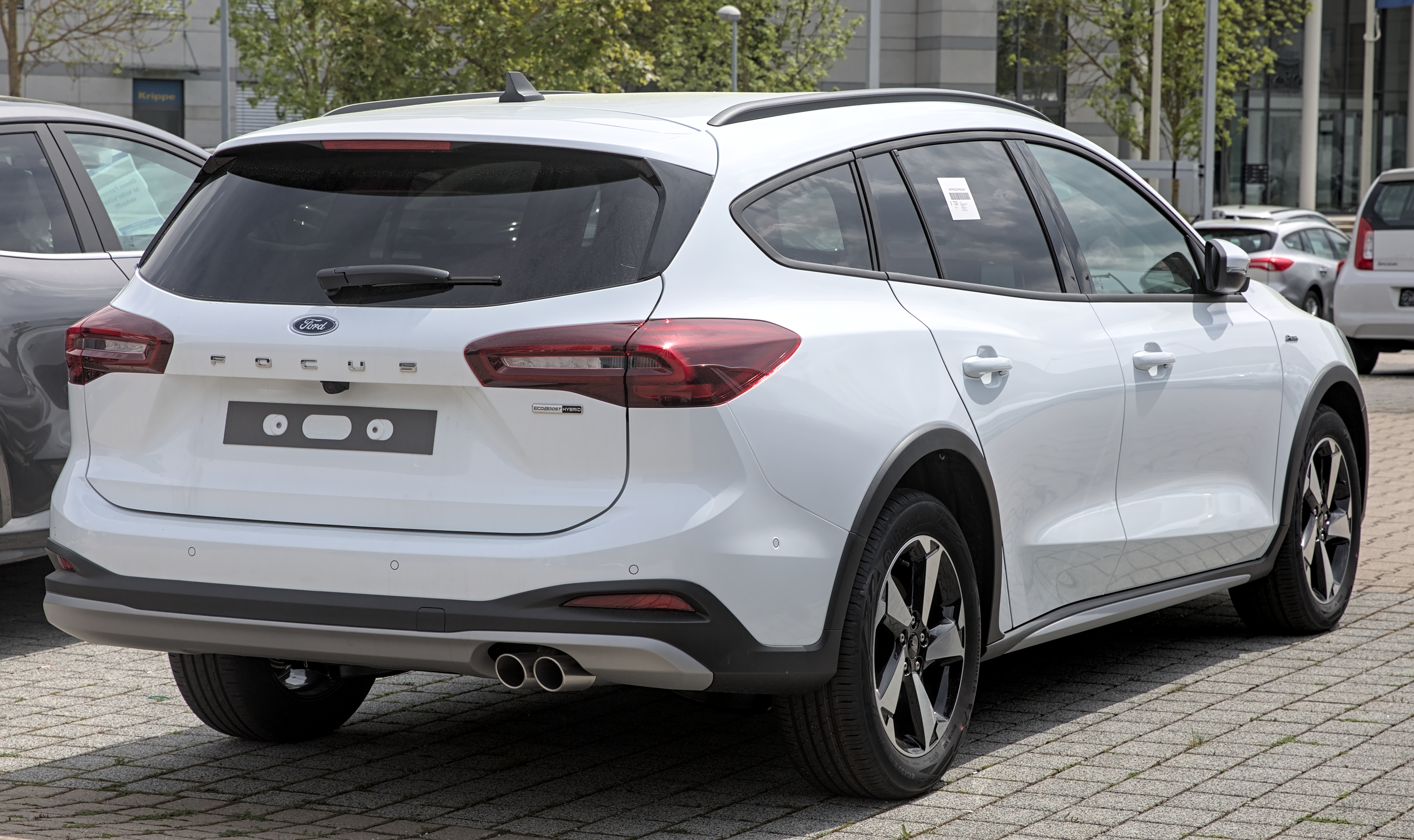
Ford Focus Turnier Active (seit 2022)

### Technische Daten
Zunächst war die vierte Generation des Focus mit dem 1,0-Liter-EcoBoost-Ottomotor in drei Leistungsstufen und einem neuen 1,5-Liter-EcoBoost-Ottomotor mit drei Zylindern in zwei Leistungsstufen bestellbar. Darüber hinaus gibt es einen 1,5-Liter-EcoBlue-Dieselmotor in den Leistungsstufen 70 und 88 kW (95 und 120 PS), sowie einen 2,0-Liter-EcoBlue-Dieselmotor mit 110 kW (150 PS). Für die Ottomotoren mit 92 kW bzw. 110 kW sowie für die beiden leistungsstärksten Dieselmotoren ist zudem ein neues 8-Stufen-Automatikgetriebe erhältlich, welche die Powershift-Getriebe ablöst. Alle Motoren erfüllen die Abgasnorm Euro 6d-Temp.
Das Sportmodell Focus ST kam im Juni 2019 auf den Markt und wird von einem 2,3-Liter-Ottomotor mit Turboaufladung und 206 kW (280 PS) oder einem Zweiliter-Dieselmotor mit Turbolader und 140 kW (190 PS) angetrieben.

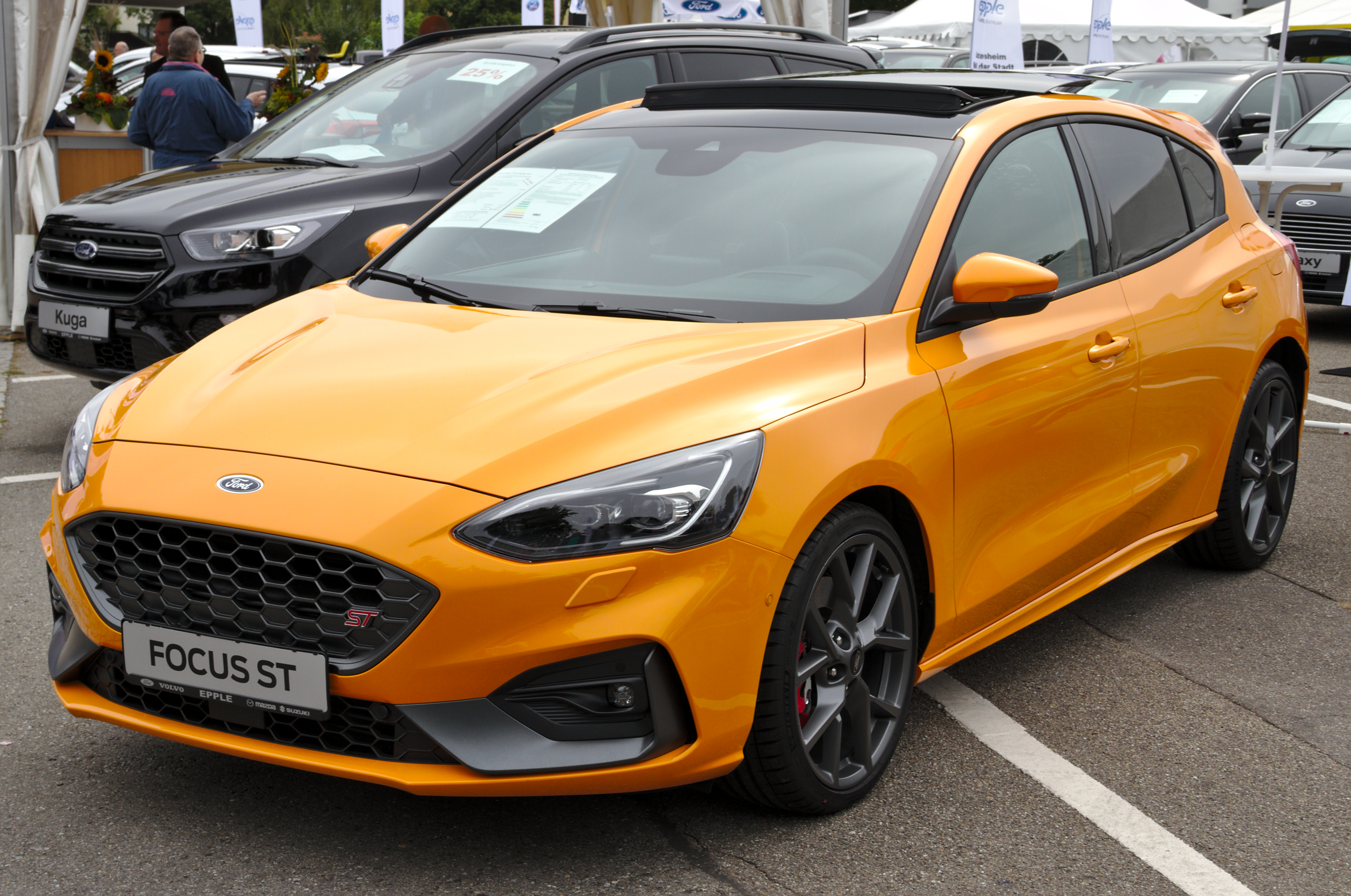
Ford Focus ST (2019–2022)
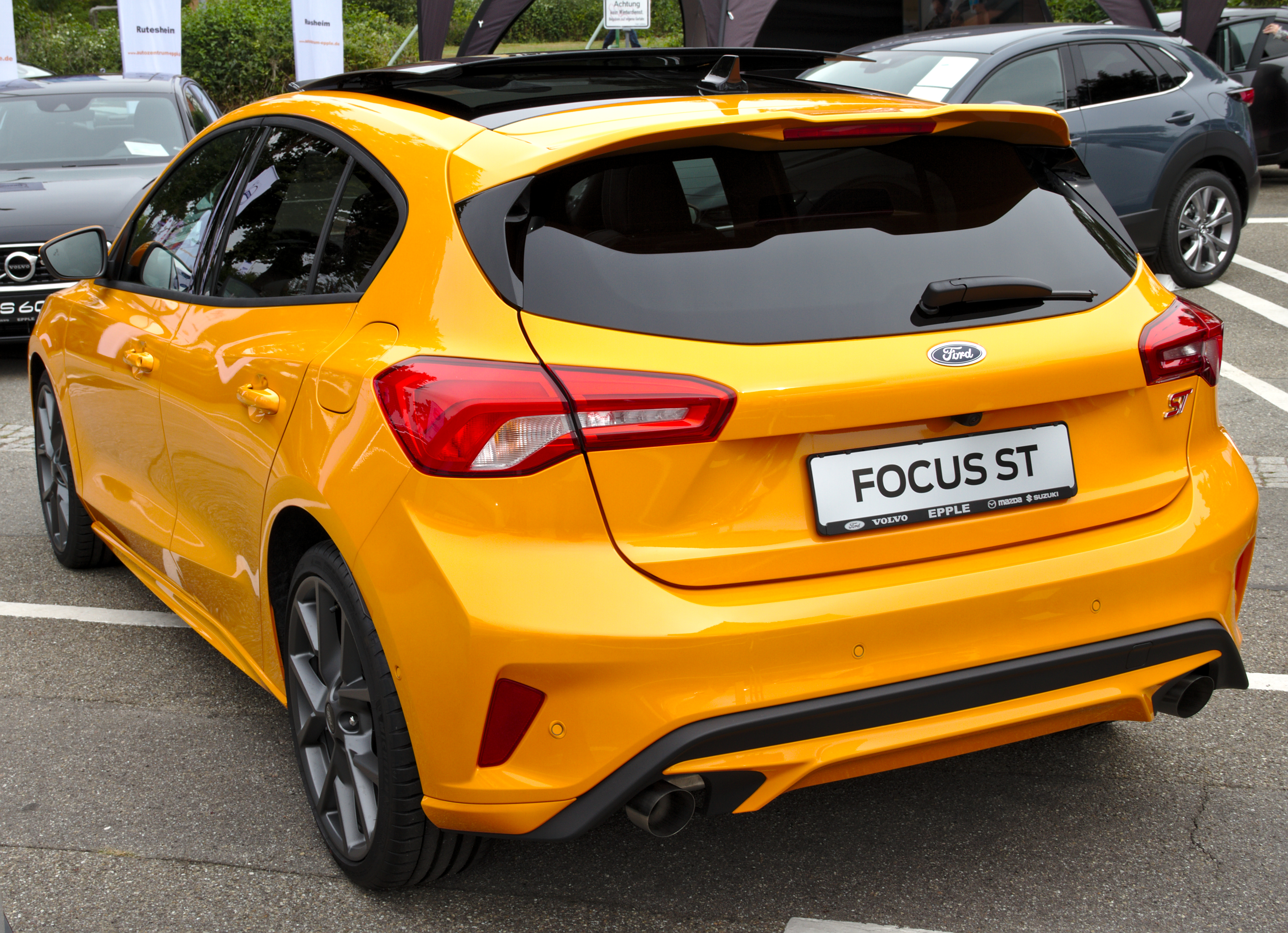
Heckansicht
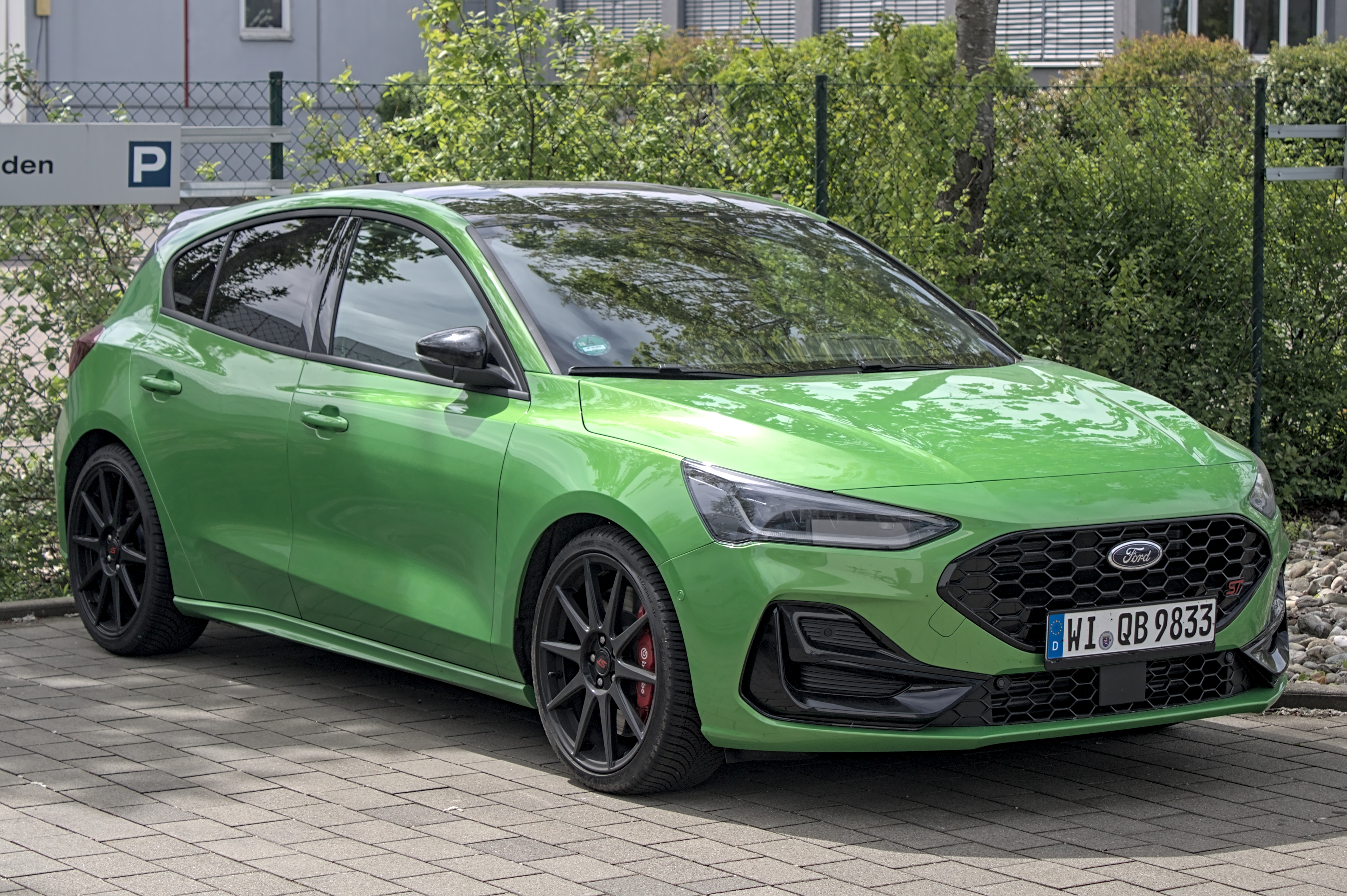
Ford Focus ST (seit 2022)
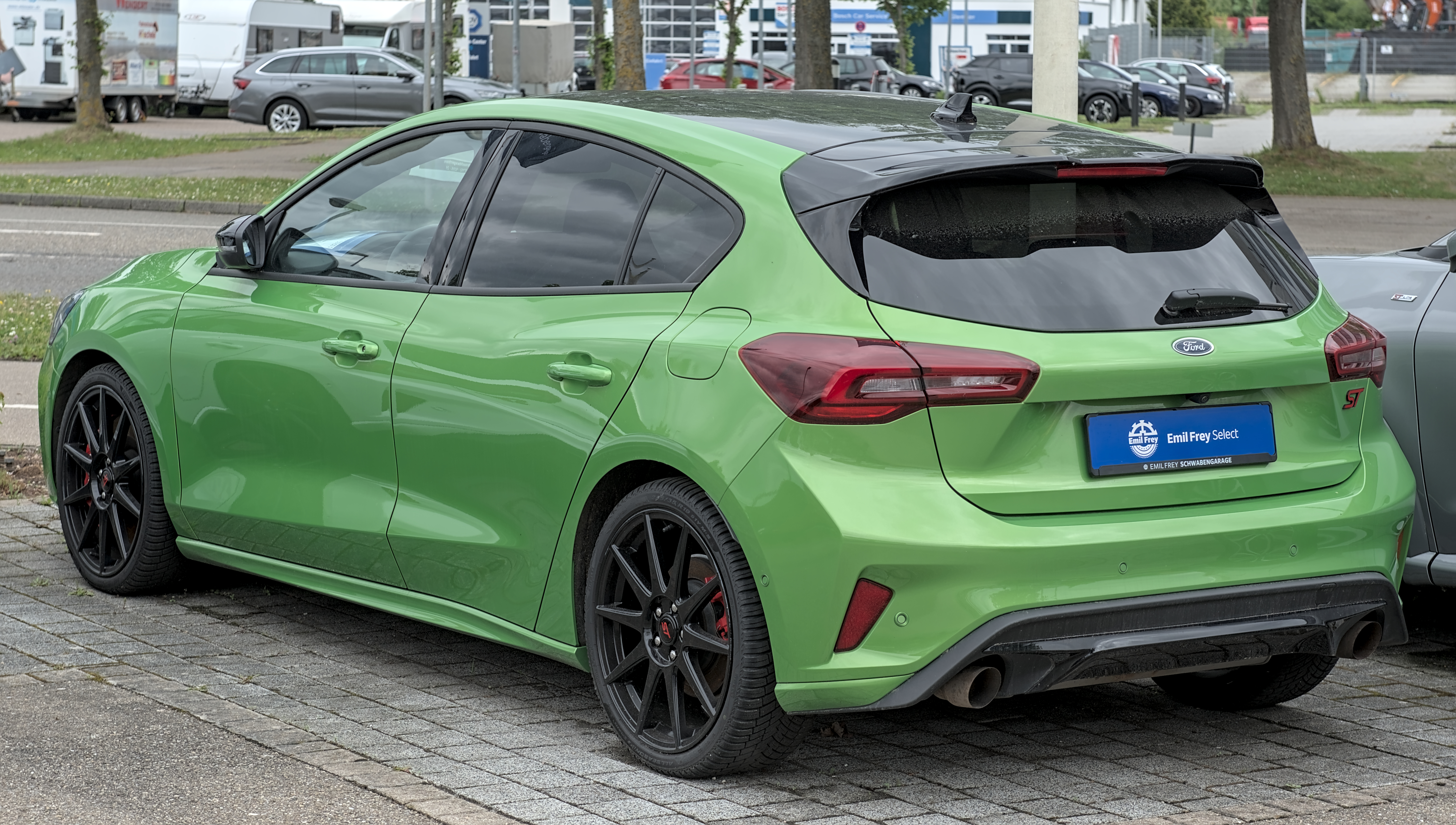
Heckansicht
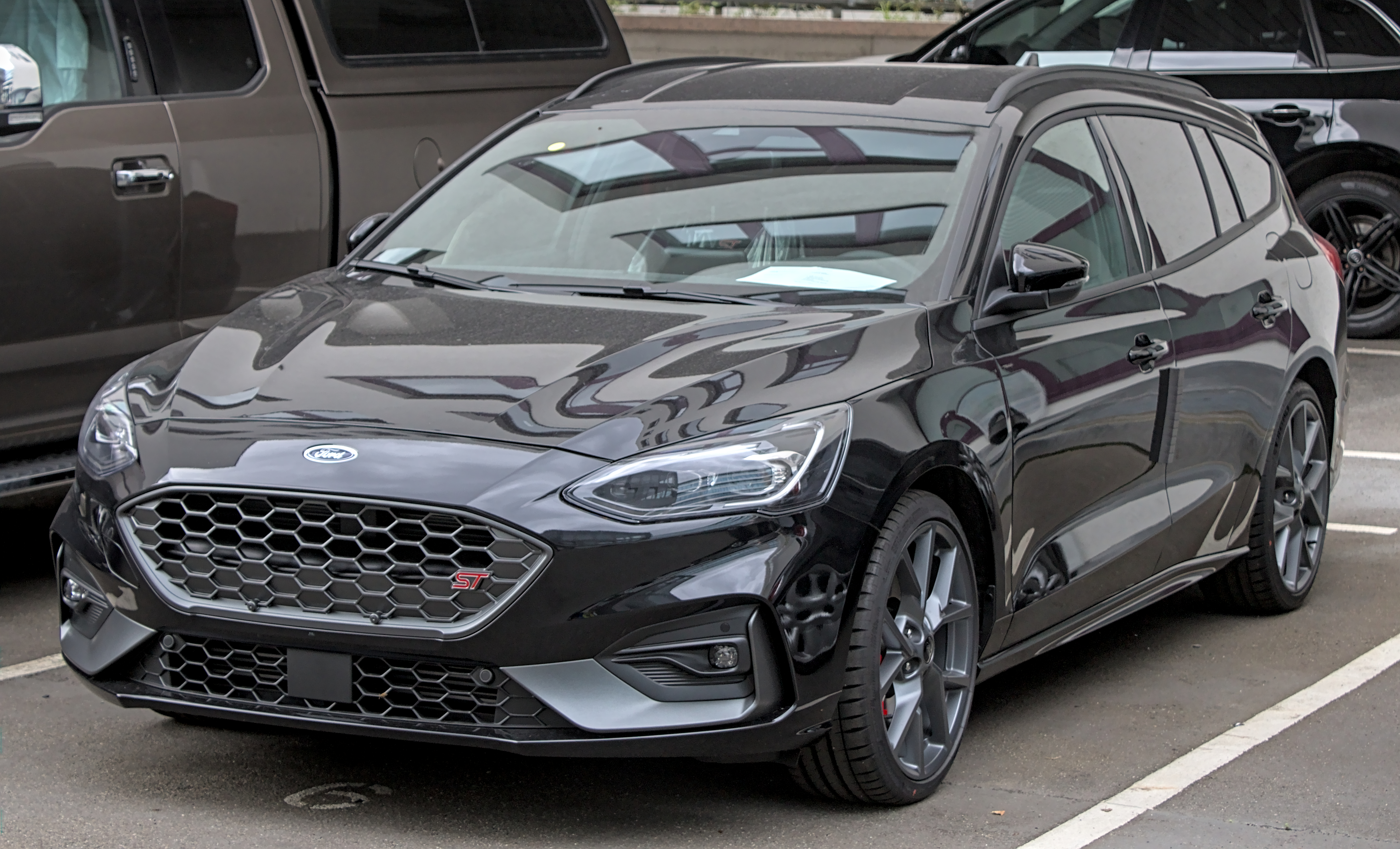
Ford Focus Turnier ST (2019–2022)
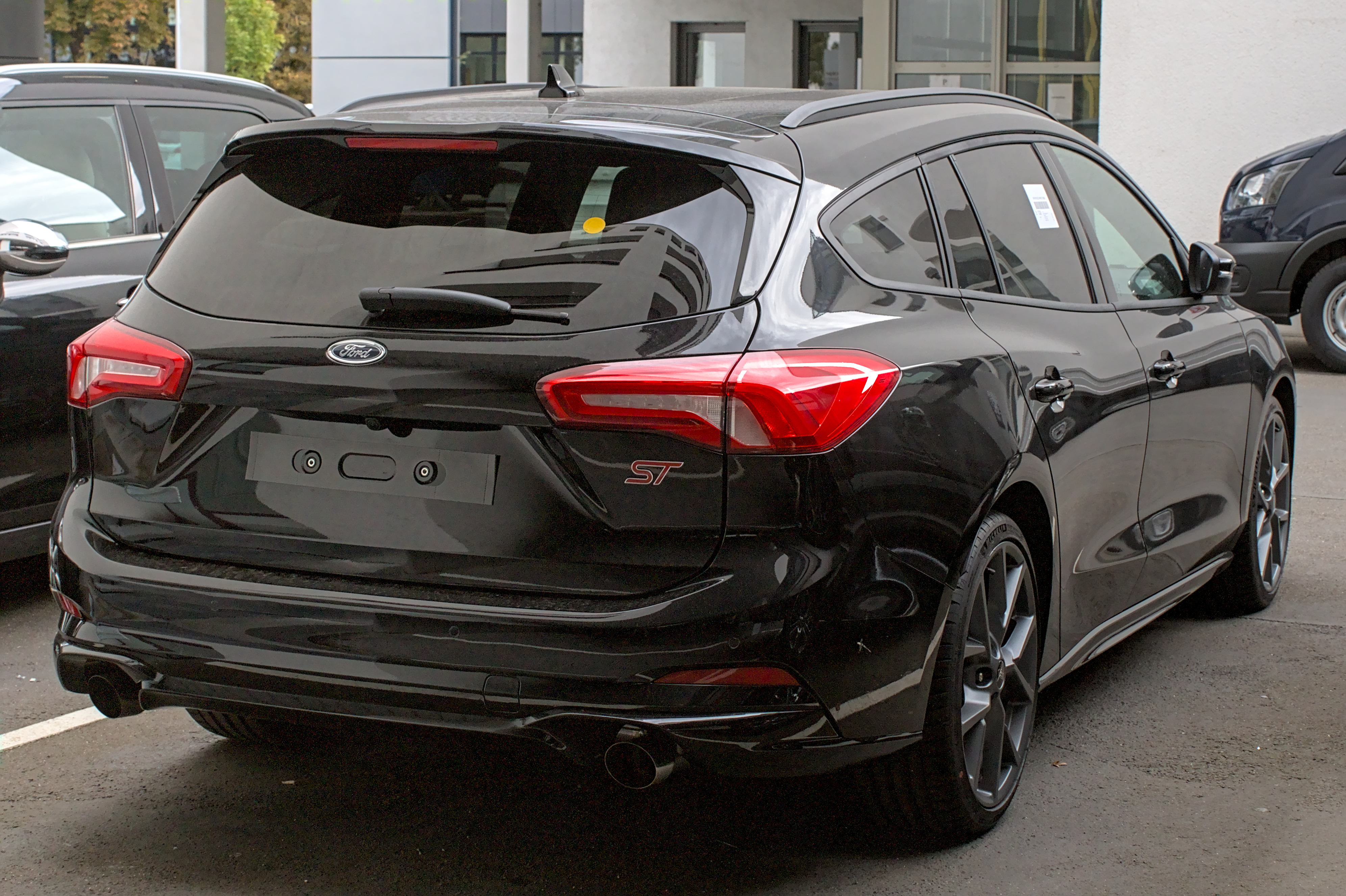
Heckansicht

Im März 2020 verkündete Ford, dass es von der vierten Focus-Generation kein RS-Modell geben werde. Als Ursache gelten die strenger werdenden CO2-Emissions-Richtlinien der EU. Ein neuer RS würde den Flottenverbrauch steigern, was zu höheren Ausgleichszahlungen des Herstellers führen würde.
Seit April 2020 ist der 1,0-Liter-EcoBoost-Ottomotor auch als Mild-Hybrid mit einem 48-Volt-Bordnetz verfügbar.

#### Ottomotoren
|                                             | 1.0 EcoBoost               | 1.0 EcoBoost               | 1.0 EcoBoost               | 1.0 EcoBoost                | 1.0 EcoBoost                | 1.0 EcoBoost Hybrid        | 1.0 EcoBoost Hybrid        | 1.0 EcoBoost Hybrid        | 1.0 EcoBoost Hybrid        | 1.5 EcoBoost                | 1.5 EcoBoost               | 1.5 EcoBoost                | 1.5 EcoBoost               | 2.3 EcoBoost ST            | 2.3 EcoBoost ST            |
| ------------------------------------------- | -------------------------- | -------------------------- | -------------------------- | --------------------------- | --------------------------- | -------------------------- | -------------------------- | -------------------------- | -------------------------- | --------------------------- | -------------------------- | --------------------------- | -------------------------- | -------------------------- | -------------------------- |
| Bauzeitraum                                 | 09/2018–08/2019            | 09/2018–08/2020            | 08/2020–09/2022            | 09/2018–08/2020             | 08/2020–07/2023             | 04/2020–06/2020            | seit 06/2020               | 04/2020–06/2020            | seit 06/2020               | 09/2018–08/2020             | 08/2020–01/2022            | 09/2018–08/2020             | 08/2020–01/2022            | 06/2019–08/2020            | seit 08/2020               |
| Motorkenndaten                              |                            |                            |                            |                             |                             |                            |                            |                            |                            |                             |                            |                             |                            |                            |                            |
| Motortyp                                    | R3-Ottomotor               | R3-Ottomotor               | R3-Ottomotor               | R3-Ottomotor                | R3-Ottomotor                | R3-Ottomotor               | R3-Ottomotor               | R3-Ottomotor               | R3-Ottomotor               | R3-Ottomotor                | R3-Ottomotor               | R3-Ottomotor                | R3-Ottomotor               | R4-Ottomotor               | R4-Ottomotor               |
| Anzahl Ventile pro Zylinder                 | 4                          | 4                          | 4                          | 4                           | 4                           | 4                          | 4                          | 4                          | 4                          | 4                           | 4                          | 4                           | 4                          | 4                          | 4                          |
| Ventilsteuerung                             | DOHC, Steuerkette          | DOHC, Steuerkette          | DOHC, Steuerkette          | DOHC, Steuerkette           | DOHC, Steuerkette           | DOHC, Steuerkette          | DOHC, Steuerkette          | DOHC, Steuerkette          | DOHC, Steuerkette          | DOHC, Steuerkette           | DOHC, Steuerkette          | DOHC, Steuerkette           | DOHC, Steuerkette          | DOHC, Steuerkette          | DOHC, Steuerkette          |
| Gemischaufbereitung                         | Direkteinspritzung         | Direkteinspritzung         | Direkteinspritzung         | Direkteinspritzung          | Direkteinspritzung          | Direkteinspritzung         | Direkteinspritzung         | Direkteinspritzung         | Direkteinspritzung         | Direkteinspritzung          | Direkteinspritzung         | Direkteinspritzung          | Direkteinspritzung         | Direkteinspritzung         | Direkteinspritzung         |
| Motoraufladung                              | Turbolader, Ladeluftkühler | Turbolader, Ladeluftkühler | Turbolader, Ladeluftkühler | Turbolader, Ladeluftkühler  | Turbolader, Ladeluftkühler  | Turbolader, Ladeluftkühler | Turbolader, Ladeluftkühler | Turbolader, Ladeluftkühler | Turbolader, Ladeluftkühler | Turbolader, Ladeluftkühler  | Turbolader, Ladeluftkühler | Turbolader, Ladeluftkühler  | Turbolader, Ladeluftkühler | Turbolader, Ladeluftkühler | Turbolader, Ladeluftkühler |
| Kühlung                                     | Wasserkühlung              | Wasserkühlung              | Wasserkühlung              | Wasserkühlung               | Wasserkühlung               | Wasserkühlung              | Wasserkühlung              | Wasserkühlung              | Wasserkühlung              | Wasserkühlung               | Wasserkühlung              | Wasserkühlung               | Wasserkühlung              | Wasserkühlung              | Wasserkühlung              |
| Bohrung × Hub                               | 71,9 mm × 82,0 mm          | 71,9 mm × 82,0 mm          | 71,9 mm × 82,0 mm          | 71,9 mm × 82,0 mm           | 71,9 mm × 82,0 mm           | 71,9 mm × 82,0 mm          | 71,9 mm × 82,0 mm          | 71,9 mm × 82,0 mm          | 71,9 mm × 82,0 mm          | 84,0 mm × 90,0 mm           | 84,0 mm × 90,0 mm          | 84,0 mm × 90,0 mm           | 84,0 mm × 90,0 mm          | 87,55 mm × 94,0 mm         | 87,55 mm × 94,0 mm         |
| Hubraum                                     | 999 cm³                    | 999 cm³                    | 999 cm³                    | 999 cm³                     | 999 cm³                     | 999 cm³                    | 999 cm³                    | 999 cm³                    | 999 cm³                    | 1497 cm³                    | 1496 cm³                   | 1497 cm³                    | 1496 cm³                   | 2261 cm³                   | 2261 cm³                   |
| Verdichtungsverhältnis                      | 10,5:1                     | 10,5:1                     | 10,5:1                     | 10,5:1                      | 10,5:1                      | 10,5:1                     | 10,5:1                     | 10,5:1                     | 10,5:1                     | 11:1                        | 11:1                       | 11:1                        | 11:1                       | 9,4:1                      | 9,4:1                      |
| max. Leistung bei min−1                     | 63 kW (85 PS)/ 4000–6000   | 74 kW (100 PS)/ 4500–6000  | 74 kW (100 PS)/ 4500–6000  | 92 kW (125 PS)/ 6000        | 92 kW (125 PS)/ 6000        | 92 kW (125 PS)/ 6000       | 92 kW (125 PS)/ 6000       | 114 kW (155 PS)/ 6000      | 114 kW (155 PS)/ 6000      | 110 kW (150 PS)/ 6000       | 110 kW (150 PS)/ 6000      | 134 kW (182 PS)/ 6000       | 134 kW (182 PS)/ 6000      | 206 kW (280 PS)/ 5500      | 206 kW (280 PS)/ 5500      |
| max. Drehmoment bei min−1                   | 170 Nm/ 1400–3500          | 170 Nm/ 1400–4000          | 170 Nm/ 1400–4000          | 170 Nm/ 1400–4500           | 170 Nm/ 1400–4500           | 210 Nm/ 2000               | 210 Nm/ 2000               | 235 Nm/ 2000               | 235 Nm/ 2000               | 240 Nm/ 1600                | 240 Nm/ 1600               | 240 Nm/ 1600                | 240 Nm/ 1600               | 420 Nm/ 3000–4000          | 420 Nm/ 3000–4000          |
| Abgasnorm                                   | Euro 6d-TEMP               | Euro 6d-TEMP               | Euro 6d                    | Euro 6d-TEMP                | Euro 6d                     | Euro 6d-TEMP               | Euro 6d                    | Euro 6d-TEMP               | Euro 6d                    | Euro 6d-TEMP                | Euro 6d                    | Euro 6d-TEMP                | Euro 6d                    | Euro 6d-TEMP               | Euro 6d                    |
| Kraftübertragung                            |                            |                            |                            |                             |                             |                            |                            |                            |                            |                             |                            |                             |                            |                            |                            |
| Antrieb                                     | Vorderradantrieb           | Vorderradantrieb           | Vorderradantrieb           | Vorderradantrieb            | Vorderradantrieb            | Vorderradantrieb           | Vorderradantrieb           | Vorderradantrieb           | Vorderradantrieb           | Vorderradantrieb            | Vorderradantrieb           | Vorderradantrieb            | Vorderradantrieb           | Vorderradantrieb           | Vorderradantrieb           |
| Getriebe, serienmäßig                       | 6-Gang-Schaltgetriebe      | 6-Gang-Schaltgetriebe      | 6-Gang-Schaltgetriebe      | 6-Gang-Schaltgetriebe       | 6-Gang-Schaltgetriebe       | 6-Gang-Schaltgetriebe      | 6-Gang-Schaltgetriebe      | 6-Gang-Schaltgetriebe      | 6-Gang-Schaltgetriebe      | 6-Gang-Schaltgetriebe       | 8-Stufen-Automatikgetriebe | 6-Gang-Schaltgetriebe       | 8-Stufen-Automatikgetriebe | 6-Gang-Schaltgetriebe      | 6-Gang-Schaltgetriebe      |
| Getriebe, optional                          | –                          | –                          | –                          | 8-Stufen-Automatikgetriebe  | 8-Stufen-Automatikgetriebe  | –                          | 7-Stufen-Automatikgetriebe | –                          | 7-Stufen-Automatikgetriebe | 8-Stufen-Automatikgetriebe  | –                          | 8-Stufen-Automatikgetriebe  | –                          | 7-Gang-Automatikgetriebe   | 7-Gang-Automatikgetriebe   |
| Messwerte (Schrägheck)                      |                            |                            |                            |                             |                             |                            |                            |                            |                            |                             |                            |                             |                            |                            |                            |
| Höchstgeschwindigkeit                       | 177 km/h                   | 186 km/h                   | 186 km/h                   | 200 km/h (195 km/h)         | 200 km/h (195 km/h)         | 200 km/h                   | 200 km/h (195 km/h)        | 211 km/h                   | 210 km/h (208 km/h)        | 210 km/h (208 km/h)         | 220 km/h                   | 222 km/h (220 km/h)         | 220 km/h                   | 250 km/h                   | 250 km/h                   |
| Beschleunigung, 0–100 km/h                  | 13,5 s                     | 12,1 s                     | 12,1 s                     | 10,0 s (11,1 s)             | 10,0 s (11,1 s)             | 10,1 s                     | 10,2 s (10,2 s)            | 9,2 s                      | 9,2 s                      | 8,8 s (8,9 s)               | 8,9 s                      | 8,3 s (8,4 s)               | 8,4 s                      | 5,7 s (6,0 s)              | 5,7 s (6,0 s)              |
| Kraftstoffverbrauch auf 100 km (kombiniert) | 4,8–5,1 l S                | 4,7–4,9 l S                | 4,3–4,5 l S                | 4,8–5,0 l S (5,6–5,8 l S)   | 4,2–4,6 l S (5,1–5,4 l S)   | 4,2–4,4 l S                | 4,2–4,4 l S                | 4,1–4,6 l S                | 4,1–4,6 l S                | 5,3–5,5 l S (5,9–6,1 l S)   | 5,4–5,8 l S                | 5,4–5,5 l S (5,9–6,1 l S)   | 5,5–5,8 l S                | 7,9 l S                    | 8,2 l S (7,9 l S)          |
| CO2-Emission (kombiniert)                   | 110–115 g/km               | 107–110 g/km               | 97–103 g/km                | 108–115 g/km (126–131 g/km) | 96–106 g/km (116–122 g/km)  | 94–99 g/km                 | 94–99 g/km                 | 93–103 g/km                | 93–103 g/km                | 121–125 g/km (133–138 g/km) | 125–134 g/km               | 124–126 g/km (133–138 g/km) | 125–146 g/km               | 179 g/km                   | 188 g/km (180–181 g/km)    |
| Messwerte (Kombi)                           |                            |                            |                            |                             |                             |                            |                            |                            |                            |                             |                            |                             |                            |                            |                            |
| Höchstgeschwindigkeit                       | 175 km/h                   | 184 km/h                   | 184 km/h                   | 198 km/h (193 km/h)         | 198 km/h (193 km/h)         | 198 km/h                   | 198 km/h                   | 209 km/h                   | 209 km/h                   | 208 km/h (206 km/h)         | 206 km/h                   | 220 km/h (218 km/h)         | 218 km/h                   | 250 km/h                   | 250 km/h                   |
| Beschleunigung, 0–100 km/h                  | 13,9 s                     | 12,5 s                     | 12,5 s                     | 10,3 s (11,4 s)             | 10,3 s (11,4 s)             | 10,3 s                     | 10,4 s (10,4 s)            | 9,4 s                      | 9,1 s (8,6 s)              | 9,0 s (9,1 s)               | 9,1 s                      | 8,5 s (8,6 s)               | 8,6 s                      | 5,8 s (6,1 s)              | 5,8 s (6,1 s)              |
| Kraftstoffverbrauch auf 100 km (kombiniert) | 4,9–5,1 l S                | 4,7–4,9 l S                | 4,5–4,7 l S                | 4,8–5,1 l S (5,8–6,0 l S)   | 4,4–4,9 l S (5,1–5,5 l S)   | 4,2–4,4 l S                | 4,2–4,4 l S                | 4,1–4,6 l S                | 4,1–4,6 l S                | 5,5–5,7 l S (5,9–6,2 l S)   | 5,5–5,9 l S                | 5,5–5,7 l S (5,9–6,1 l S)   | 5,5–5,9 l S                | 7,9 l S                    | 8,2 l S (7,9 l S)          |
| CO2-Emission (kombiniert)                   | 110–115 g/km               | 107–111 g/km               | 102–109 g/km               | 108–114 g/km (130–135 g/km) | 102–112 g/km (117–123 g/km) | 95–100 g/km                | 95–100 g/km                | 94–104 g/km                | 94–104 g/km                | 125–129 g/km (134–138 g/km) | 125–135 g/km               | 125–129 g/km (133–137 g/km) | 125–135 g/km               | 179 g/km                   | 187–188 g/km (181 g/km)    |

1. 1 2  Werte in runden Klammern „( )“ für Automatikgetriebe.

#### Dieselmotoren
|                                             | 1.5 EcoBlue                | 1.5 EcoBlue                | 1.5 EcoBlue                | 1.5 EcoBlue                | 1.5 EcoBlue                | 2.0 EcoBlue                 | 2.0 EcoBlue                 | 2.0 EcoBlue ST             | 2.0 EcoBlue ST             |
| ------------------------------------------- | -------------------------- | -------------------------- | -------------------------- | -------------------------- | -------------------------- | --------------------------- | --------------------------- | -------------------------- | -------------------------- |
| Bauzeitraum                                 | 09/2018–08/2020            | 08/2020–11/2021            | seit 09/2022               | 09/2018–08/2020            | 08/2020–09/2022            | 09/2018–08/2020             | 08/2020–11/2021             | 06/2019–08/2020            | 08/2020–11/2021            |
| Motorkenndaten                              |                            |                            |                            |                            |                            |                             |                             |                            |                            |
| Motortyp                                    | R4-Dieselmotor             | R4-Dieselmotor             | R4-Dieselmotor             | R4-Dieselmotor             | R4-Dieselmotor             | R4-Dieselmotor              | R4-Dieselmotor              | R4-Dieselmotor             | R4-Dieselmotor             |
| Anzahl Ventile pro Zylinder                 | 4                          | 4                          | 4                          | 4                          | 4                          | 4                           | 4                           | 4                          | 4                          |
| Ventilsteuerung                             | DOHC, Zahnriemen           | DOHC, Zahnriemen           | DOHC, Zahnriemen           | DOHC, Zahnriemen           | DOHC, Zahnriemen           | DOHC, Zahnriemen            | DOHC, Zahnriemen            | DOHC, Zahnriemen           | DOHC, Zahnriemen           |
| Gemischaufbereitung                         | Common-Rail-Einspritzung   | Common-Rail-Einspritzung   | Common-Rail-Einspritzung   | Common-Rail-Einspritzung   | Common-Rail-Einspritzung   | Common-Rail-Einspritzung    | Common-Rail-Einspritzung    | Common-Rail-Einspritzung   | Common-Rail-Einspritzung   |
| Motoraufladung                              | Turbolader, Ladeluftkühler | Turbolader, Ladeluftkühler | Turbolader, Ladeluftkühler | Turbolader, Ladeluftkühler | Turbolader, Ladeluftkühler | Turbolader, Ladeluftkühler  | Turbolader, Ladeluftkühler  | Turbolader, Ladeluftkühler | Turbolader, Ladeluftkühler |
| Kühlung                                     | Wasserkühlung              | Wasserkühlung              | Wasserkühlung              | Wasserkühlung              | Wasserkühlung              | Wasserkühlung               | Wasserkühlung               | Wasserkühlung              | Wasserkühlung              |
| Bohrung × Hub                               | 75,0 × 84,8 mm             | 75,0 × 84,8 mm             | 75,0 × 84,8 mm             | 75,0 × 84,8 mm             | 75,0 × 84,8 mm             | 84 × 90 mm                  | 84 × 90 mm                  | 84 × 90 mm                 | 84 × 90 mm                 |
| Hubraum                                     | 1499 cm³                   | 1499 cm³                   | 1499 cm³                   | 1499 cm³                   | 1499 cm³                   | 1996 cm³                    | 1996 cm³                    | 1996 cm³                   | 1996 cm³                   |
| Verdichtungsverhältnis                      | 16,4:1                     | 16,4:1                     | 16,4:1                     | 16,4:1                     | 16,4:1                     | 15,8:1                      | 15,8:1                      |                            |                            |
| max. Leistung bei min−1                     | 70 kW (95 PS)/ 3600        | 70 kW (95 PS)/ 4000        | 85 kW (115 PS)/ 4000       | 88 kW (120 PS)/ 3600       | 88 kW (120 PS)/ 4000       | 110 kW (150 PS)/ 3500       | 110 kW (150 PS)/ 3500       | 140 kW (190 PS)/ 3500      | 140 kW (190 PS)/ 3500      |
| max. Drehmoment bei min−1                   | 300 Nm/ 1750–2000          | 250 Nm/ 1500–2500          | 250 Nm/ 2000–2500          | 300 Nm/ 1750–2250          | 300 Nm/ 1750–2250          | 370 Nm/ 2000–2500           | 370 Nm/ 2000                | 400 Nm/ 2000               | 400 Nm/ 2000               |
| Abgasnorm                                   | Euro 6d-TEMP               | Euro 6d                    | Euro 6d                    | Euro 6d-TEMP               | Euro 6d                    | Euro 6d-TEMP                | Euro 6d                     | Euro 6d-TEMP               | Euro 6d                    |
| Kraftübertragung                            |                            |                            |                            |                            |                            |                             |                             |                            |                            |
| Antrieb                                     | Vorderradantrieb           | Vorderradantrieb           | Vorderradantrieb           | Vorderradantrieb           | Vorderradantrieb           | Vorderradantrieb            | Vorderradantrieb            | Vorderradantrieb           | Vorderradantrieb           |
| Getriebe, serienmäßig                       | 6-Gang-Schaltgetriebe      | 6-Gang-Schaltgetriebe      | 8-Stufen-Automatikgetriebe | 6-Gang-Schaltgetriebe      | 6-Gang-Schaltgetriebe      | 6-Gang-Schaltgetriebe       | 6-Gang-Schaltgetriebe       | 6-Gang-Schaltgetriebe      | 6-Gang-Schaltgetriebe      |
| Getriebe, optional                          | –                          | –                          | –                          | 8-Stufen-Automatikgetriebe | 8-Stufen-Automatikgetriebe | 8-Stufen-Automatikgetriebe  | 8-Stufen-Automatikgetriebe  | –                          | –                          |
| Messwerte (Schrägheck)                      |                            |                            |                            |                            |                            |                             |                             |                            |                            |
| Höchstgeschwindigkeit                       | 183 km/h                   | 183 km/h                   | (190 km/h)                 | 196 km/h (193 km/h)        | 196 km/h (193 km/h)        | 210 km/h (207 km/h)         | 210 km/h (207 km/h)         | 220 km/h                   | 220 km/h                   |
| Beschleunigung, 0–100 km/h                  | 11,4 s                     | 11,4 s                     | (11,8 s)                   | 10,0 s (10,2 s)            | 10,0 s (10,2 s)            | 8,5 s (9,3 s)               | 8,5 s (9,3 s)               | 7,6 s                      | 7,6 s                      |
| Kraftstoffverbrauch auf 100 km (kombiniert) | 3,5–3,6 l D                | 3,6–3,8 l D                | (4,9–5,8 l D)              | 3,5–3,7 l D (4,2–4,4 l D)  | 3,6–3,9 l D (4,0–4,3 l D)  | 4,4–4,5 l D (4,4–4,6 l D)   | 4,2–4,5 l D (4,3–4,7 l D)   | 4,8 l D                    | 4,9–5,1 l D                |
| CO2-Emission (kombiniert)                   | 91–95 g/km                 | 92–99 g/km                 | (128–153 g/km)             | 93–99 g/km (110–115 g/km)  | 92–101 g/km (103–111 g/km) | 114–116 g/km (114–121 g/km) | 109–116 g/km (111–120 g/km) | 125 g/km                   | 128–132 g/km               |
| Messwerte (Kombi)                           |                            |                            |                            |                            |                            |                             |                             |                            |                            |
| Höchstgeschwindigkeit                       | 181 km/h                   | 181 km/h                   | (188 km/h)                 | 194 km/h (191 km/h)        | 194 km/h (191 km/h)        | 208 km/h (205 km/h)         | 208 km/h (205 km/h)         | 220 km/h                   | 220 km/h                   |
| Beschleunigung, 0–100 km/h                  | 11,8 s                     | 11,8 s                     | (12,1 s)                   | 10,3 s (10,5 s)            | 10,3 s (10,5 s)            | 8,7 s (9,5 s)               | 8,7 s (9,5 s)               | 7,7 s                      | 7,7 s                      |
| Kraftstoffverbrauch auf 100 km (kombiniert) | 3,6–3,8 l D                | 3,7–3,8 l D                | (5,0–5,8 l D)              | 3,7–3,9 l D (4,4–4,7 l D)  | 3,7–3,9 l D (4,1–4,4 l D)  | 4,5–4,6 l D (4,4–4,7 l D)   | 4,3–4,6 l D (4,3–4,7 l D)   | 4,8 l D                    | 4,9–5,1 l D                |
| CO2-Emission (kombiniert)                   | 97–103 g/km                | 96–100 g/km                | (130–153 g/km)             | 98–104 g/km (116–122 g/km) | 96–100 g/km (106–114 g/km) | 117–119 g/km (116–122 g/km) | 112–119 g/km (112–121 g/km) | 125 g/km                   | 127–132 g/km               |

1. 1 2  Werte in runden Klammern „( )“ für Automatikgetriebe.

## US-amerikanische Modelle

### Focus (NA1, 2000–2007)
In Nordamerika war der Focus wie in Europa der direkte Nachfolger des Escort, wobei dort traditionell vor allem das Stufenheck gefragt ist.
Die erste Generation der US-Version war abgesehen von optischen Details und den angebotenen Motoren mit der europäischen Ausführung identisch und wurde wie dieser auch als drei- und fünftüriges Schrägheck und Kombi (hier Wagon genannt) angeboten.
Die Markteinführung erfolgte dort allerdings erst im Frühjahr 2000, also knapp zwei Jahre nach dem Verkaufsstart Europa. Der Escort wurde als Limousine noch zwei und als Coupé ZX2 sogar drei weitere Jahre produziert.

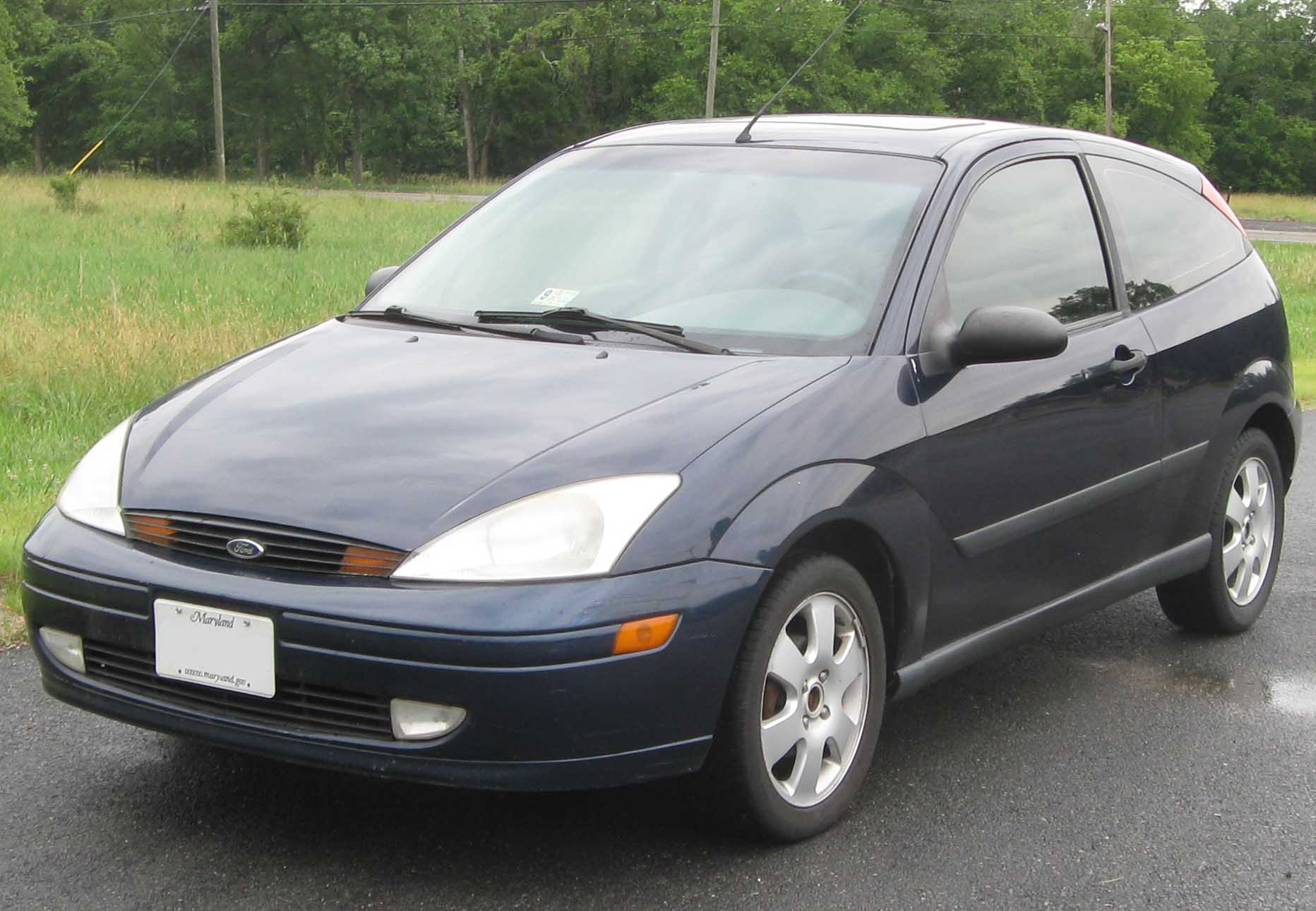
Ford Focus ZX3 Hatchback (2000–2007)
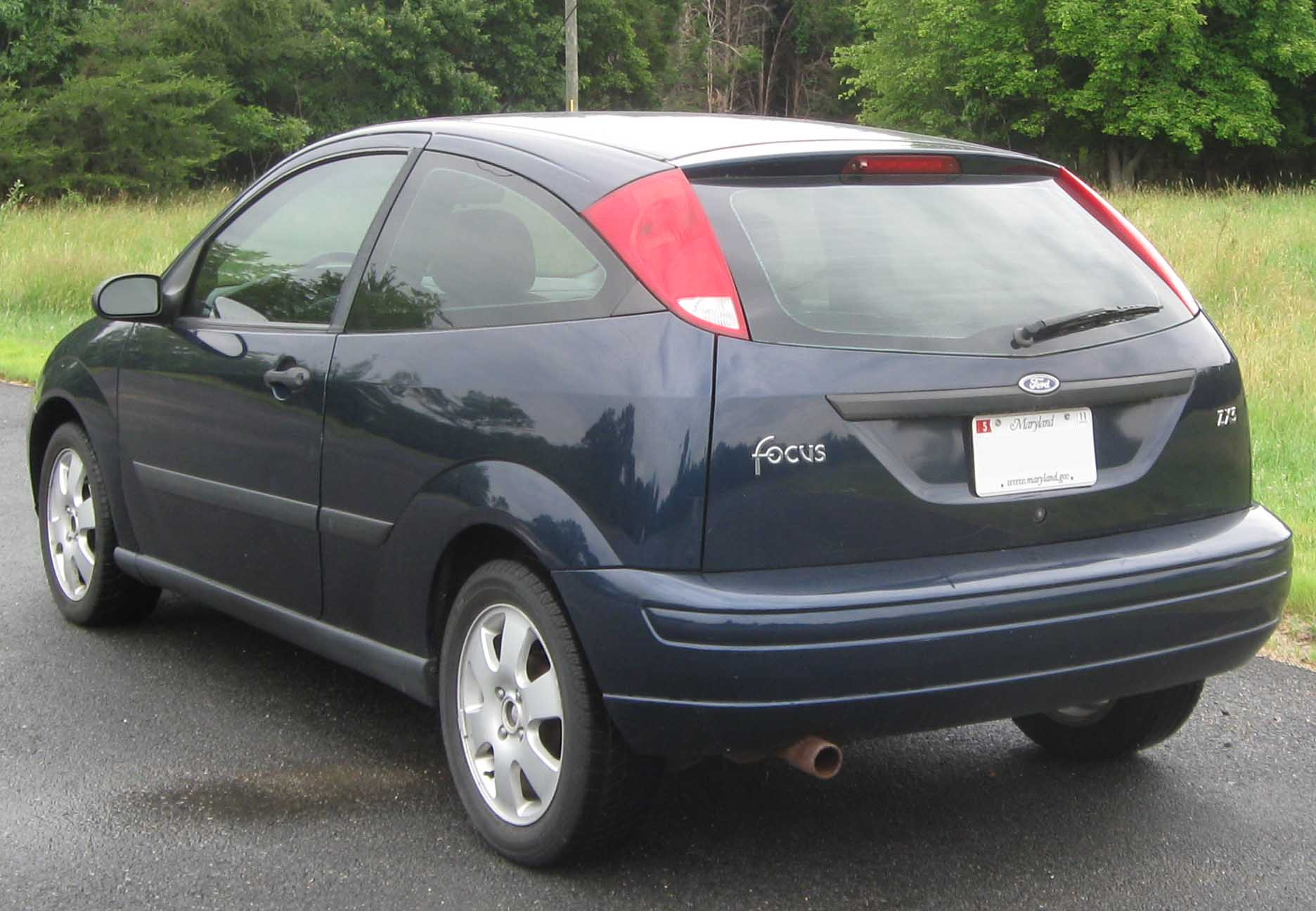
Heckansicht
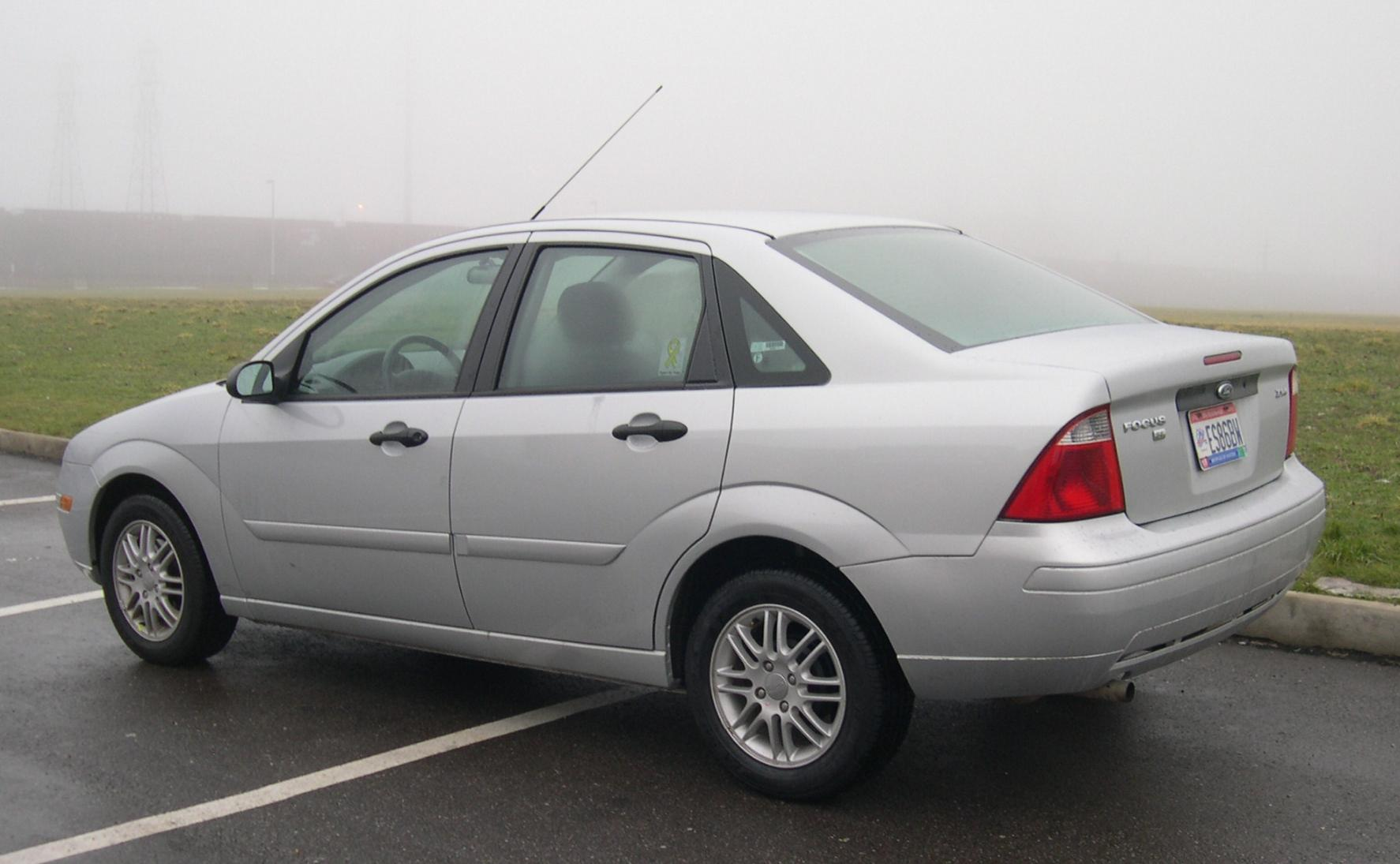
Ford Focus Sedan (2000–2007)
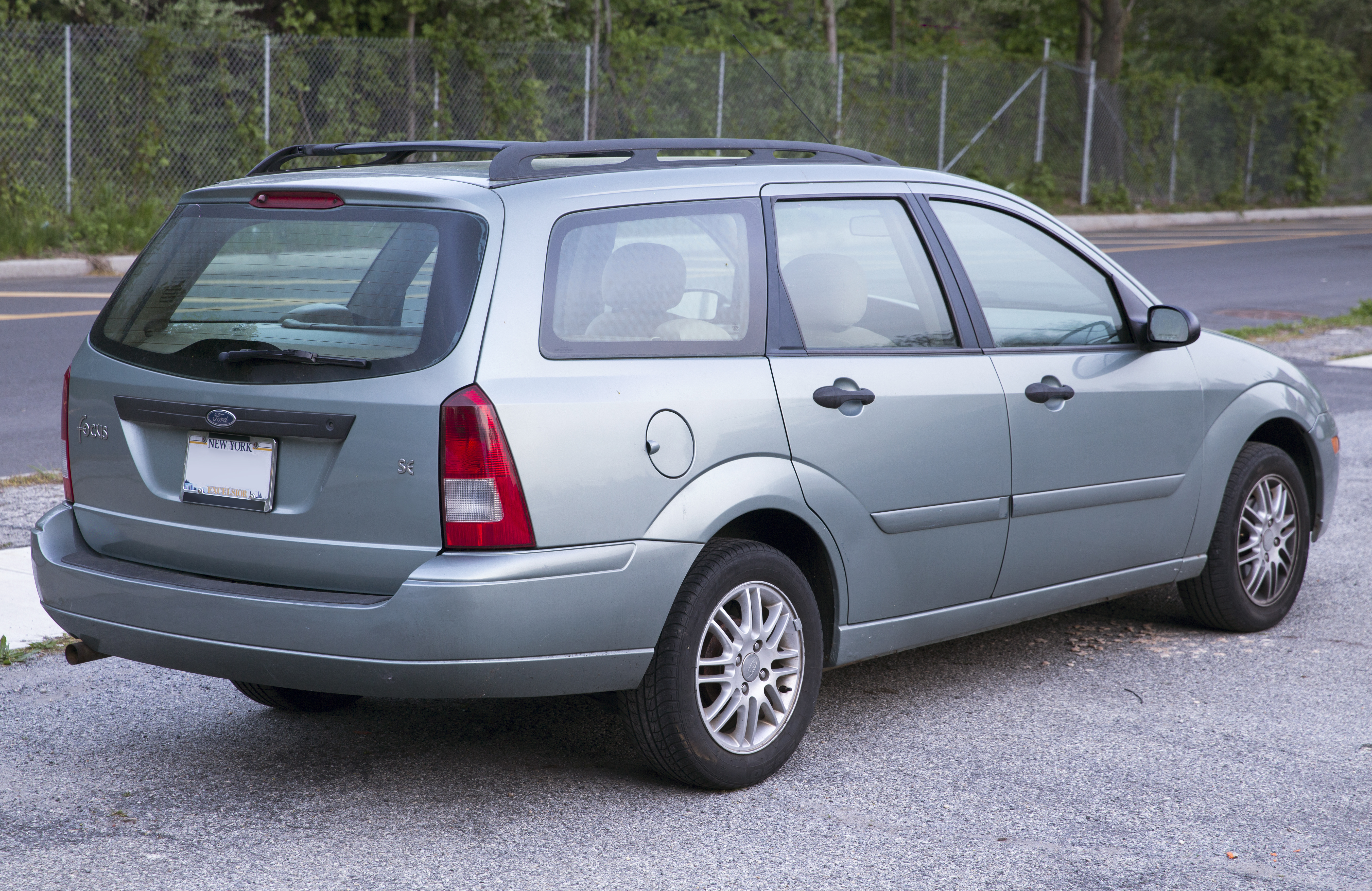
Ford Focus Wagon (2000–2007)

### Focus (NA2, 2007–2011)
Im Herbst 2007 wurde in den USA die zweite Generation des Focus eingeführt. Im Gegensatz zum Vorgänger hatte sie nichts mit dem europäischen Modell zu tun, da es sich um einen optisch überarbeiteten Focus der ersten Generation handelte. Das Fahrzeug war nur als viertürige Stufenhecklimousine sowie als zweitüriges Coupé erhältlich und als einzige Antriebsquelle diente der 2,0-Liter-Duratec mit 104 kW (140 PS).
Der Focus belegt mit Platz zehn einen der Spitzenplätze bezogen auf Risiko des Fahrers, in seinem Fahrzeug zu sterben, wie eine Untersuchung des Verkehrssicherheitsinstituts der US-Versicherer (IIHS) ergab. Dieses wertete das Todesrisiko in häufig gekauften Autos aus den Modelljahren 2009 bis 2012 aus, wozu tatsächliche Unfalldaten herangezogen und auf jeweils eine Million zugelassener Fahrzeuge hochgerechnet wurden. Mit 70 Todesfällen pro Million zugelassener Fahrzeuge gehörte der Ford Focus zur Gruppe der zehn Automobile mit der höchsten nachgewiesenen Fahrer-Todesrate.

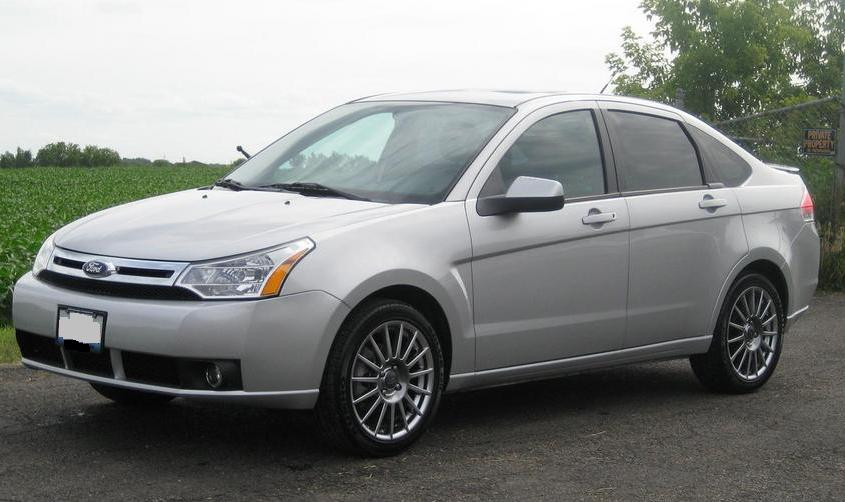
Ford Focus Sedan (2007–2011)
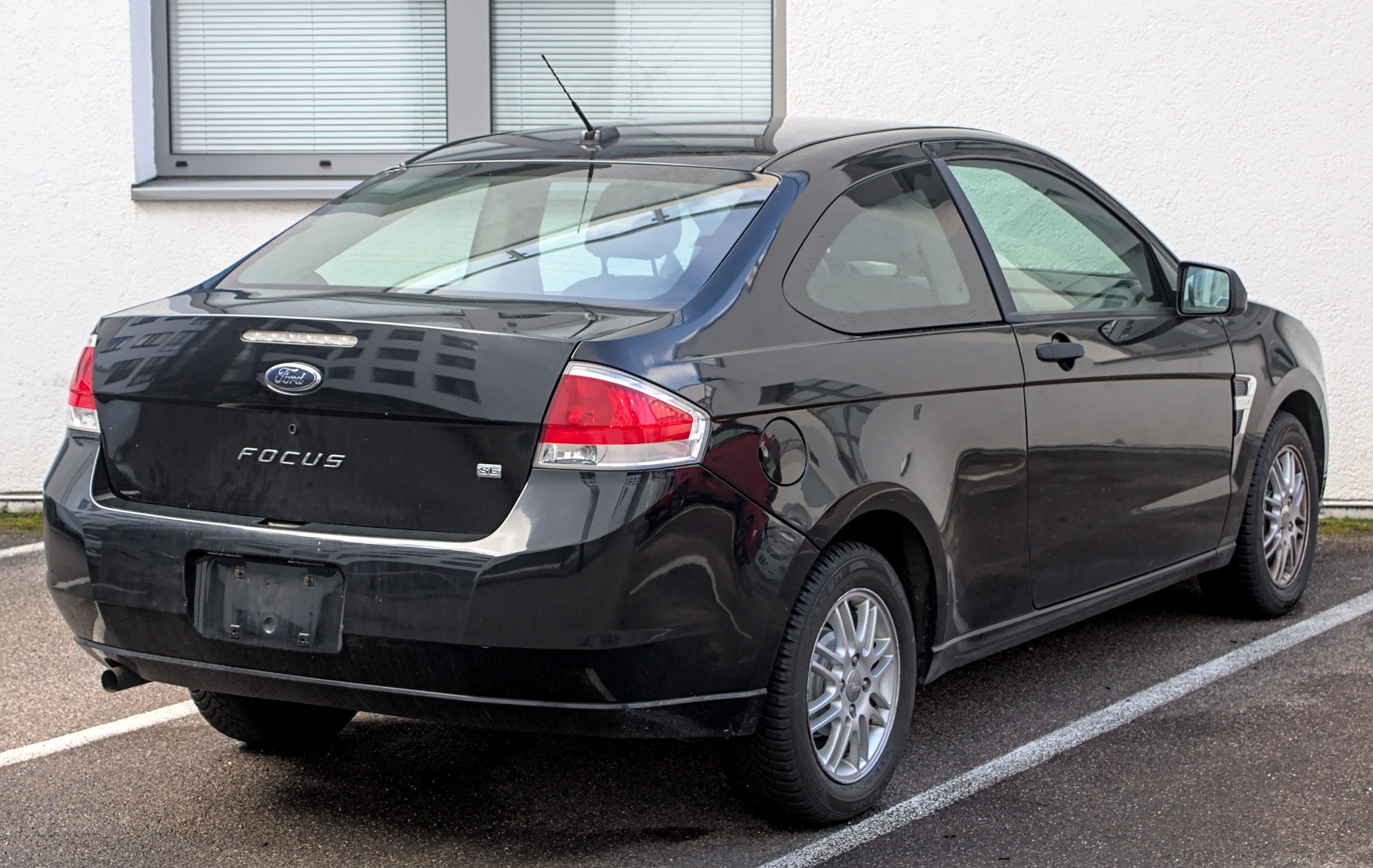
Ford Focus Coupé (2007–2011)
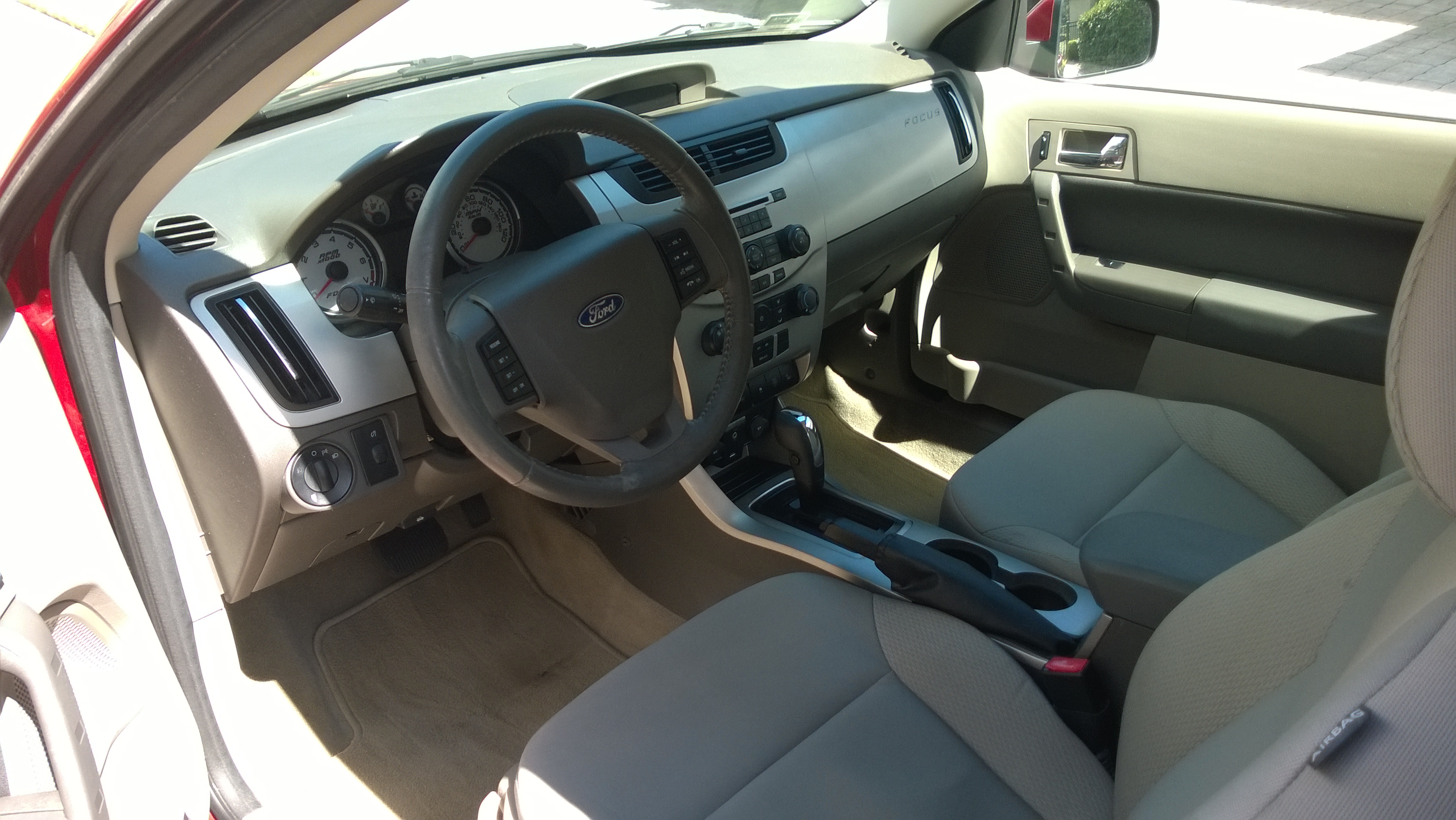
Cockpit

### Focus (NA3, 2011–2018)
Die dritte Generation wurde ab Frühjahr 2011 parallel in Europa sowie den USA vermarktet. Anders als in Europa war der Focus in Nord- und Mittelamerika zunächst nur mit einem Reihen-Vierzylinder-Ottomotor mit Ti-VCT und 2,0 Liter Hubraum erhältlich, der 119 kW leistet.
Ab Frühjahr 2012 gab es dort den rein elektrisch angetriebenen Focus Electric und ab Sommer 2012 auch den Focus ST mit dem 2,0-Liter-EcoBoost-Motor.
2018 stellte Ford die Produktion des Focus in den USA ein. Ursprünglich sollte die vierte Generation aus China importiert werden, auf Grund des Handelskonflikts zwischen den Vereinigten Staaten und der Volksrepublik China wurden diese Pläne aber verworfen.

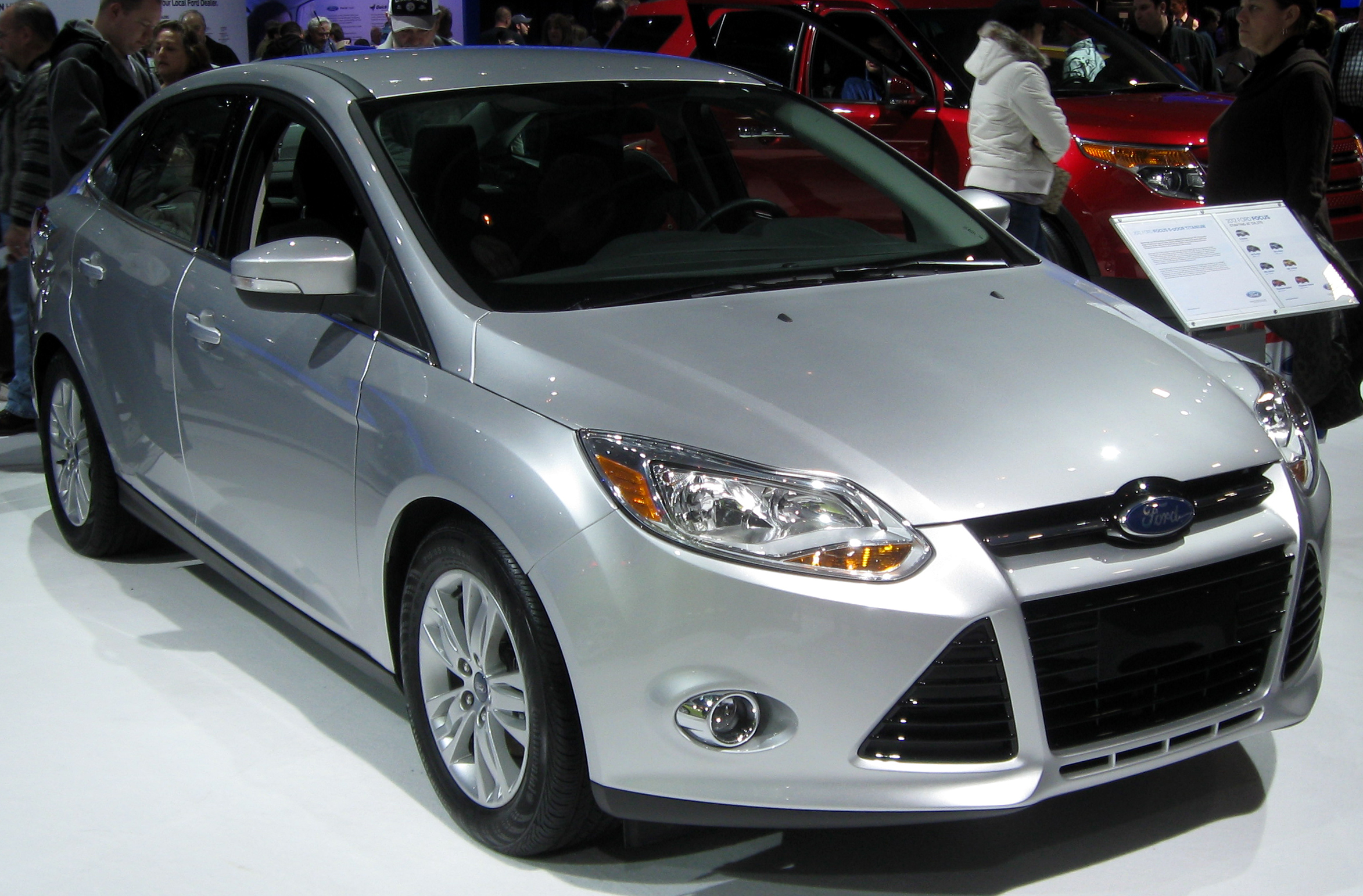
Ford Focus Sedan (2011–2018)
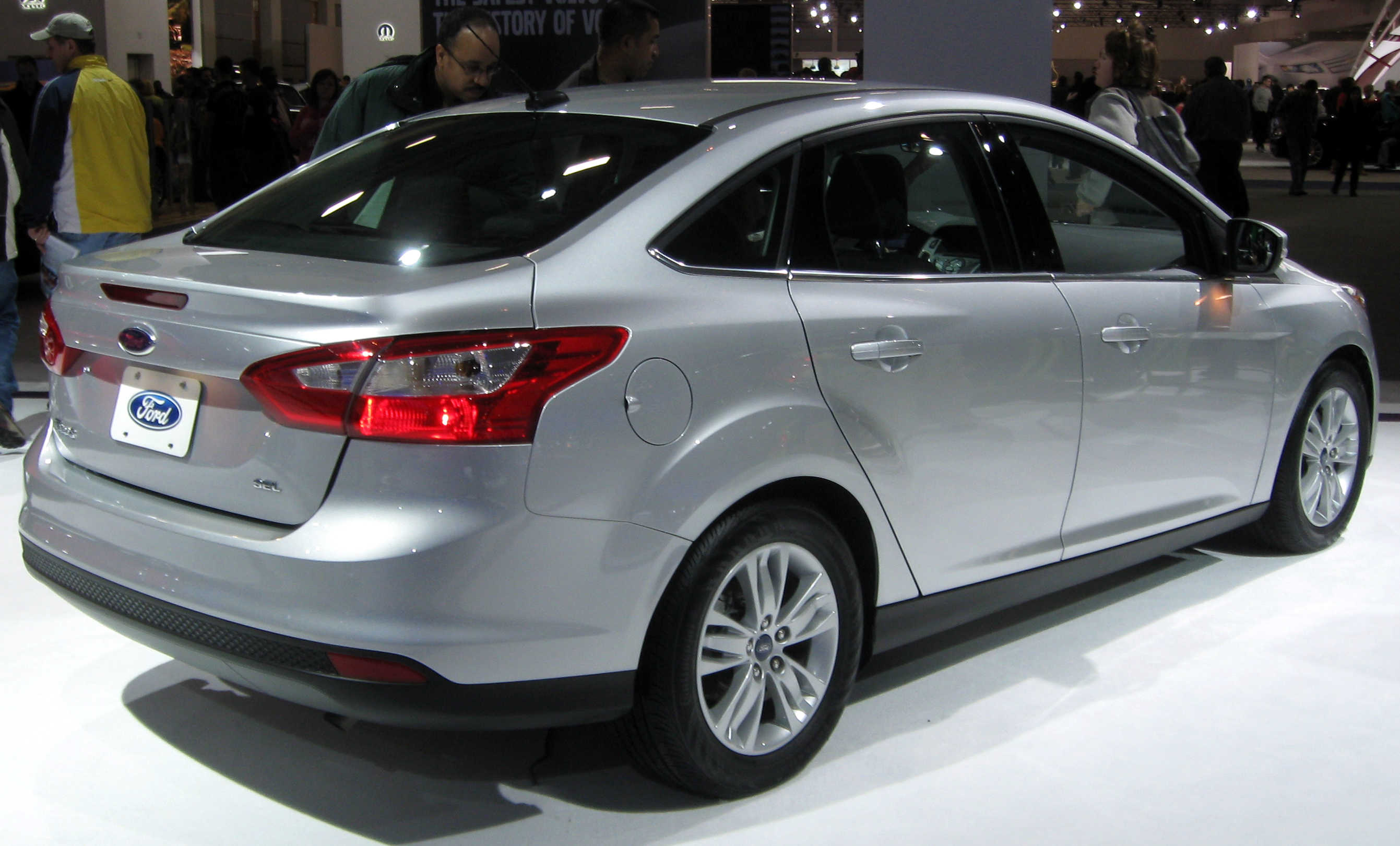
Heckansicht
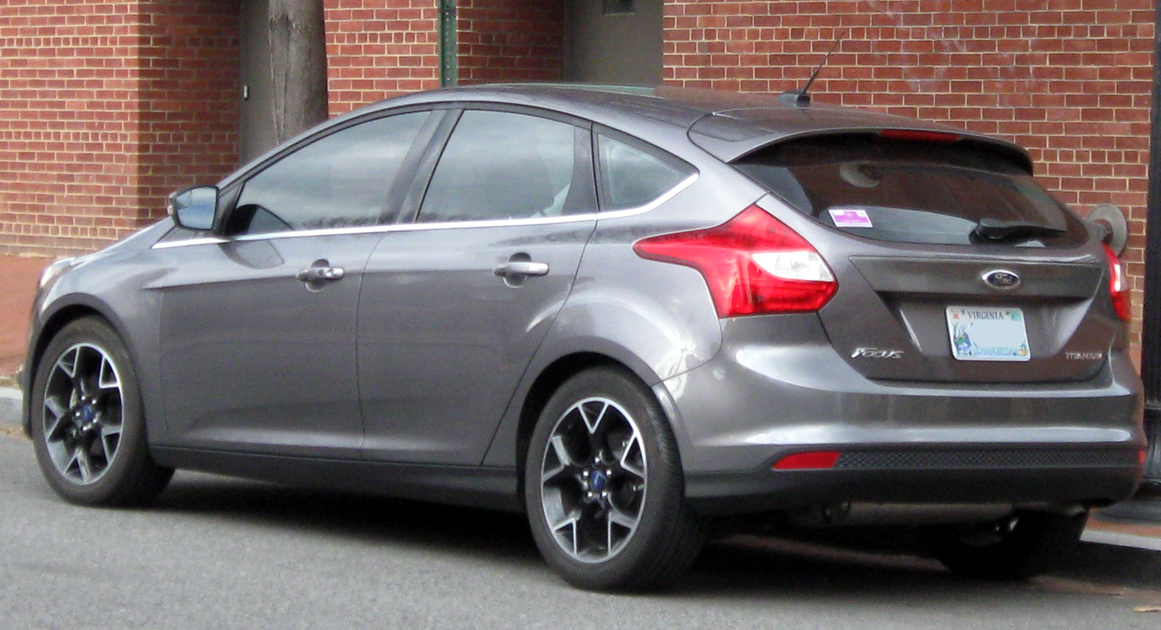
Ford Focus Hatchback (2011–2018)